# 反對逃犯條例修訂草案運動過程 (2020年5月)
| 2019年          | 尚未開始 | 尚未開始 | 3月至6月 | 3月至6月 | 3月至6月 | 3月至6月 | 7月 | 8月 | 9月    | 10月   | 11月   | 12月 |
| 2020年          | 1月      | 2月至4月 | 2月至4月 | 2月至4月 | 5月      | 6月      | 7月 | 8月 | 9月    | 10月   | 11月   | 12月 |
| 2021年          | 1月      | 2月      | 3月      | 4月      | 5月      | 6月      | 7月 | 8月 | 9-11月 | 9-11月 | 9-11月 | 12月 |
| 2022年1月或以後 |          |          |          |          |          |          |     |     |        |        |        |      |

2020年5月臨近反修例運動大規模爆發一週年，加上2019冠状病毒病疫情多日沒有出現本地確診個案，香港多區的大型商場舉行多次抗議活動。到5月21日起，政府就《國歌法》立法，加上全國人大表決訂立和通過「港區國安法」，令外界擔心香港變成「一國一制」，同時讓民間的反彈聲音更大。警方也採用「大圍捕」的行動策略，當中包括不少身穿校服的學生被拘捕。

## 1日

### 沙田和你唱

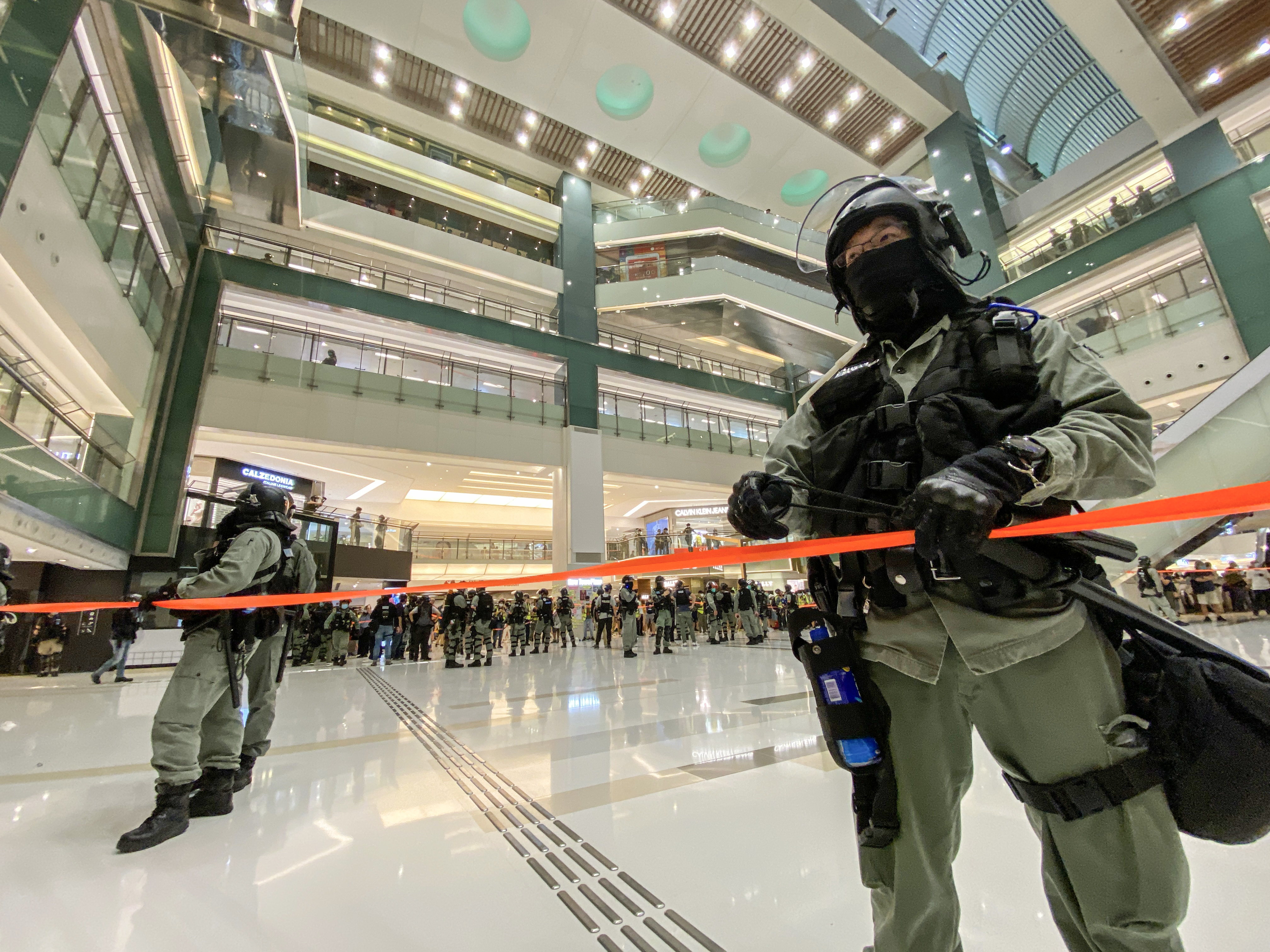
近500名防暴警察佔領新城市廣場多個樓層

有網民發起晚上7時半在新城市廣場中庭舉行「和你唱」活動。商場外有大量警車和大批防暴警察戒備。在傍晚6時許，已有市民在不同樓層高叫口號及展示標語。但其後有多名刑事偵緝處警員進入4樓截查9名市民，引起圍觀人士不滿。警員離開後，有尾隨的市民不滿警員無理截查。警員警告在場人士涉辱警。而中庭的市民再次高叫口號，活動秩序大致良好。到晚上7時許，近500名防暴警察很快衝入商場多個樓層，並以違反「限聚令」為理由驅趕和截查市民，令商戶需要落閘。警方佔領商場的行動也讓市民和區議員批評不合法不合理。警方公佈全日在商場內有11人被發出「限聚令」告票，其中公民黨「霸氣哥」兩度遭警員票控。
新城市廣場服務處發言人指，管理處並無主動報警，強調警方完全有權進入商場執法。但沒有回應警方進場前有否知會商場負責人。

### 天馬行動

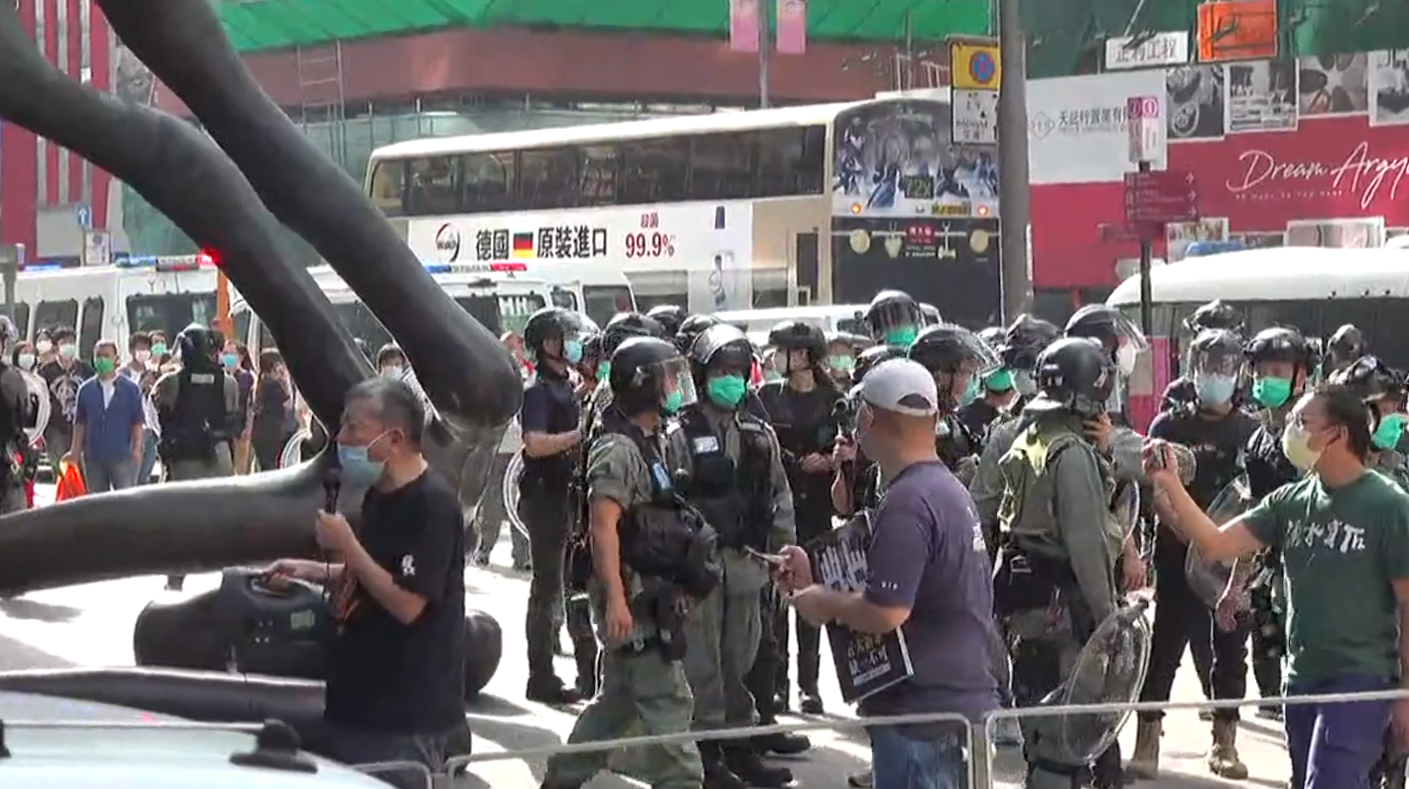
職工盟在旺角朗豪坊外的街站，一度有大批防暴警察到場

在行動當日之前，有網民在Telegram群組號召市民參與「天馬行動」，進行「快閃」活動。事件引發多間香港親中媒體的猜測，認為這是示威者希望趁「五一」假期發起「五區開花」的暴力行動。警方亦指網上有人揚言會放炸彈，經過評估風險後，派出5000警力應對突發情況。唯當日下午1時公佈行動內容時，行動召集人表示「天馬行動」的任務只是「進攻黃店」而不是勇武行動。到了下午2時活動正式的開始時間，黃店則大排長龍。不過職工盟轄下工會擺街站時被警方打壓。在旺角朗豪坊外的街站，一度有人高叫支持警察執法口號；引起有人對罵，之後大批防暴警察到場，並拉起封鎖線。警方以揚聲器廣播，要求在場人士離開，否則會作檢控。市民不滿警方行動，而職工盟秘書長李卓人批評警方濫權及無法無天。在豉油街及砵蘭街交界有私家車被警員搜查，發現有大量急救醫療物品和背囊，之後認為涉嫌行車證過期及非法改裝。而車主不明白為何無故被查。而觀塘建築地盤職工總會街站在下午多次被超過20名防暴警截查，香港眾志黃之鋒和觀塘區議員梁凱晴到場支援。其後表示會作出警告，不排除會再跟進甚至票控。
而同日早上，工黨及社民連分別以4人一組，由金鐘海富中心準備遊行到政總請願。警方以他們違反限聚令而票控共8人，當中工黨副主席麥德正拒出示身分證被警方帶走。工黨強烈譴責警察濫捕。

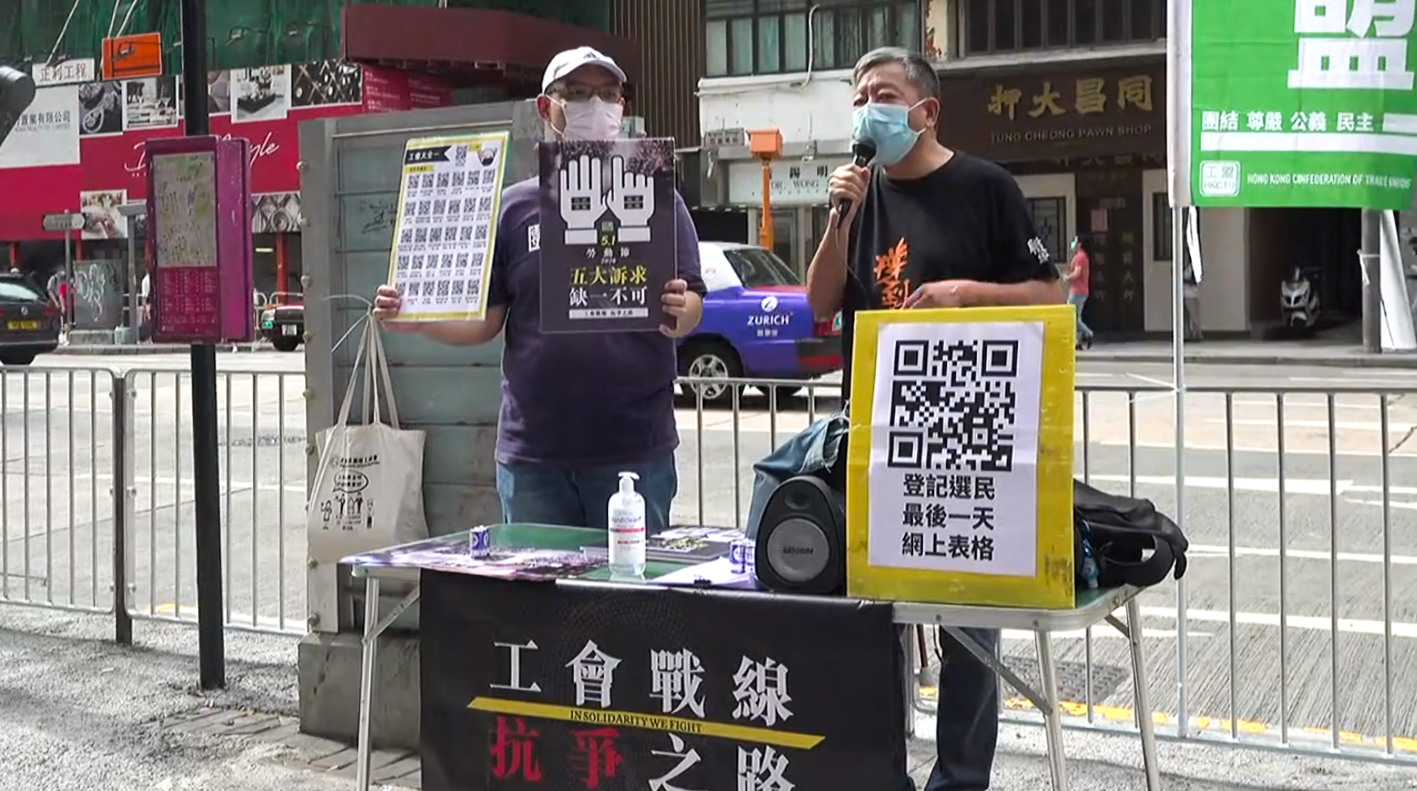
職工盟秘書長李卓人在旺角朗豪坊外的街站
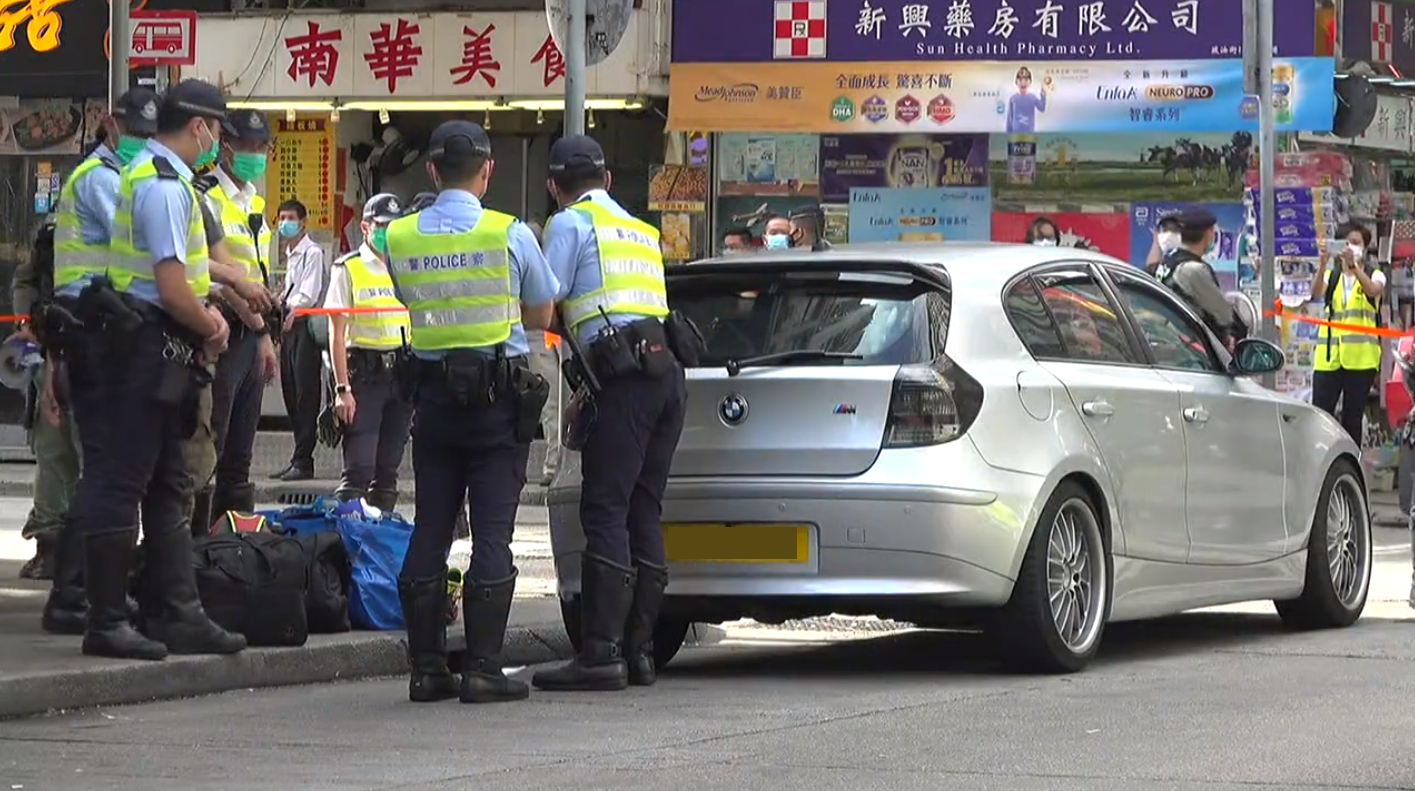
在豉油街及砵蘭街交界有私家車被警員搜查，發現有大量急救醫療物品
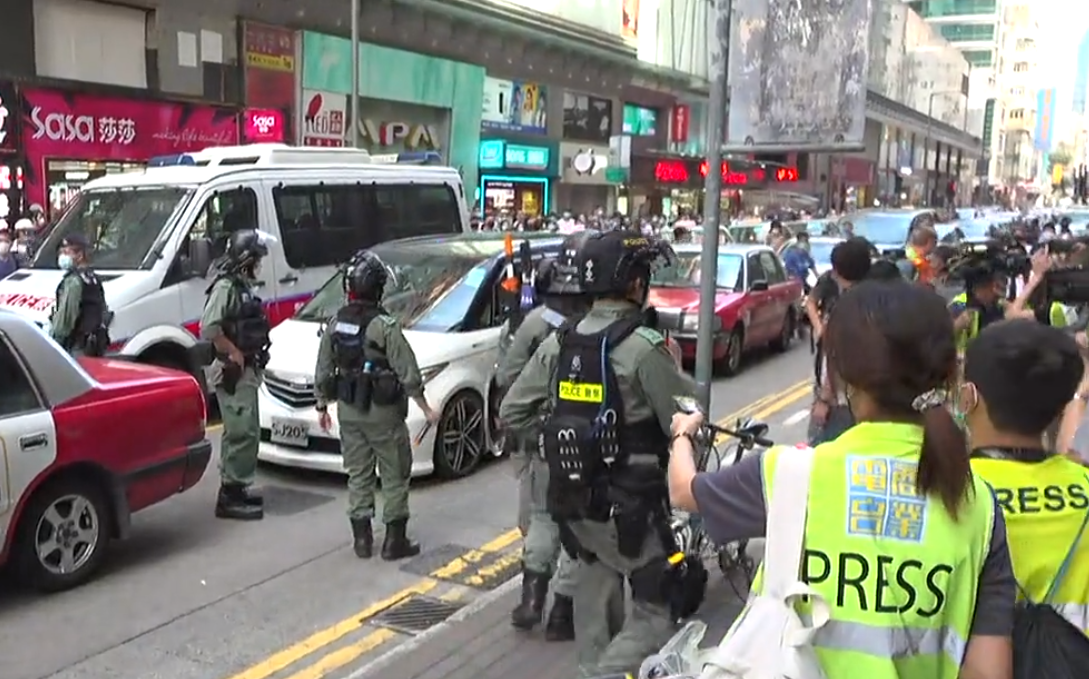
警方以揚聲器廣播，要求在場人士離開，否則會作檢控
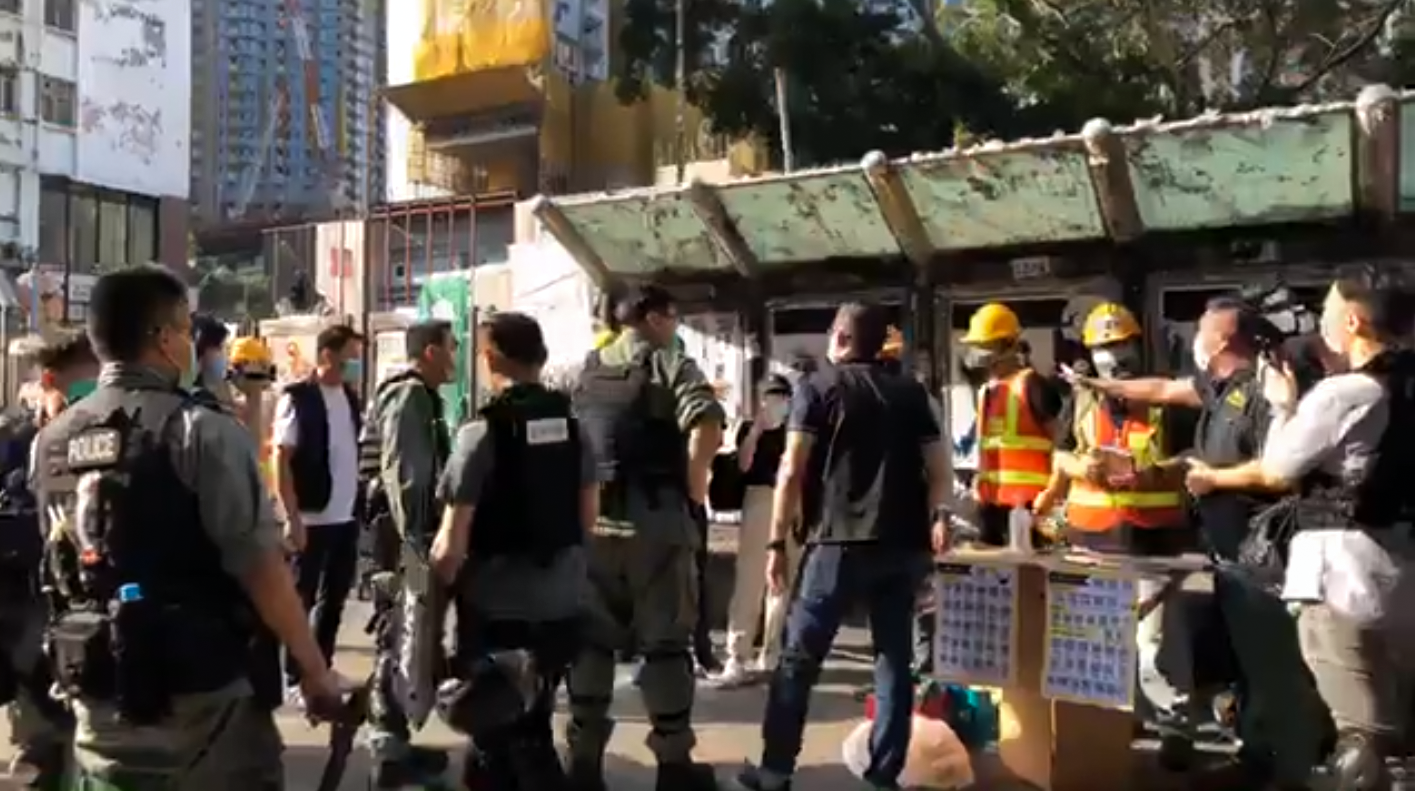
建築地盤職工總會在觀塘的街站多次被超過20名防暴警截查

## 2日

### 中聯辦發文譴責黃色經濟圈是政治攬炒
中聯辦發文嚴厲譴責有極端激進分子在五一假期，再次發動違法聚集、滋擾商舖及擲汽油彈等違法行為，形容极端激进分子是喪心病狂。文章亦批評一些反对派政客為求私利鼓吹「黄色经济圈」，是一种以政治绑架經濟的「政治揽炒」。不過，有食肆和顧客並不認同此論述。

### 工聯會等團體到美國領事館示威
美國國務卿蓬佩奧早前表示反對香港就《基本法》23條立法，工聯會四名成員和團體善美大聯盟先後到美國駐港總領事館外抗議美國干預香港事務。不過警方沒有票控他們。

## 5日

### 屯門和你唱

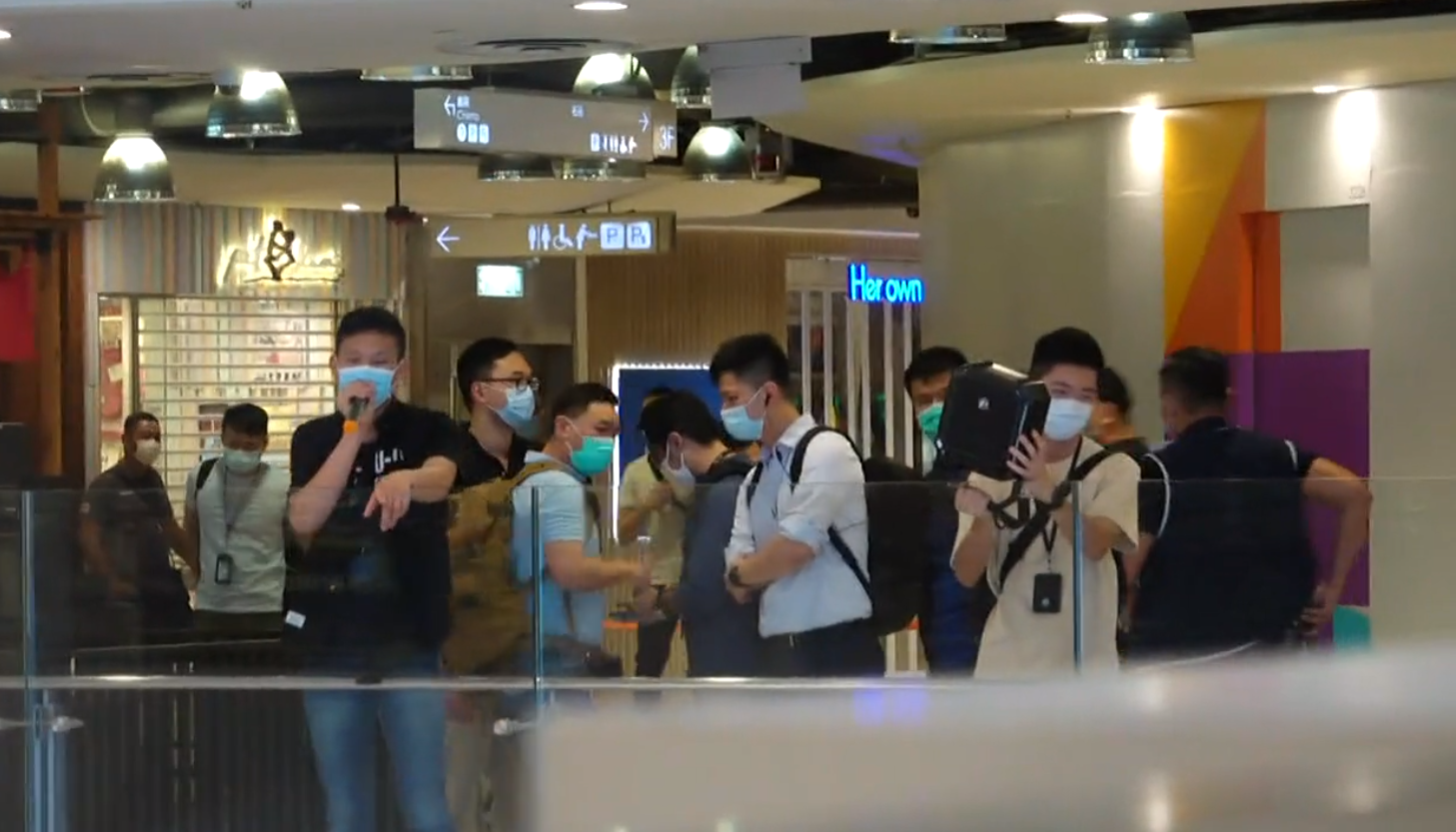
多名便衣警員在商場3樓用「大聲公」呼籲內市民散開，並警告違反「限聚令」

晚上7時許，約有50多名市民在屯門市廣場到場叫口號及唱《願榮光歸香港》。活動開始前，多名便衣警員商場中庭範圍截查多名市民的身份證，並用「大聲公」呼籲他們散開，並一度在頂層拉起封鎖線。到晚上7時27分，大批防暴警員進入商場多個樓層拉起封鎖線，部分商舖開始落閘。警員更使用商場廣播系統，警告場內市民違反「限聚令」。到晚上8時許，防暴警一度撤到商場外戒備，而區議員在場內要求警方和保安解釋封場原因，期間一名筆便衣警員身中水樽輕傷。防暴警察再度進入商場驅散市民。到晚上9時15分，多名屯門區議員包括曾振興、李家偉、張可森和黎駿穎，於4樓平台遭到警方截查。區議員其後表示發現警方用商場廣播後，到4樓保安控制室要求管理人員解釋，但職員卻致電通知警方，區議員被截查和作警告後放行。晚上9時45分，一名手持飲品的男少年，突然被多名防暴警員制服及截查。而失明律師陸小姐也被帶入封鎖線內，引起市民不滿。到晚上10時許，防暴警準備離開時，再度返回商場，並截查的4女1男，被票控違犯「限聚令」。行動中警方向1男5女發出告票。

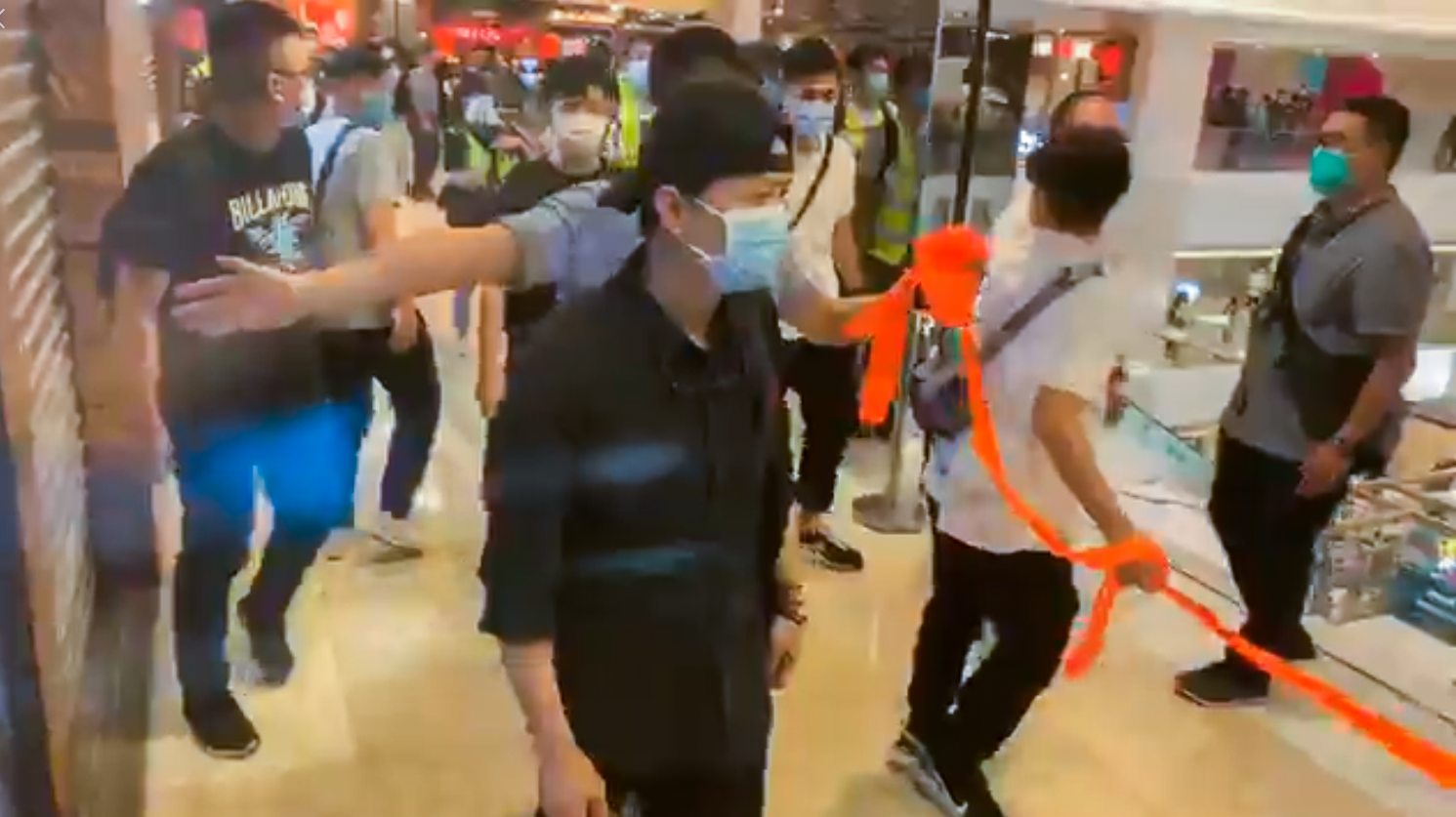
便衣警員一度在3樓拉起封鎖線
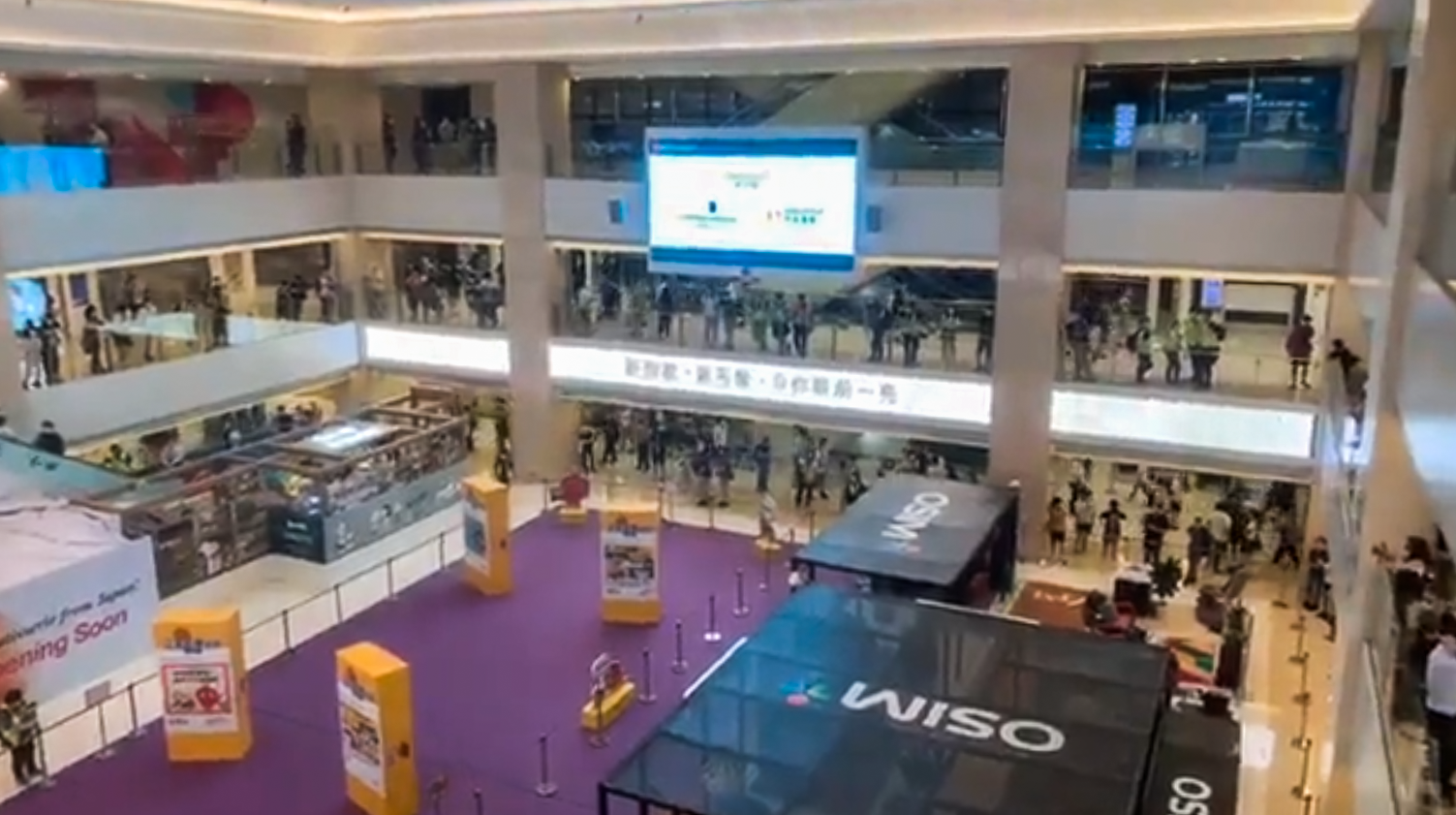
商場中庭有不少市民到場
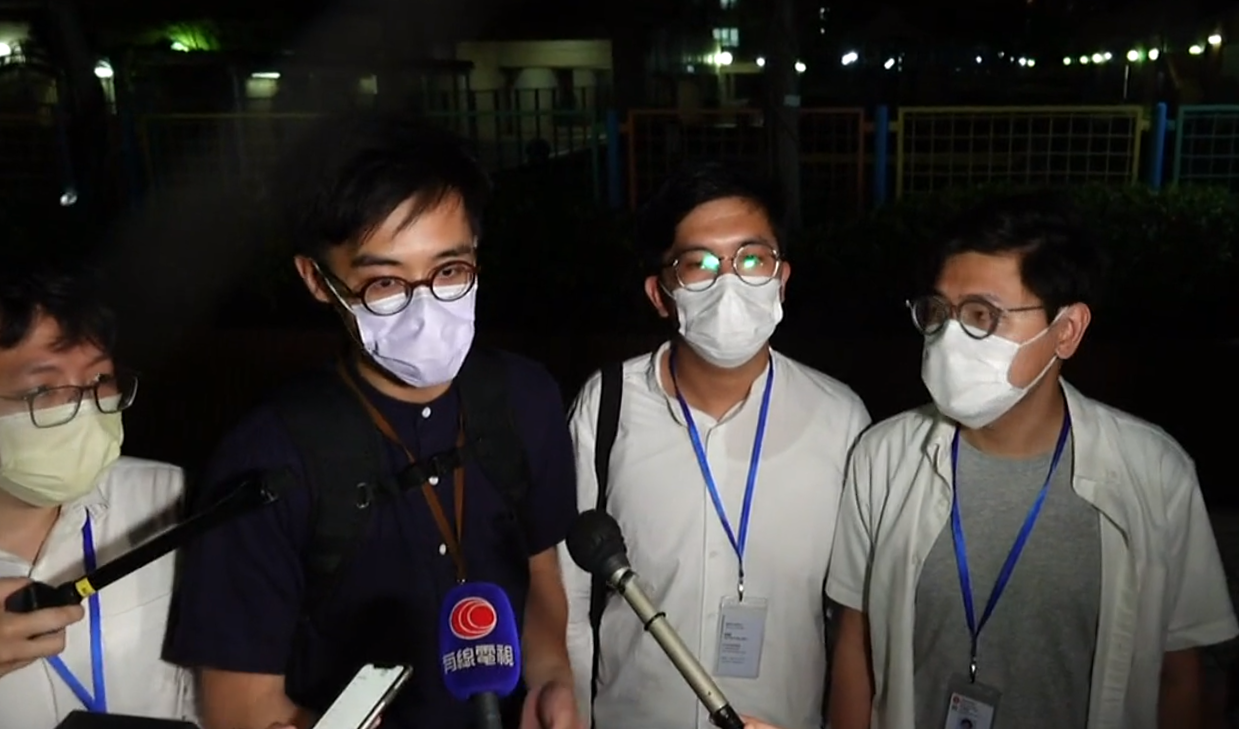
屯門區議員曾振興、李家偉、張可森和黎駿穎，於4樓平台遭到警方截查，其後見記者
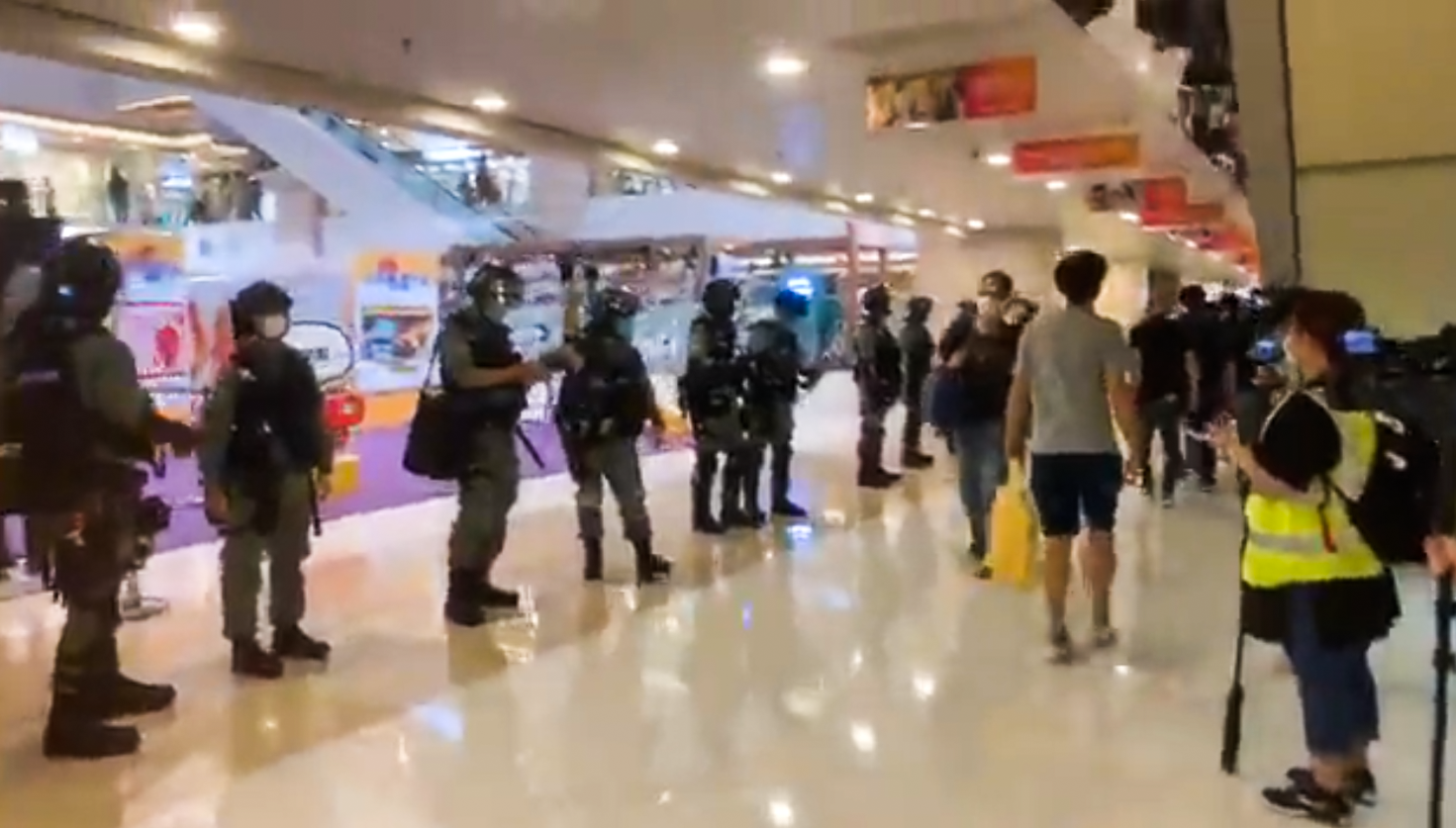
大批防暴警員在商場1樓中庭設封鎖線
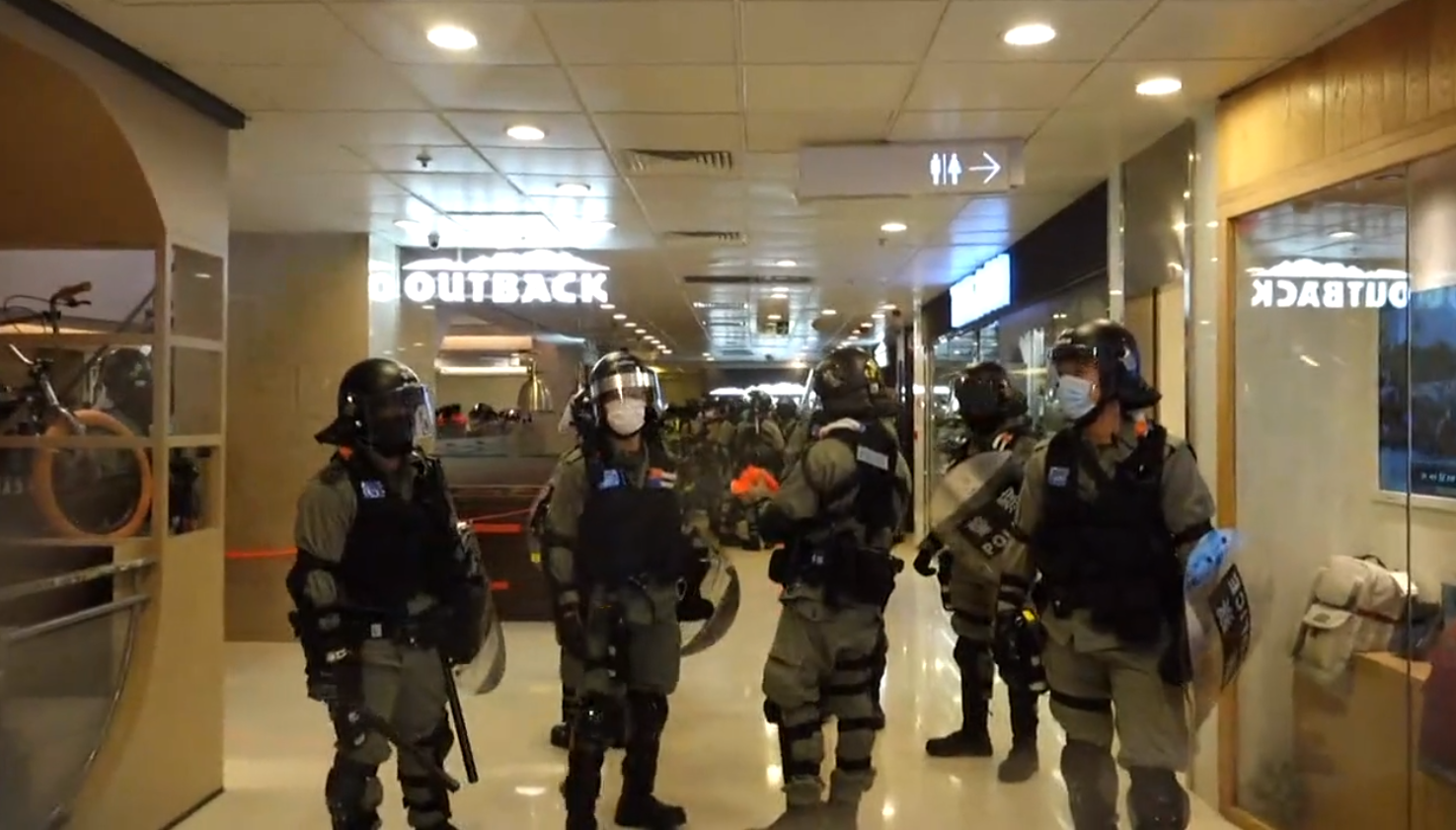
大批防暴警員在商場2樓封鎖
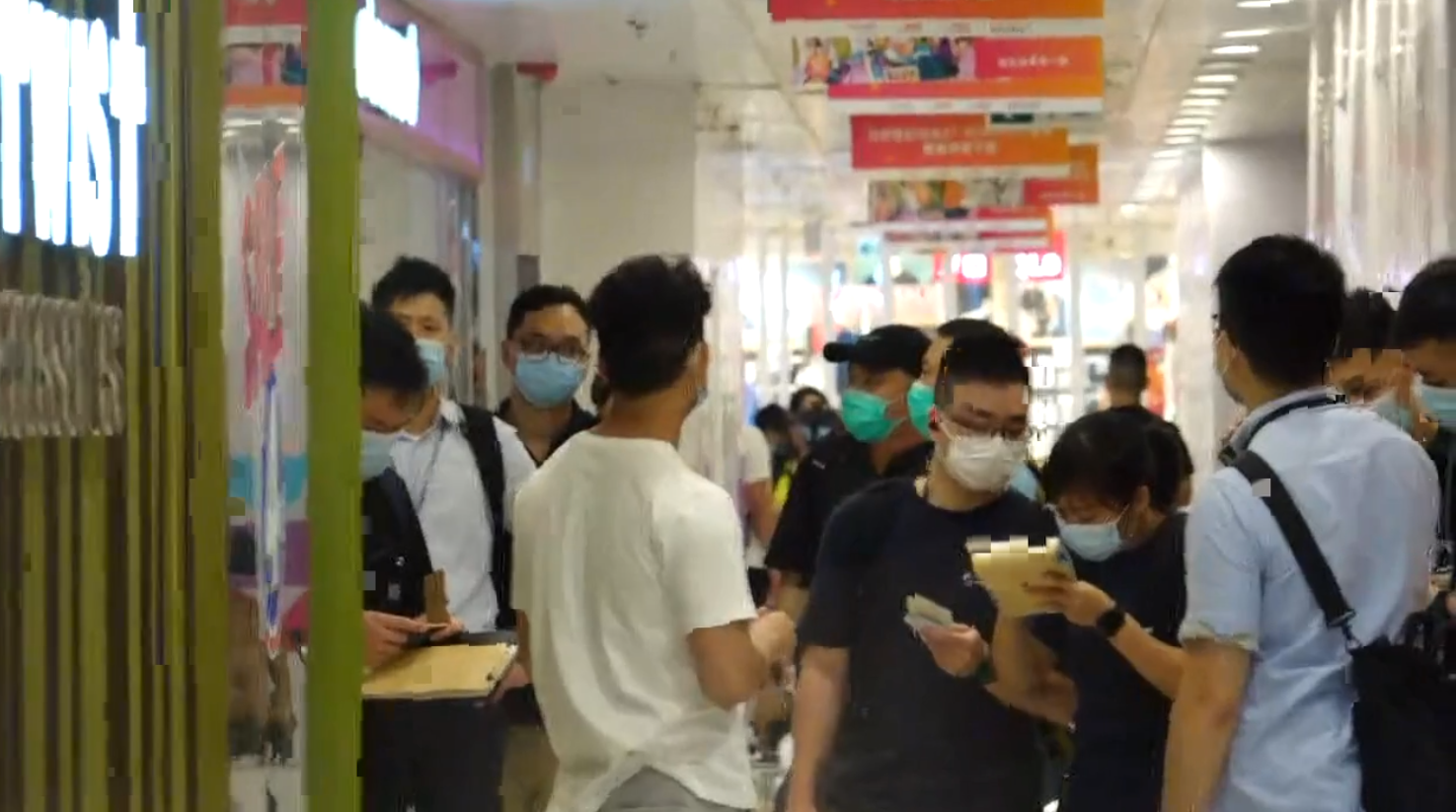
多名便衣警員票控在場的市民違犯「限聚令」
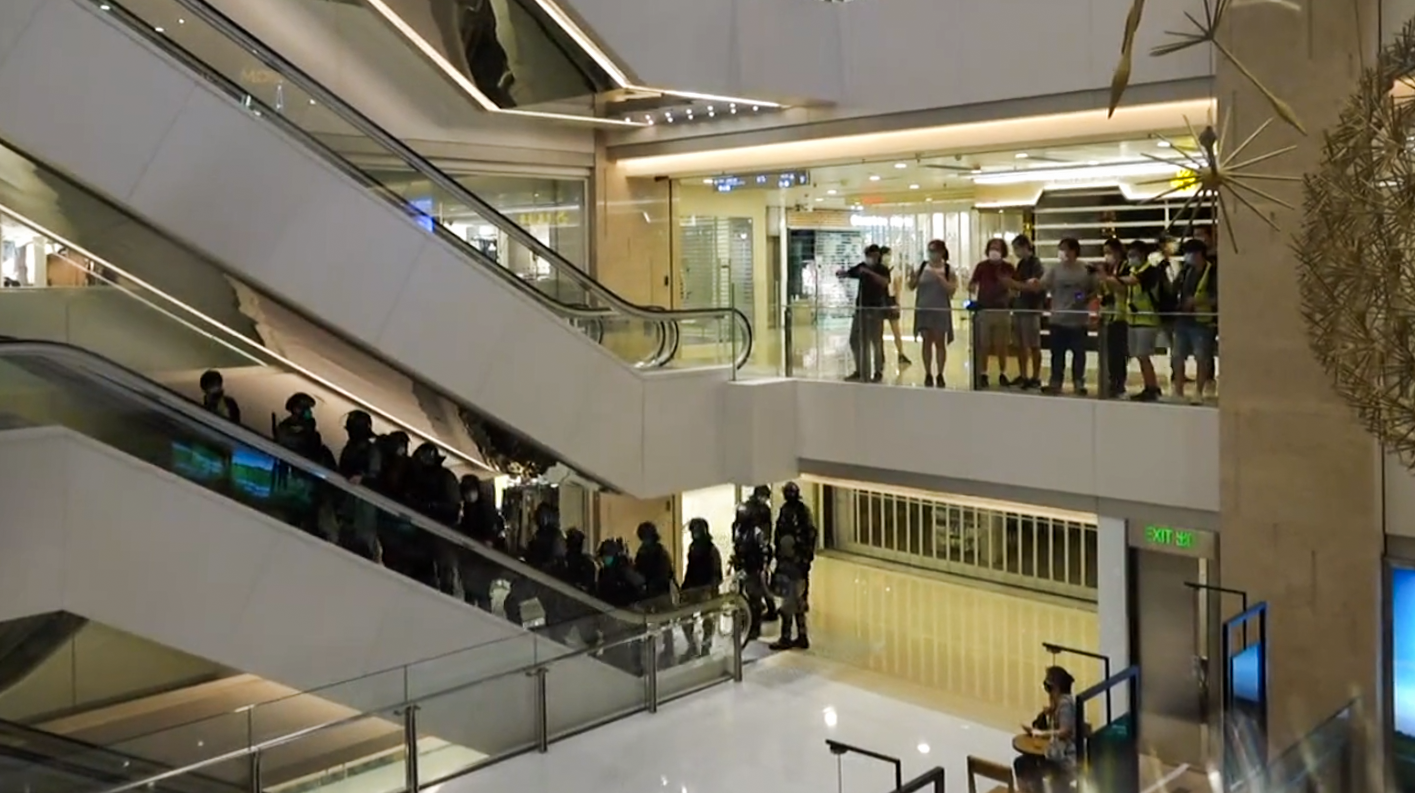
晚上10時許，防暴警準備離開時，再度返回商場
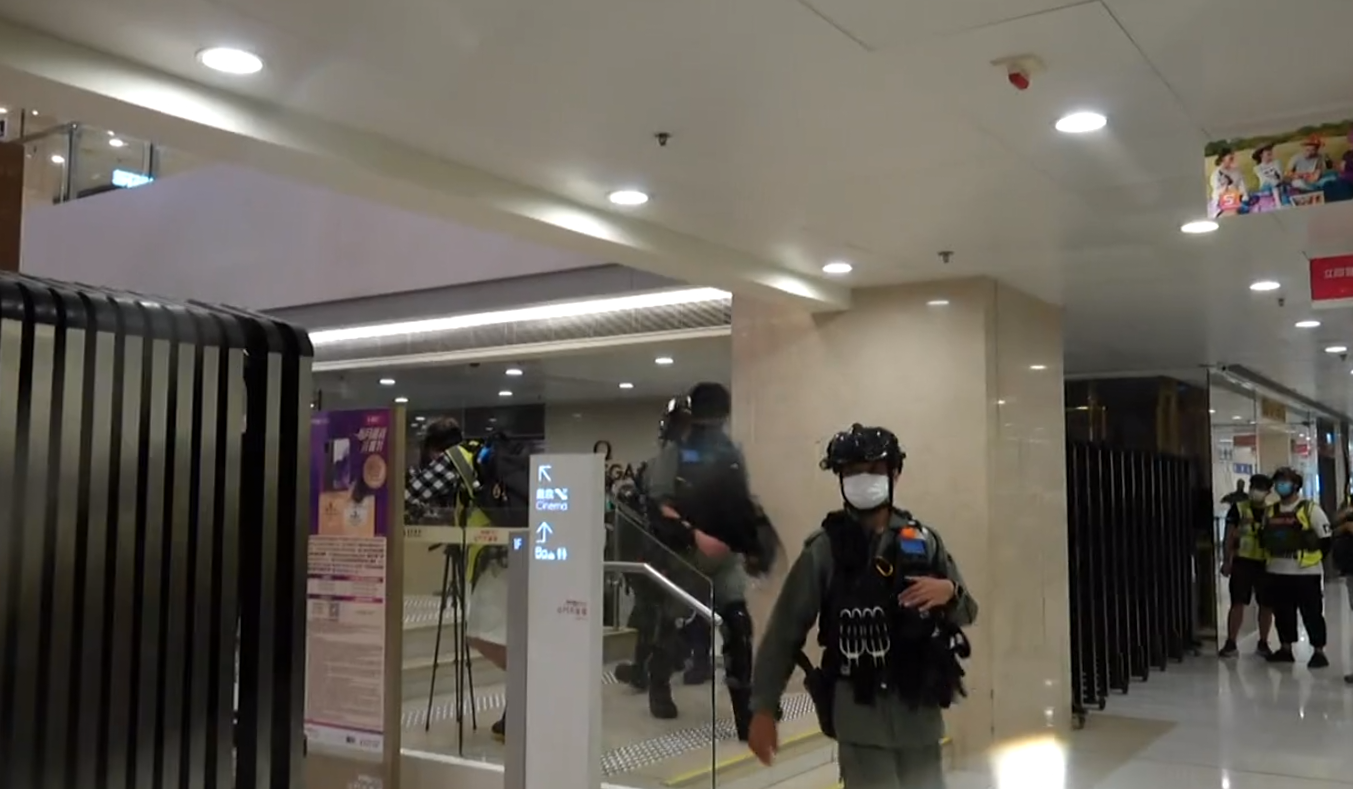
防暴警在晚上11時離開，而商場也準備關閉

### 「香港再出發大聯盟」成立

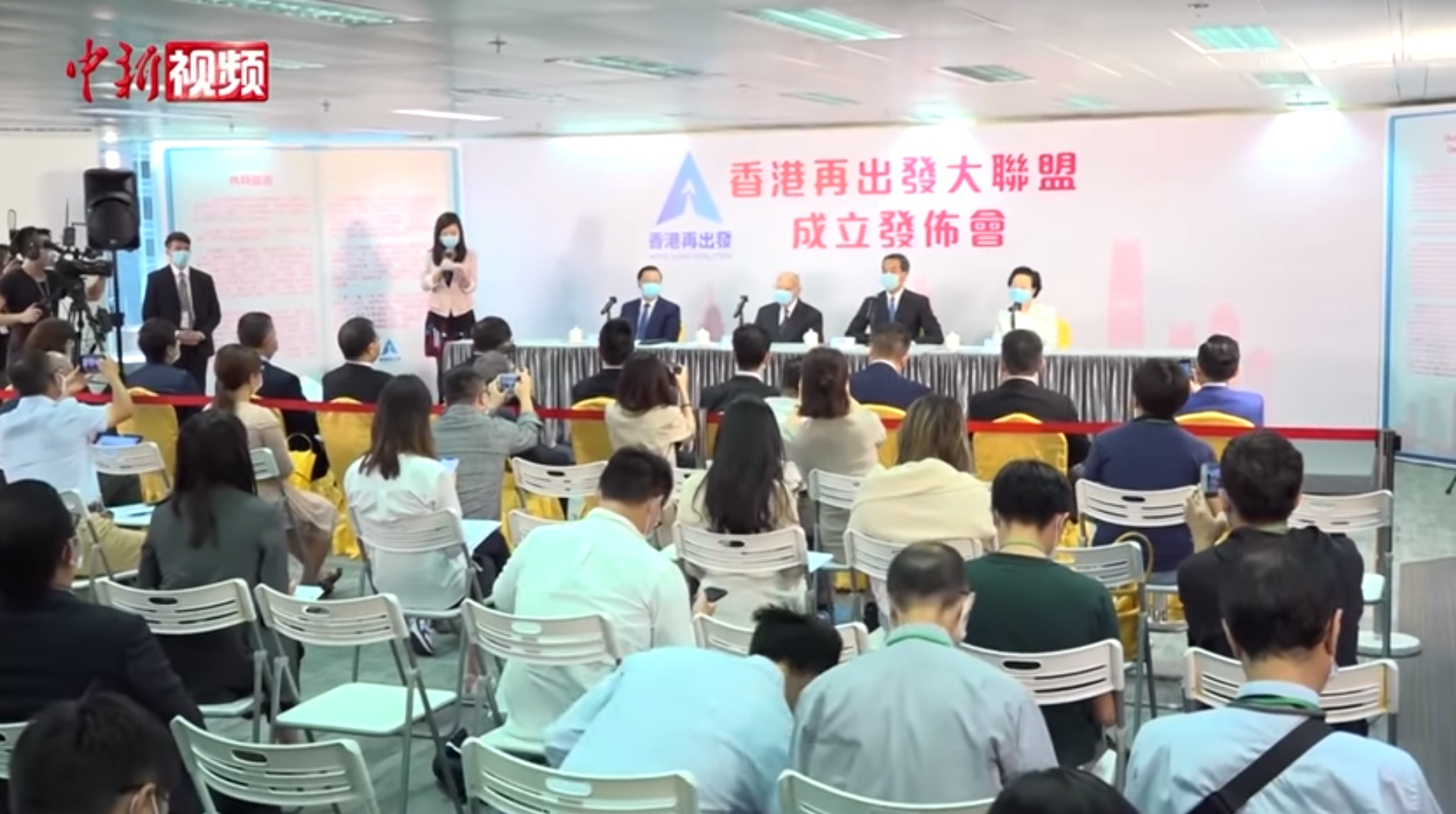
2020年5月5日，「香港再出發大聯盟」正式成立

由兩名前行政長官、時任全國政協副主席董建華和梁振英擔任總召集人的「香港再出發大聯盟」正式成立。擔任共同發起人的包括全國人大常委譚耀宗、香港基本法委員會副主任譚惠珠、商人李嘉誠和李兆基，前問責局長劉怡翔、羅智光，以及多名大學校長等，超過1500建制派名人及商人響應加入成為共同發起人。其主要有四大目標包括，堅守「一國兩制」、力保經濟民生、維護法治和團結香港社會。
董建華在記者會上表示，香港目前面對「三大危機」需要克服，包括疫情、經濟衰退以及政治危機。而香港中聯辦主任駱惠寧以及香港行政長官林鄭月娥，分別題詞慶祝大聯盟成立。

## 6日

### 圍城和你sing

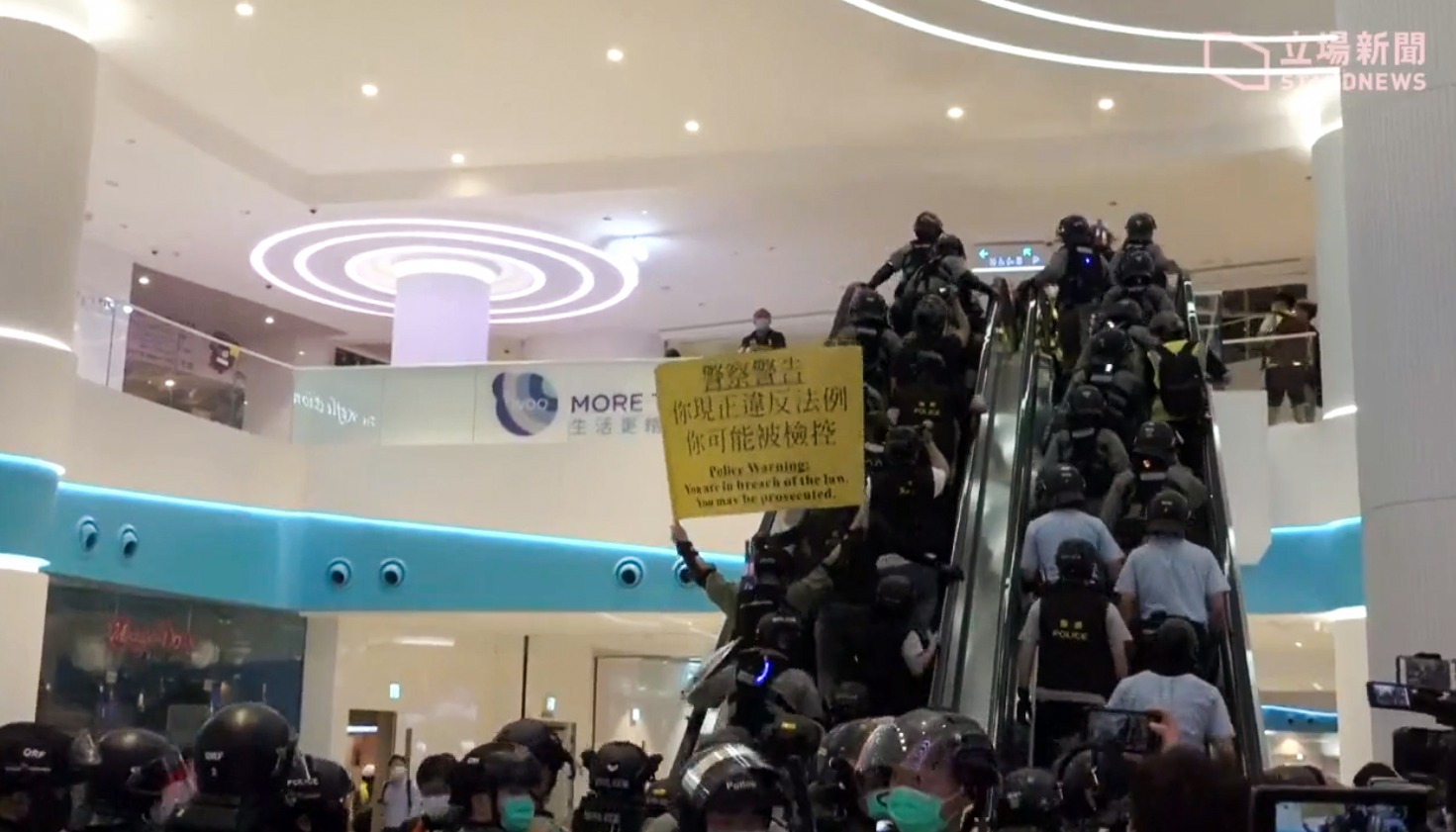
晚上8時，防暴警察衝入商場時舉起黃旗

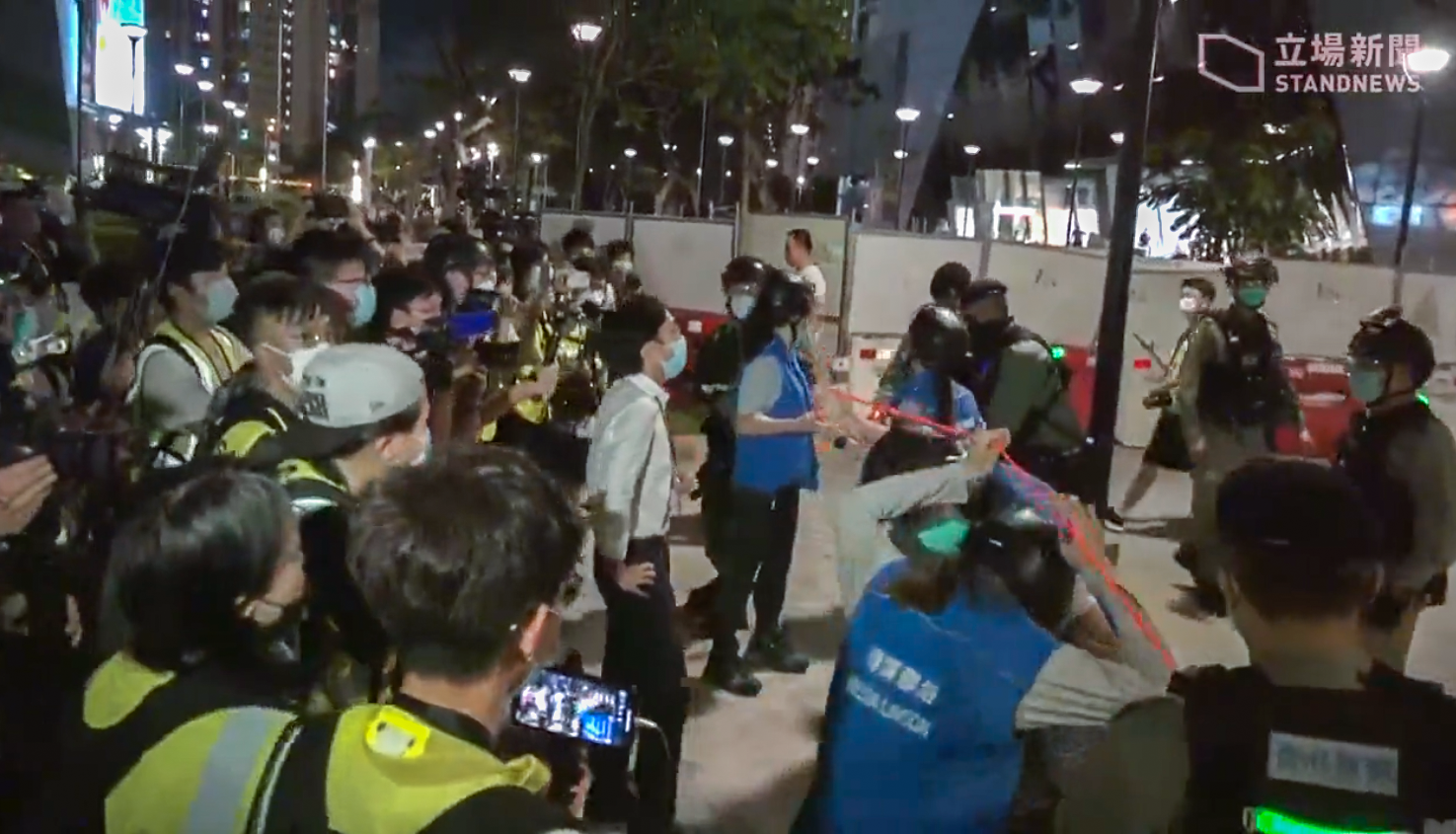
區議員林進指目睹有街坊被1名防暴警員腳踢後，要求見指揮官投訴

晚上，網民再次發起在天水圍+WOO嘉湖（前稱嘉湖銀座）商場1期中庭舉行「和你sing」活動。傍晚近6時起，大批防暴警員於商場外一帶巡邏戒備。到晚上近7時，陸續有參與人士於商場中庭及圍欄位置等候，及播起歌曲《願榮光歸香港》及高叫口號。晚上約7時半，多名軍裝警員進入商場，以揚聲器警告在場聚集人士違反限聚令，要求他們於20分鐘內和平散去，否則或會進行票控。到晚上約8時，防暴警員先後3次進入商場拉起封鎖線，有4名男女被票控，指違反限聚令。有被票控的人批評警方亂捉人，並被警員用粗口辱罵。區議員林進指目睹有街坊被1名防暴警員腳踢，要求見指揮官投訴，隨後被安排到警署錄取口供。到晚上10時，1名身穿白衣的中年婦人因「影大頭」與在場人士爭執後，被人淋液體，之後進入酒店門口地下低頭遮面，事後由警員護送上警車離開。元朗警區重案組經跟進調查後，於5月9日至11日分別在天水圍、油麻地及旺角拘捕三名男子，其中兩名分別15及22歲的男子已暫控以一項意圖傷人罪。

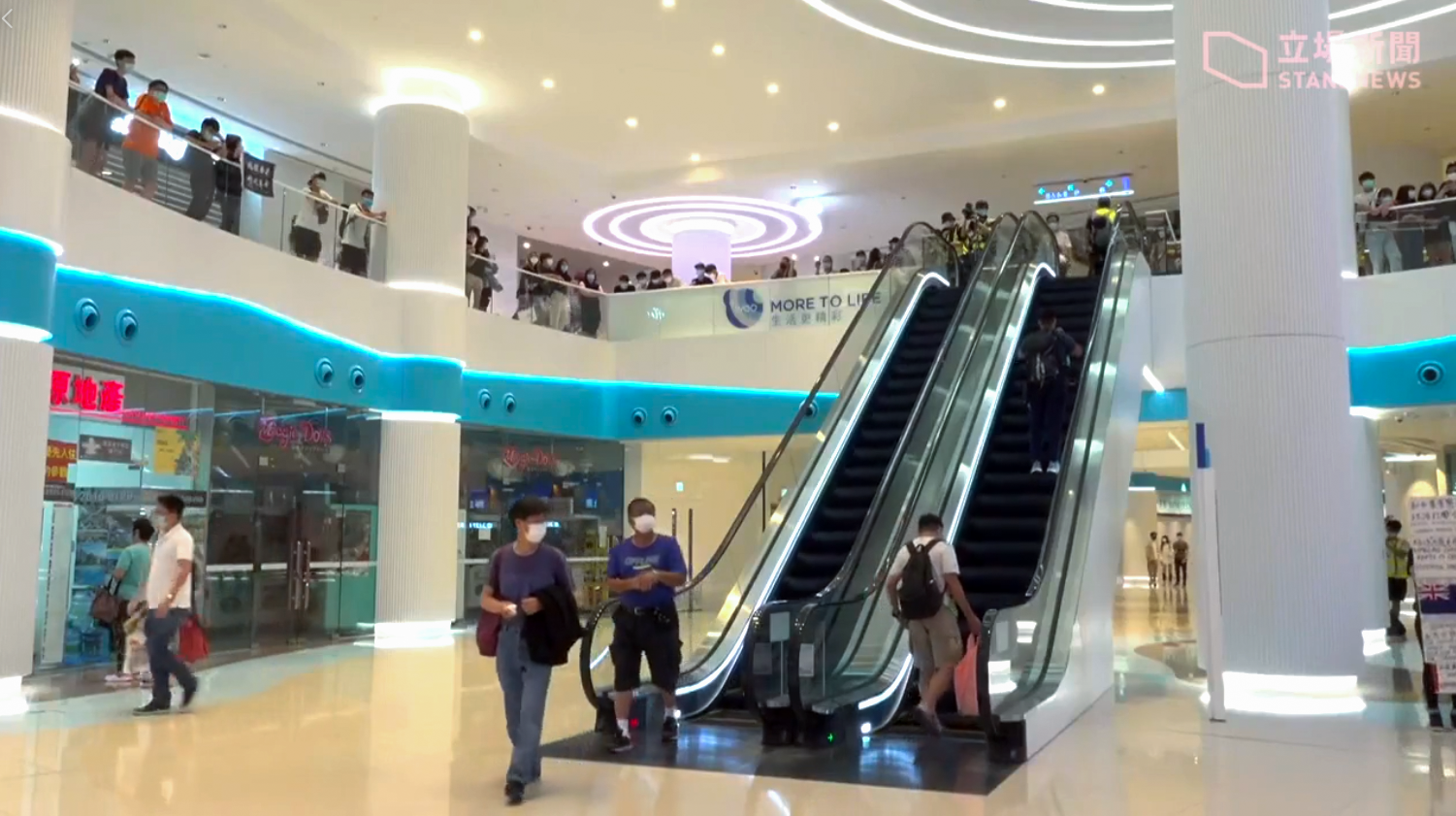
有20名參與人士於商場中庭唱《願榮光歸香港》及高叫口號。
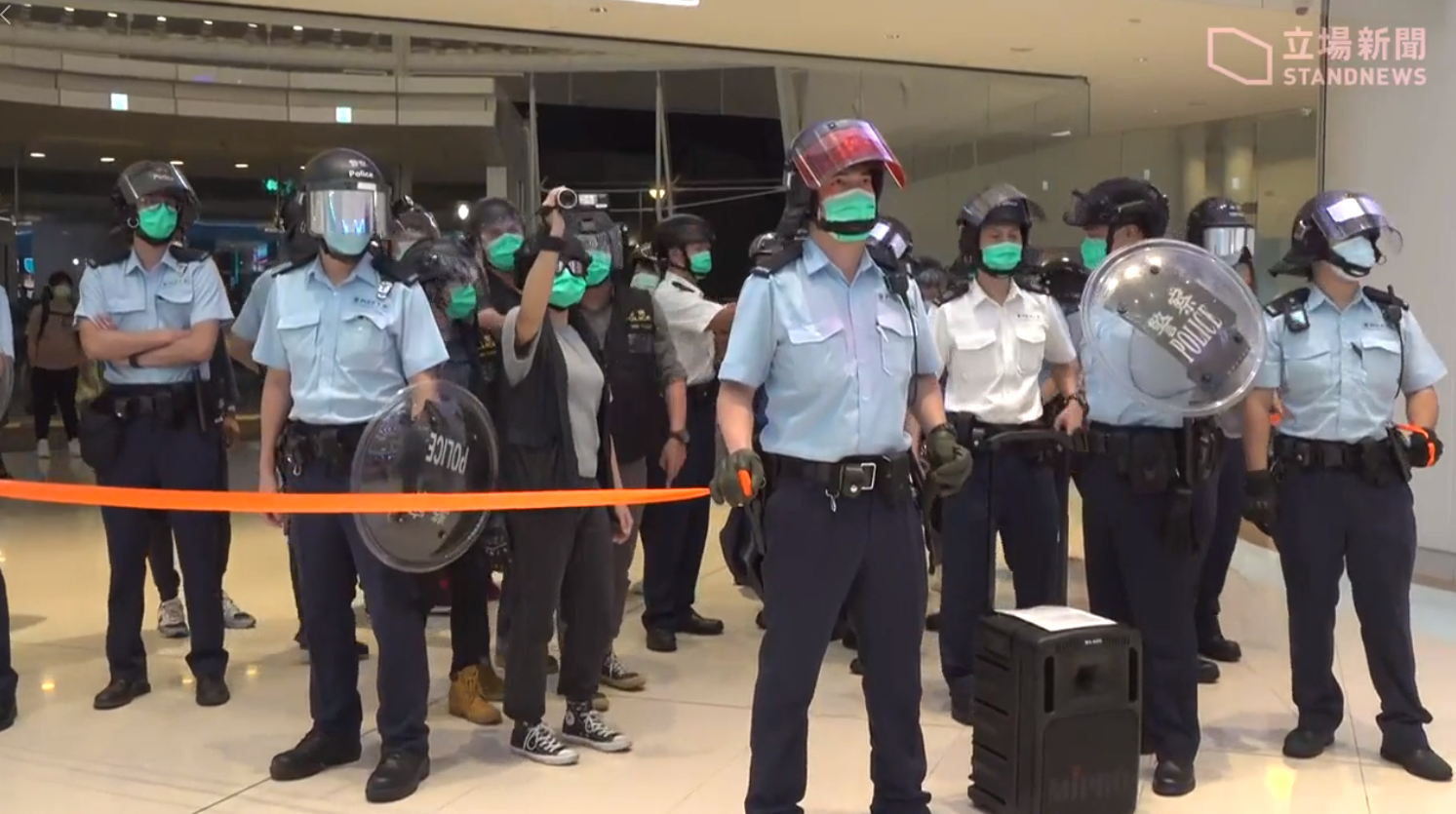
晚上約7時半，多名軍裝警員進入商場，以揚聲器警告在場聚集人士違反限聚令
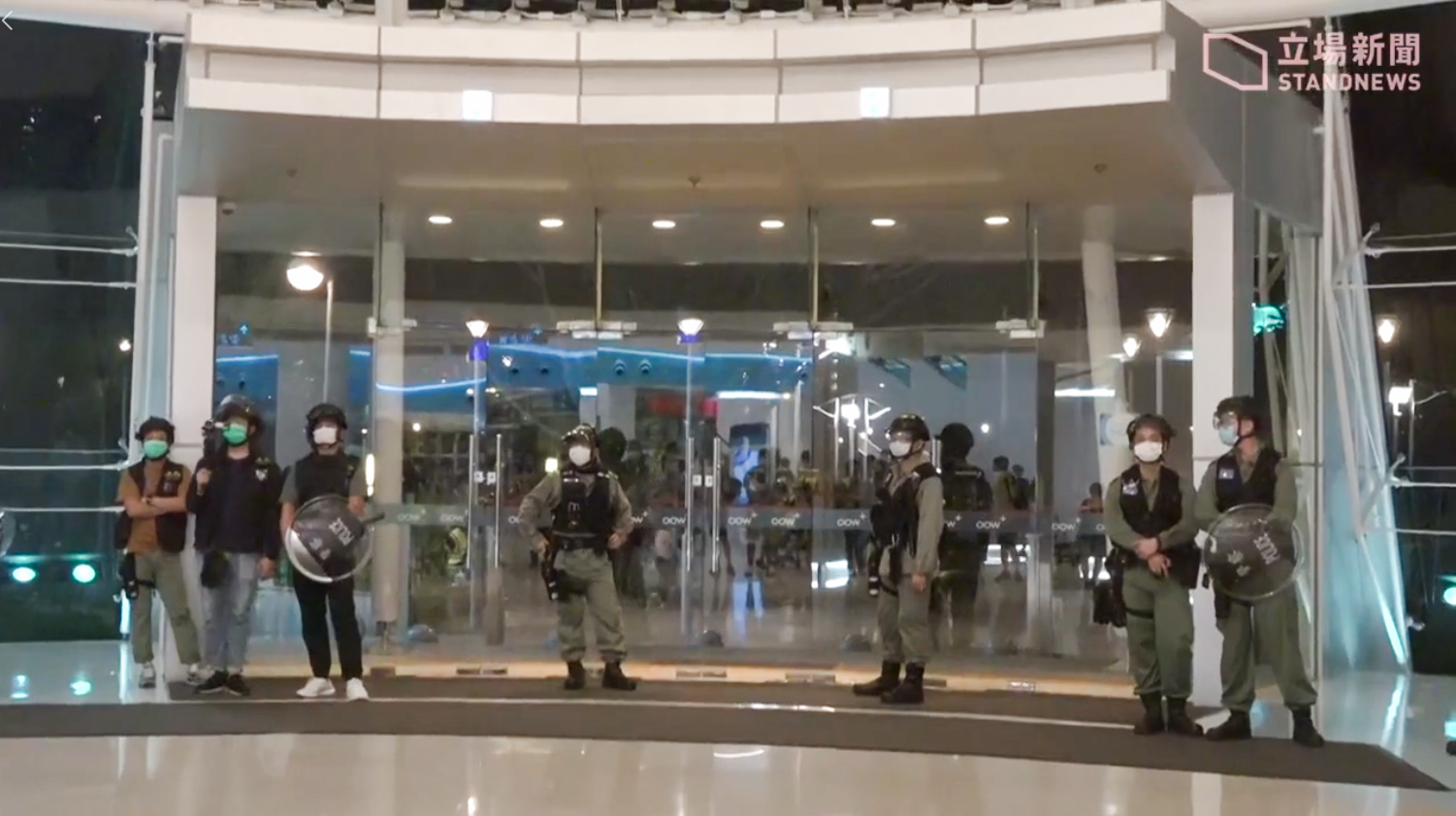
防暴警察一直在商場出入口戒備
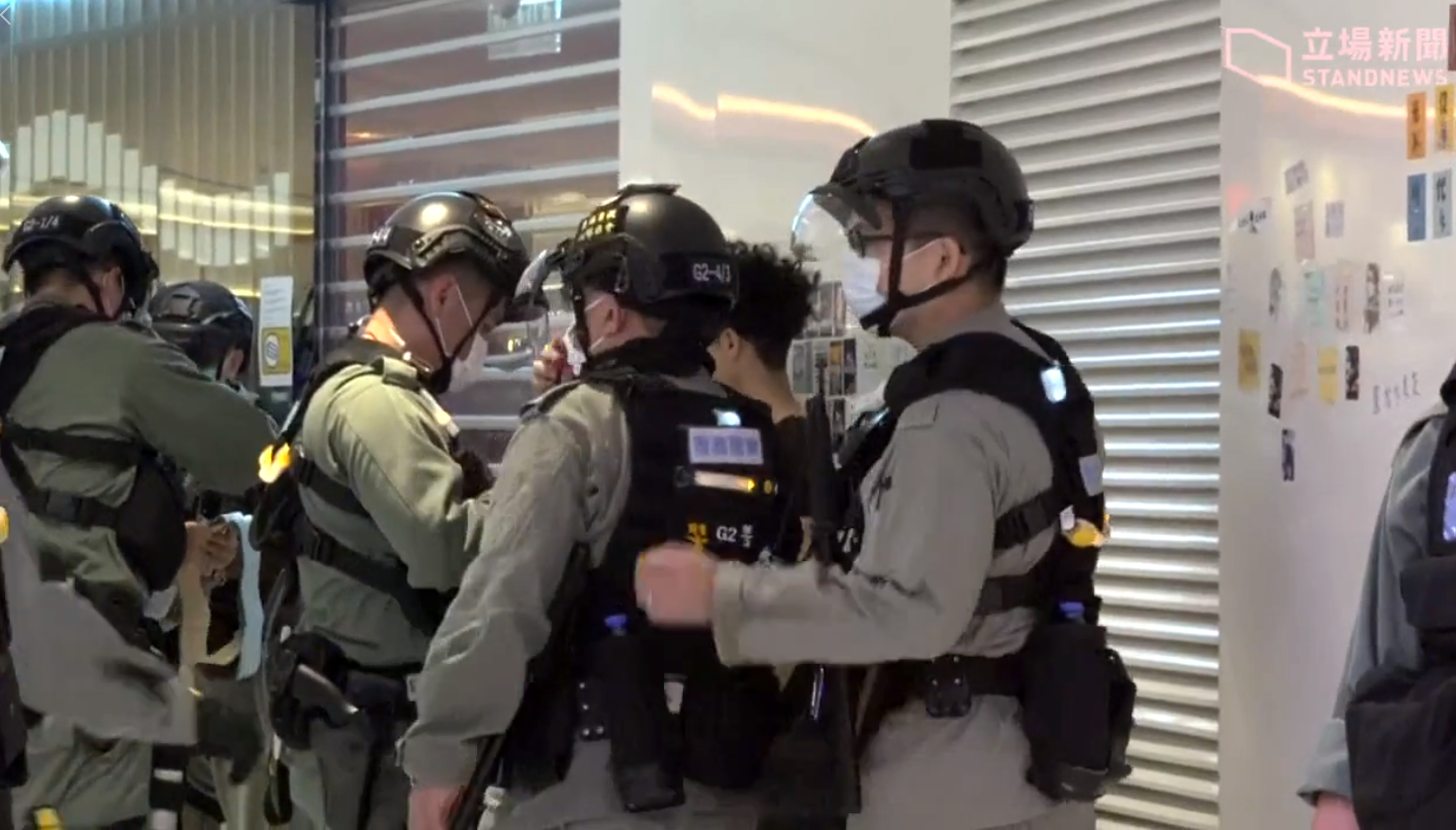
防暴警察票控4名年輕男女被票控違反限聚令
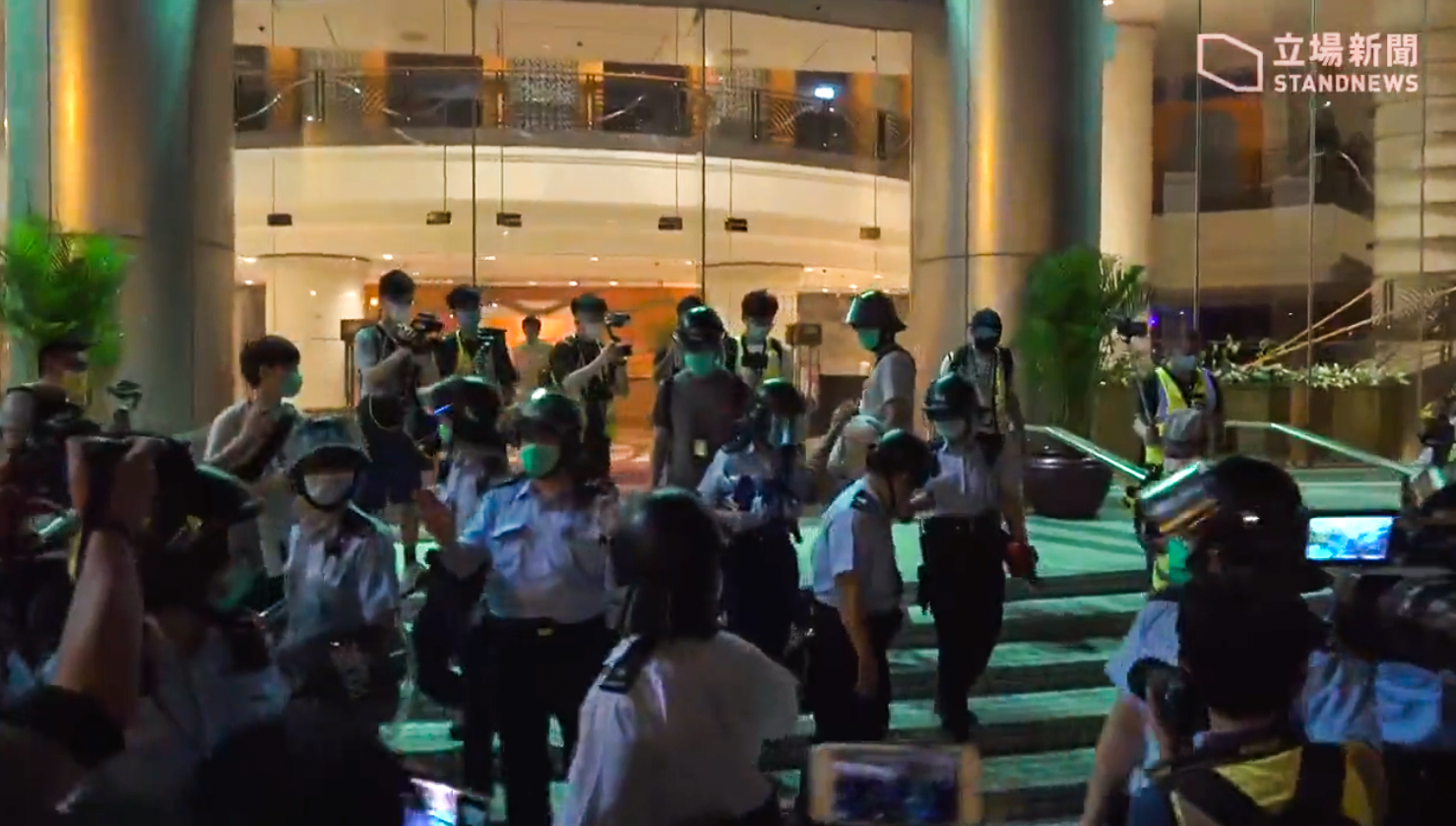
晚上11時，被淋液體的中年婦女由警員護送上警車離開，沿途用白布遮蓋頭部

### 港澳辦發文警告
港澳辦發表題為《國務院港澳辦新聞發言人：『黑暴』一日不除，香港一日不寧》的文章，這是「兩辦」在5天內再度發文批評「攬炒」。
文章稱注意到「黑暴勢力眼見當前香港疫情稍緩，又蠢蠢欲動了」，在五一假期無視防疫禁令，走上街頭非法聚集，滋擾商鋪，投擲汽油彈。港澳辦認為「黑暴」「攬炒」是香港社會的政治病毒，是「一國兩制」的大敵，「中央絕不會坐視這股破壞性力量肆意癲狂」，并形容黑暴「居心最毒、破壞最大、為禍最烈」「可以說，黑暴勢力正在摧毀香港繁榮穩定的根基」。
文章重申，中央對維護香港憲制秩序和國家安全負有最大責任，「對待『黑暴』『攬炒』唯一正確的選擇就是態度鮮明、立場堅定地大聲說不！」，呼籲掌握公權力的機構和人士用行動依法履職，以正壓邪。

## 8日

### 樂富襲擊事件
凌晨約0時30分至1時，有約20人手持鎚仔、𠝹刀、鐵鏟和油漆等物件到樂富廣場來往橫頭磡邨的天橋上「清理」連儂牆。其後被街坊發現並喝止，雙方引起衝突，清理連儂牆的人疑召喚數十人增緩。其間，一名男子疑搶去並擲毀一名20歲女子的手機，其後逃去。
警員其後接報到場，有街坊指警員只是勸喻有關，沒有阻止現場人士離開，認為做法奇怪。根據香城公民媒體的直播片段，有人坐的士離開，而數十米外有軍裝警員，唯警員沒有阻截。警方拉起封鎖線，並拘捕數名被襲市民和兩名施襲者，根據黃大仙區議員劉珈汶指，警方拘捕至少10人，其中3名遇襲者被控非法集結。有街坊拍到警員疑似指示施襲者離開，事後亦有街坊發現警員沒有把生果、疑似辣椒醬樽和刀片等物件帶走，令三名黃大仙區議員質疑警方有意圖「放生」施襲者，更稱這是元朗襲擊事件的翻版。

### 中環和你lunch爆衝突 浸大編委記者再度被捕

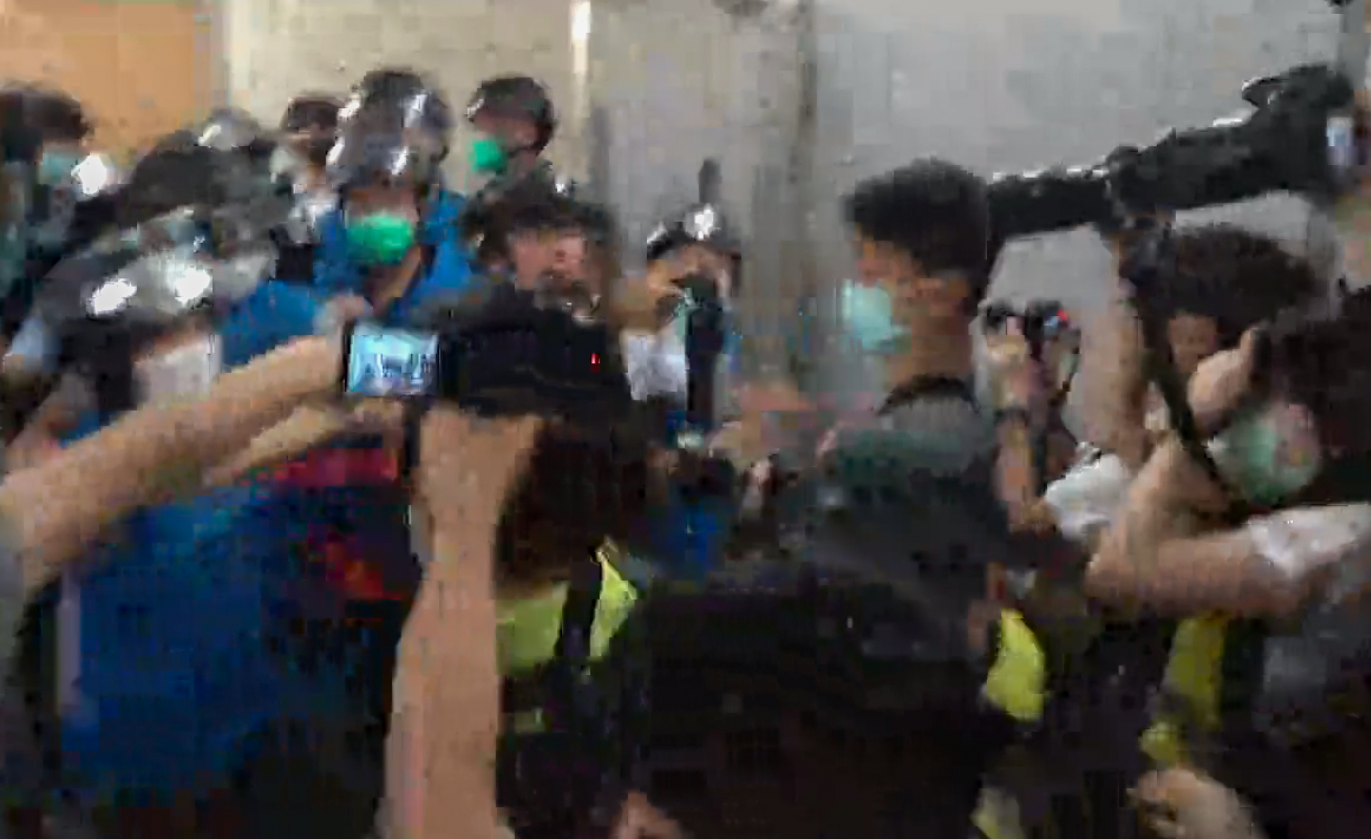
警員將浸大編委記者至後樓梯期間，向多名正進行採訪中的記者使用胡椒噴劑

中午，有人在中環國際金融中心商場的Apple Store外舉行「和你Lunch」，警員在3樓警告後，大批警員進入商場驅散及截查多人。混亂中，浸會大學編委記者鄧澤旻被多名警員包圍，其後理論期間和叫喊「影相係咪唔得呀」後，更被警員按壓頭部，制服在地上，記者涉嫌「在公眾地方行為不檢」被捕。而警員將浸大編委記者至後樓梯期間，向多名正進行採訪中的記者使用胡椒噴劑驅散，有人感到不適。警方表示，共票控6男3女違反「限聚令」，年齡介乎17至63歲，包括東區區議員曾健成。並拘捕一名21歲男子。晚上，香港浸會大學傳理學會發出聲明，強烈譴責警方無理拘捕新聞系學生記者，重申記者當時佩戴有效記者證進行拍攝，批評警方嚴重侵犯採訪自由，促請儘快釋放該名學生記者。而記協晚上亦發聲明，譴責警方無理使用武力阻礙傳媒採訪，促請警方清楚交代事件。
到同年11月4日，警方深入調查後，被控一項「阻礙警務人員執行職務」罪及一項「拒捕」罪，案件於11月6日在東區裁判法院提堂。到2021年3月22日，東區法院主任裁判官羅德泉問鄧是否真的是記者，辯方確認鄧是學生記者。控方同意撤控，並以自簽保守行為1,000元結案。不過認為鄧會有再犯風險，加上控罪性質，守行為時間達2年。

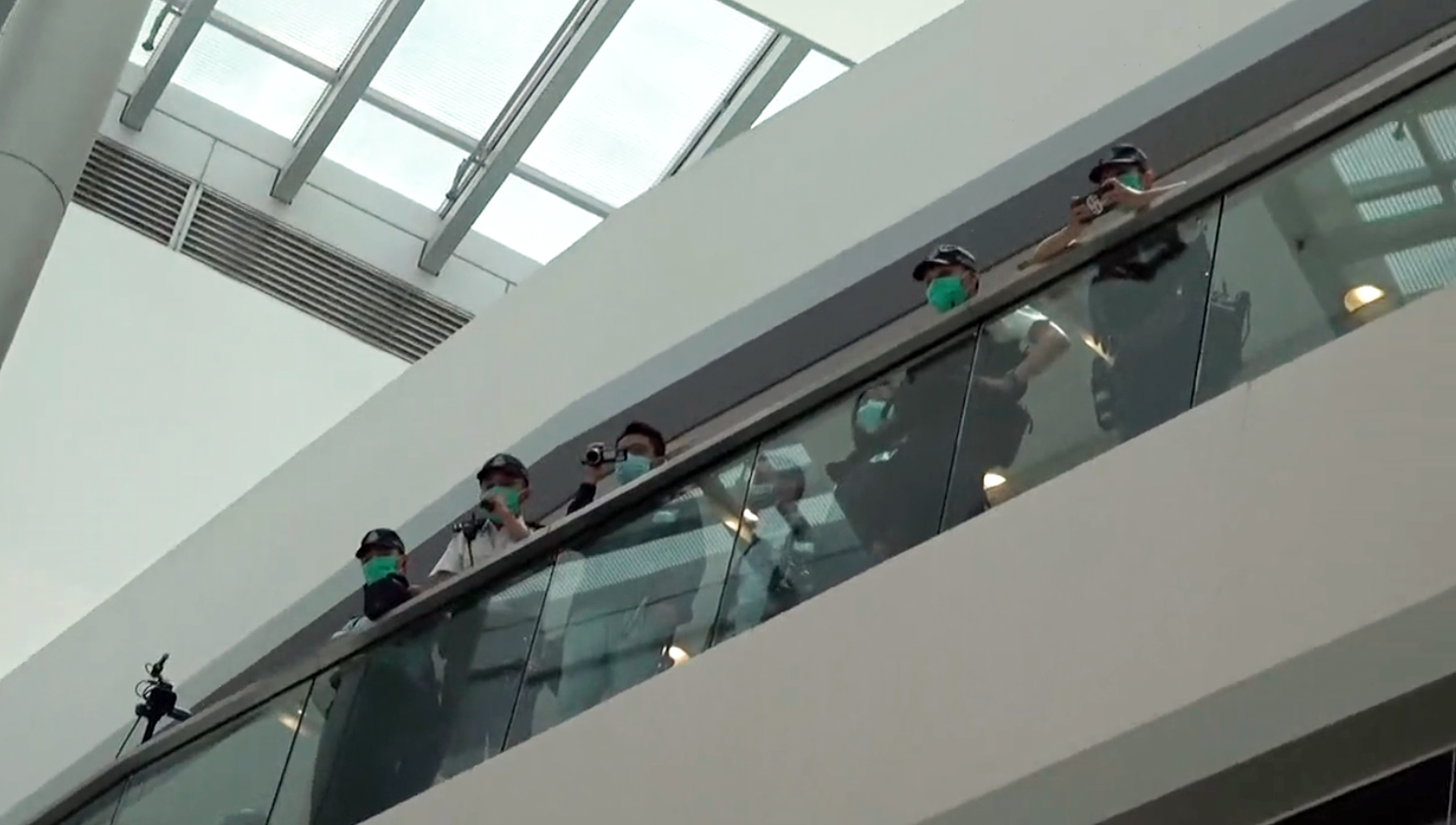
警員在商場3樓警告和使用攝錄機拍攝在場市民
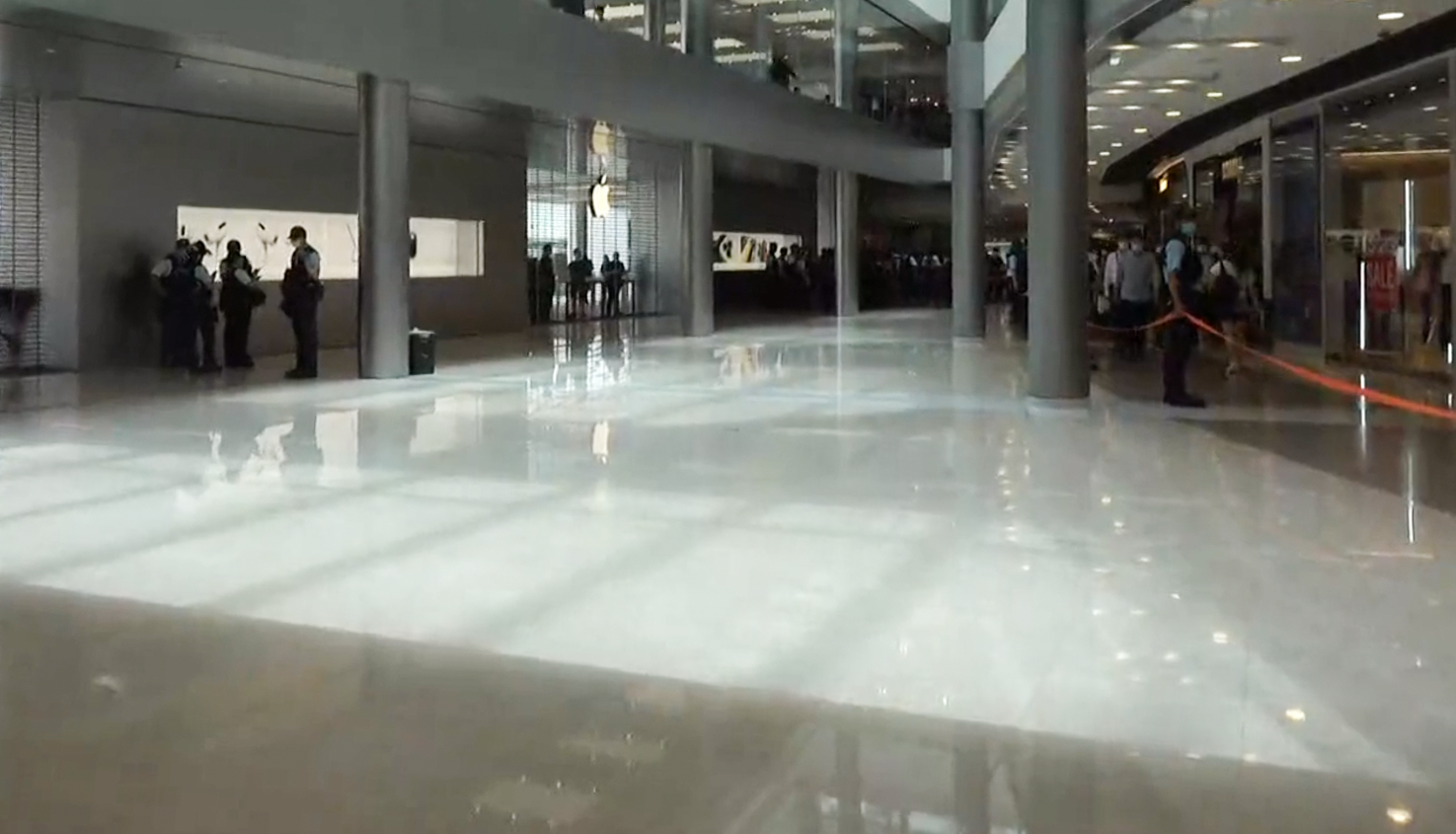
警員進入商場後封閉通道
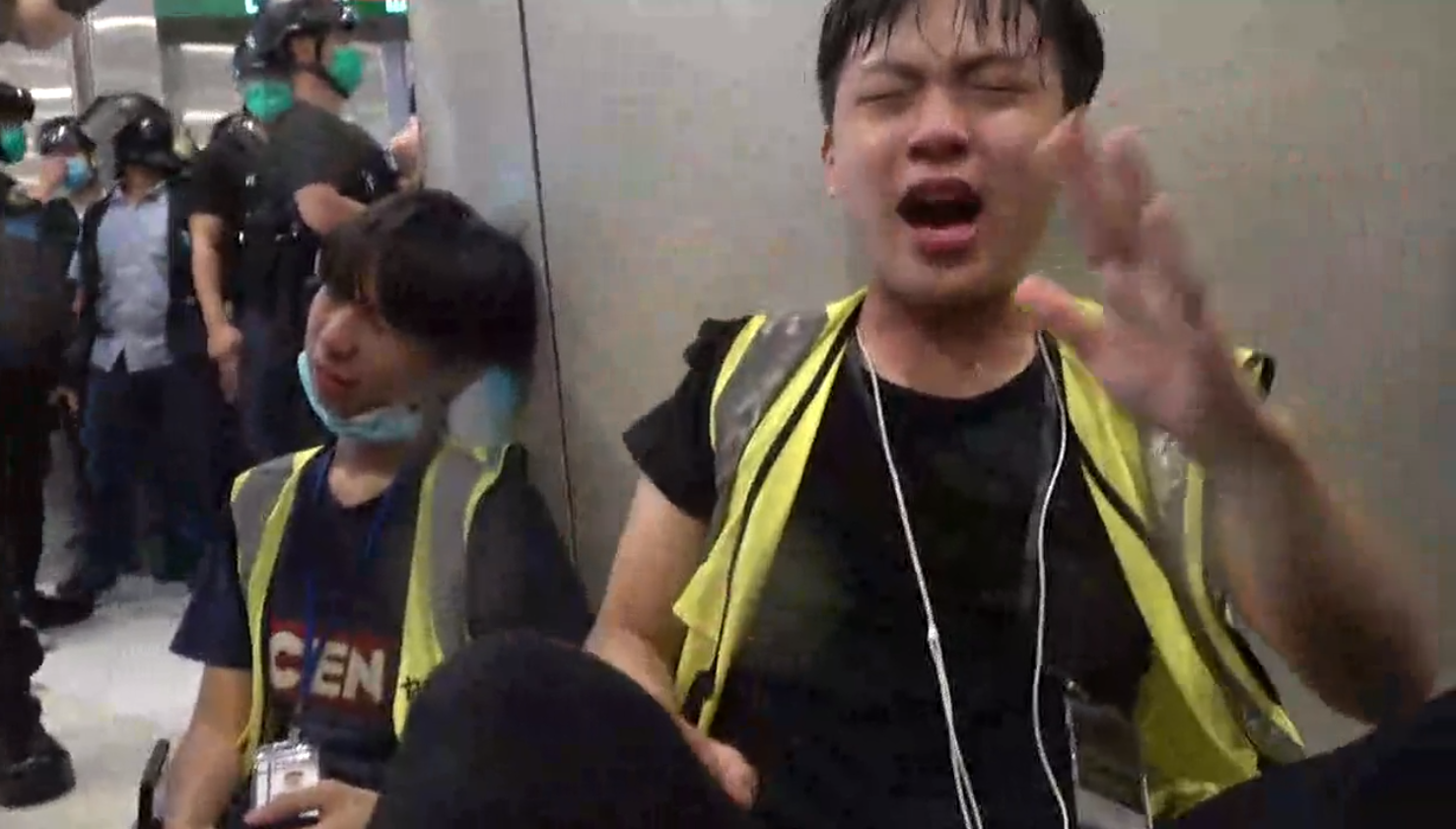
警員使用胡椒噴劑驅散，多名記者感到不適
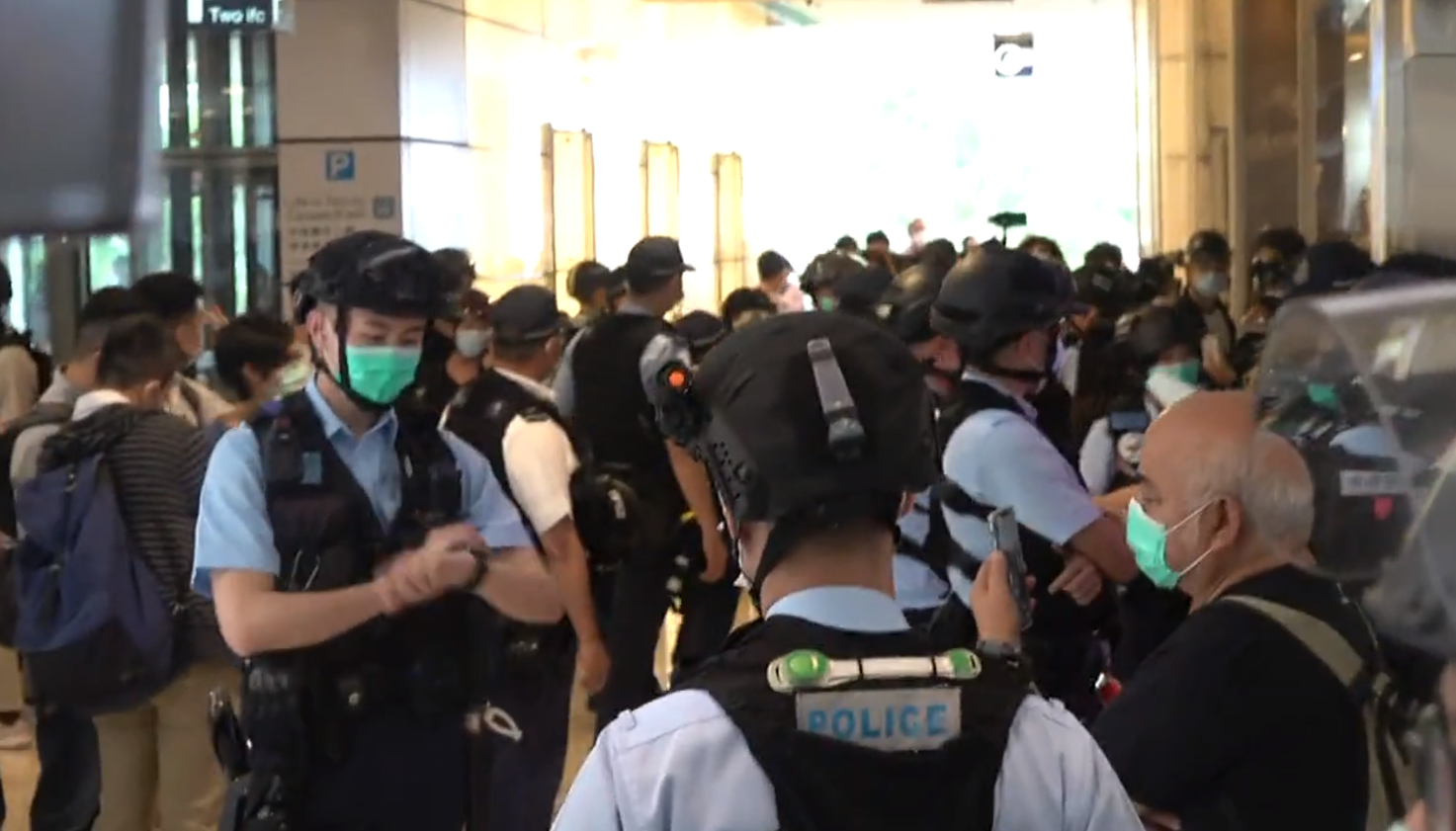
警方共票控9人違反「限聚令」，包括東區區議員曾健成

### 周梓樂逝世半年悼念活動

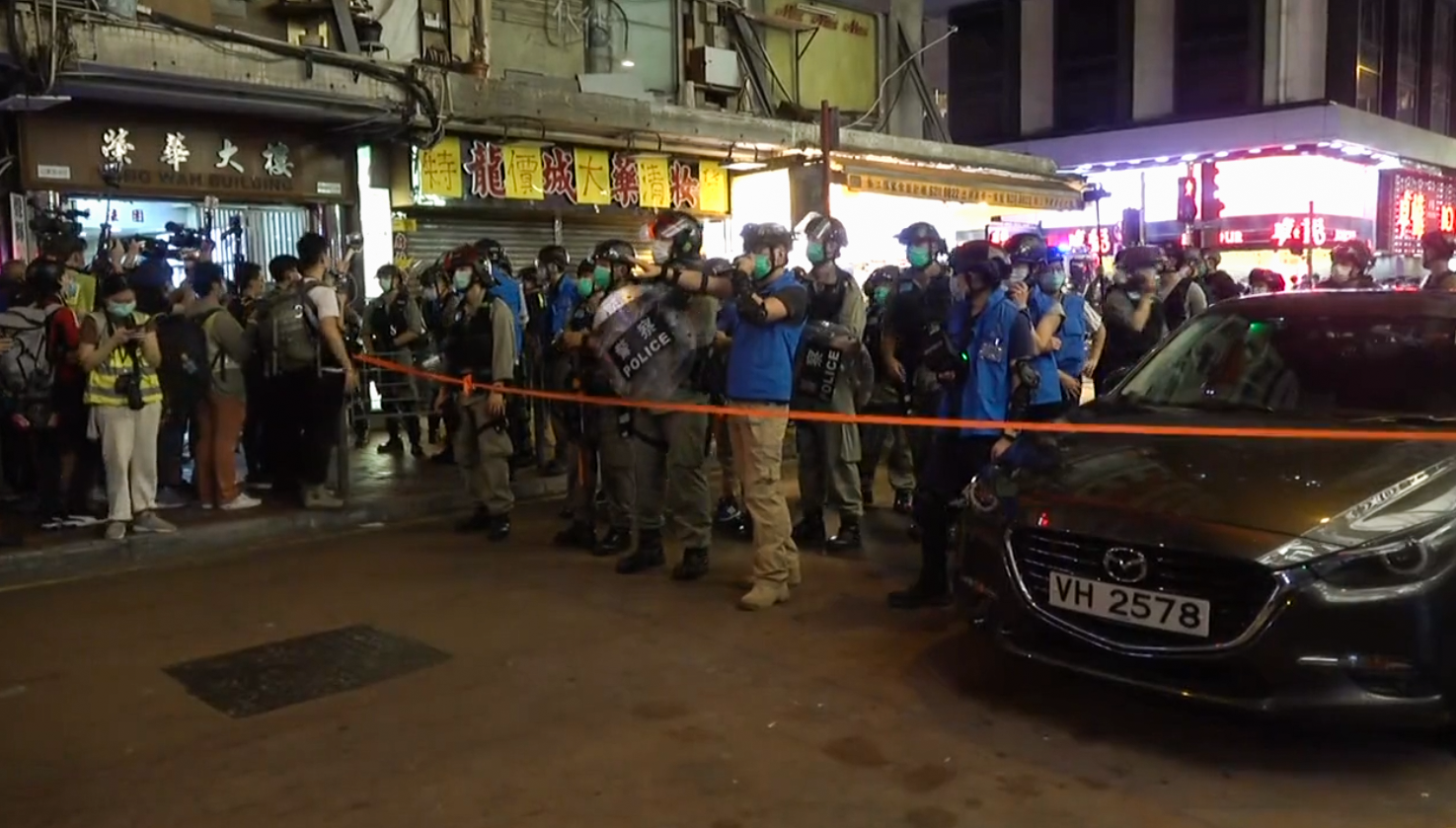
防暴警察在豉油街截查多名市民

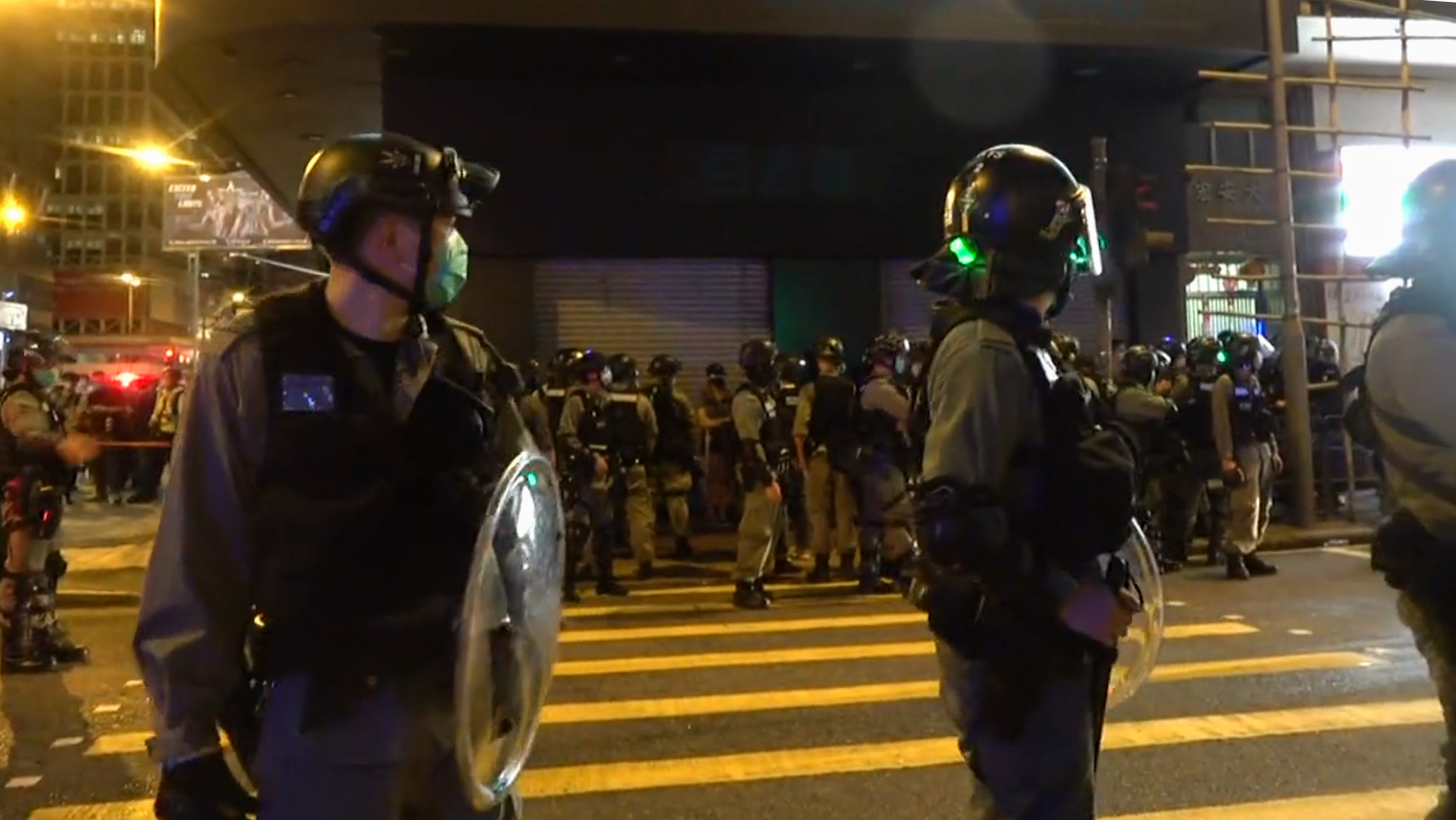
防暴警察在通菜街百老滙和便利店外截查多名市民

香港科技大學學生周梓樂離世半周年，有網民在多區發起悼念活動。下午5時許，將軍澳尚德邨停車場外，有人拜祭及獻花，防暴警員在場戒備和監視。不過一小時後，食物環境衞生署清潔工人將花圈及遺像等當垃圾掃走。科大學生會原定在校內賽馬會大樓設祭壇並舉行「周同學逝世半年追悼會」，不過校方向全校師生發電郵，表明會按「限聚令」向執法部門舉報及作出紀律處分。追悼會有近百名學生出席，但非科大生不可進入。
在西鐵元朗站旁的巴士總站，連儂牆上貼有周梓樂的肖像畫，有人放下鮮花和紙鶴，而地上擺放蠟蠋。約10名防暴警在附近巡查。在屯門，有人發起在屯門大會堂正門舉行悼念會，但最終未有人到場悼念，多名軍裝警及防暴警在場截查在廣場內逗留的市民，並拉起封鎖線。而附近的屯門時代廣場提早關門。在天水圍天頌苑羅馬廣場有人獻上鮮花，大批防暴警員在附近戒備。
在旺角，晚上9時許，有人在豉油街及花園街交界用垃圾桶、發泡膠箱等雜物堵路後，防暴警察警告市民涉嫌違反「限聚令」為由，在西洋菜南街，豉油街和通菜街截查和驅散市民，至少向5人發出違反限聚令告票。有市民批評自己與男朋友由便利店離開，卻與多名人士一起截停受查，最終遭到票控。也有獨自經過的市民也被票控。

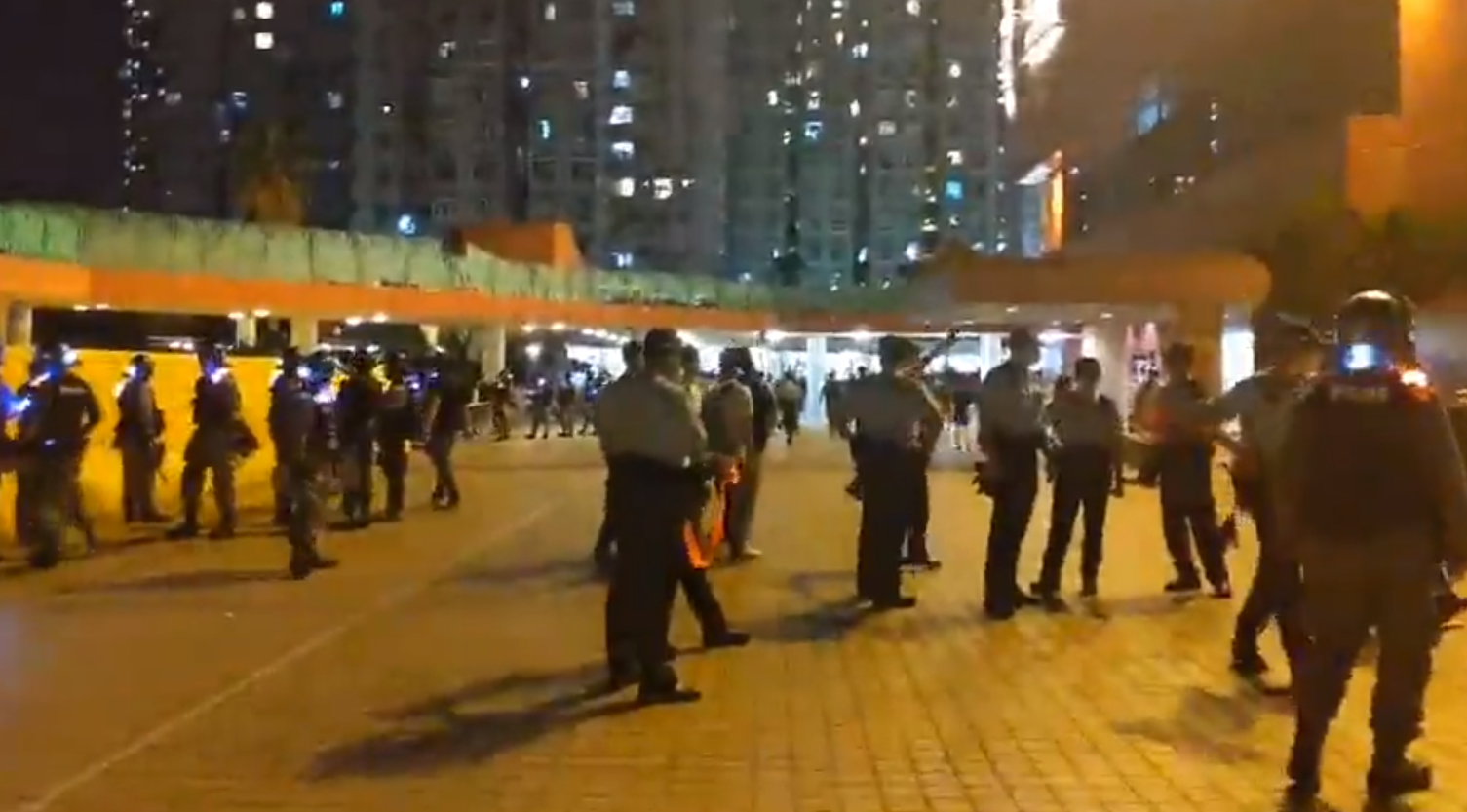
屯門大會堂外有多名軍裝警及防暴警在場戒備，並拉起封鎖線
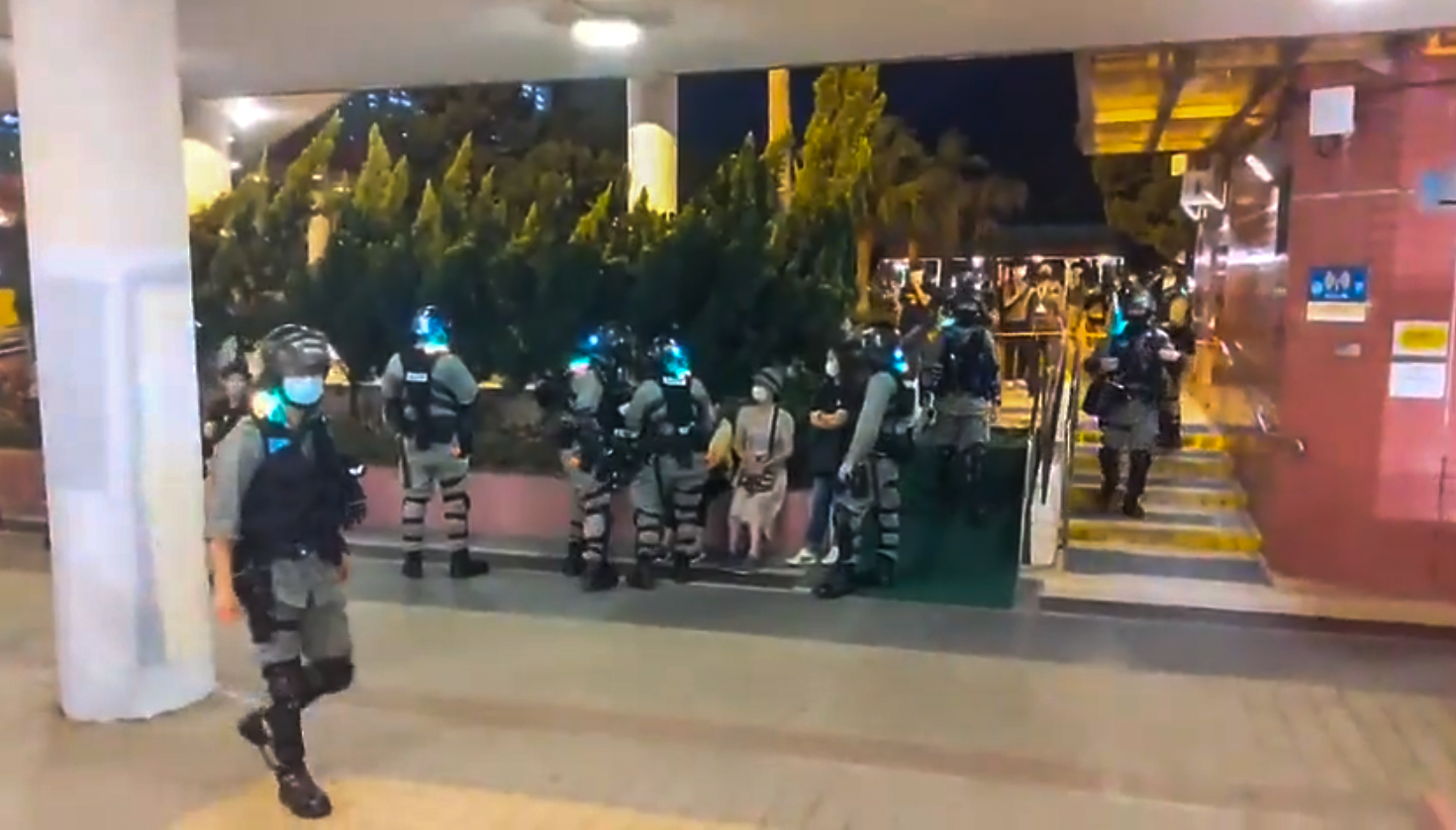
多名防暴警在屯門大會堂外的廣場截查在該處休息的市民
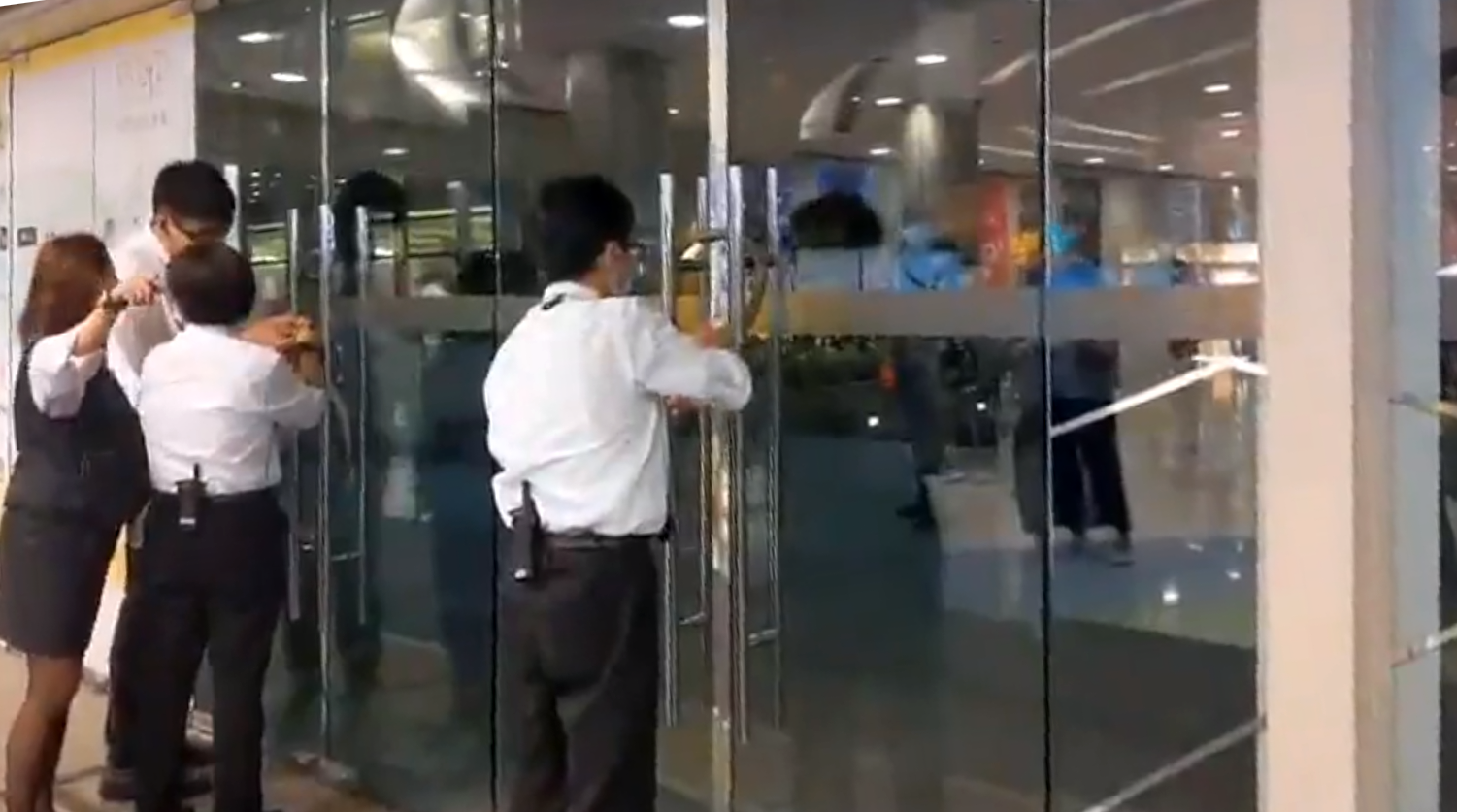
屯門時代廣場提早關門
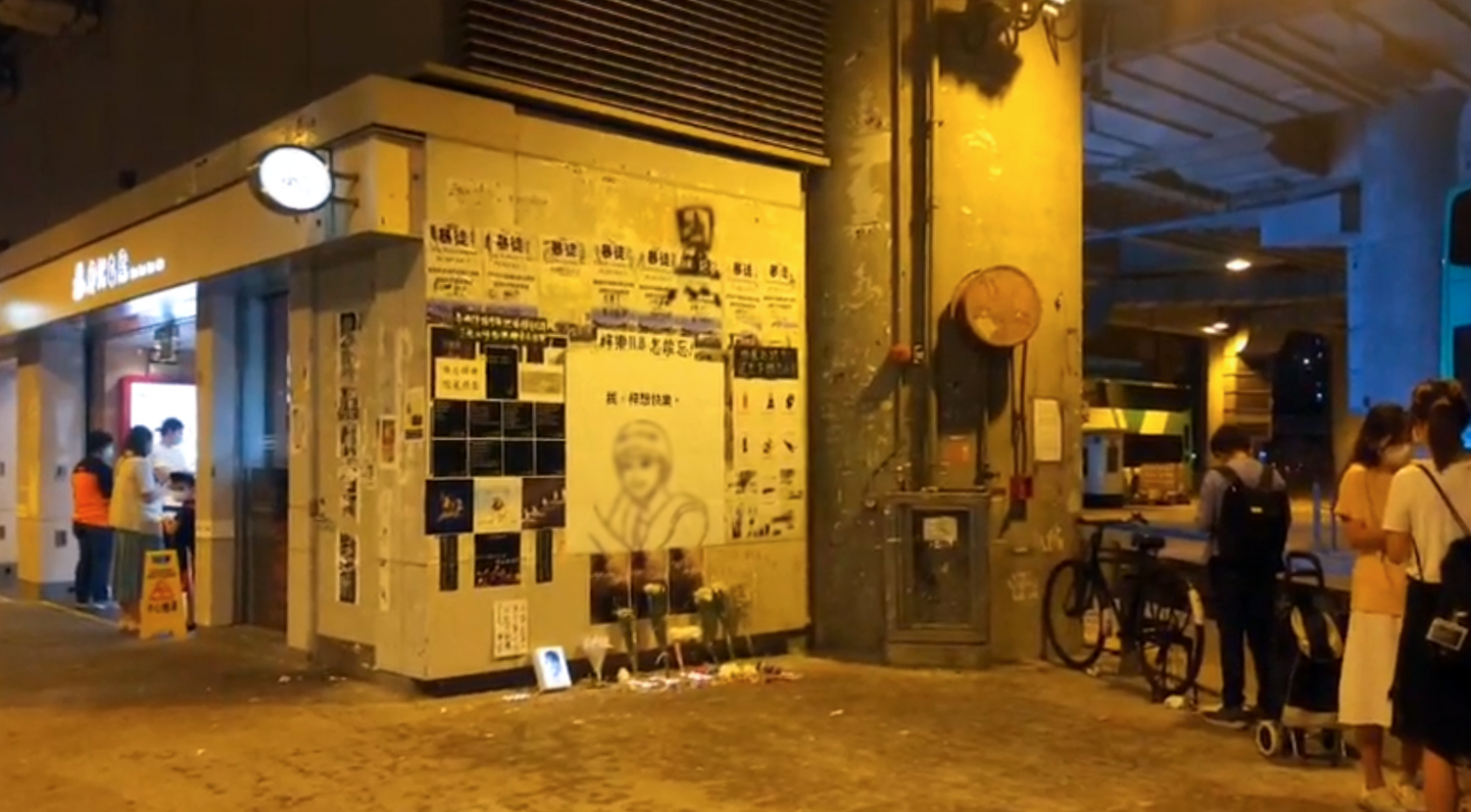
元朗站地下巴士總站，連儂牆上貼有周梓樂的肖像畫，有人放下鮮花和紙鶴

### 太古廣場「和你DIN」

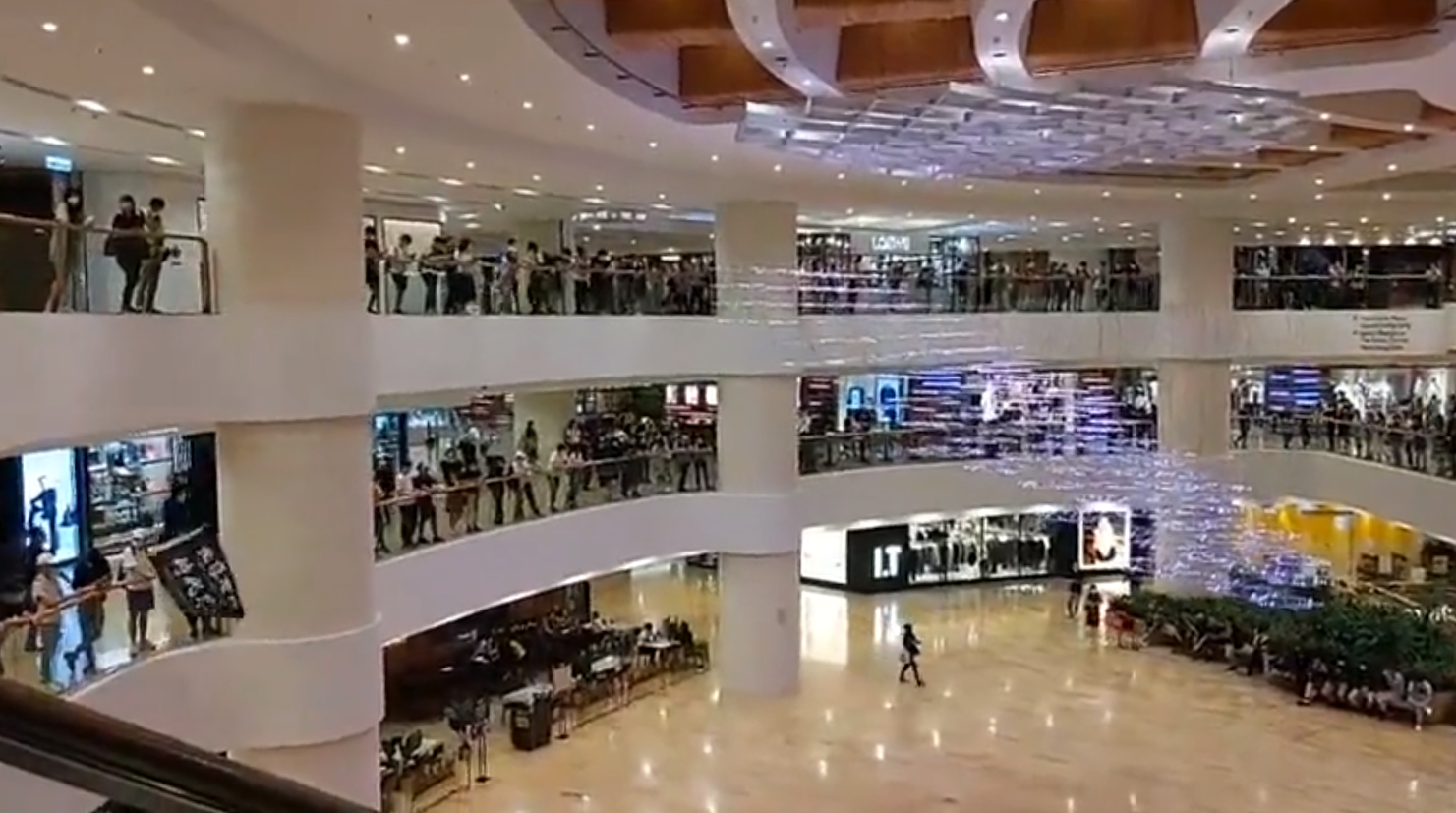
太古廣場「和你DIN」

下午6時開始，金鐘太古廣場中庭有近百人聚集，參與者高呼「五大訴求、缺一不可」等反修例口號及展示旗幟。商場透過廣播提醒在場人士，政府已實施條例，表示限聚令禁止多於8人的群組聚集，違反規例可能屬違法，呼籲在場人士停止活動。參與者在晚上8時許離開。防暴警察在商場外面及附近巴士站巡邏戒備。其中一名男子傍晚在金鐘近海富中心位置搜查後，被反手綁上索帶。

## 9日

### 大埔及鑽石山「和你唱」

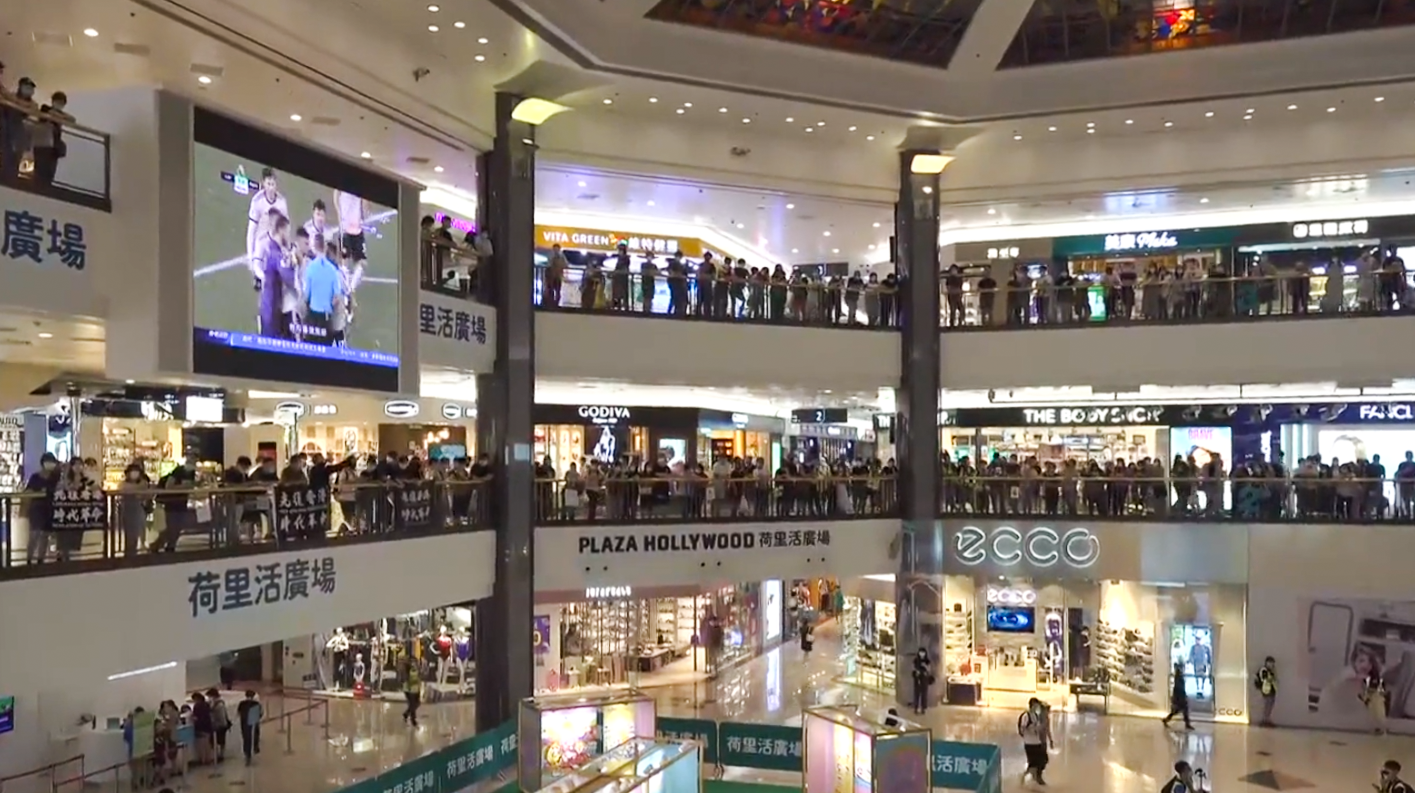
荷里活廣場「和你唱」

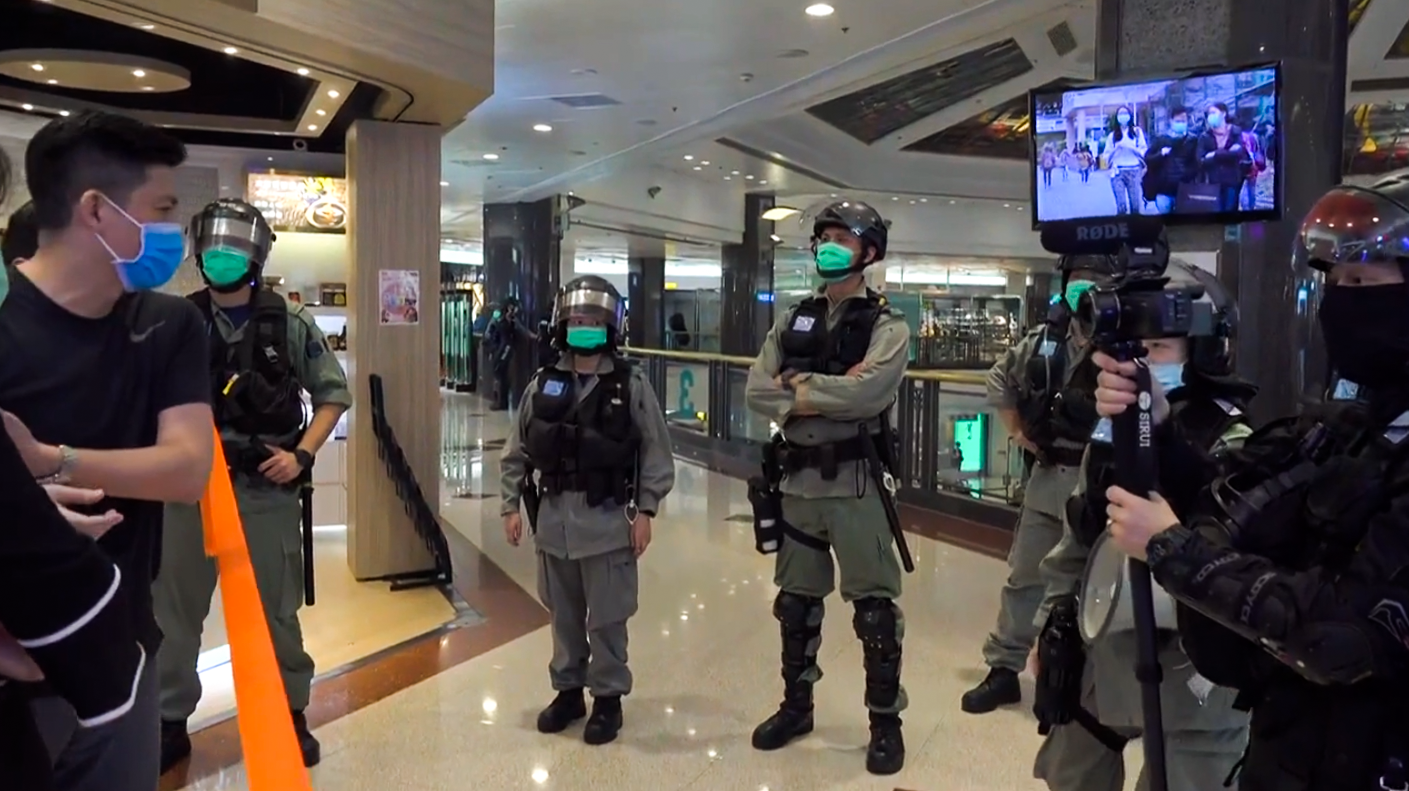
大批防暴警察到場後，立法會議員譚文豪在3樓批評警方行動

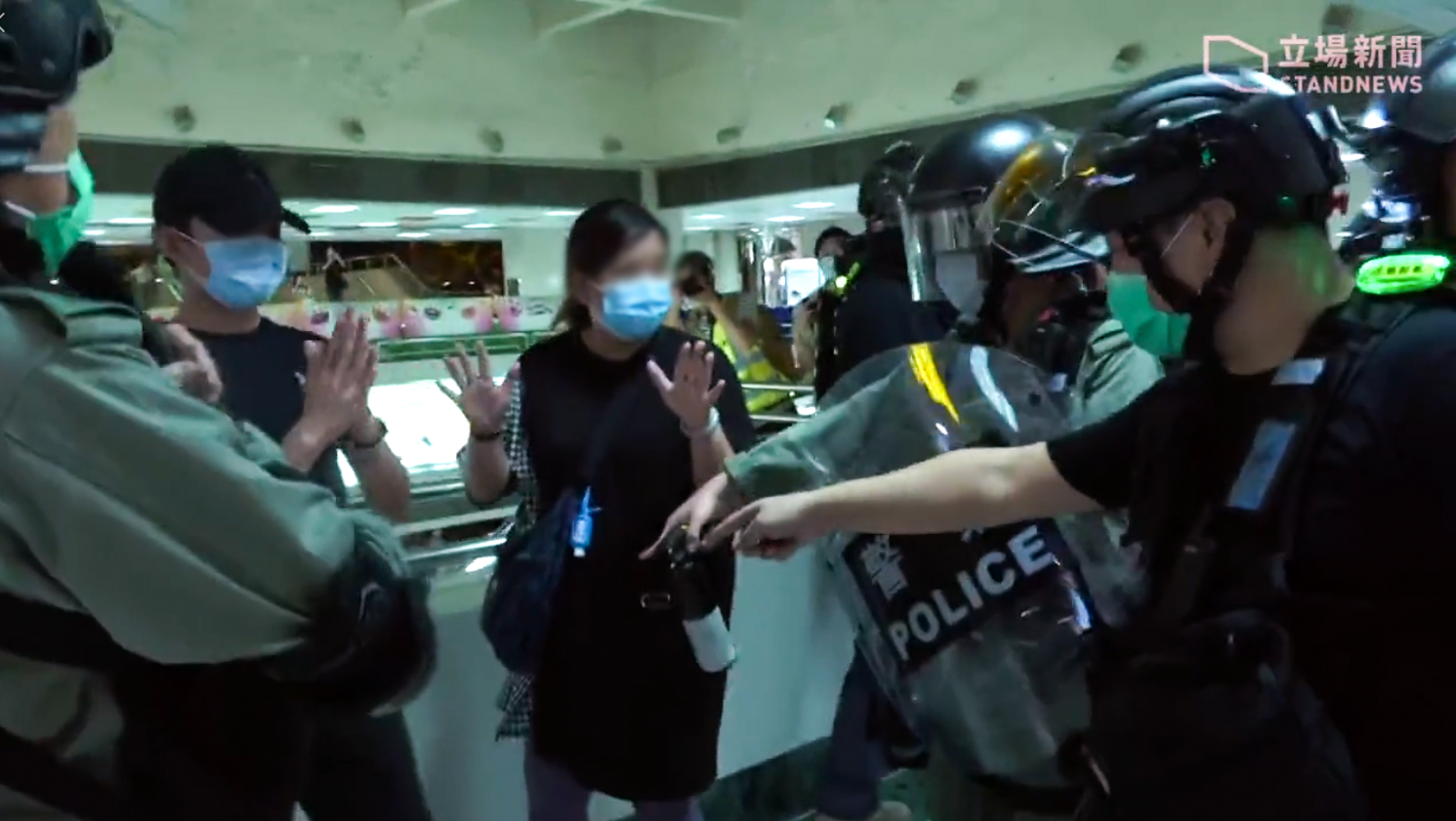
有一家5口路經大埔廣場時，其中兩人突然被一批警員上前阻截，之後被警方帶走

晚上7時，有網民發起在鑽石山荷里活廣場及大埔超級城發起「和你sing」活動。在鑽石山荷里活廣場，大批警車在外圍戒備，而港鐵站出口有數十名防暴及便衣警駐守，市民在中庭一帶聚集叫口號。到7時半，大批防暴警員進入商場，在中庭範圍拉起封鎖線並驅散市民。有在商場食肆外候餐的市民，也被要求出示單據。立法會議員譚文豪、黃大仙區議員劉珈汶及梁銘康等一共6人在場內觀察警方執法期間，也被警員截查，指他們和周邊的人違反限聚令。譚文豪表示他們只有6人，表示與身邊的人互不相識，也沒有共同目的。警員抄下6人的身分證等個人資料，表示日後如有證據或會票控。而一名藍衣中年男子因說「黑警買白粉就無問題，我哋唱歌點解有問題？」而被警員包圍。警員抄下其住址等個人資料後，稱日後會「隨時拉你」。防暴警員在晚上9時陸續離開商場。到晚上近10時半，有兩男一女疑被便衣認出，在商場近龍蟠苑出入口被截查，其中一人被搜出「光復香港」旗幟，警員抄下資料後放行。被截查男女獲放行後表示，懷疑他們為活動組織者，不排除根據資料稍後作「限聚令」票控。

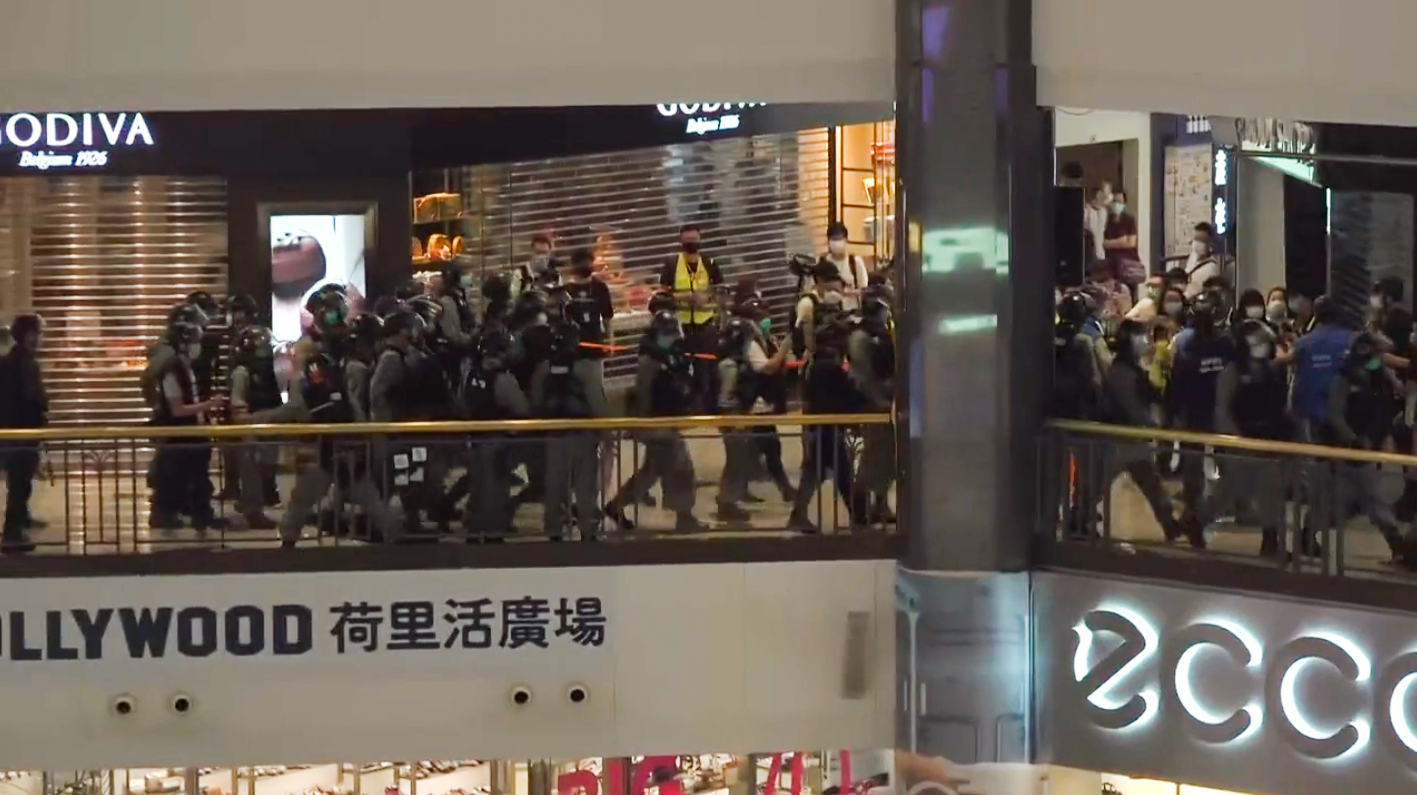
大批防暴警察在商場2樓設封鎖線
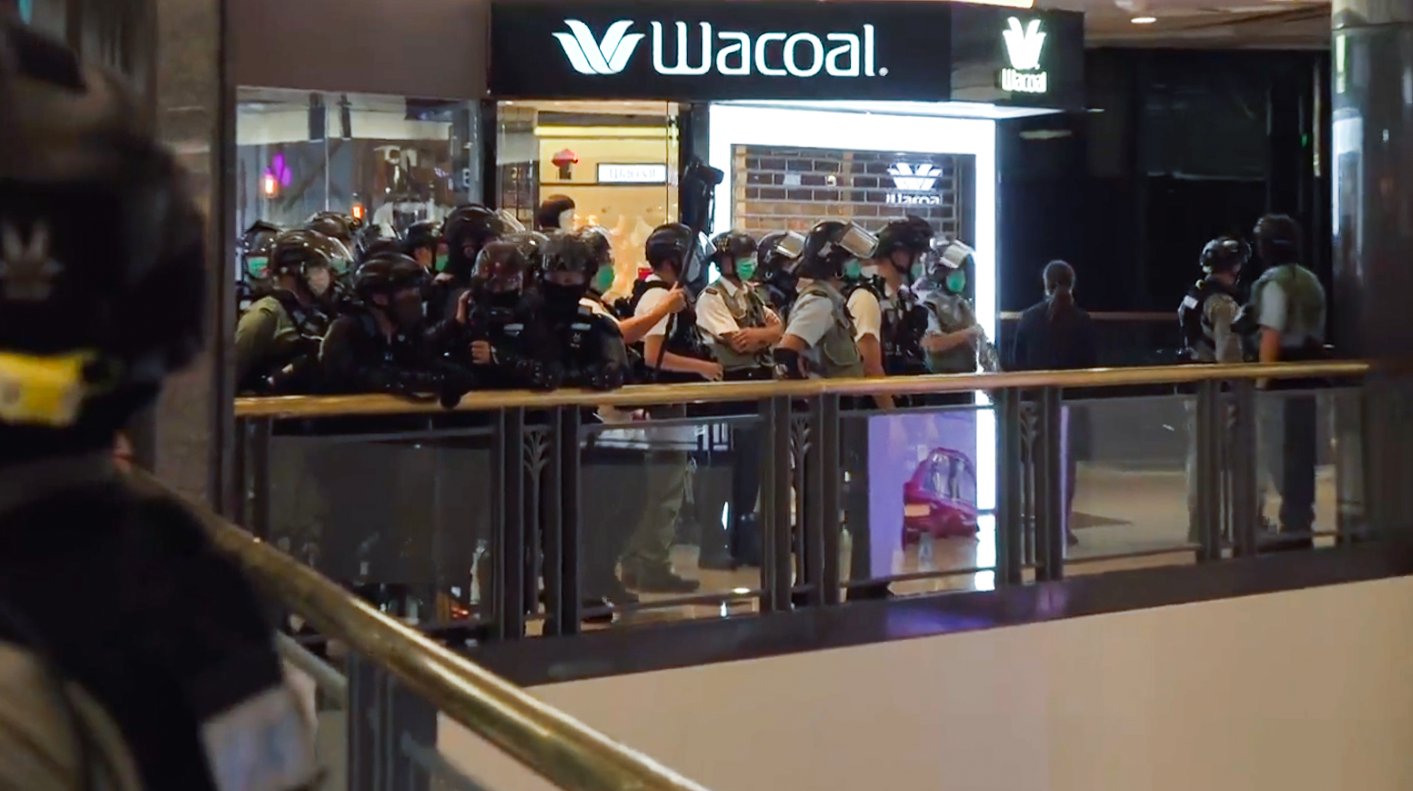
大批警員在商場3樓攝錄
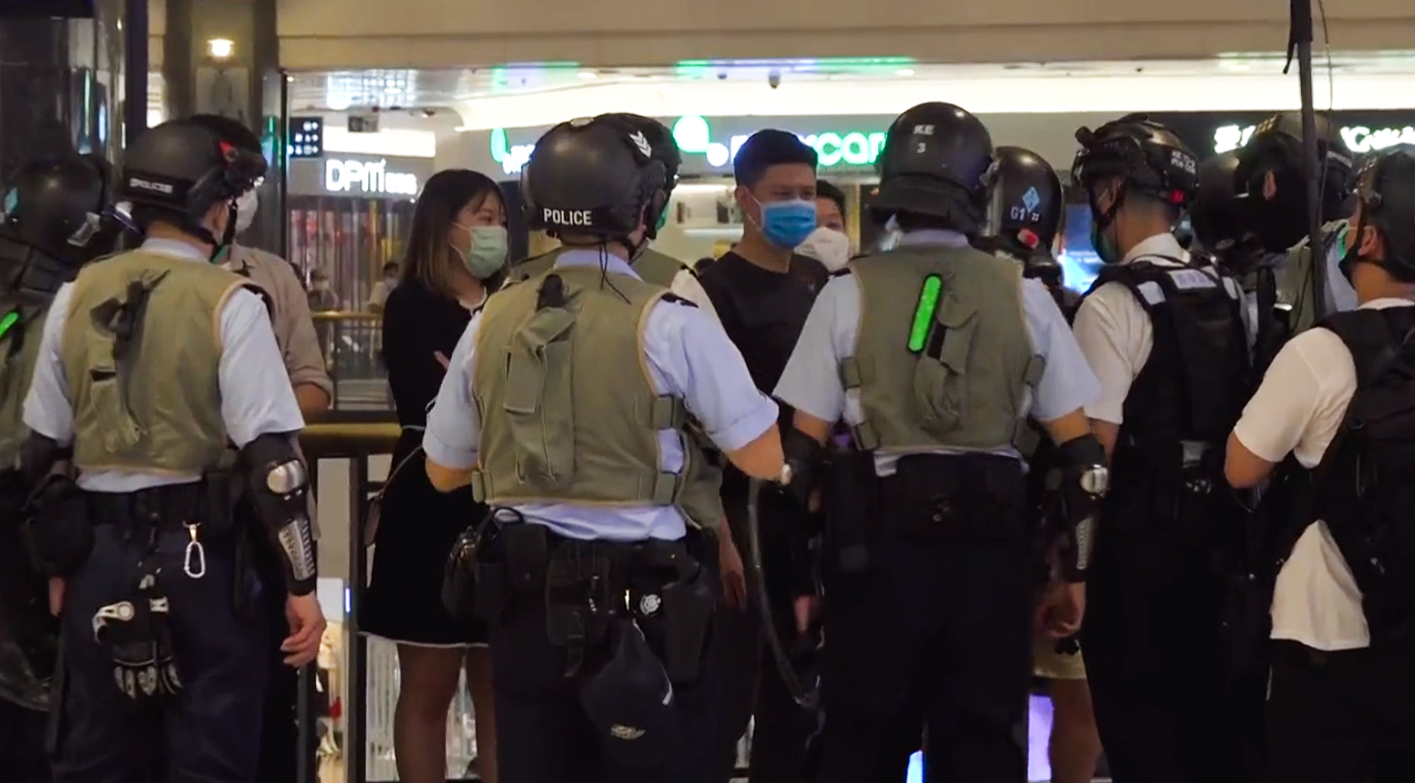
立法會議員譚文豪、黃大仙區議員劉珈汶及梁銘康等一共6人在場內觀察警方執法期間，也被警員截查
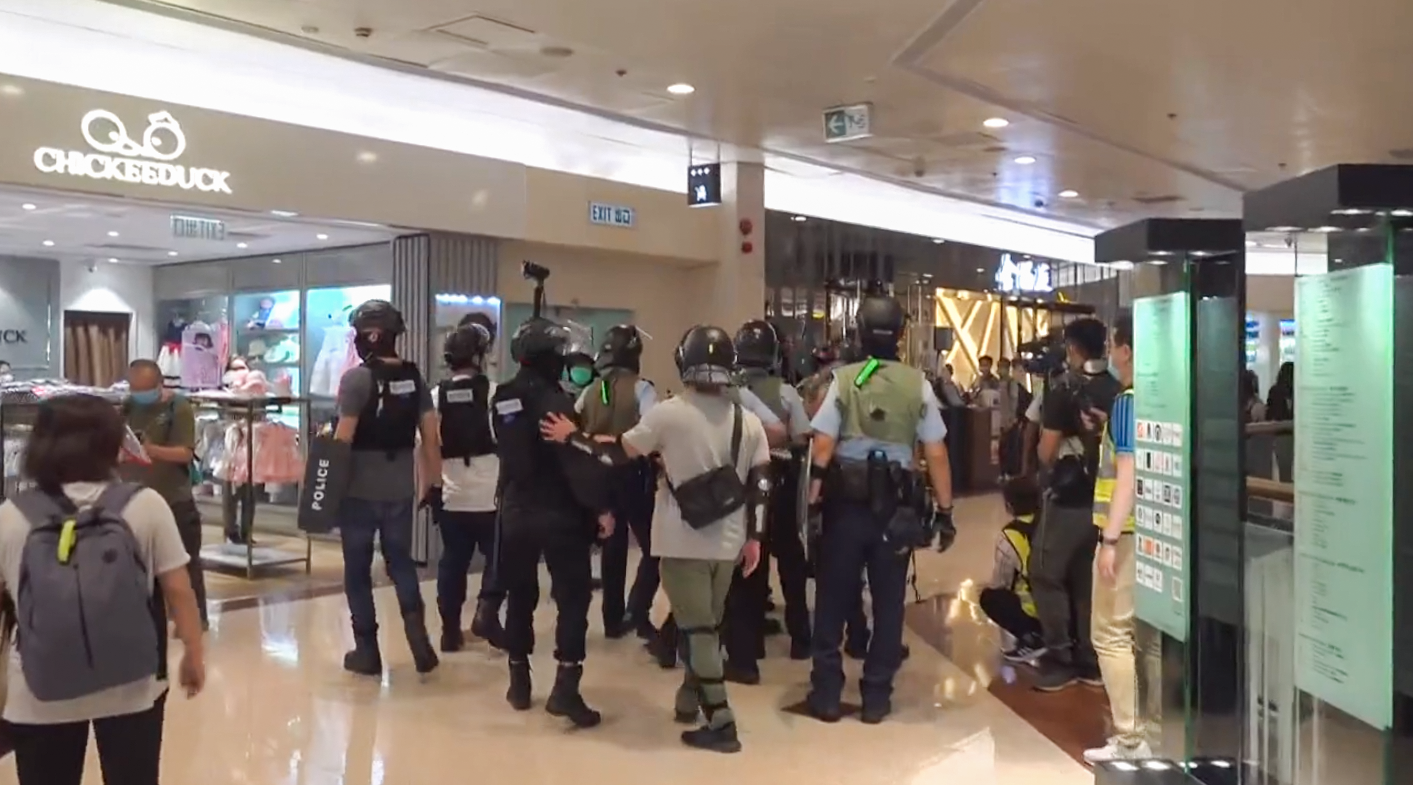
警員多次在中庭一帶驅散市民
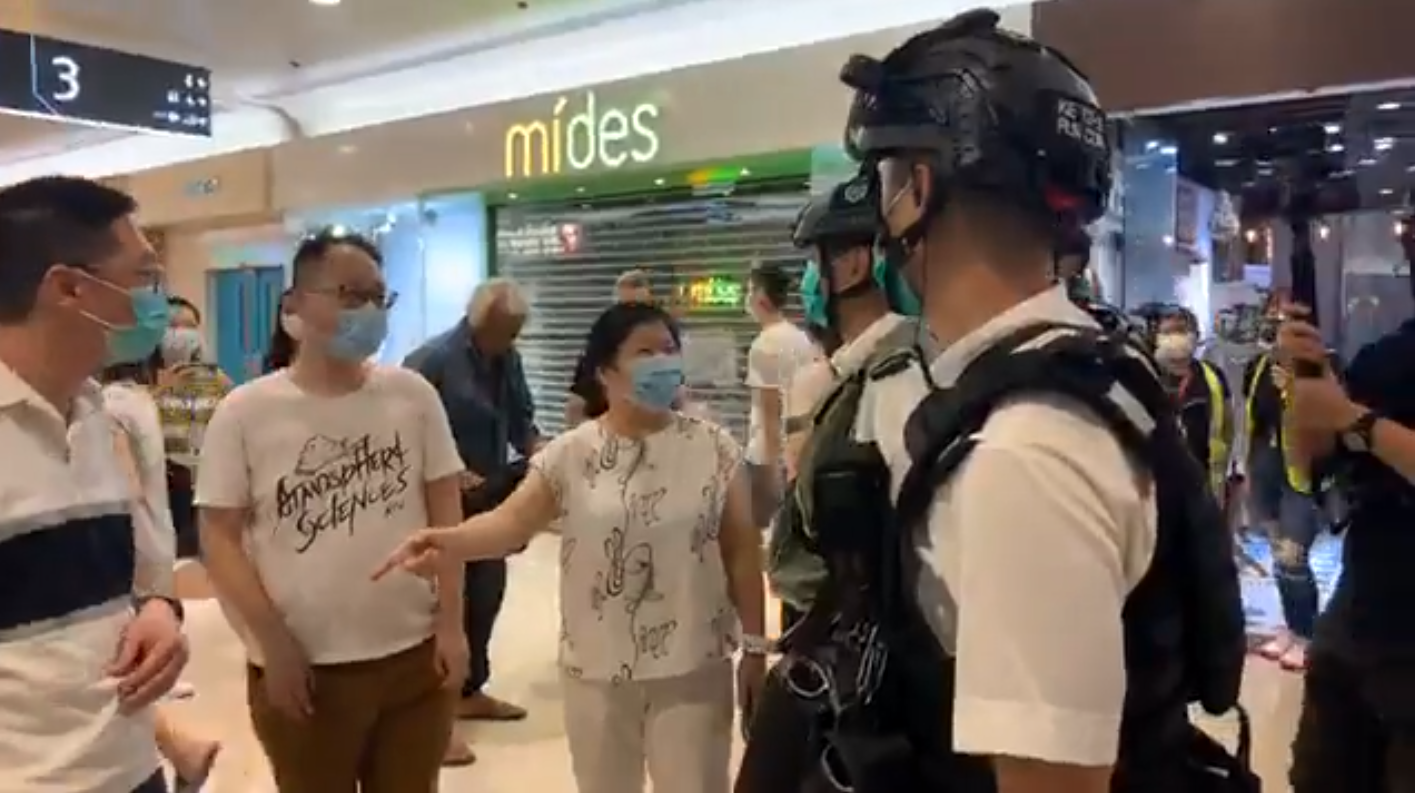
譚香文在荷里活廣場與警員談論
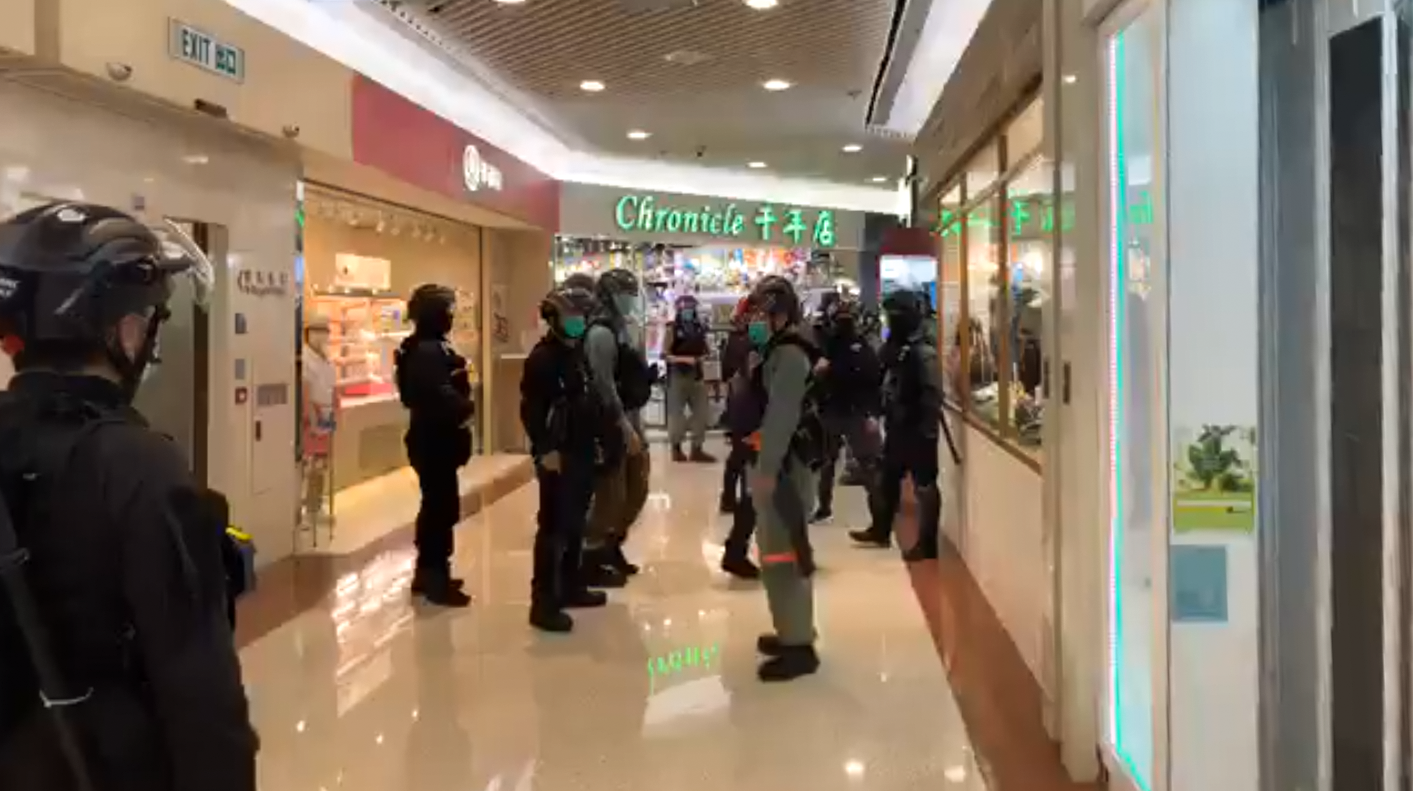
原本離開商場的警員，再度折返
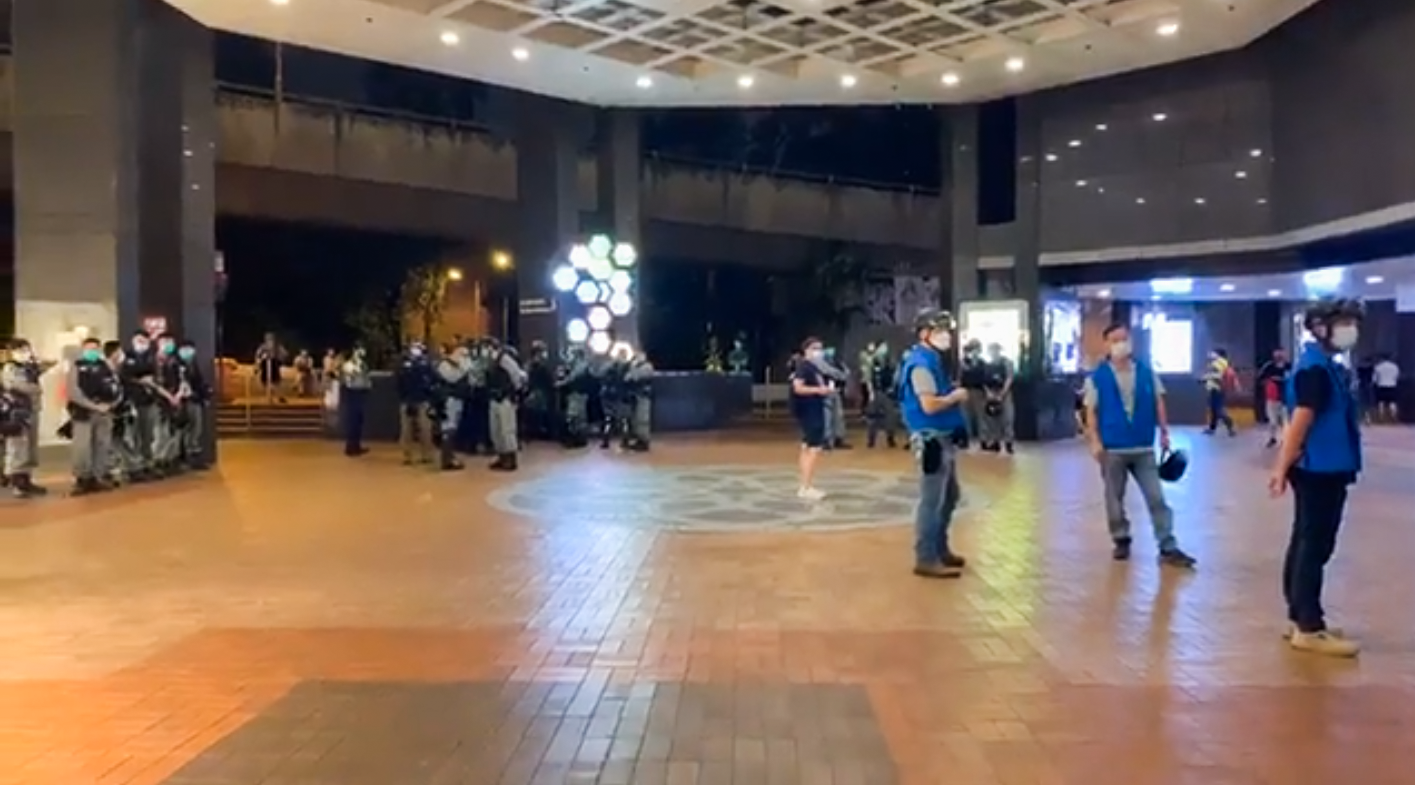
警員離開後，轉到港鐵站出口駐守

而在大埔超級城，C區中庭有不少市民聚集和叫口號，而商場外有防暴警員巡邏。到晚上7時37分，防暴警察進入大埔超級城內驅散市民，並設起封鎖線，部分市民走到大埔廣場繼續叫口號。警員在大埔廣場外的天橋警告商場內的人士已違反「限聚令」。到7時57分，防暴警察突然衝入大埔廣場，有一家5口路經商場時，其中兩人突然被一批警員上前阻截，之後被警方帶走。有親友表示懷疑姨甥沒有帶身份證，同時表示警員曾打算以「限聚令」控告他們一家，批評警方濫權濫告。而警員也推撞及驅趕在場拍攝的記者。到晚上8時37分，有人疑在大埔超級城C區商場外投高空擲物，現場發現一個玻璃瓶，警員封鎖現場調查，其後帶走物品。到9時，警方在大埔中心通往新興花園的行人天橋截查多名年輕人。

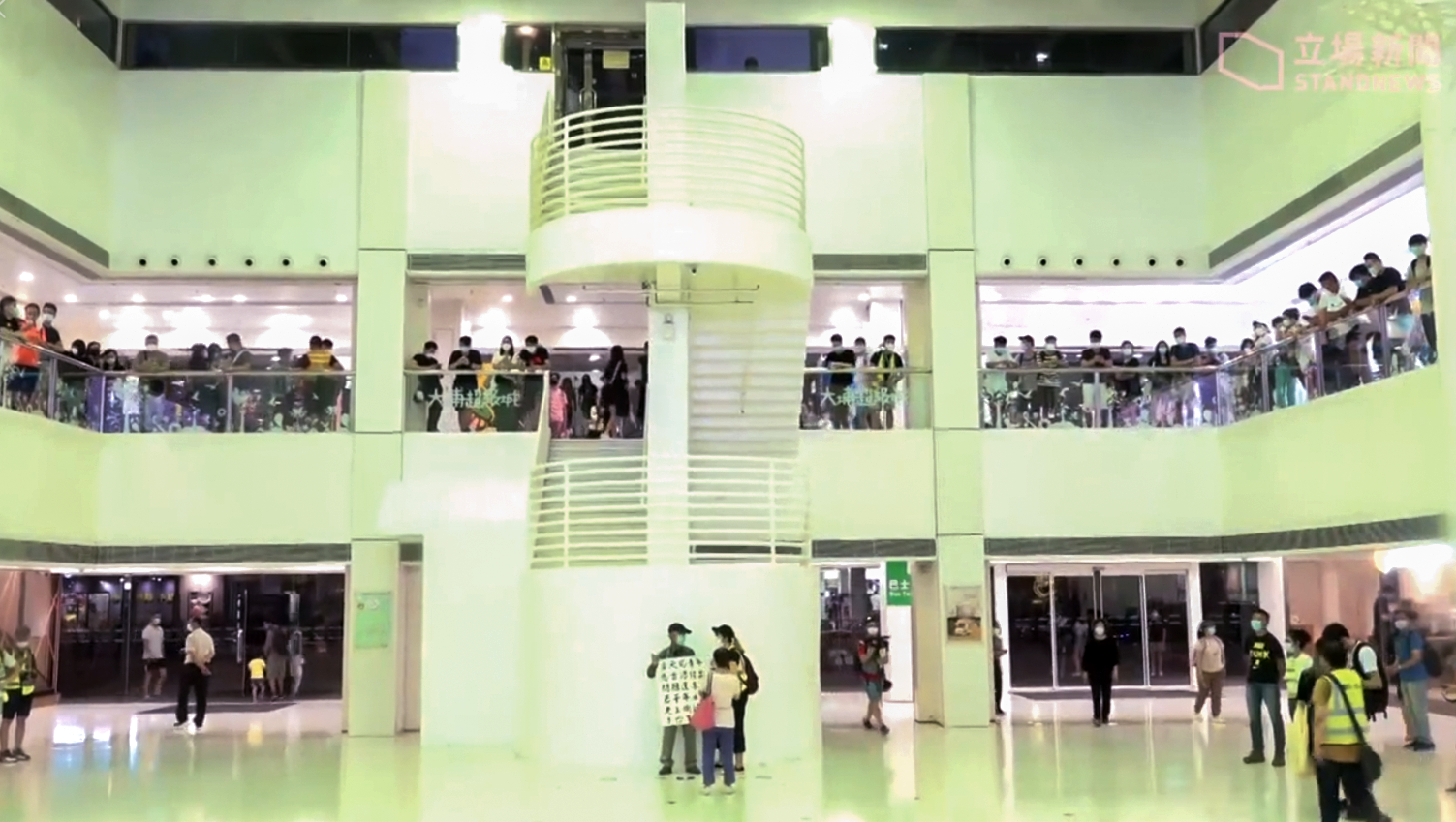
晚上7時許，C區中庭有不少市民聚集和叫口號
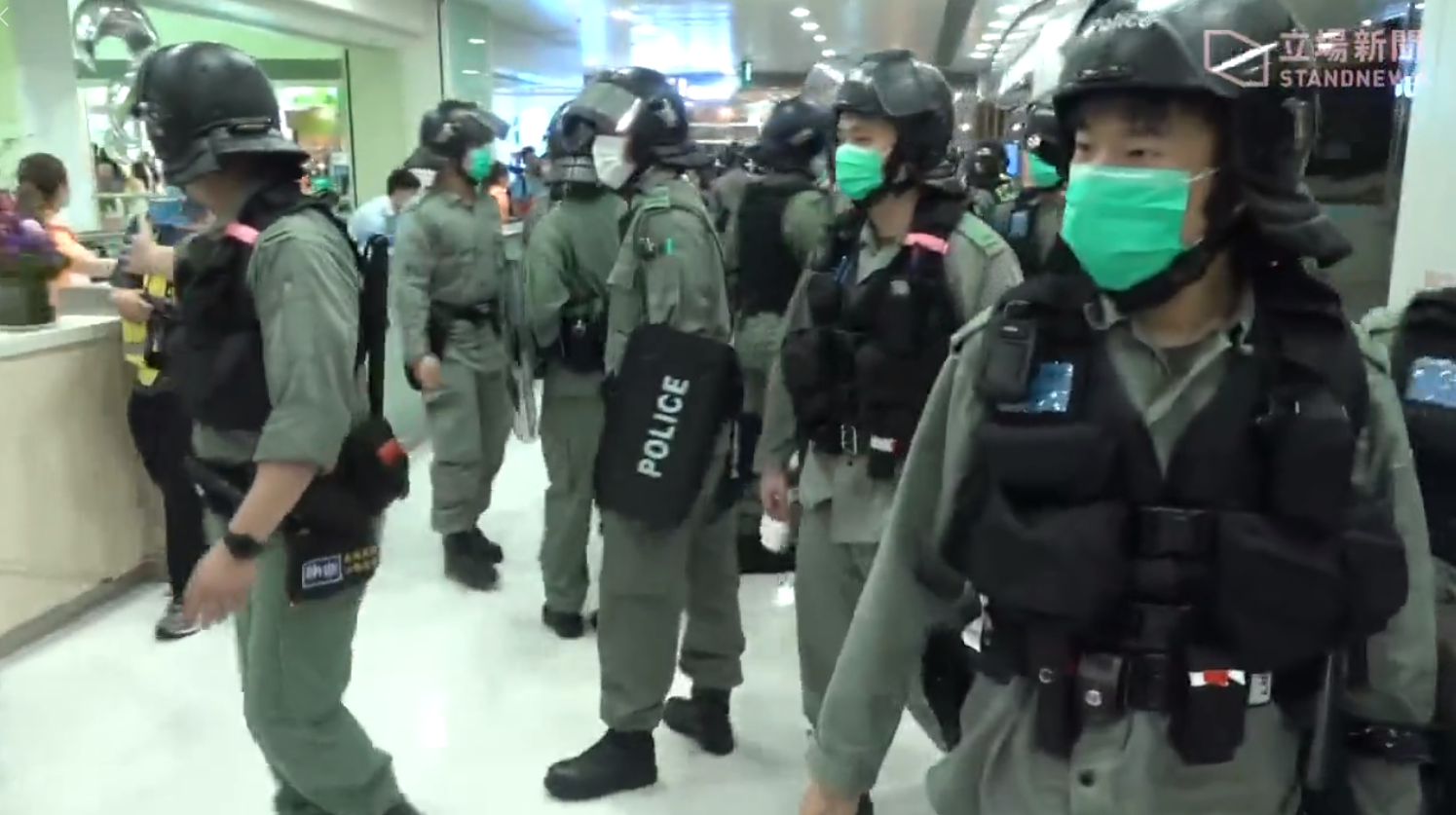
晚上7時37分，防暴警察進入大埔超級城內驅散市民
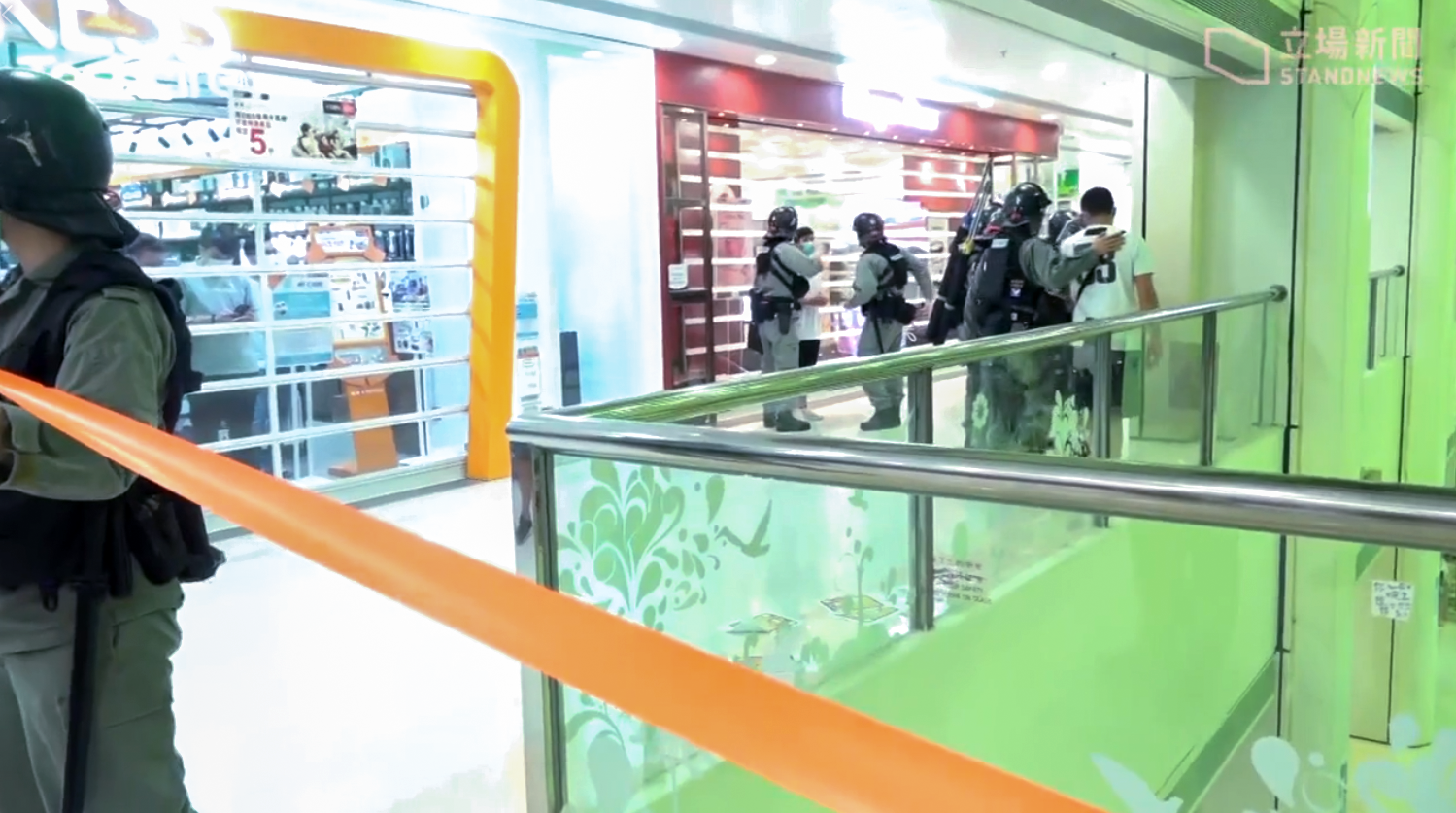
有商場內的遊人被截查
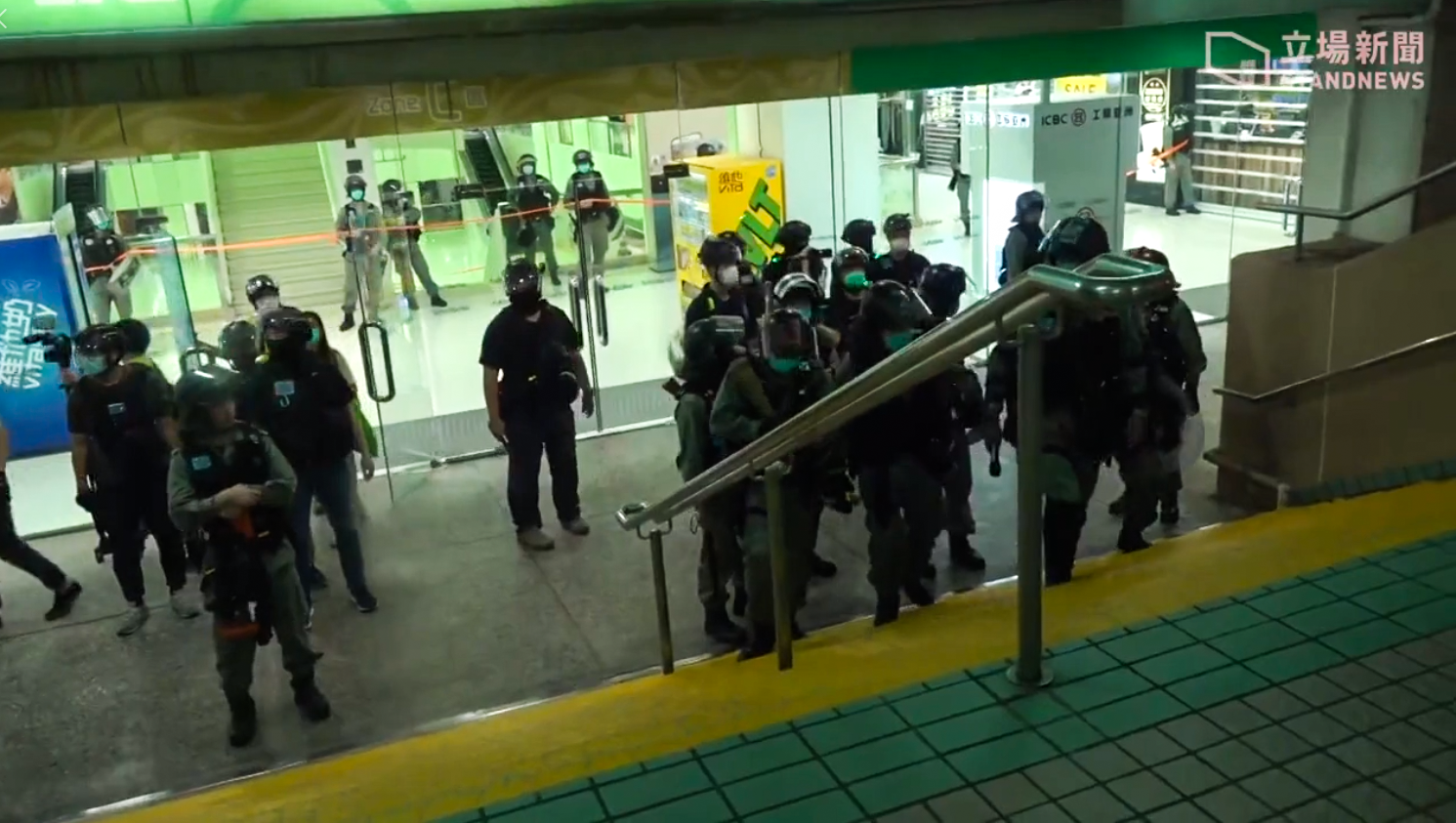
部分防暴警員在大埔廣場外的天橋戒備
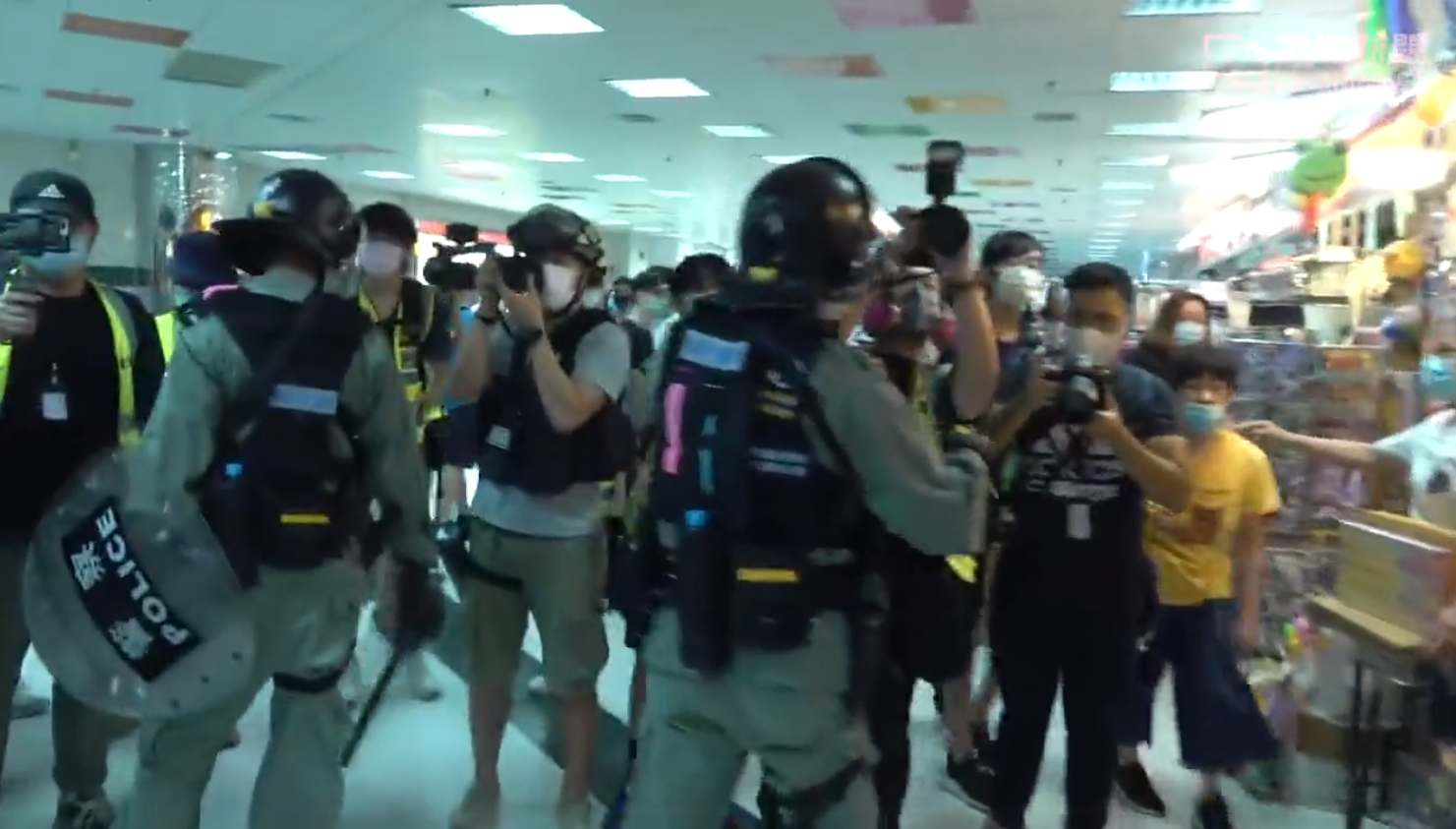
7時57分，防暴警察突然衝入大埔廣場
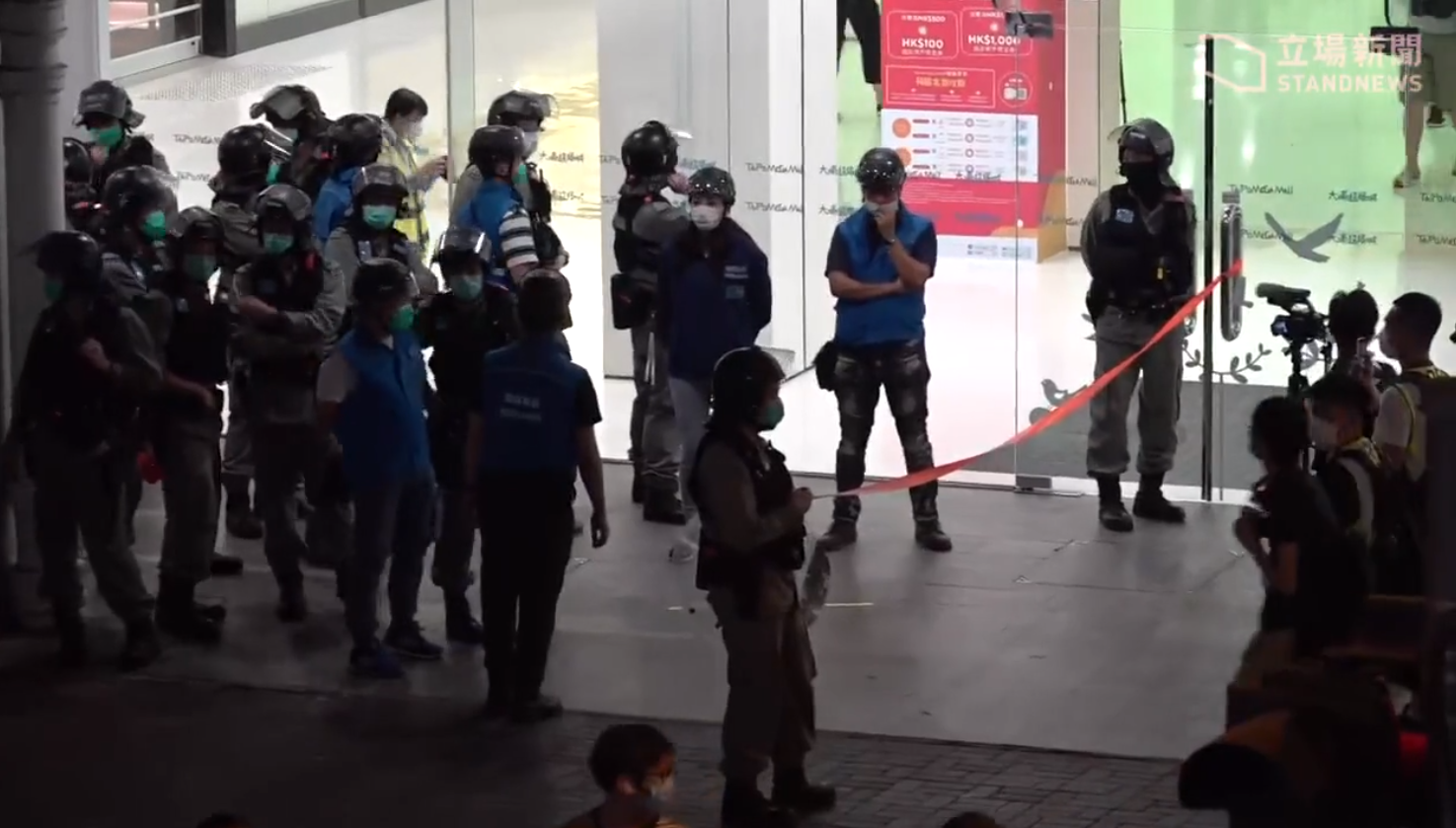
大埔超級城地下出入口有大批警員
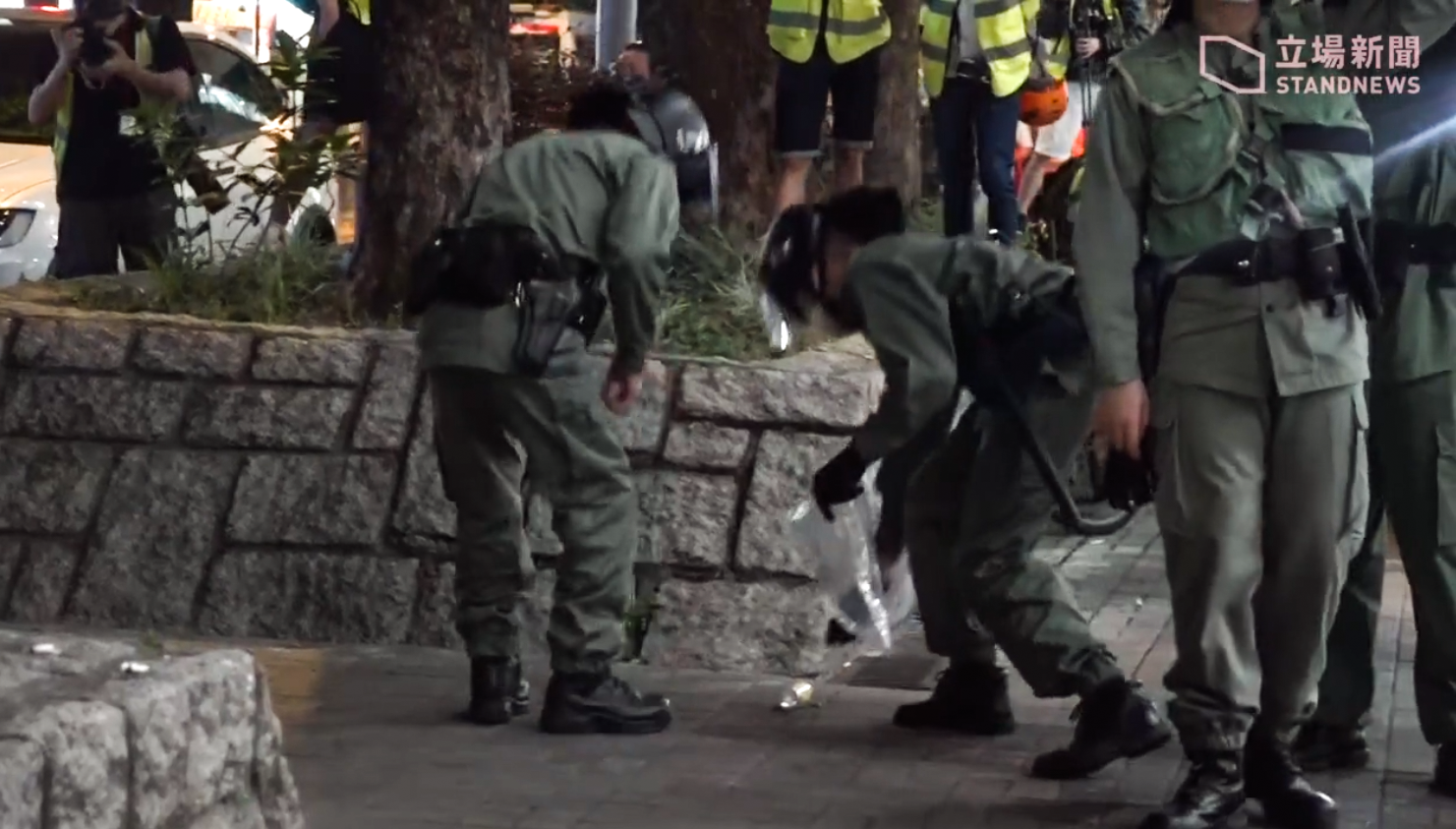
有人疑在大埔超級城C區商場外投高空擲物，為一個玻璃瓶。警員其後帶走物品。

## 10日

### 多區和你Sing

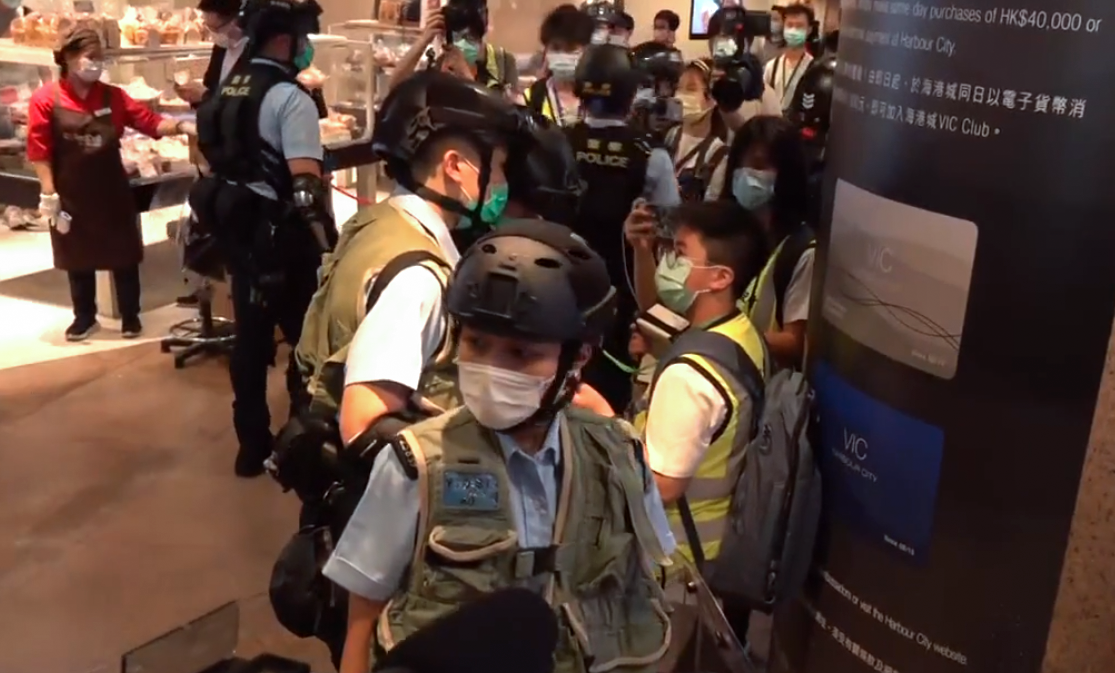
來自「深學媒體」的13歲學生記者被警員斥是童工、非法聚集，之後被帶走。

下午3點，有網民於母親節發起「母親節行街」及「全港和你SING-抗爭前奏曲」活動，於港九多個商場同時進行，包括形點、屯門市廣場、荃灣廣場、大埔超級城、新城市廣場、將軍澳中心、海港城、APM、又一城、新世紀廣場、時代廣場和太古城中心，參與者不停高呼「五大訴求、缺一不可」等反修例口號。下午四點起多個商場開始防暴警員在場戒備和監視，其中尖沙咀海港城，有13歲學生記者被警員斥是童工、非法聚集後被帶走。大批防暴警員也闖入citysuper超級市場驅散店內的顧客；而在旺角新世紀廣場，警方在商場內發射胡椒球彈並拘捕9人，有9歲小朋友被制服，警方更驅趕記者離開商場。[在下午5時，旺角銀行中心對開彌敦道一帶開始有人群聚集，一度走出馬路行車線，並用雜物堵路，防暴警隨即趕至驅散。入夜後驅散場面集中在旺角一帶，警方多次使用胡椒噴霧進行驅散，大量記者多次被胡椒噴霧噴中，一度向一眾蹲在地上的記者噴射。到晚上10時許，警方繼續在旺角一帶掃蕩及驅散，而民主黨立法會議員鄺俊宇被警員制服在地上被捕，用警棍掃向腹部後倒地，有防暴警察以膝頭壓在他的頭部。警方最終在旺角拘捕230人，年齡介乎12歲至65歲。票控19人違限聚令。一批被捕人士的家屬在黃色暴雨警告下，
到紅磡警署外，等候親人獲釋。不過警方一度暫停辦理保釋手續。有家長表示其14歲姨甥女扣查逾40小時，但警方以電腦壞為由延誤保釋。而當日不少記者被警員勒令跪地遭噴椒，並阻止拍攝。多名記者感不適。其中《蘋果日報》女攝影記者被警員武力制服強行箍頸約20秒，需召救護車用送往廣華醫院治理。

## 12日

### 慈雲山「和你唱」

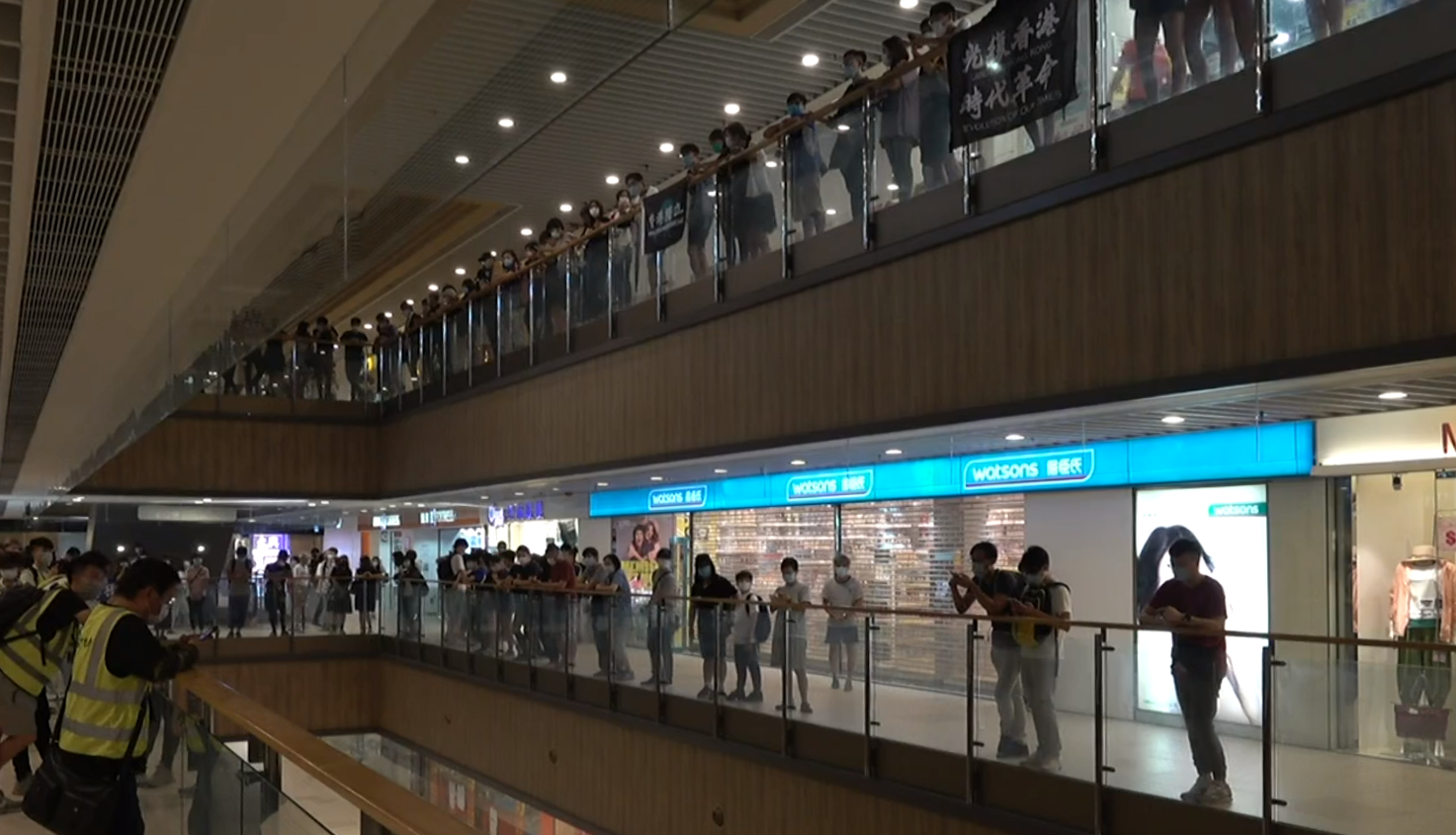
晚上8時，有50名市民於慈雲山中心中庭聚集高叫口號

有網民發起於黃大仙慈雲山中心「和你唱」活動，提醒參與人士保持1.5米距離。晚上8時，有50名市民於中庭聚集高叫口號，隨即有近百名持槍的防暴和軍裝警員先後三次進入商場，要求聚集人士離開，有警員手持攝錄機拍攝。立法會議員胡志偉亦到場，防暴警員於商場5樓巡邏，有餐廳仍營業中，餐廳見狀關門。行動中沒有人被捕和票控。

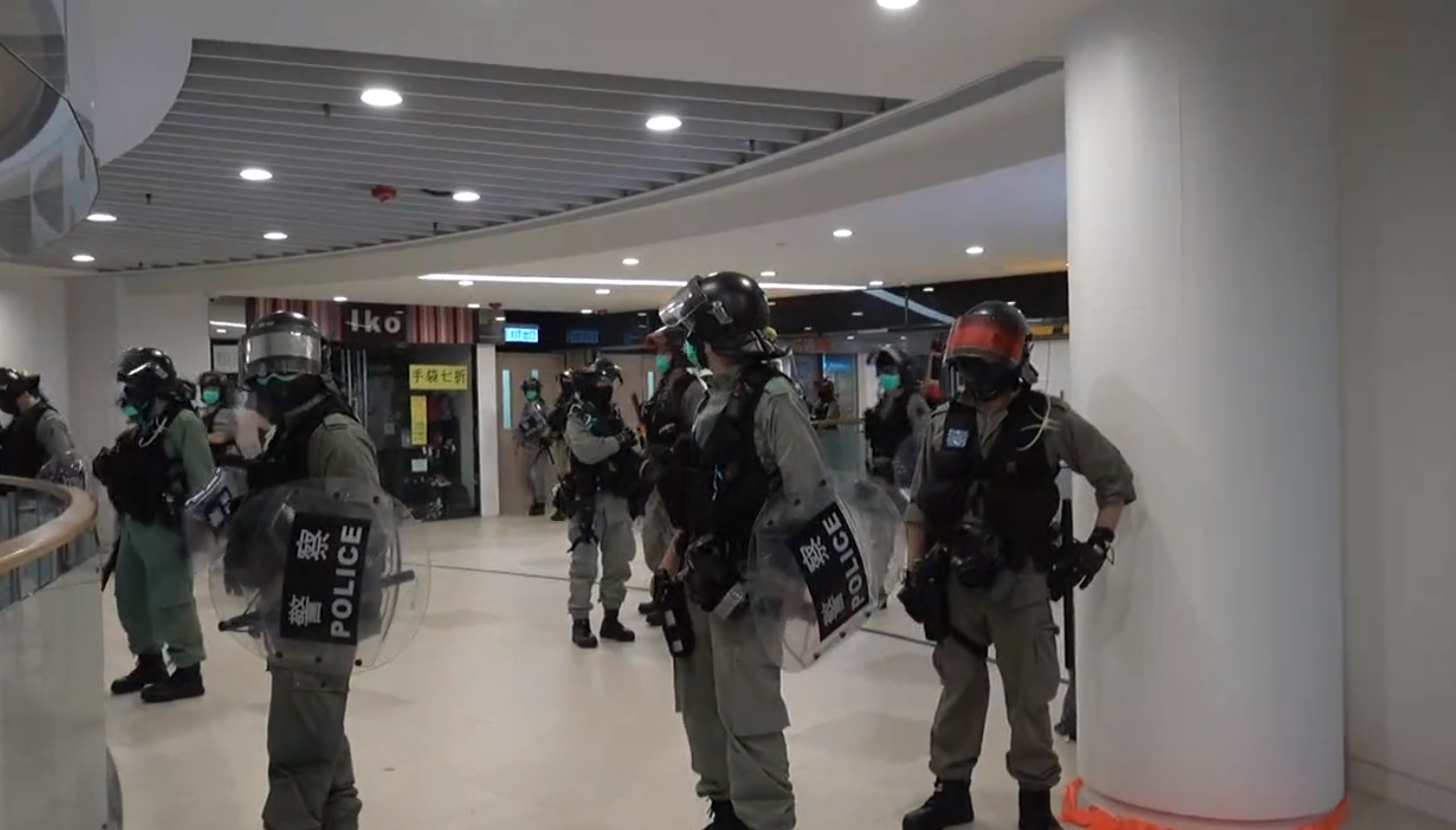
防暴警員在3樓設封鎖線
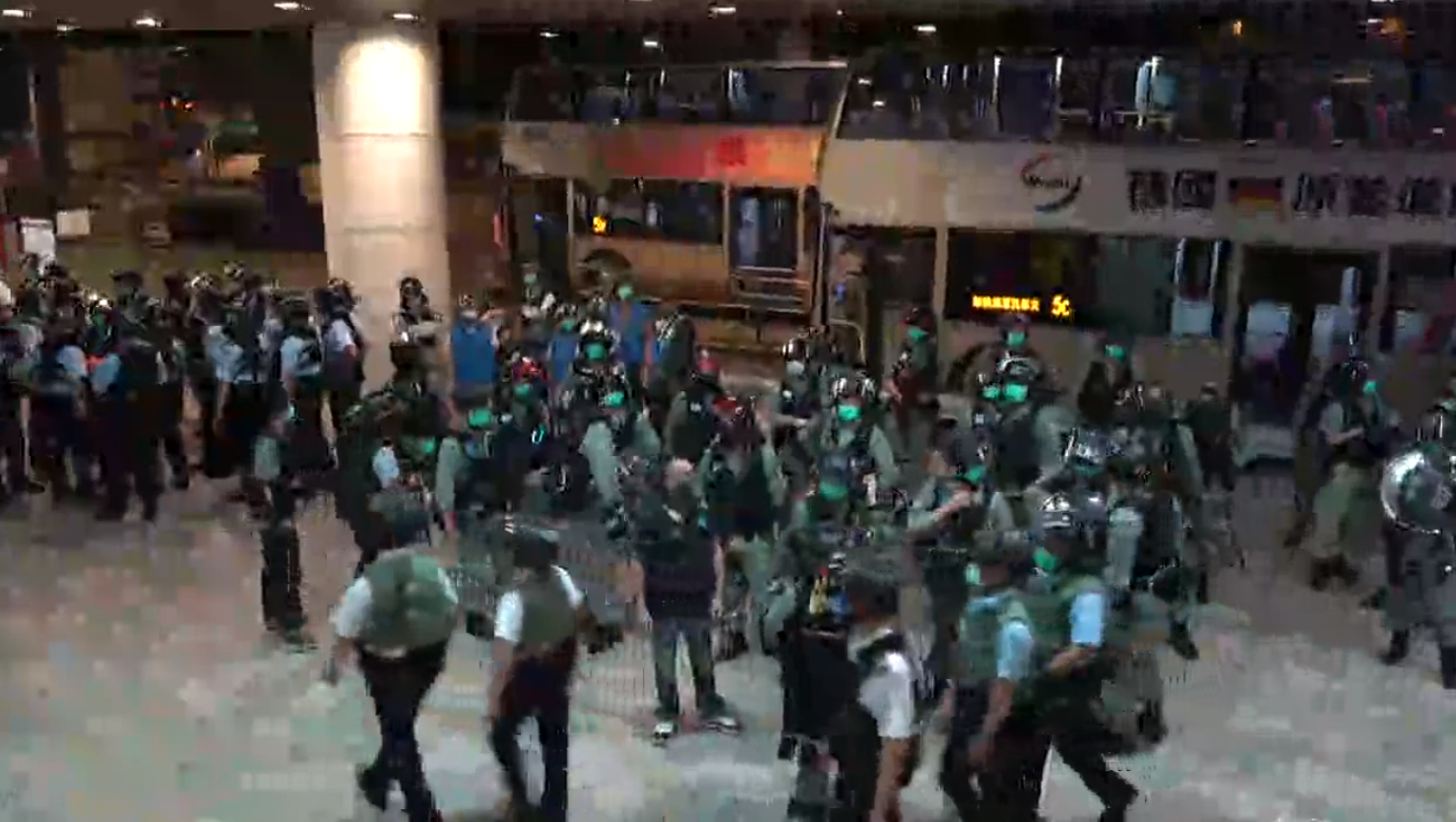
商場出口巴士站有百多名警員戒備
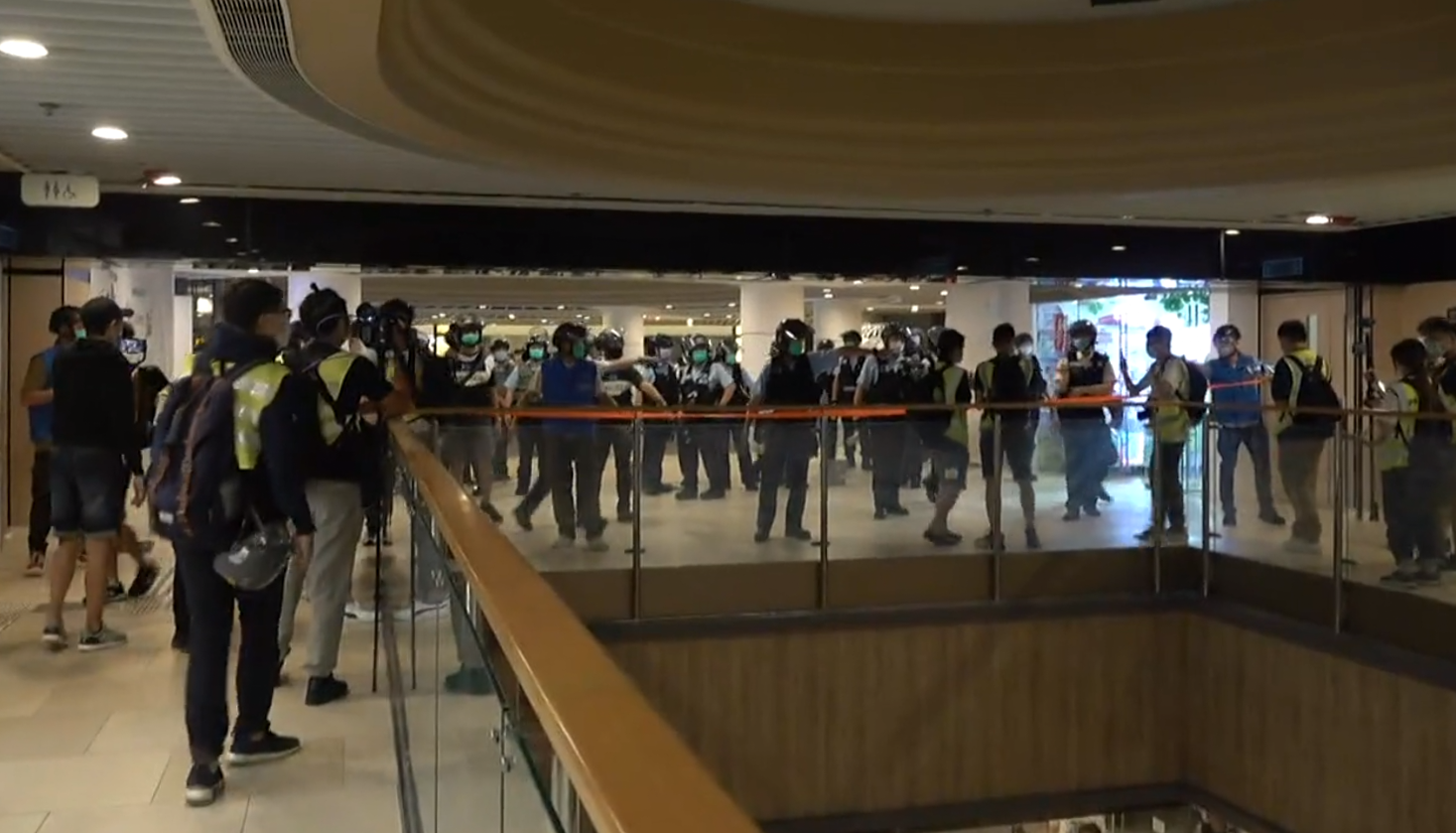
軍裝警員在4樓進行清場
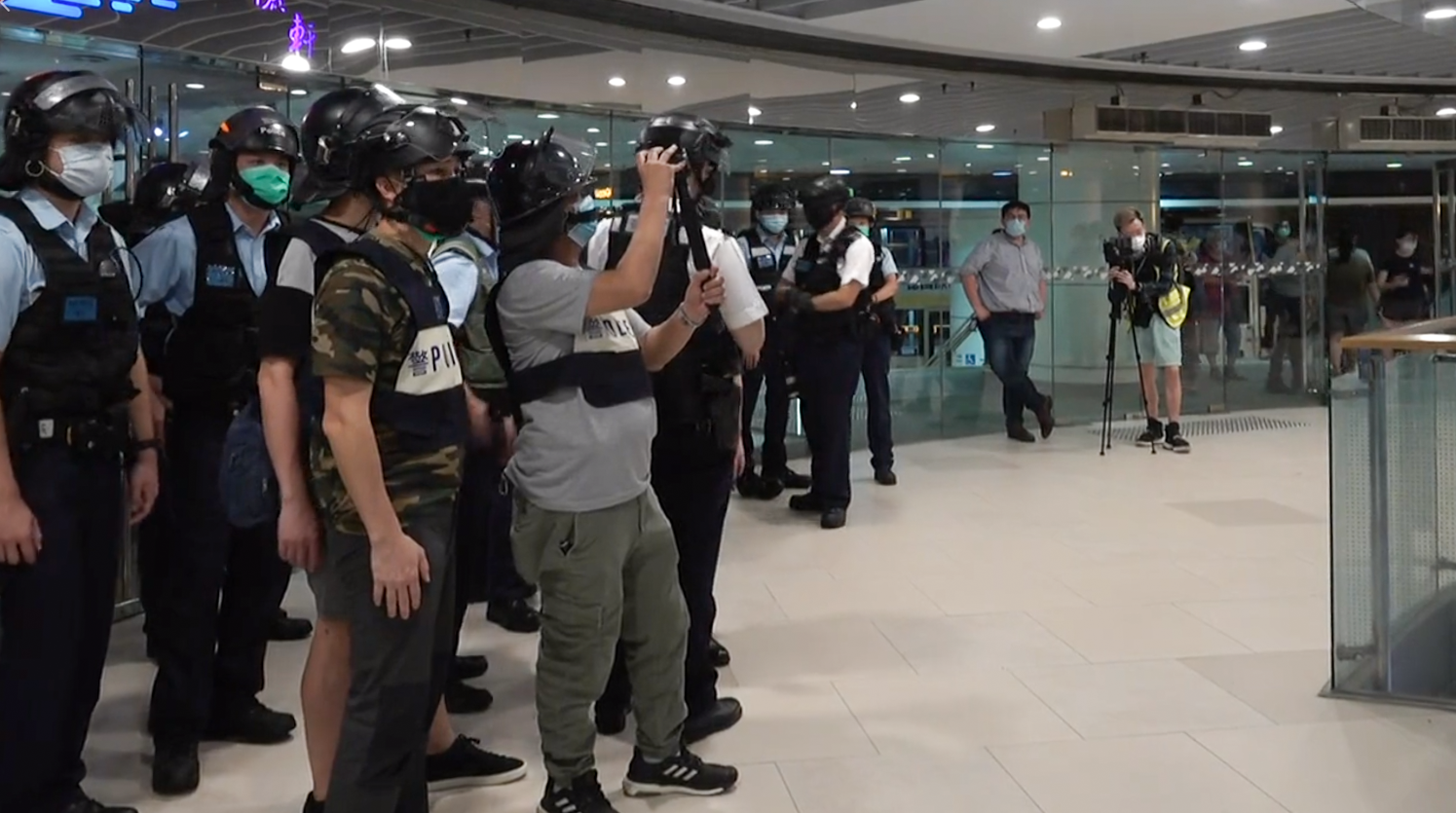
警員進行攝錄

## 13日

### 各區和你sing

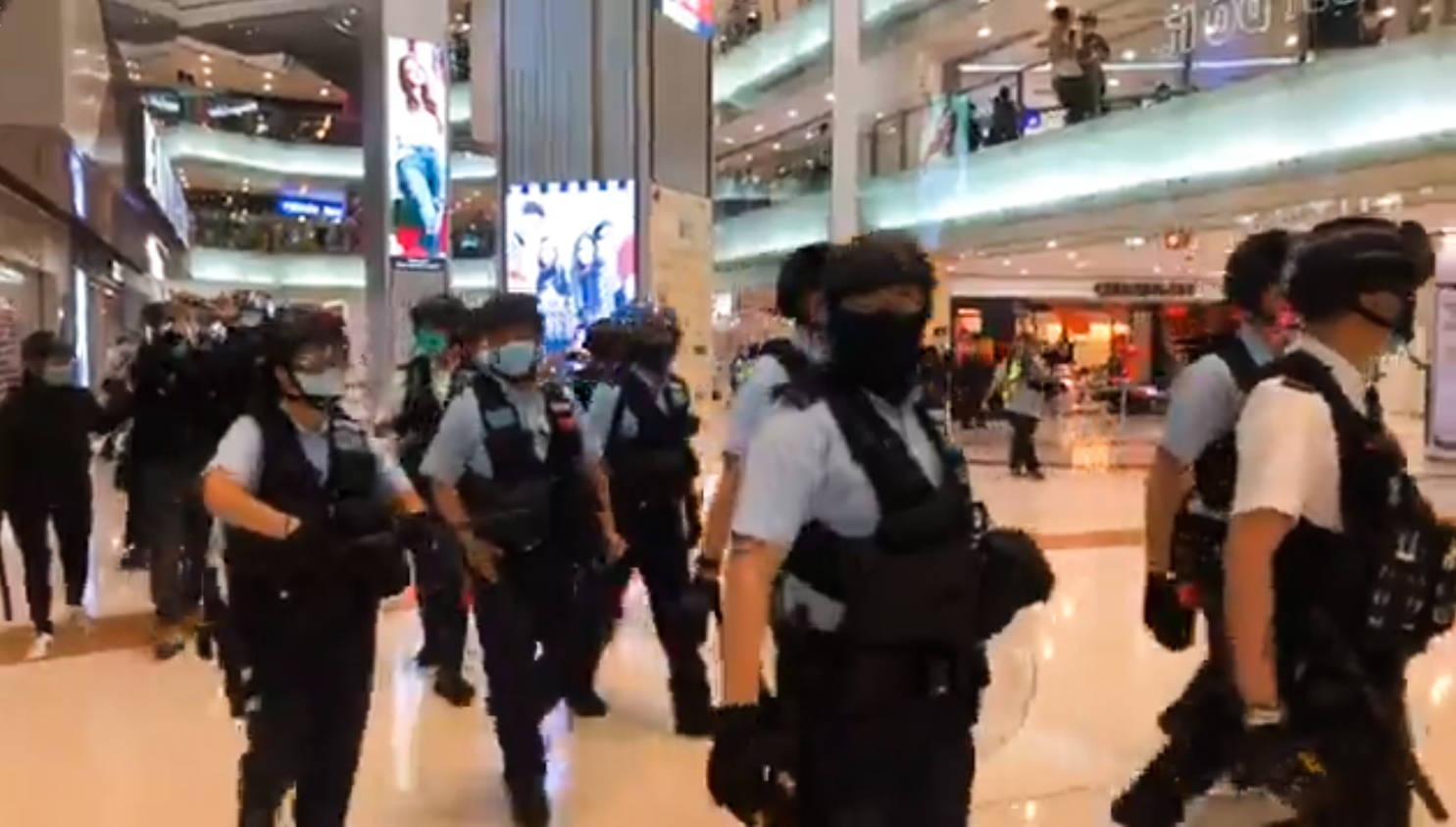
晚上8時，多名警員進入荃灣廣場驅散人群

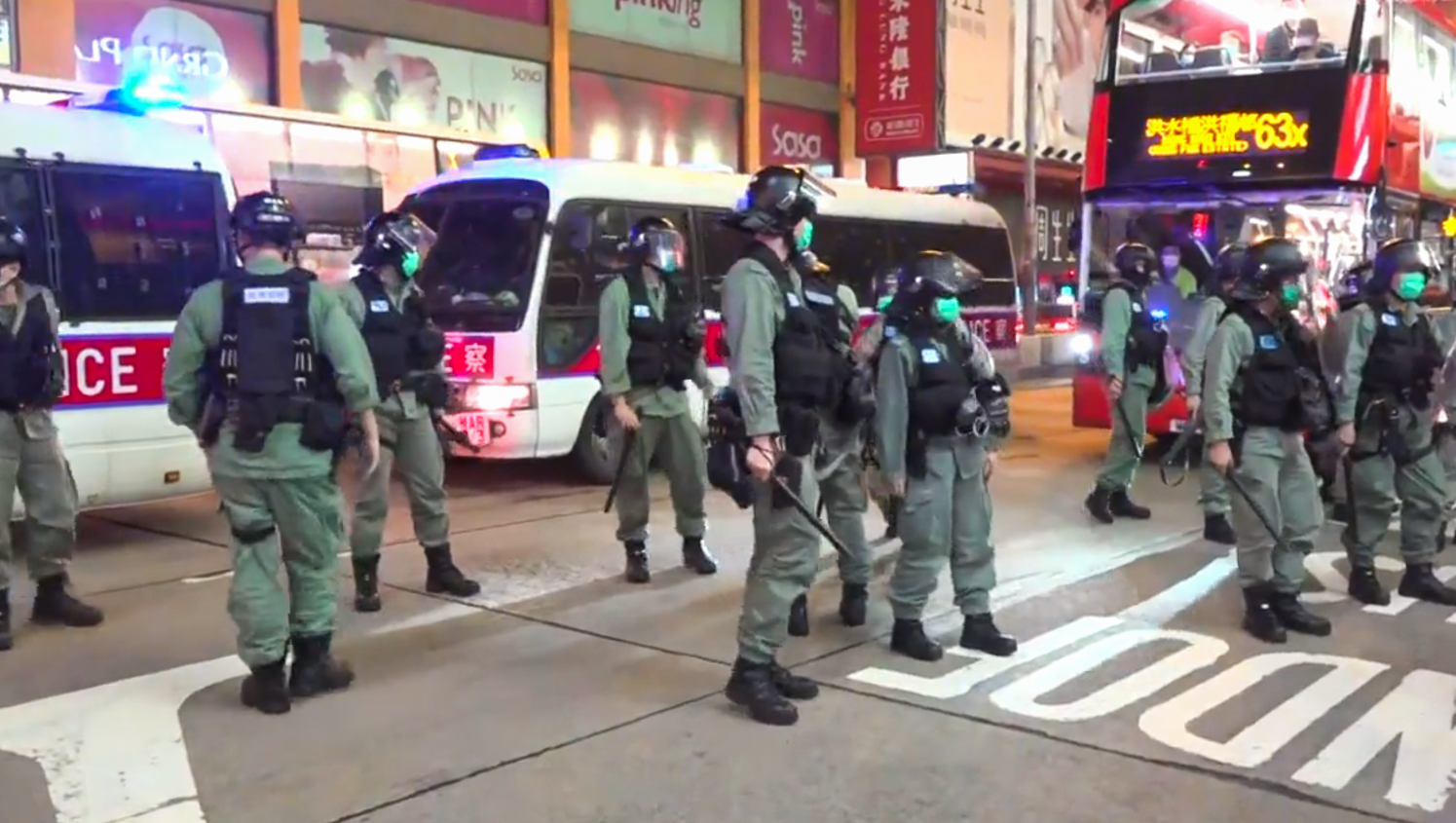
晚上10時，旺角多輛警車隨即到場，防暴警迅速驅散

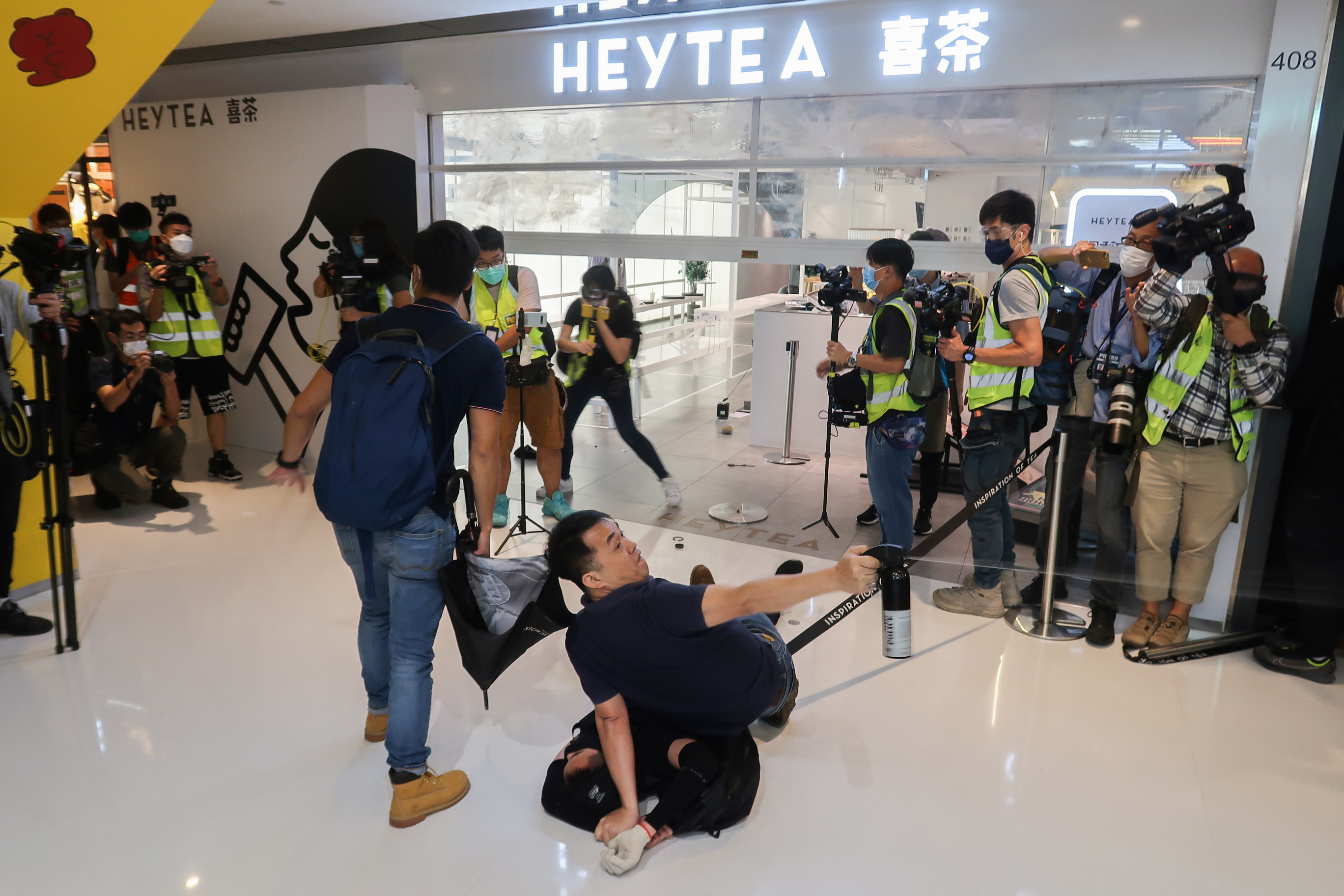
晚上近9時，兩名便衣警員在新城市廣場4樓喜茶外制服一人，並向正在拍攝的記者施放胡椒噴劑

有網民發起在各區商場舉行「賀林鄭生日，各區和你Sing」活動，「祝賀」行政長官林鄭月娥生日。主要包括西寶城、時代廣場、太古城中心、奧海城、朗豪坊、德福廣場、APM、大本型、九龍城廣場、大埔超級城、荃灣廣場、屯門市廣場和新城市廣場等。參與者舉起標語旗幟和高叫反修例口號。
其中在旺角朗豪坊，晚上7時許商場連接砵蘭街的出入口關閉，並有部分商店提早落閘。其中正門附近一度有近百人聚集，有人在行政長官林鄭月娥的肖像貼在地上，旁邊放置一個蛋糕，之後大灑溪錢。到晚上約10時，部分示威者在走至彌敦道嘗試堵路，惟多輛警車隨即到場，被防暴警迅速驅散。在荃灣廣場，晚上8時有手持盾牌及胡椒噴劑的軍裝警員從多個入口進入商場各樓層驅散人群。

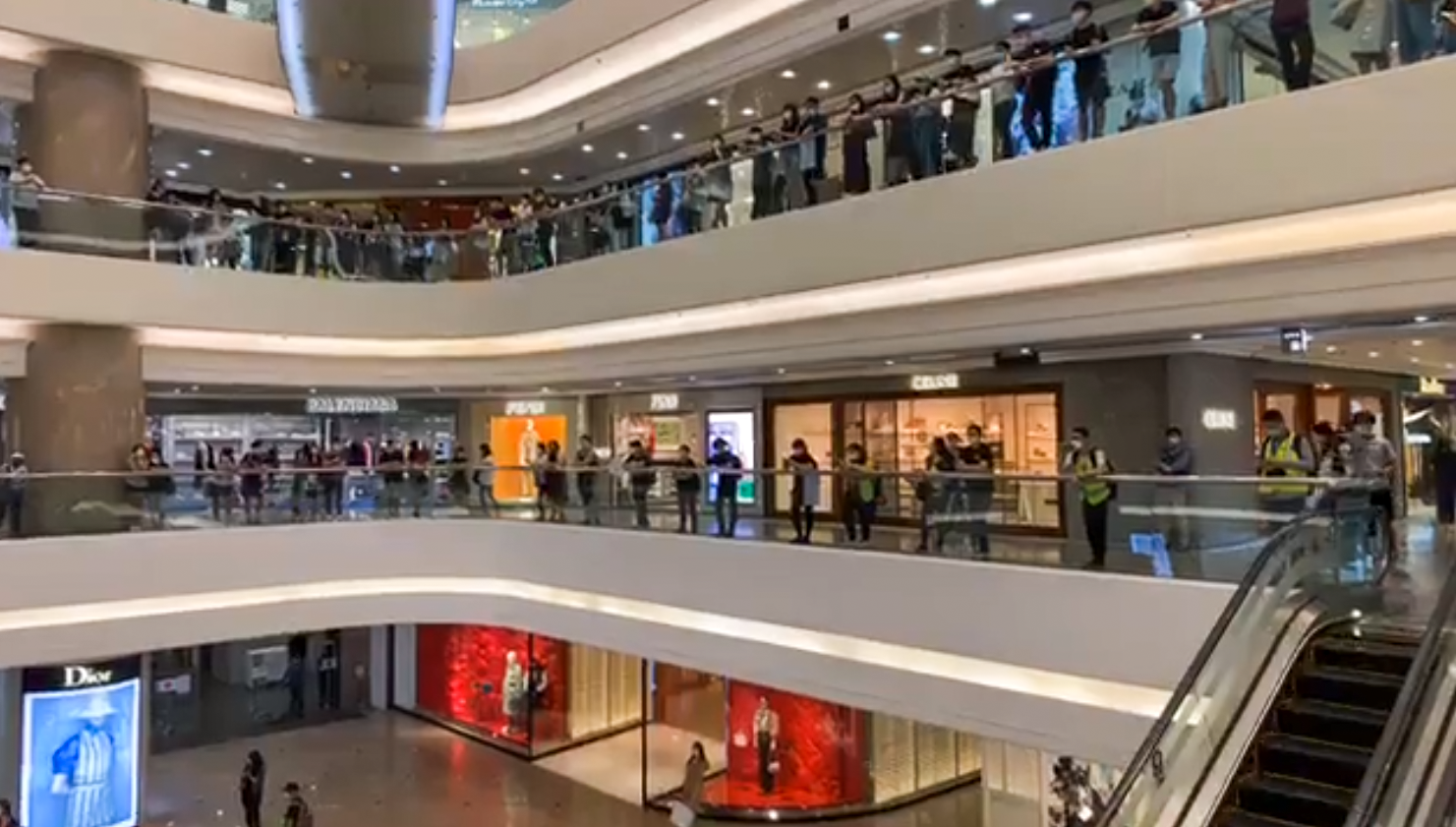
時代廣場參與的市民
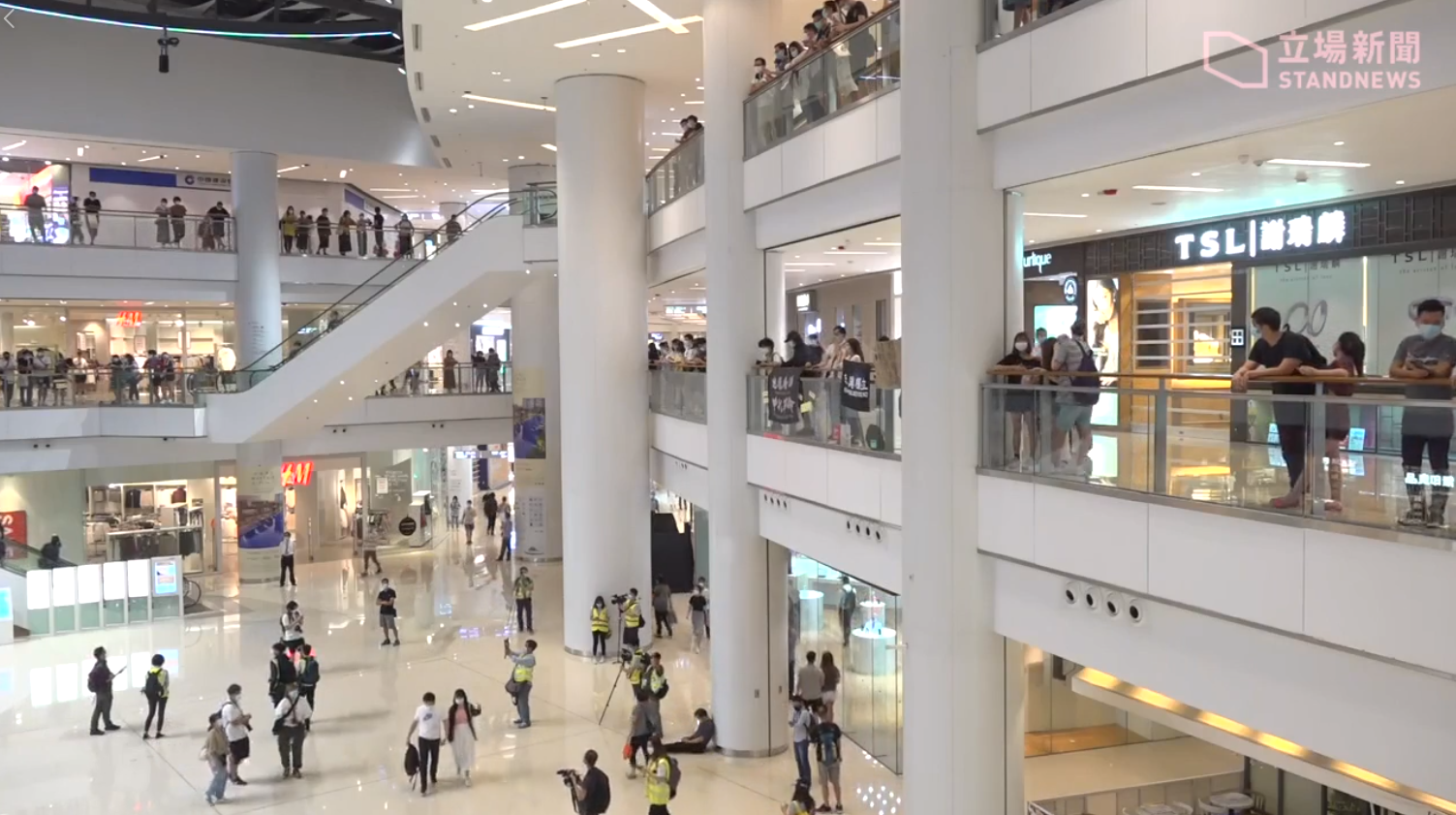
奧海城參與的市民
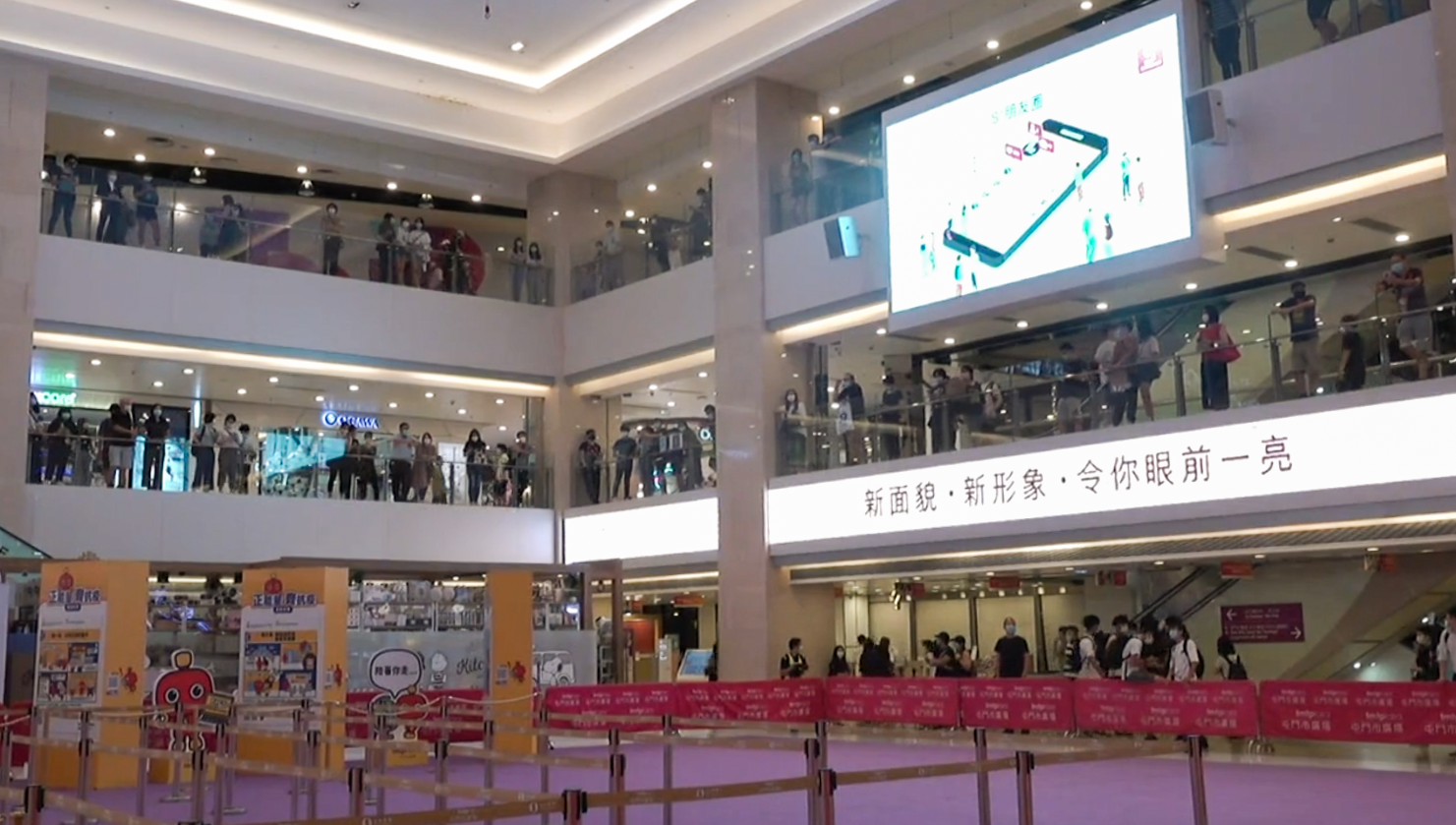
屯門市廣場參與的市民
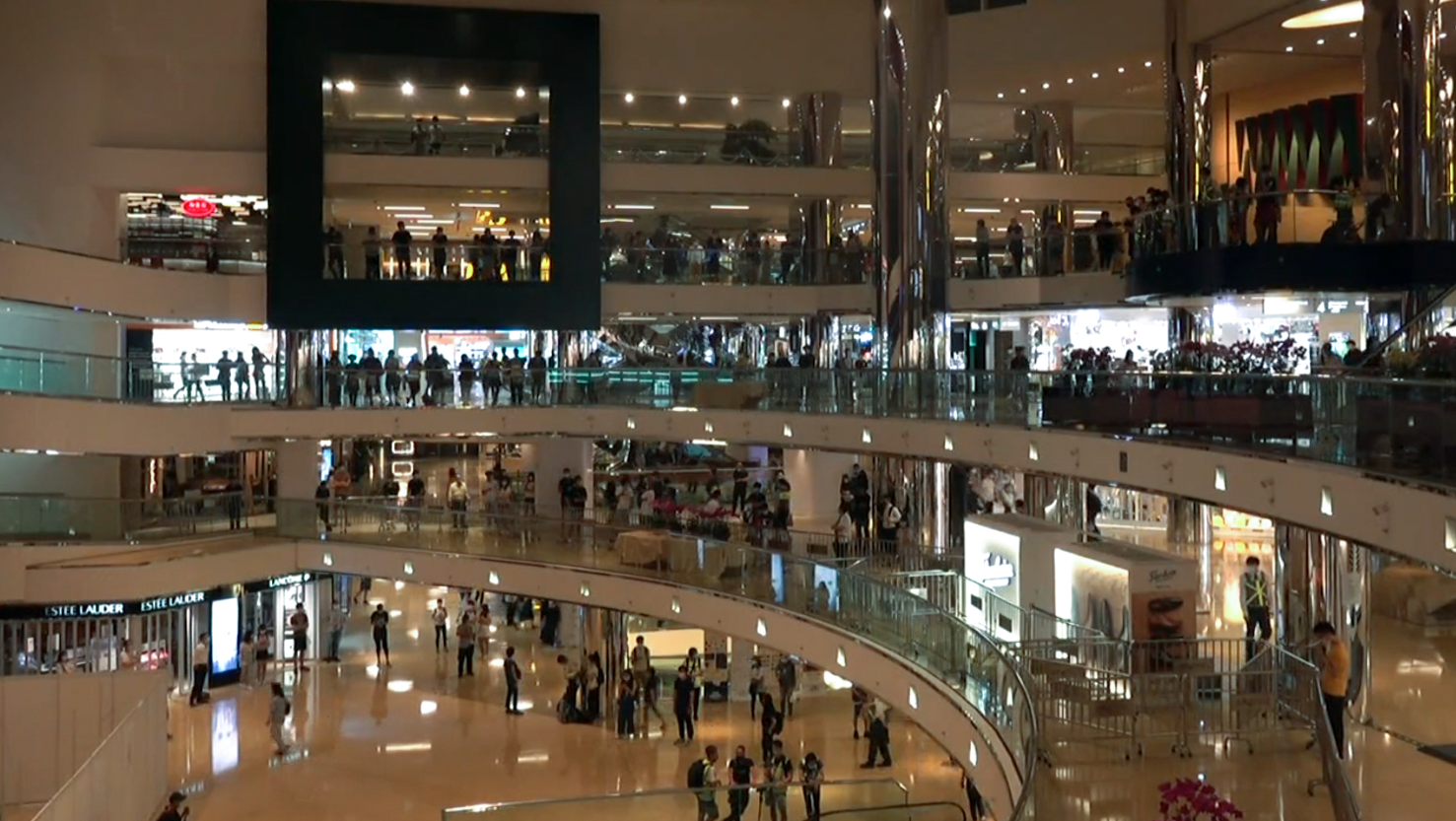
太古城中心參與的市民
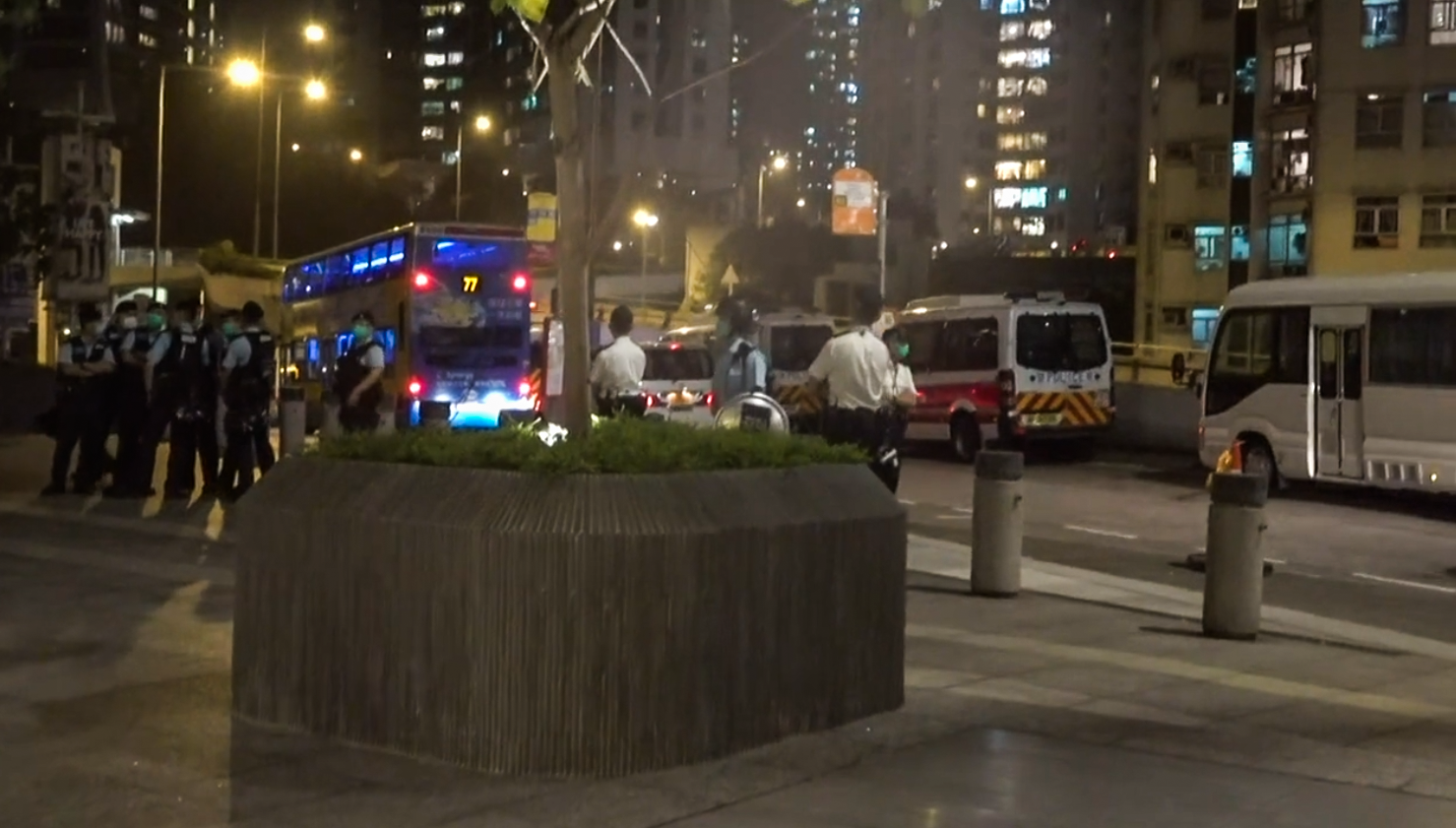
太古城中心外有警察戒備
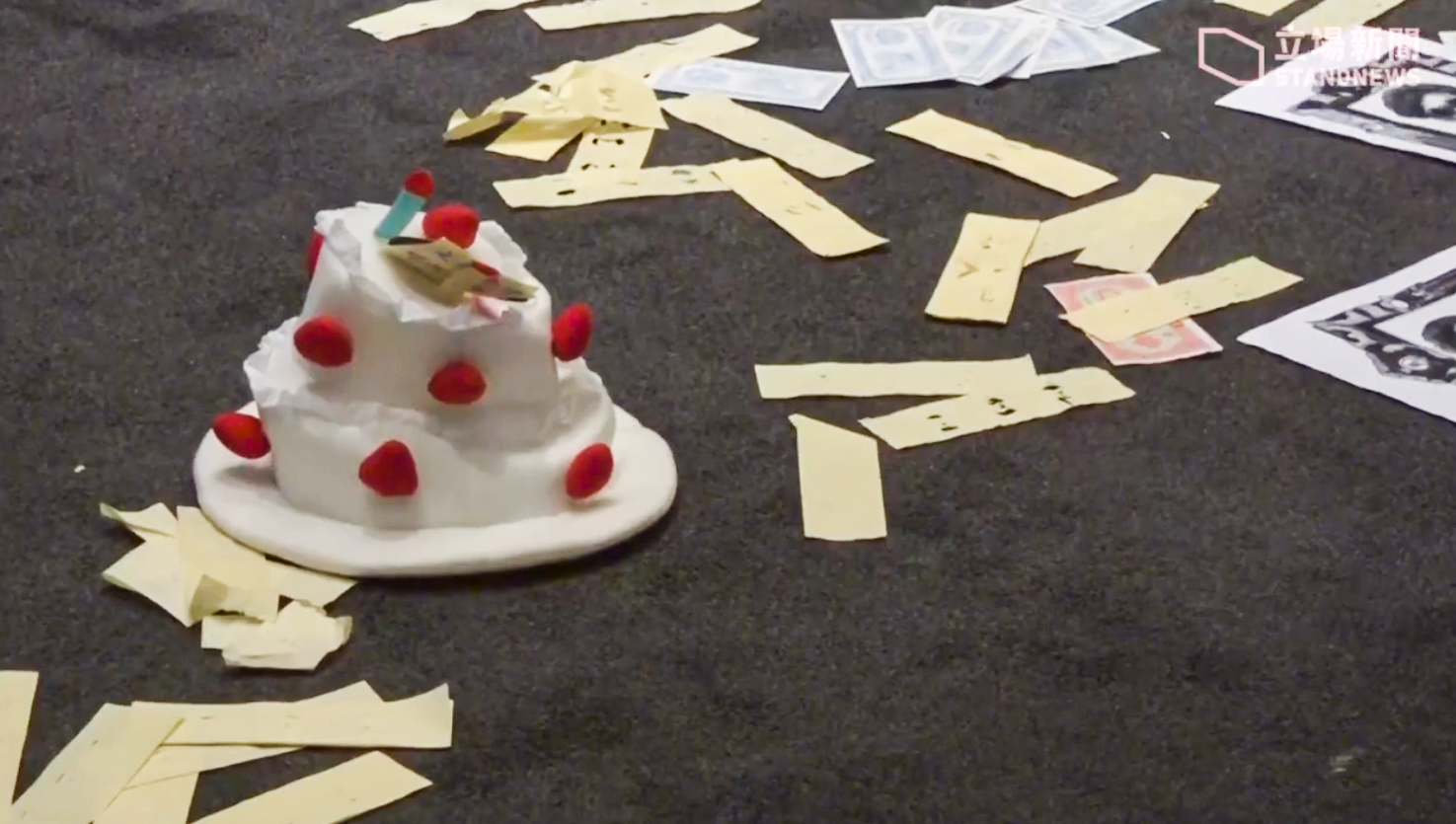
有人在旺角朗豪坊正門附近放置一個蛋糕賀林鄭生日，之後大灑溪錢
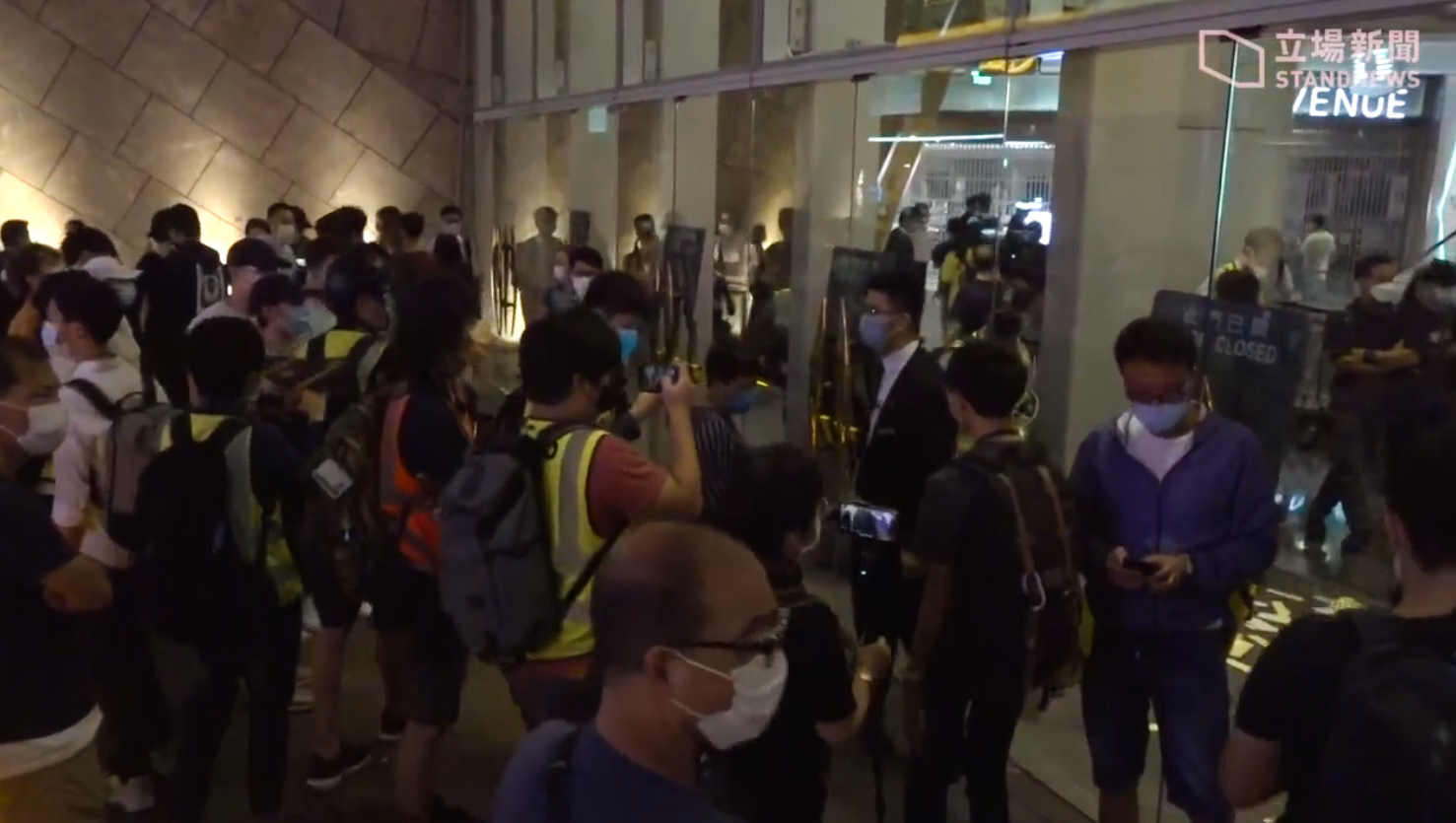
朗豪坊商場管理公司將連接砵蘭街的出入口關閉

在沙田新城市廣場，有近百人於中庭近圍欄位置聚集。期間有外判場保安向部分聚集的市民警告，並派發書面聲明票控。保安更明言若不離開會保留一切追究權利。而商場在facebook稱是提醒告示。
晚上8時50分,三名便裝警員於商場4樓「喜茶」扮作客人監視示威者，到晚上近9時，兩名穿黑衫及蒙面的男子衝入店內，用石頭破壞兩部收銀機及八達通處理器。兩名便衣警員在店外制服一人，並向正在拍攝的記者施放胡椒噴劑。大批軍裝警員到場增援，警員其後將被制服的黑衣人帶走。到晚上9時45分，有兩名市民在沙田大會堂百步梯外被捕，並拉起封鎖線。其中一人獲得放行，而另一名被捕的中年人表示有心臟病，由救護車送往醫院。到晚上10時15分，有5位市民在新城市廣場平台戶外樓梯圍觀期間突然被截查和包抄，其中兩人被捕。到晚上約11時，軍裝警於沙田站巴士總站截查3人及一架私家車，之後帶走一人。

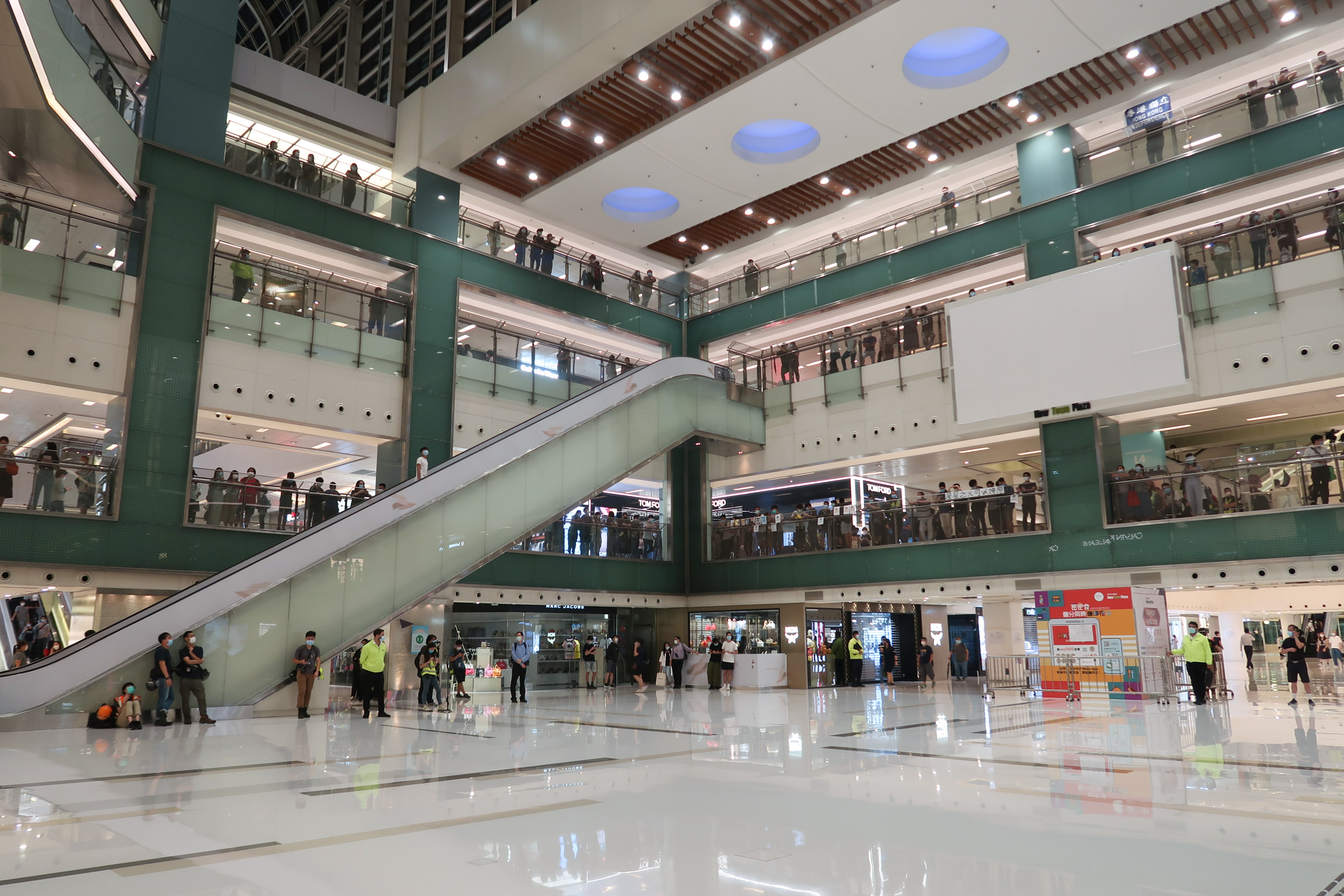
近百人於中庭近圍欄位置聚集
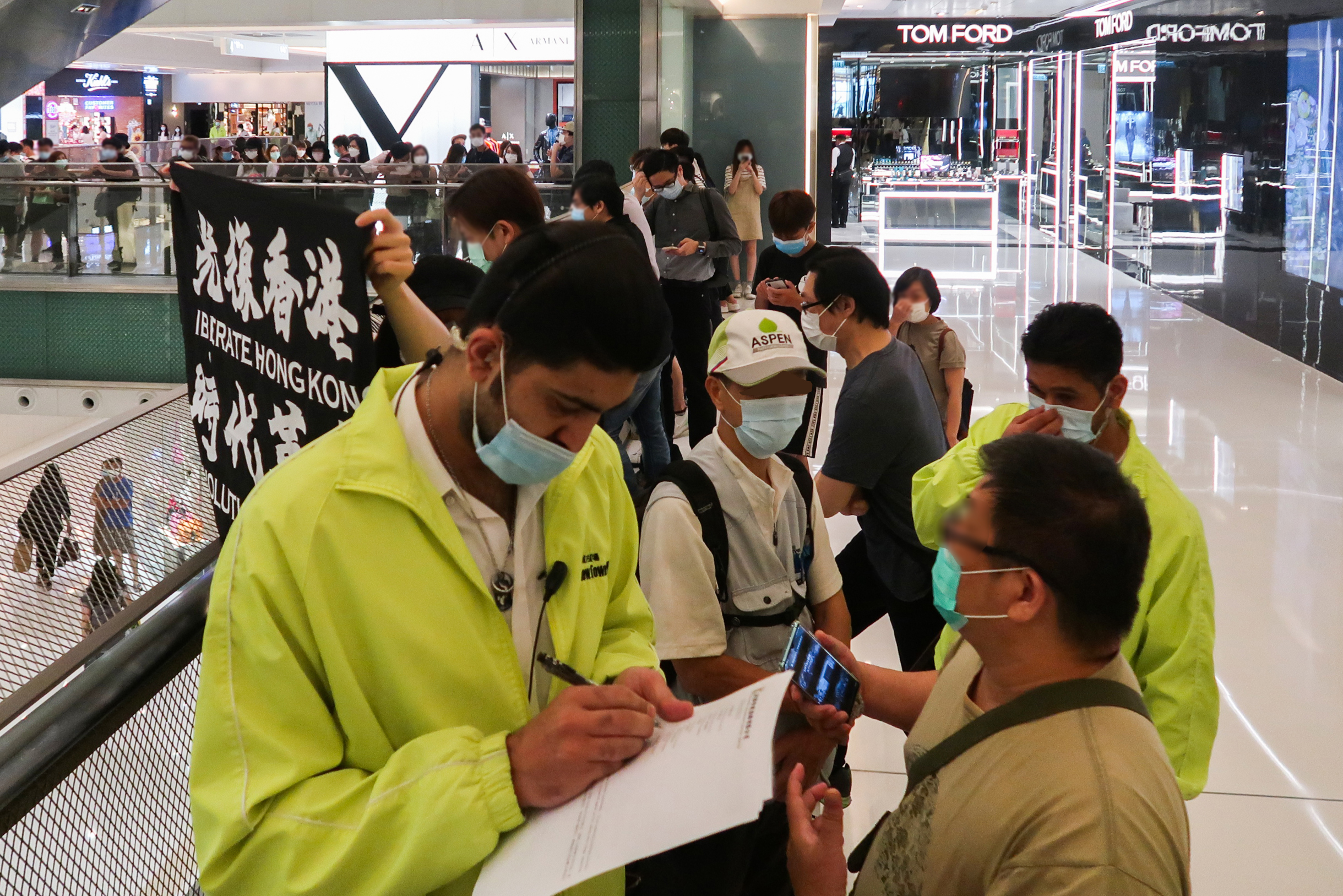
商場外判保安向聚集的市民派發書面聲明，引起不滿
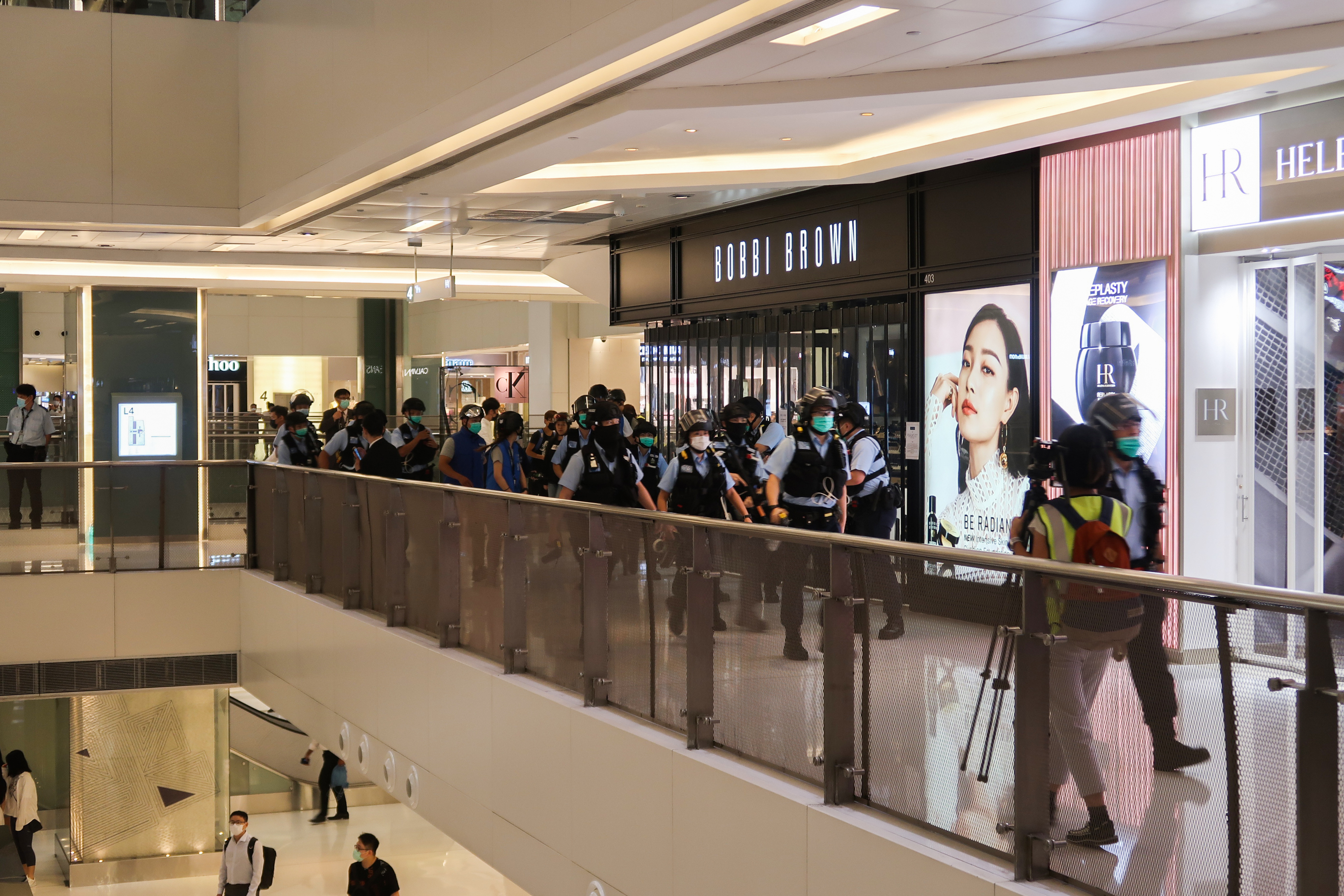
便衣警員在商場4樓喜茶外制服一人後，大批軍裝警員到場增援
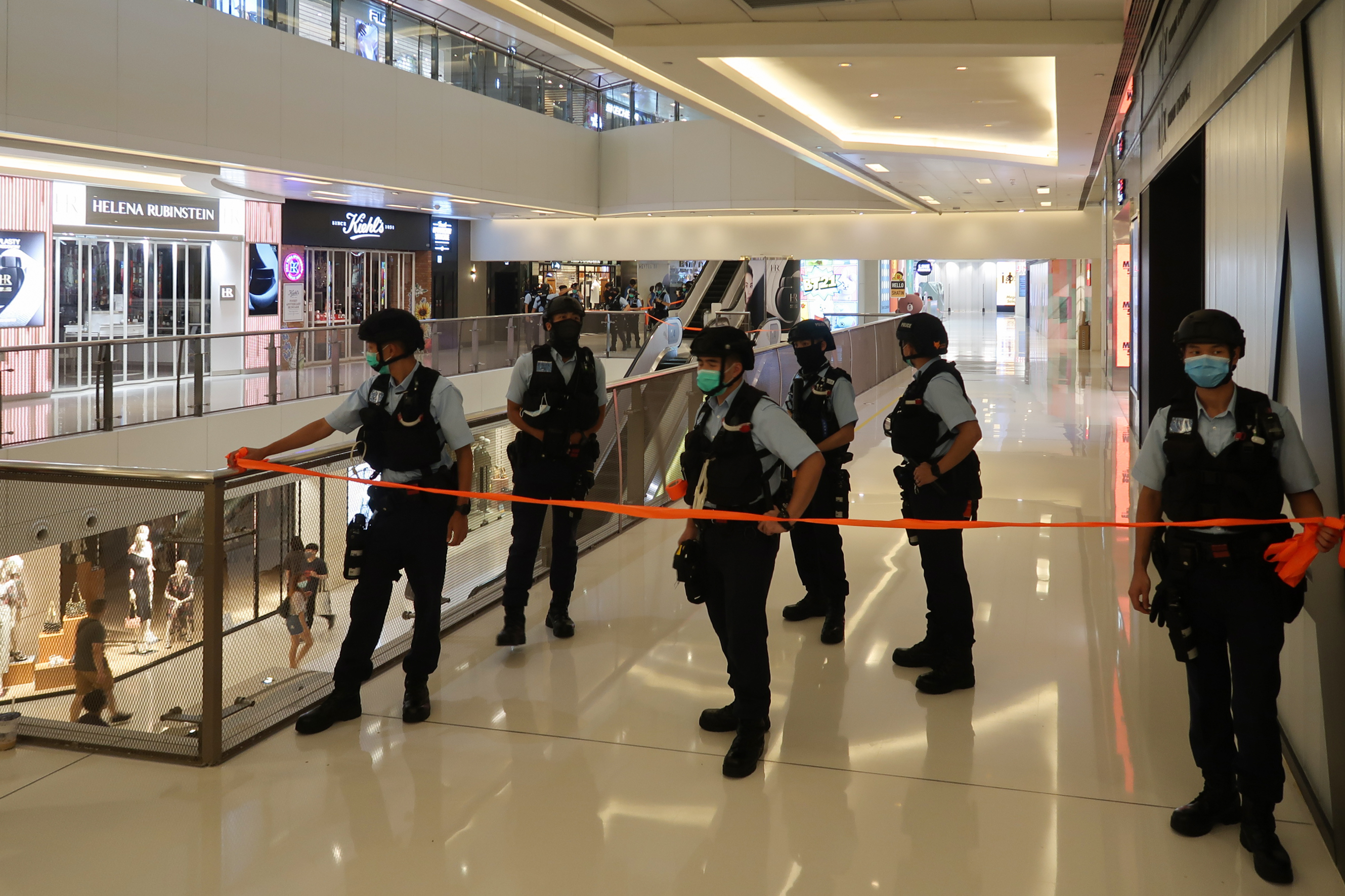
軍裝警員在4樓設封鎖線
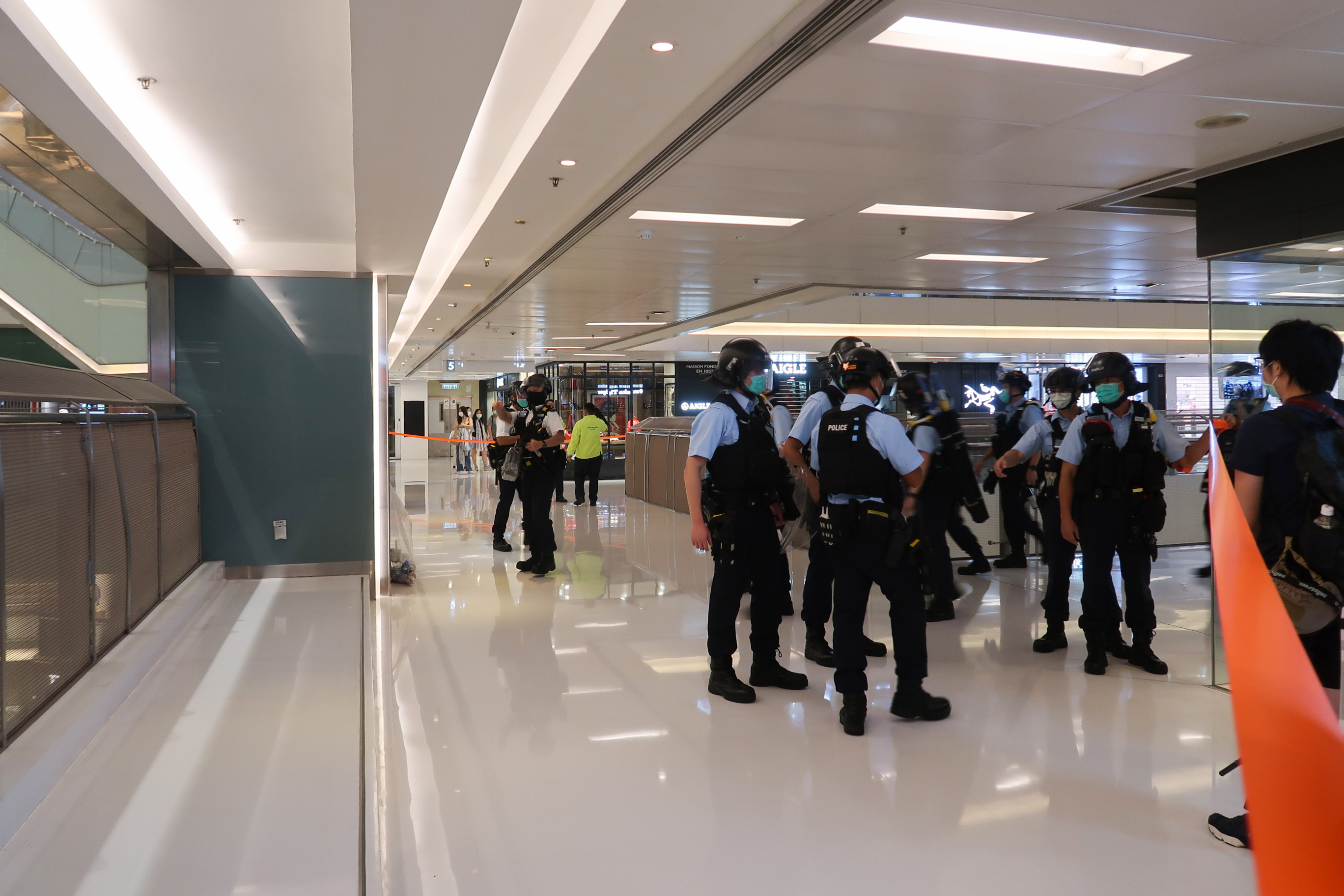
軍裝警員在5樓設封鎖線
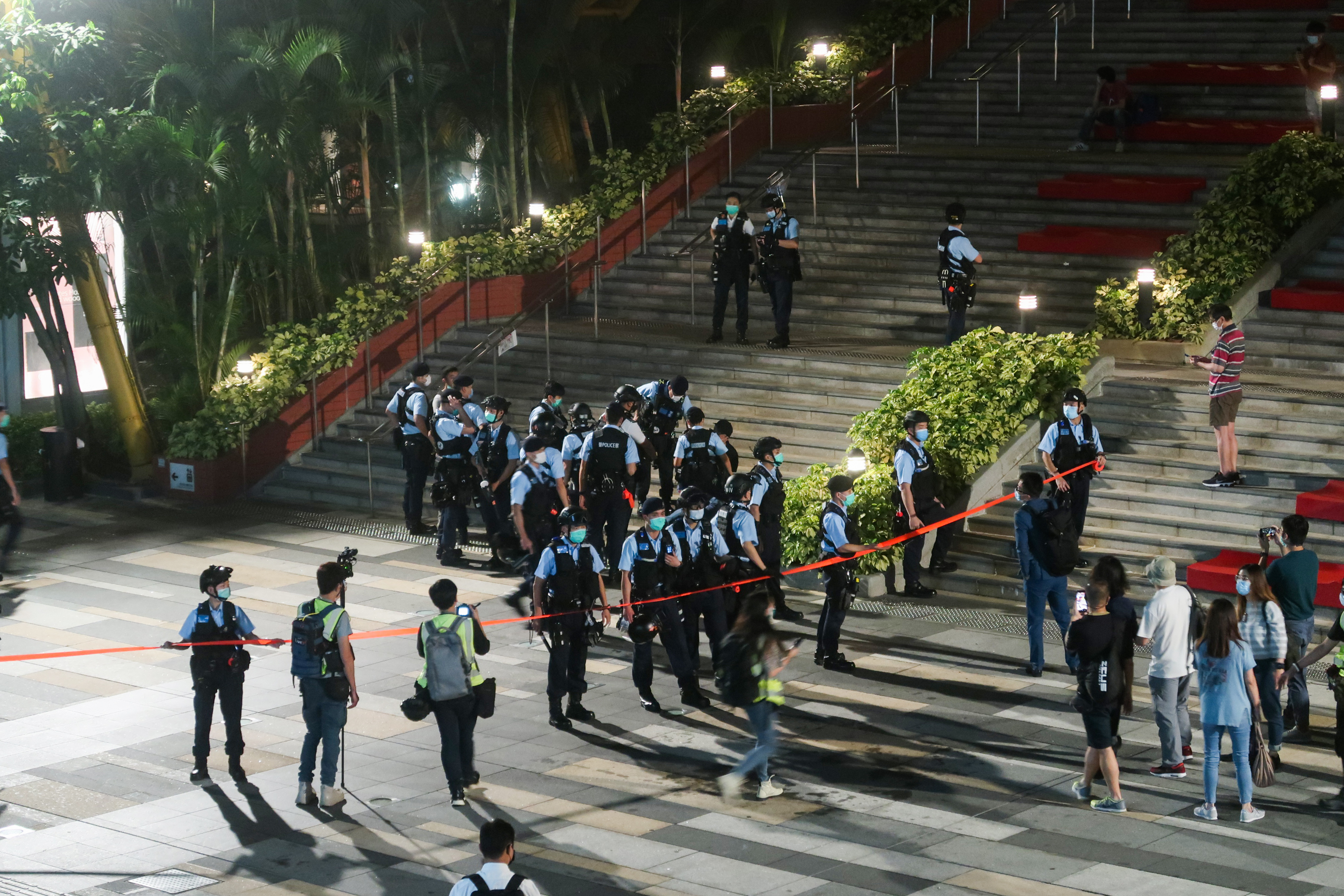
晚上9時45分，有兩名市民在沙田大會堂百步梯外被捕，並拉起封鎖線。其中一人之後獲得放行
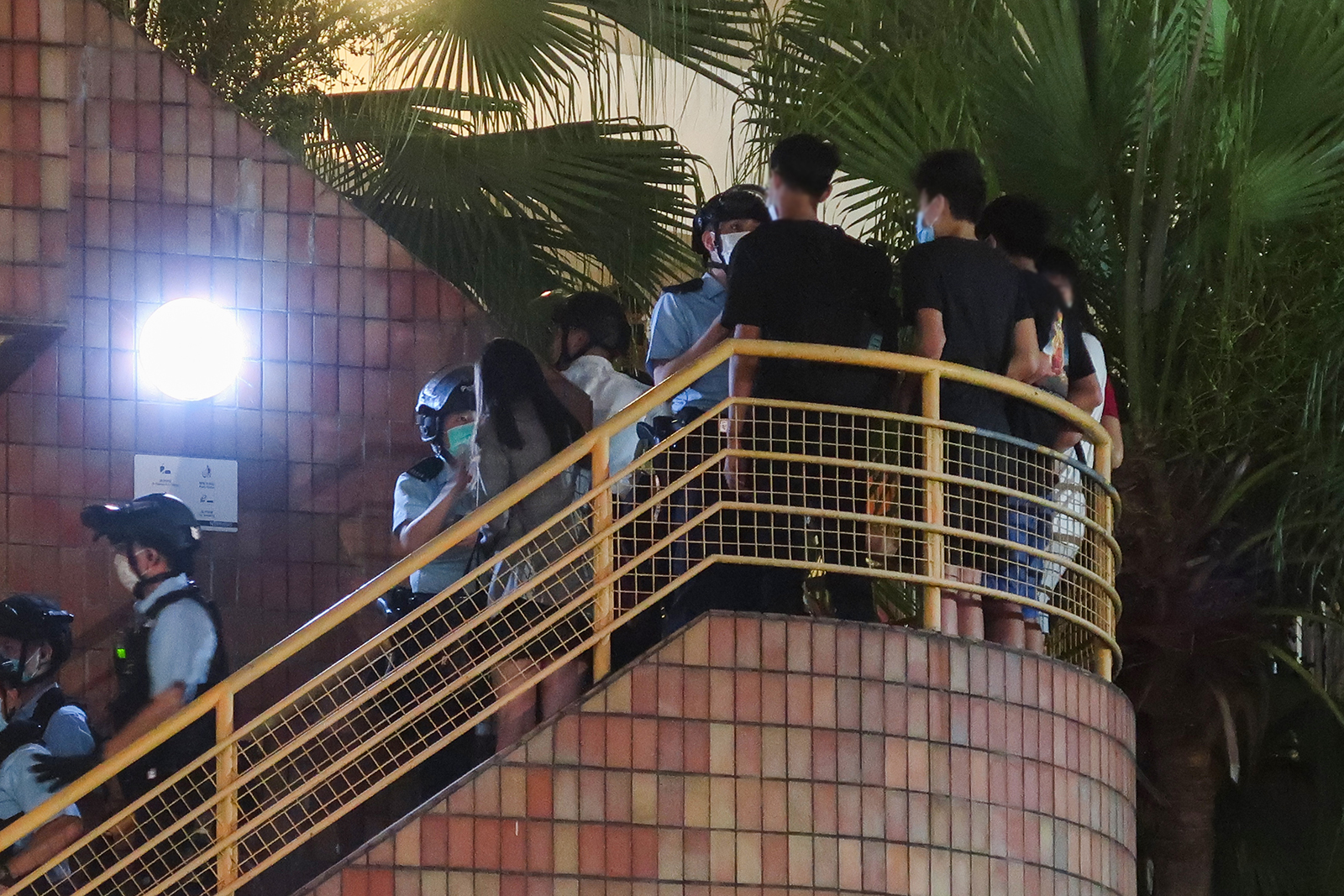
晚上10時15分，有5位市民在新城市廣場戶外樓梯圍觀期間突然被截查和包抄，其中兩人被捕

### 天晴邨衝突
晚上近10時，一名女士在天水圍天晴邨突然被便衣警員落車攻擊後帶上警方私家車。大批防暴警察進入天晴邨內驅散，並一度包圍一名區議員助理。而區議員伍健偉指有8人在離方潤華中學被捕。

### 法庭提堂
警方在沙田新城市廣場拘捕2名16歲黑衣青少年，2人被落案起訴，2020年5月16日在粉嶺裁判法院提堂。其後另有4人被捕，分別為17歲王姓及梁姓被告，以及兩名15歲被告。
兩名16歲學生被控於2020年4月13日在沙田新城市广场毁坏“喜茶”的两部收银机显示屏和一部八达通处理器，总值15200元，2人被控刑事毀壞罪。其中周建诺另被控抗拒执行职务的警长，被控抗拒警務人員罪。案件押后至6月29日再讯，他们获准保释、不准离港，须守宵禁令及禁足新城市广场。到同年12月7日，16歲男學生承認一項刑事毀壞罪，被判200小時社會服務令。不過律政司不滿刑期過輕，向上訴庭申請刑期覆核。到2021年4月16日，上訴庭改判男生入更生中心。
而另一名16歲被告還押14日，被控破壞價值$15200的收銀機和顯示屏等設施，以及抗拒執行職務的警務人員。到2021年2月17日，裁判官溫紹明署理主任判決被告兩項罪名成立，判入更生中心及向「喜茶」賠償3,800元。
案件其餘7名16歲少年，包括2對兄弟事後亦被控刑事毁壞、拒捕、煽惑他人作出刑事損壞等罪名，5人均否認控罪。控方指WhatsApp對話發出時間與被告被閉路電視拍得的行為吻合，同時指出當時警員用便衣正當執行職務，形容「捉拿黑暴分子毋庸置疑」，認為辯方指被告當時救人是謊言。而辯方指控方截取WhatsApp對話並非由專家證人提取。到2022年1月21日，裁判官崔美霞於九龍城裁判法院裁定孖生兄弟因未能辨別而脫罪，其餘3人罪成。其中19歲青年因曾經舉傘腳踢便衣警員，法官認為他的行為是鼓勵他人介入使用暴力，讓現場情況加劇惡化，指案情非常嚴重。她接納被告後悔犯案，重犯機會低，判處監禁6個月，而另一名18歲青年因曾經遞上雨傘，其後亦有靠近警員，手部亦有動作而被判阻差罪成，加上悔意僅限於對父母，判監5個月。
而另一名18歲青年曾經使用WhatsApp鼓吹他人參與刑毁，法官裁定「裝修」代表破壞，指須判處阻嚇性刑罰，被判入教導所，被告申請上訴期間保釋申請亦一度遭到拒絕。到2022年7月15日成功向高等法院提出上訴，獲准以5萬港元現金及其親友以5萬港元作人事擔保。經聆訊後，法官張慧玲在2023年5月16日於高等法院駁回其中一名 18 歲青年的上訴；另一人則因早前入院缺席聆訊，擇日再處理。上訴方早前爭議，發生「搶犯」時 18 歲青年僅在附近觀望，並無證據證明他與同案被告達成任何共識。事發後青年僅跑到走廊另一端，然後繼續在商場內徘徊，若他畏罪而逃，理應早已離開商場。法官裁定，唯一合理推論是青年與同案被告共同行事，把雨傘交予對方，當對方在「搶犯」時，青年亦在旁觀看，以便需要時提供協助，之後跟隨對方逃跑。法官裁定青年並非無辜的旁觀者，亦非因為清白的理由逃跑，駁回其定罪上訴。他需要即時服刑。

## 14日

### 法庭提堂
1名28歲女子於2019年11月18日在中環發起「和你Lunch」示威中，在中環畢打街會德豐大廈外，在道路上扔交通筒，對該處公眾地方或交通造成阻礙；另於同日同地涉煽動其他示威者襲擊江姓女子及煽動江姓女子打女子，及在同日同地襲擊江姓女子。被控1項在公眾地方交通造成阻礙罪、1項在公眾地方作出擾亂秩序的行為罪，以及1項為交替控罪的普通襲擊罪，2020年5月14日在東區裁判法院提堂。案件押後至7月2日再訊，被告獲准保釋。

## 15日

### 監警會發表反修例運動相關報告

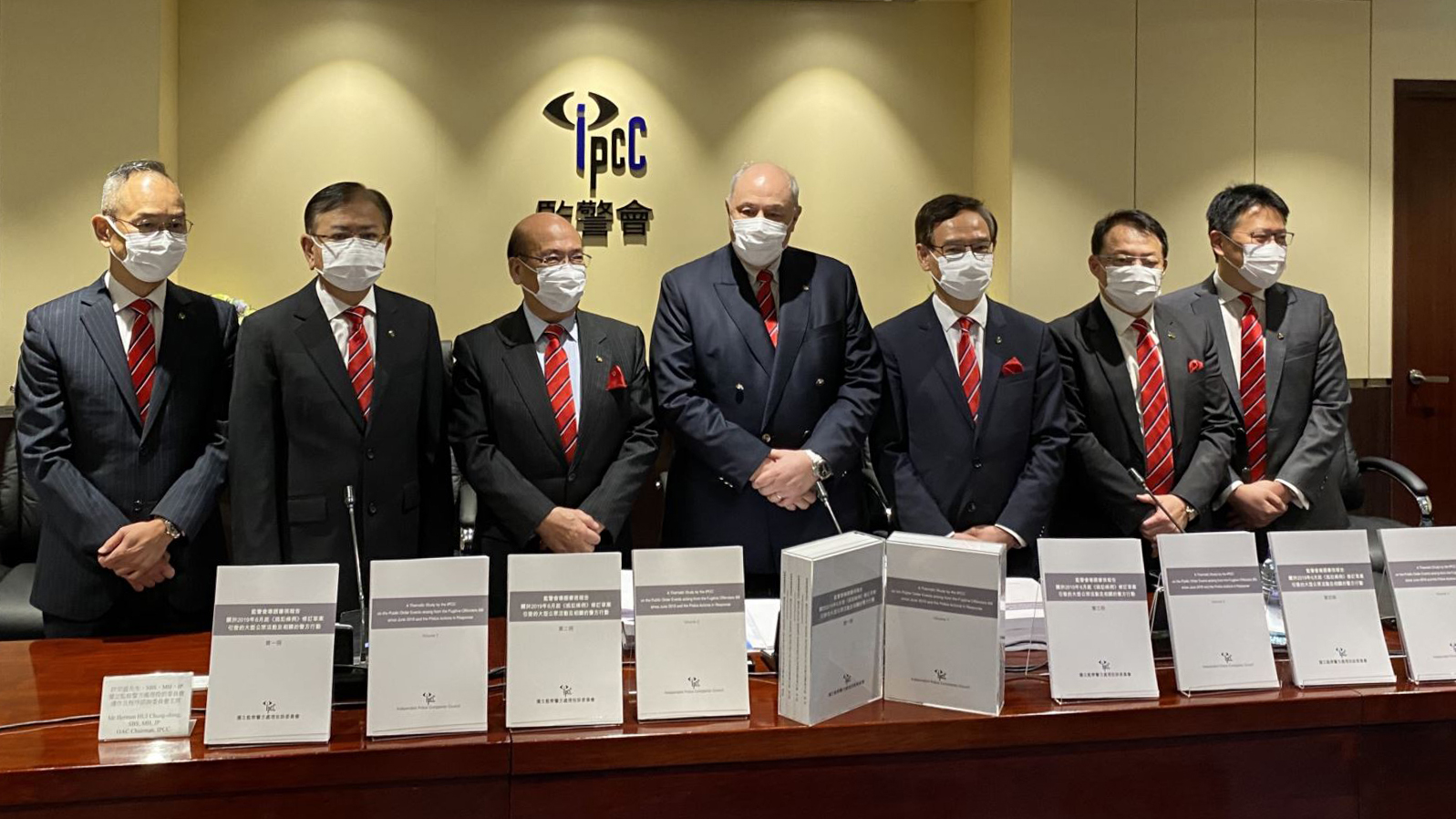
5月15日，监警会公布反修例运动专题审视报告

下午，監警會主席梁定邦聯同多名成員召開記者會發表超過1000頁、分為4冊的審視報告。其中特別針對過去接近一年6宗最引人關注的事件，包括2019年6月9日第一次百萬人反送中大遊行；6月12日金鐘清場行動；7月1日示威者佔領立法會大樓；7月21日元朗襲擊事件；8月11日葵芳站及太古站警方涉嫌違反指引在密閉環境施放催淚彈事件和8月31日太子站警察涉嫌攻擊市民事件。不過監警會無指出7月21日元朗襲擊事件有否警員失職，稱當晚一名警司與白衣人交談「拍膊頭」並非警黑勾結；認為當晚是有人呼籲致電999癱瘓系統，才導致警方無法到場。報告沒評論8月11日警方向葵芳站內發射催淚彈和太古站近向示威者頭部發射胡椒球是對或錯。而對於8月31日太子站的拘捕行動也沒有提及過度用武，只指出「警打死人」的說法毫無根據。報告更提到警方「在整個大型公眾活動中，在槍械使用方面保持克制」，調查也顯示過半數警員對警隊處理示威的方式感覺正面，但七成市民不滿警方。民主派批評報告並非偏頗、是撐警的報告，無法令社會降溫。民陣召集人岑子杰斥監警報告刻意模糊警暴問題，是「撐警報告」，只有成立獨立調查委員會才能還原真相。

### 特首拒成立獨立調查委員會查警隊
傍晚6時，行政長官林鄭月娥在政府總部，站在寫有「香港的真相」五字、只展示黑衣人暴力圖片的電視牆前見記者。她讚賞監警會報告「全面客觀，以事實為基礎」，會接納當中52項建議。同時指出反修例運動事件已變質，已經變本加厲到鼓吹港獨、要求外國介入香港事務和解散警隊等，是危害特區管治和動搖一國兩制和社會穩定，因而不會成立獨立調查委員會查警隊，反指削弱警隊會讓暴力分子得逞。行政長官林鄭月娥也透露去年9月提出成立獨立檢討委員會，部分社會領袖、專家和學者因家人反對、擔心「無好下場」、被「起底」、商舖被破壞、出外被「私了」等個人理由表示未能參加。

### 市民悼念梁凌杰

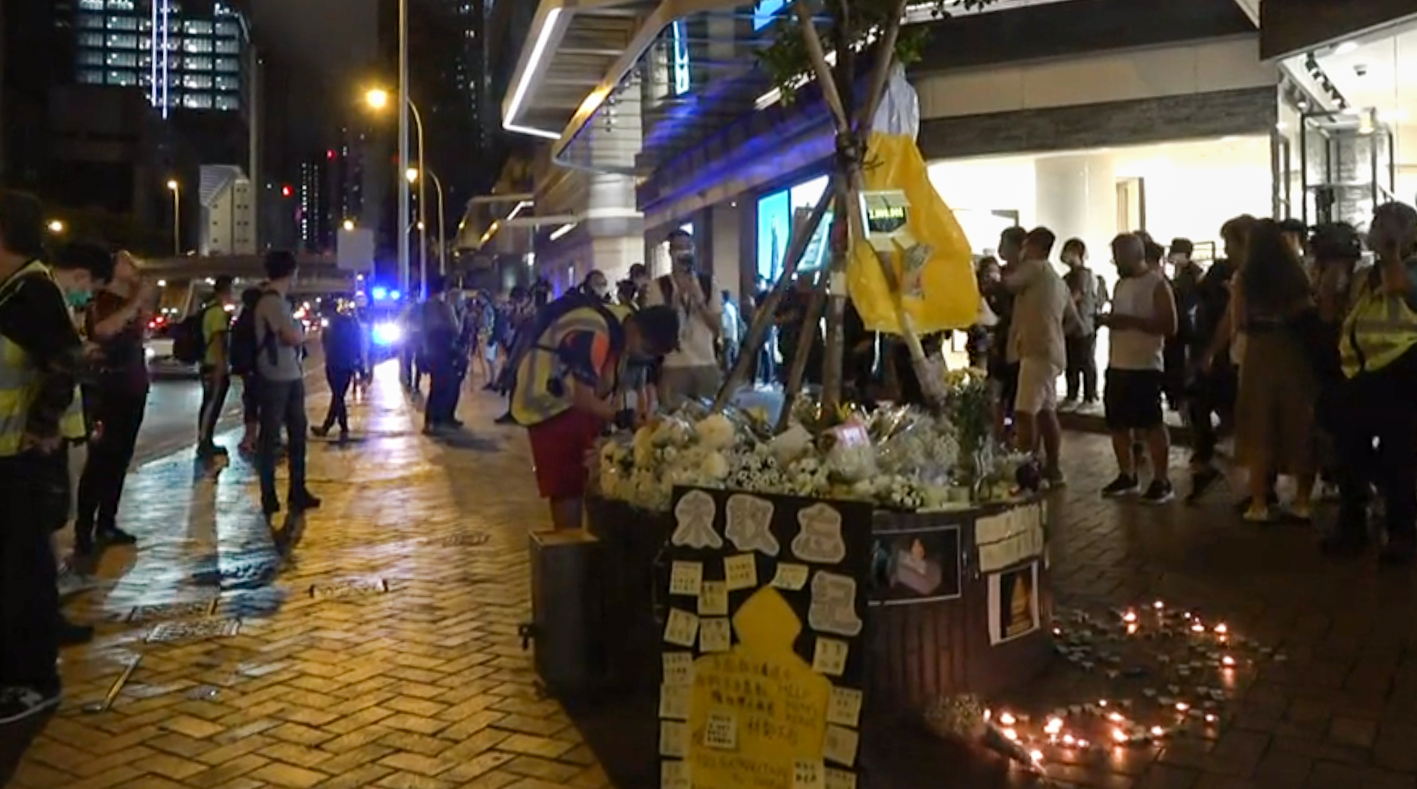
市民傍晚在太古廣場外一棵樹下獻花悼念梁凌杰離世11個月，警車在後方戒備

晚上，一批市民傍晚在太古廣場外一棵樹下獻花，悼念墮樓男子梁凌杰離世11個月。市民高唱《願榮光歸香港》及叫口號等。警員多次來回行走，警告在場市民違反限聚令。到晚上約9時許，大批軍裝警員到場增援，並拉起封鎖線截查6人，其後放行。

### 冼嘉豪被判入獄4年
22岁的救生员冼嘉豪，因被控1项暴动罪及2项抗拒警务人员罪，被区域法院判處入狱4年。冼嘉豪成為反對逃犯條例修訂草案運動中首位因暴动罪被判刑的人物。

## 16日

### 4區和你Shop

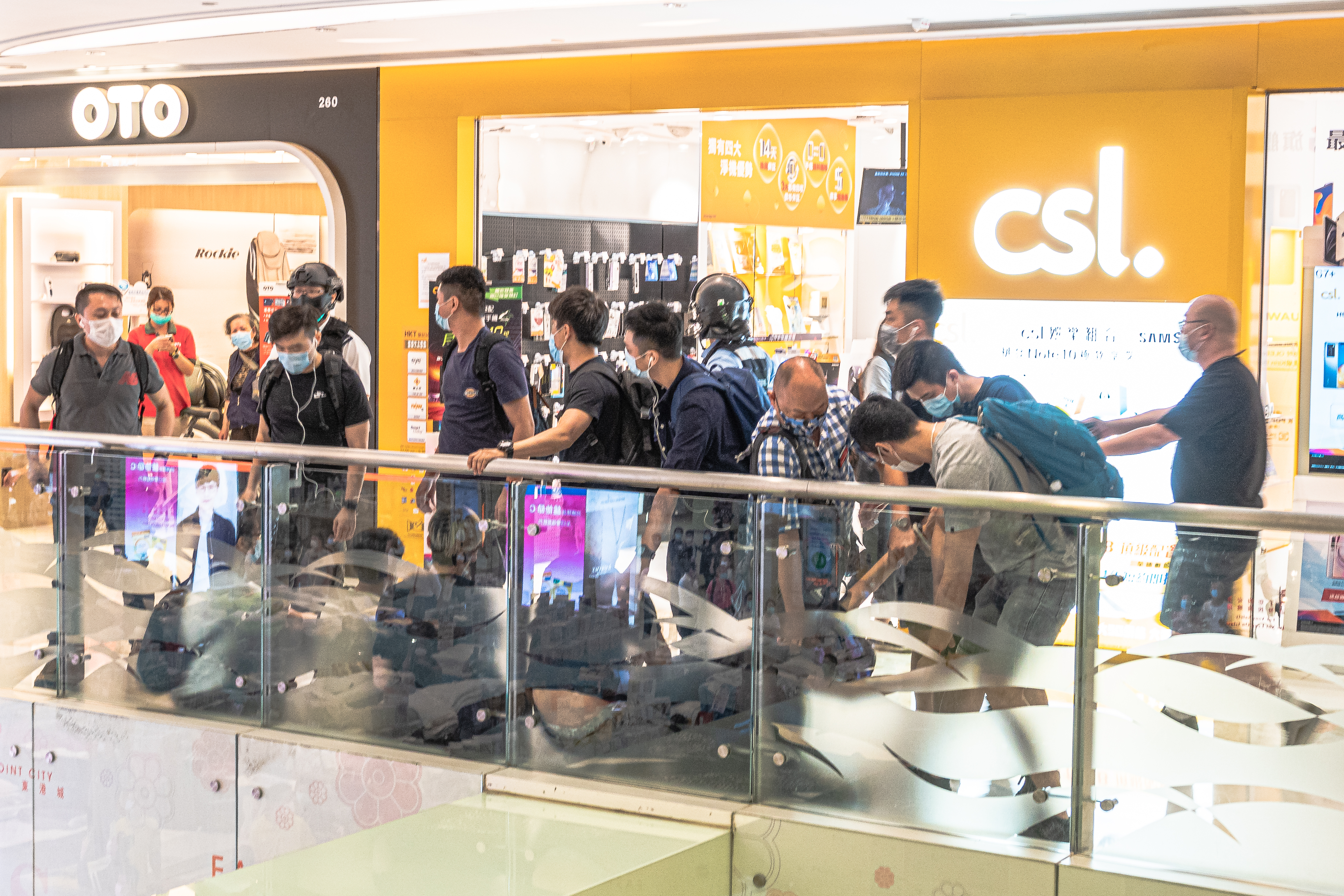
將軍澳東港城2樓中庭位置突然有多名喬裝警員制服8名市民，並以索帶反鎖雙手帶走

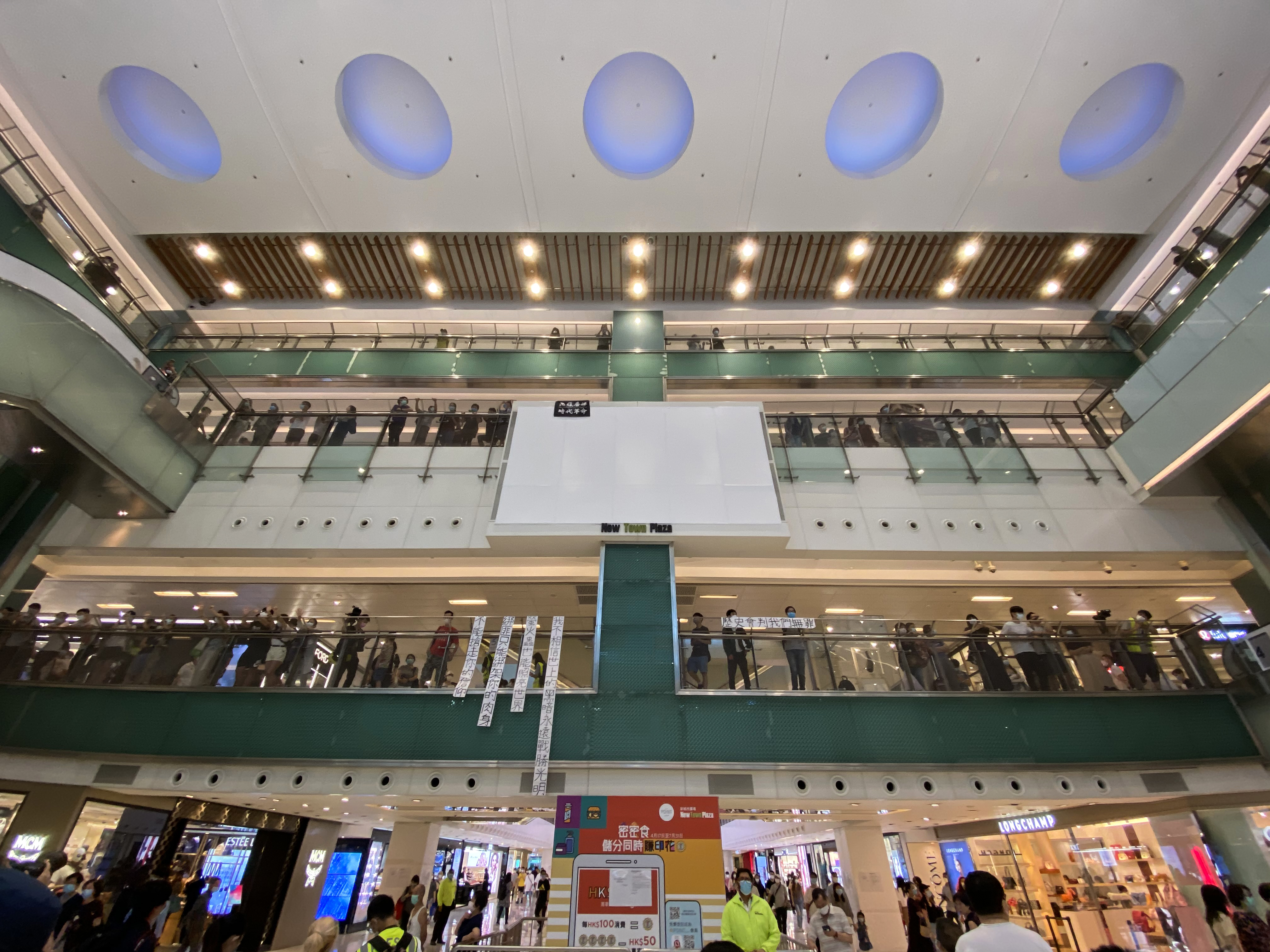
新城市廣場中庭垂下4條直幡，寫有作詞人林夕語句：「我不相信世上的黑暗永遠戰勝光明」、「螢火蟲也能照亮世界」、「綁匪只能綁架你的肉身」、「不能搶走你的信仰」

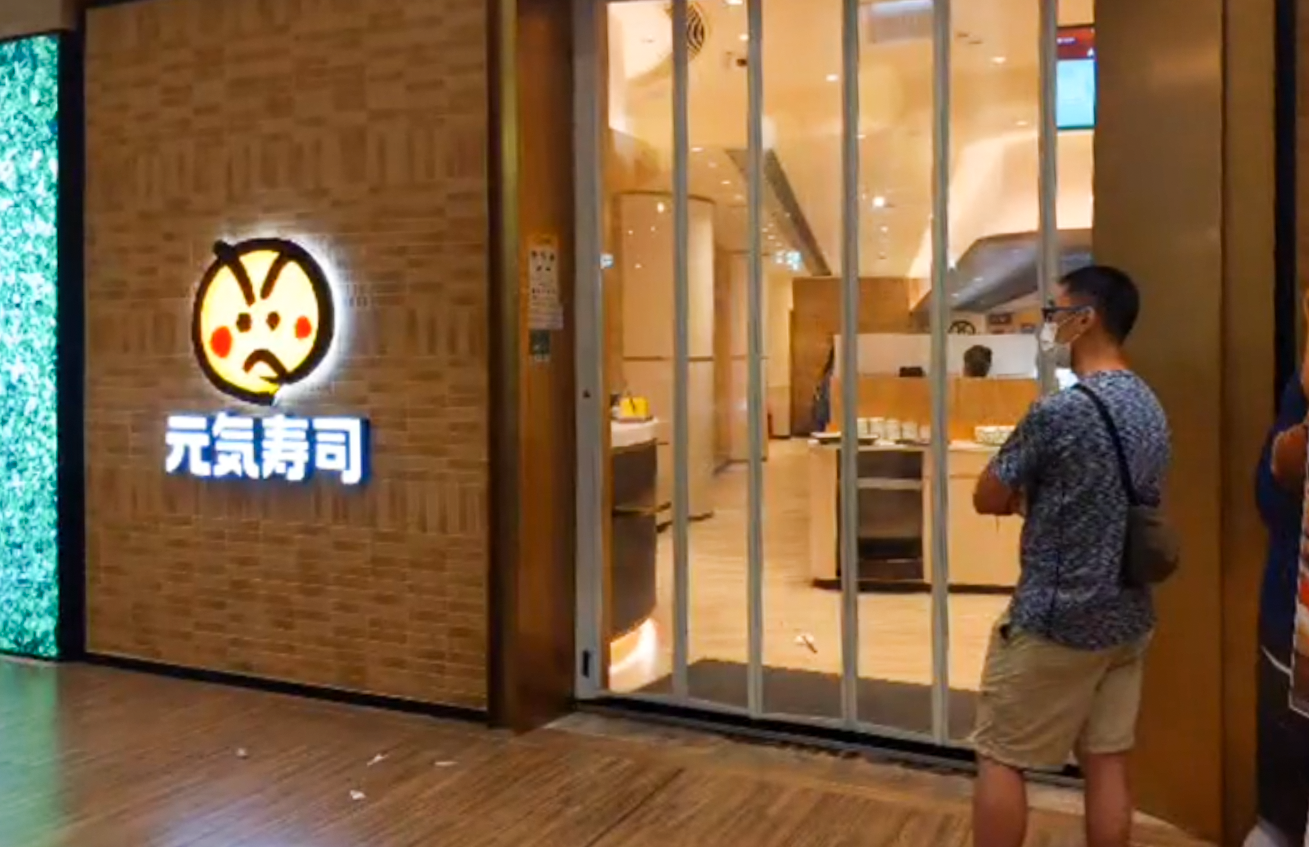
傍晚，有人在新世紀廣場元氣壽司取票之後將籌號紙摺成紙飛機拋到門外，其後拉閘

網民下午在4區發起「和你Shop」集會，包括大角咀奧海城、將軍澳東港城、沙田新城市廣場和元朗YOHO Mall。其中在東港城，下午2時許有近百人在商場中庭位置高叫反修例口號。到15分鐘後，一批軍裝警員進入商場一樓，開咪警告在場市民涉違反限聚令，並推撞記者。而2樓中庭位置突然有多名喬裝警員制服8名市民，並以索帶反鎖雙手帶走，要求他們坐在欄邊。警員在通道設封鎖線和手持圓盾及警棍在場戒備，要求記者後退。下午2時半和2時45分，警員在場內舉起藍旗，警告在商場內集會屬於違法和破壞社會安寧，要求聚集人士立即離開，否則警方或會使用武力，有關舉動引起在場人士不滿部分，警員其後離開商場，一批人則尾隨以指罵。其後，一名商場保安員經過現場時，被多名在場的市民指罵，質問為何商場要報警。期間場內有部分店鋪落閘。
下午4時許，有喬裝警被市民發現身份後，退至警方防線，部分便衣警員隨即拿出警棍及胡椒噴劑，有警員更指控議員助理煽動市民情緒。一批軍裝警員到場增援，並舉起藍旗和拉起封鎖線，再次警告在場人士立即離開。附近店舖再次落閘。下午近4時半，警員離開商場。
事後有7名市民，包括一名工作中的foodpanda外賣員被控當日在商場非法集結、襲警及阻差辦公等罪名，全部被告均否認控罪。到2022年9月2日，觀塘裁判法院裁定全部被告罪名不成立，3名被告兼獲控方支付訟費。裁判官屈麗雯在判詞中指現場有警員到場後有人繼續叫喊口號，明顯已經出現非法集結。但批評案中多名警員證人口供不可靠，部分明顯與閉路電視片段不符或不合邏輯，有警員庭上認錯人。而控方單憑各被告身處現場，而未能證明各人參與非法集結。

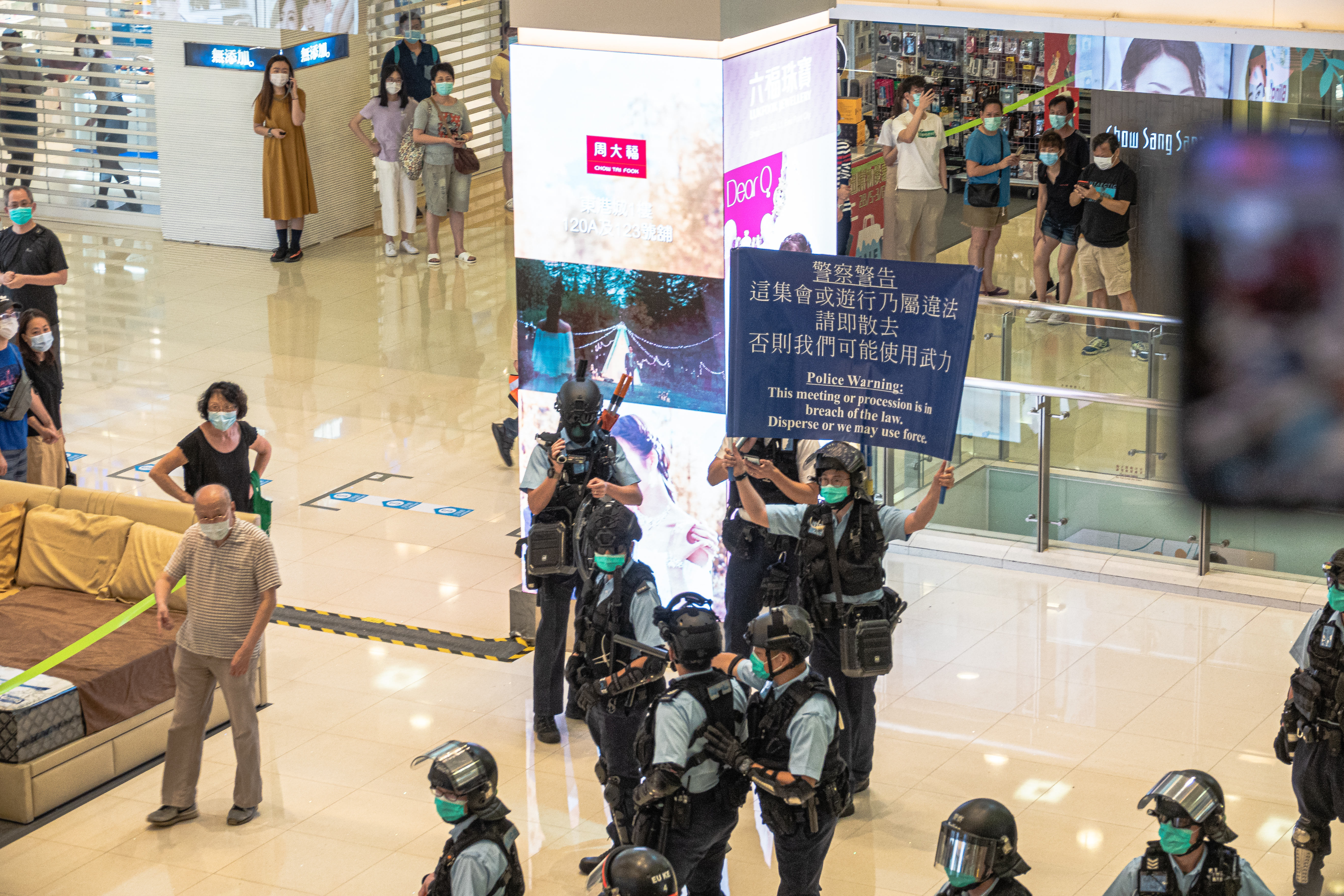
軍裝警員舉起藍旗，警告在商場內集會屬於違法和破壞社會安寧
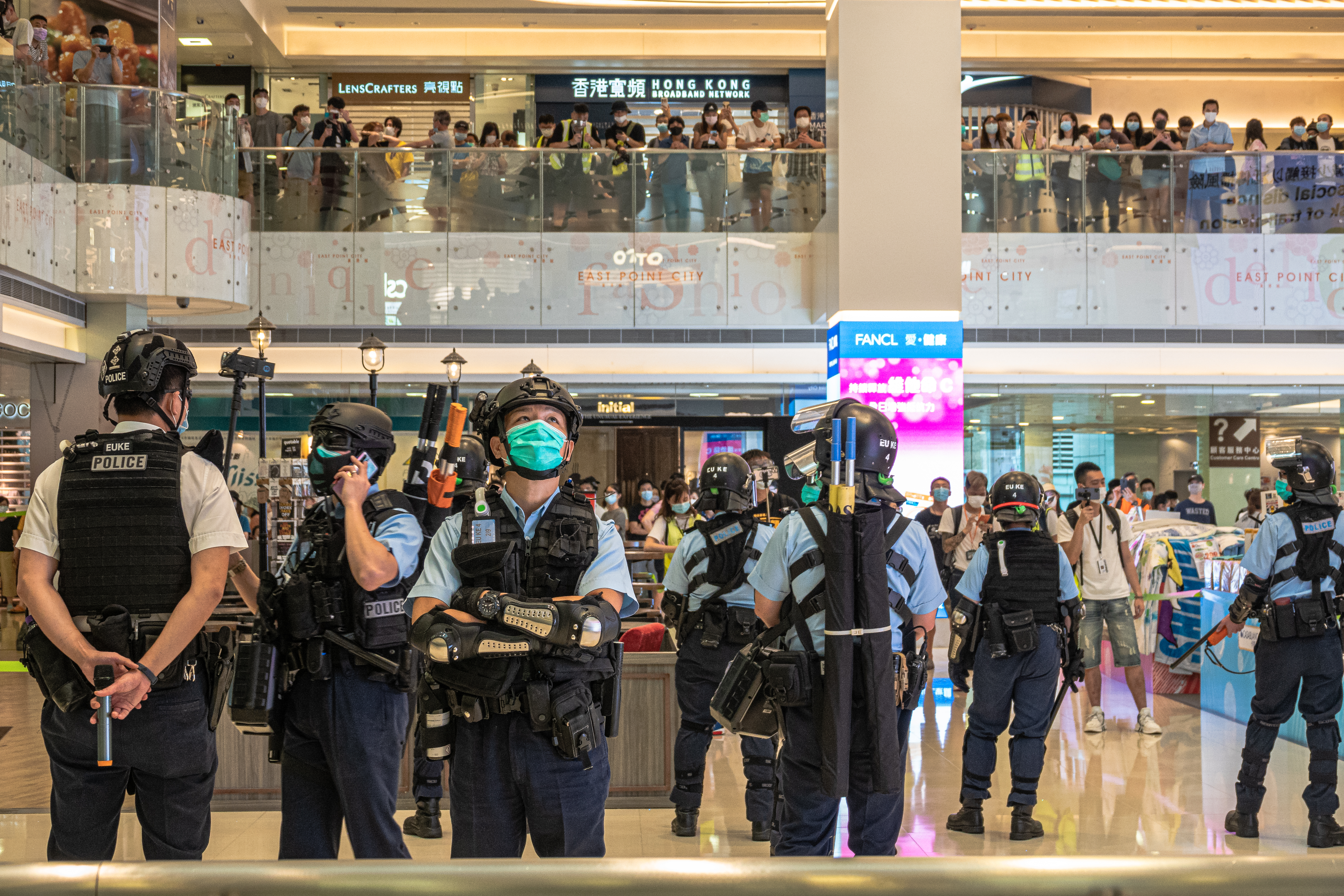
警員手持圓盾及警棍在場戒備
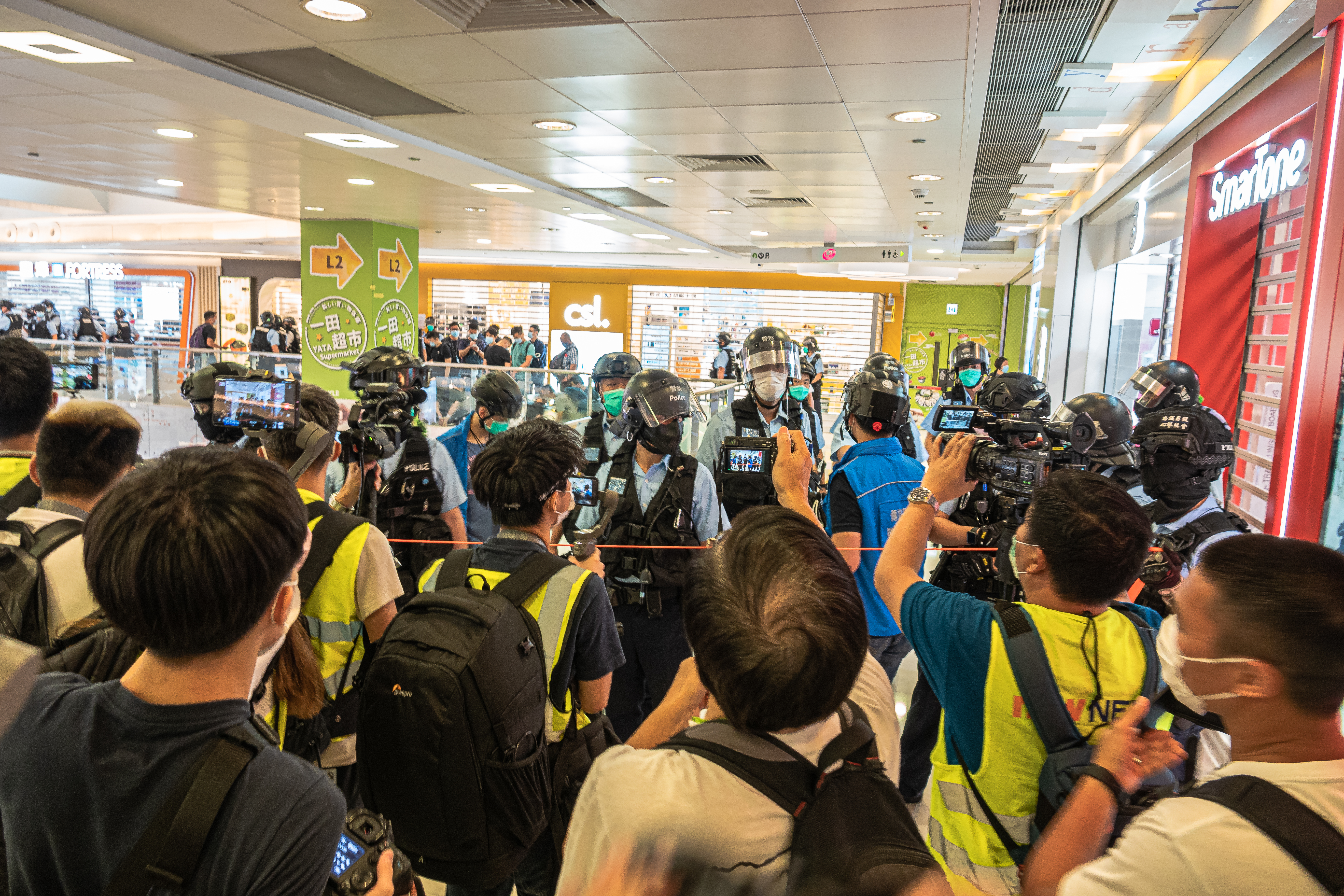
警員在2樓設封鎖線
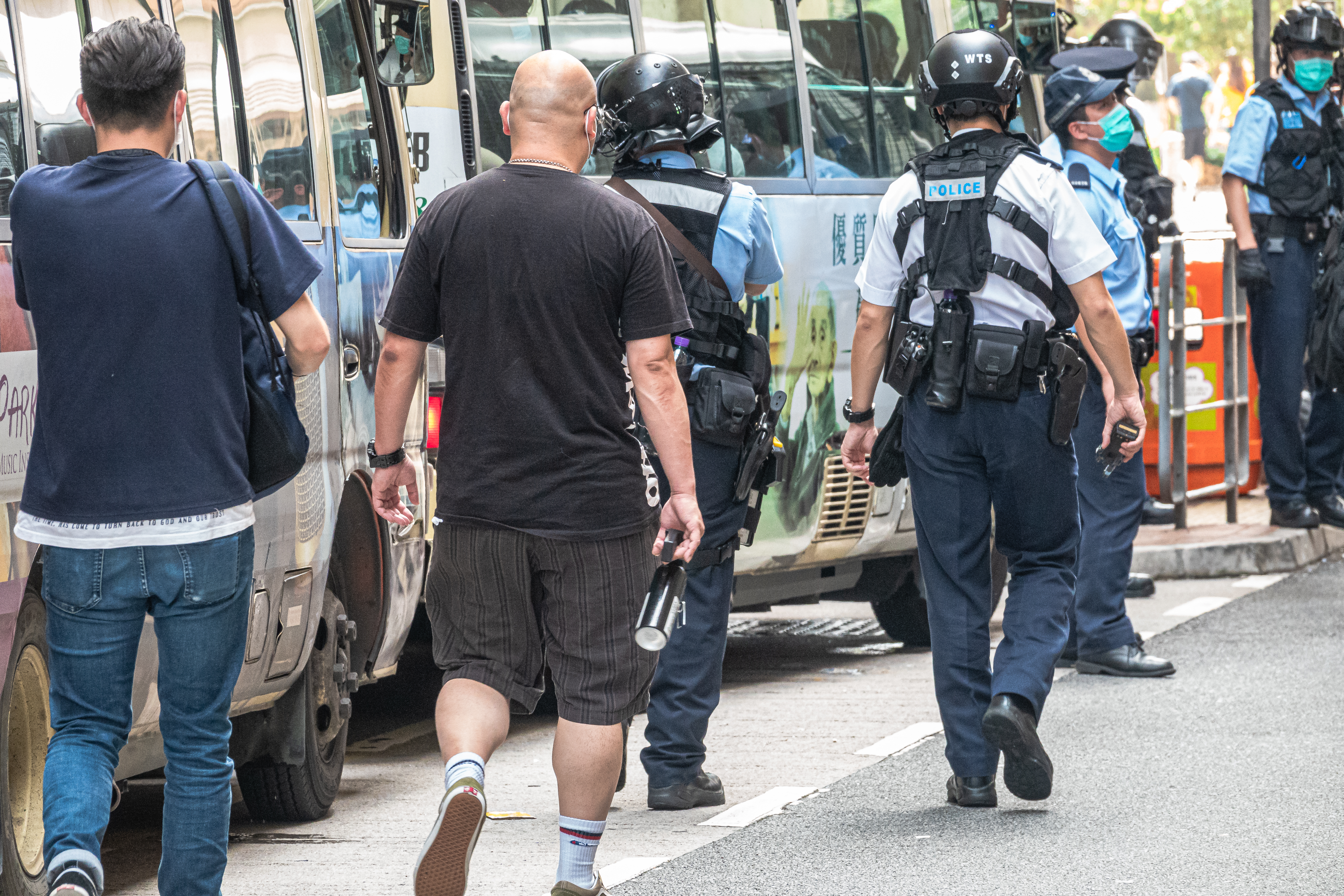
便衣警員手持胡椒噴劑
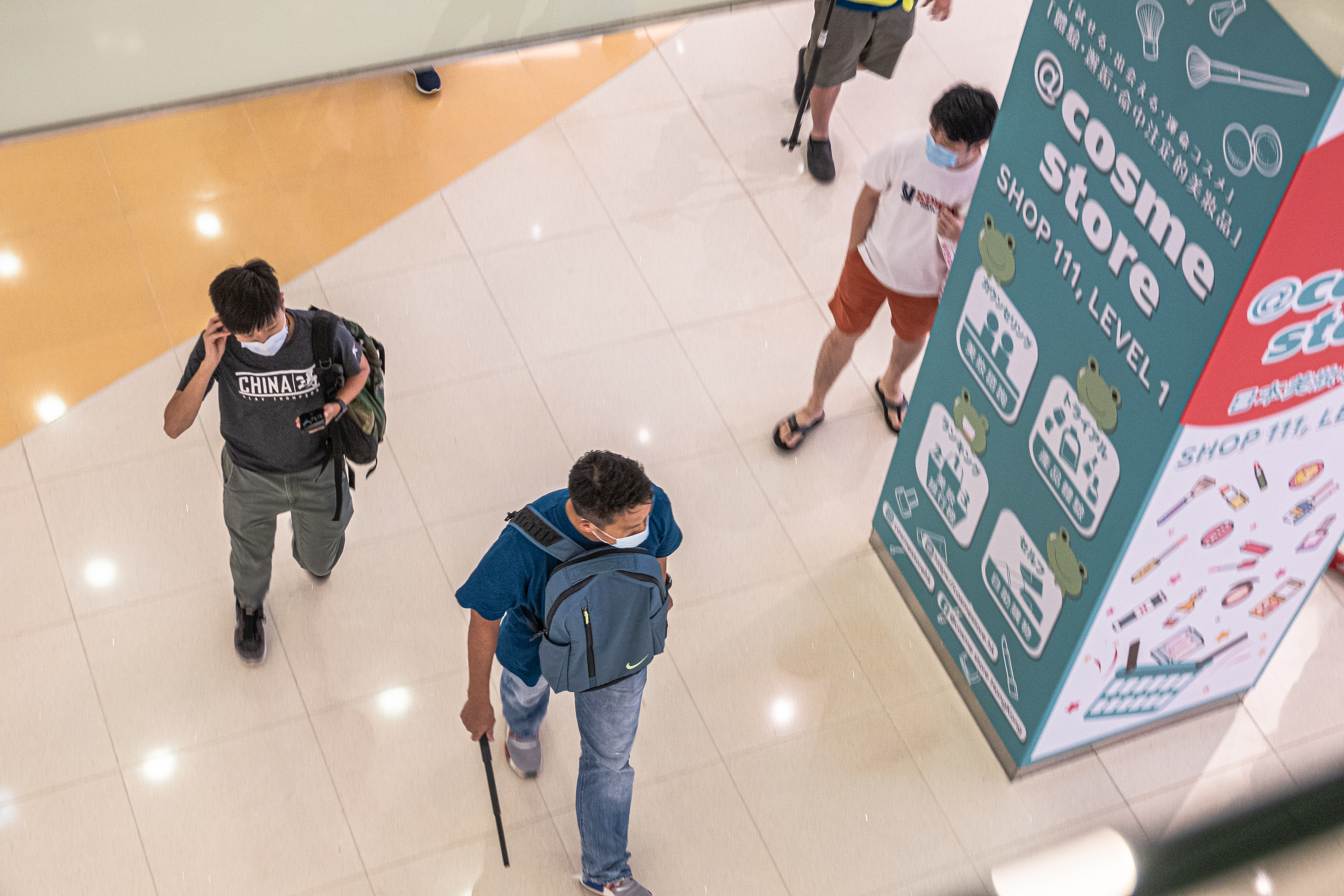
便衣警員在商場內手持警棍
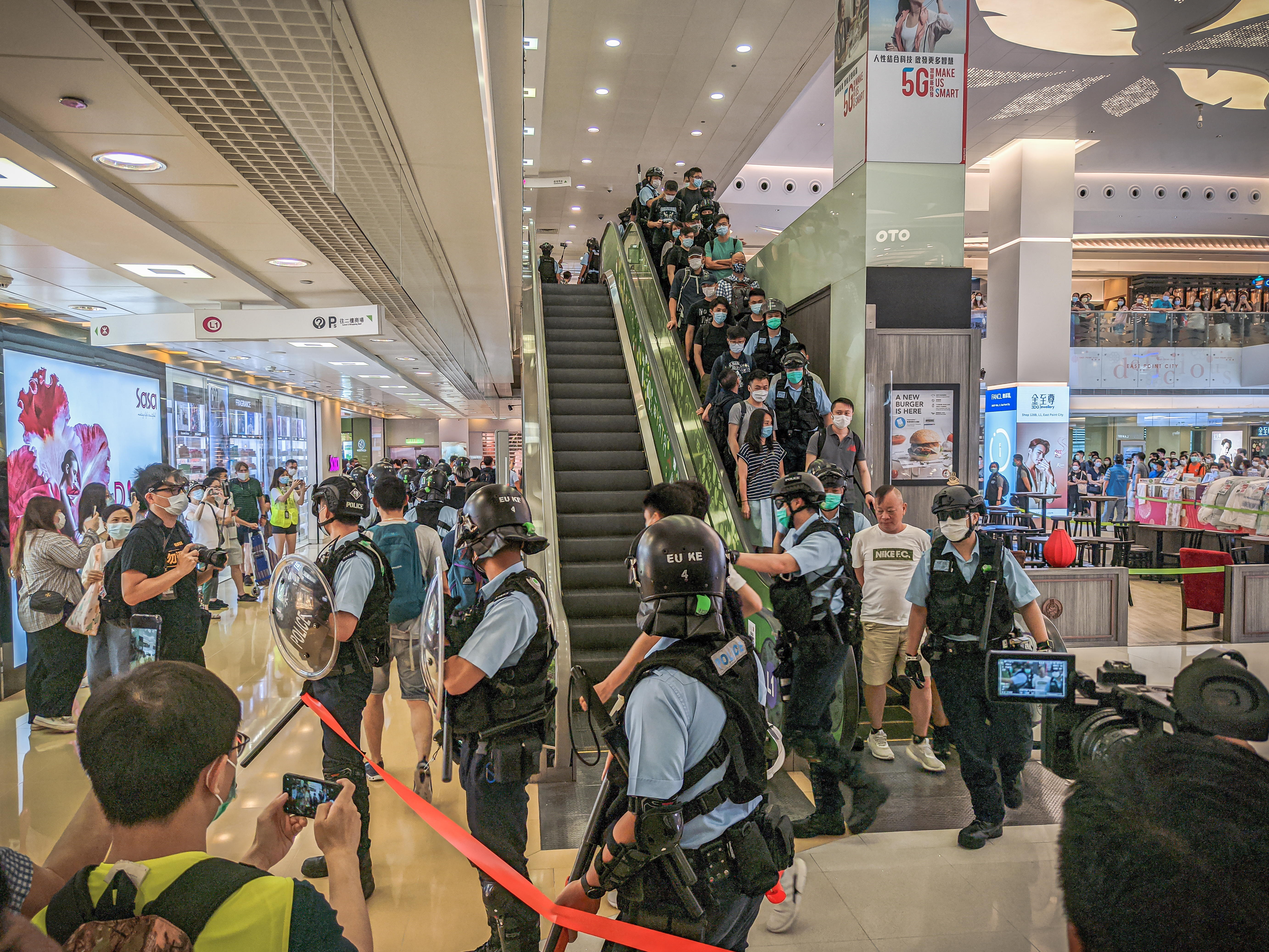
軍裝警員離開2樓

在新城市廣場，大批警員則已在沙田市中心一帶戒備，商場內也有不少便衣警員。而民集發言人劉頴匡和沙田區議員李志宏於中庭拉起易拉架，之後他們被保安發出4張警告信，最後收回易拉架。其後不少人在商場中庭位置聚集及叫口號，並擺放文宣和直幡。到3時50分，在5樓有一名婦人被指拍大頭照，而與在場人士爭執，大批軍裝警員進入商場並拉封鎖線驅散市民，於4至6樓巡邏，10分鐘後離開。
在奧海城，一批防暴警下午1時半在商場旁的港鐵奧運站戒備。下午2時過後，商場內有數十名市民聚集，並帶同標語和橫額，高喊反修例口號。期間，一名男子在場與示威者唱反調，大叫「支持警察」，雙方一度口角。到下午4時，網民呼籲到新世紀廣場「和你Shop」，市民在中庭位置高叫口號，警車於商場外戒備。到6時47分，有人號召到元氣壽司取票之後將籌號紙摺成紙飛機拋到門外，其後拉閘。
有一批人在元朗YOHO Mall聚集，並在場高叫反修例口號。不過附近的西鐵元朗站氣氛緊張，大批防暴警察在大堂戒備和巡邏。到下午3時半有人號召到元氣壽司取票和Starbucks外大叫口號。
警方在facebook指，下午約4時有示威者於元朗形點內集結，其間部分人士走到營業中的食肆叫囂，滋擾店員及食客，附近商舖相繼落閘，暫停營業。警方譴責示威者擾亂社會秩序、影響商鋪正常運作，並警告商場內人群停止聚集。如有任何人作出破壞社會安寧的行為，警方會嚴正執法，採取適當行動。而警方在東港城拘捕8人（17至55歲），分別涉嫌「非法集結」、「襲警」及「阻差辦公」罪。

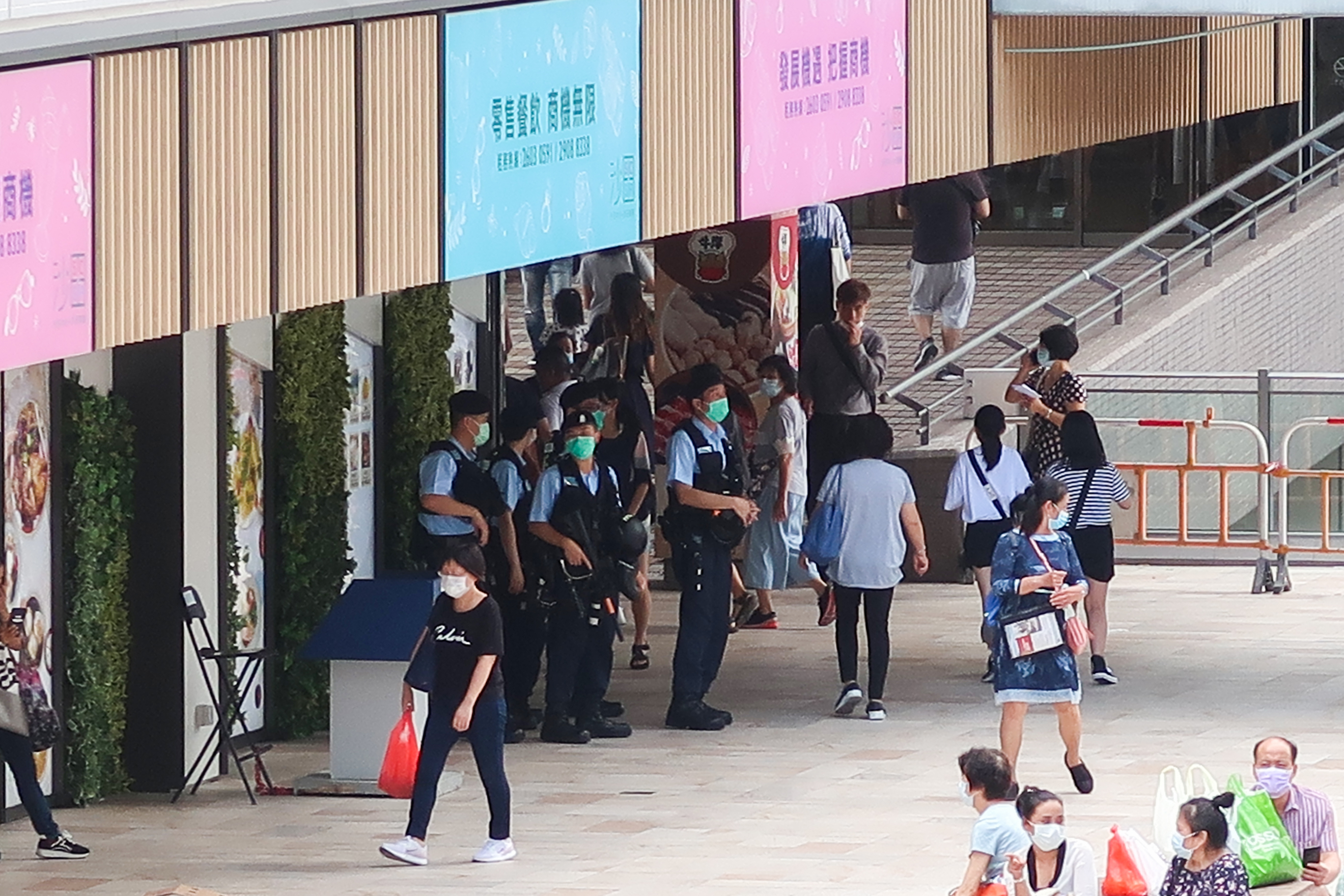
手持胡椒球槍的軍裝警員在沙田中心戒備
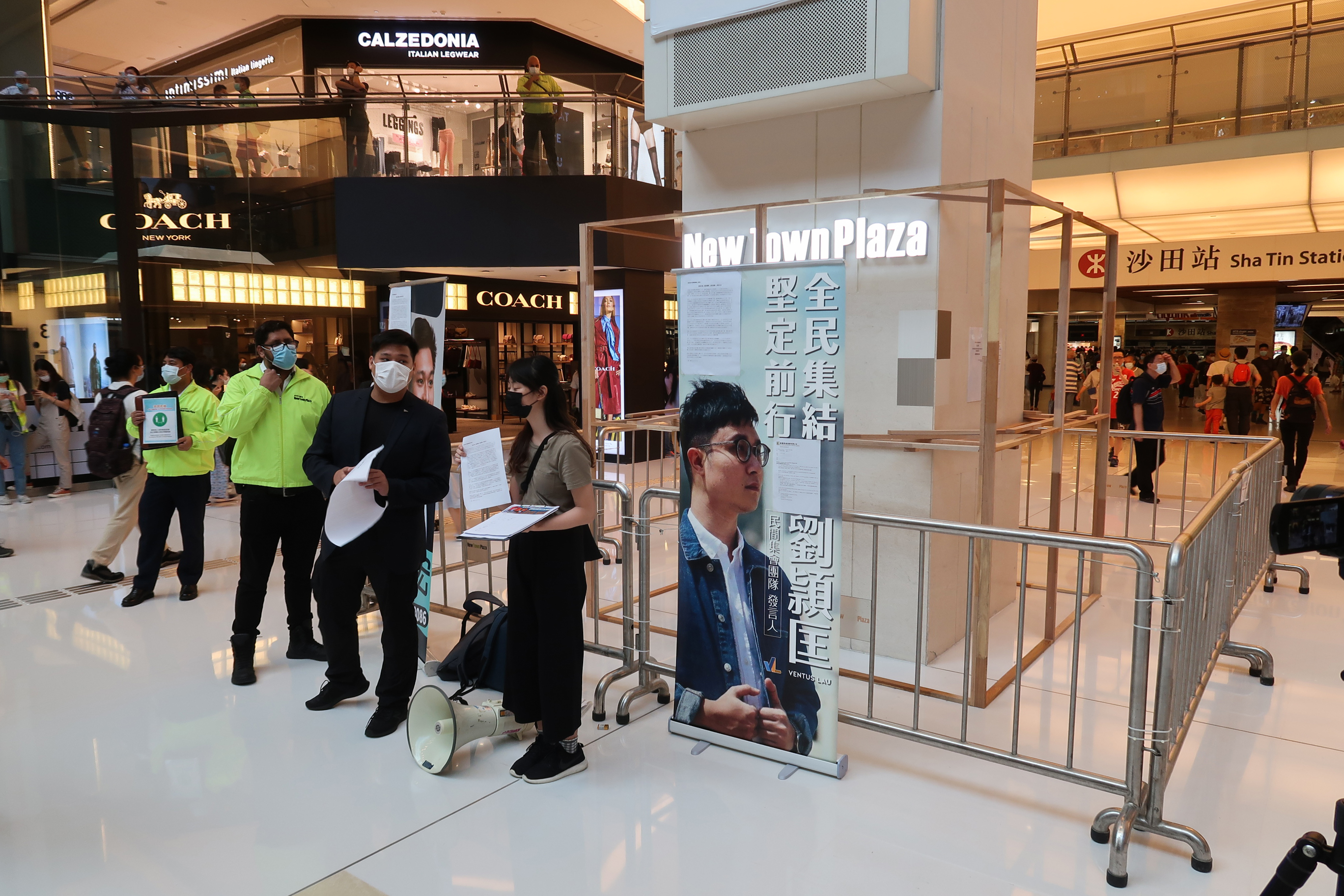
民集發言人劉頴匡和沙田區議員李志宏於中庭拉起易拉架，之後被保安發出4張警告信，最後收回易拉架
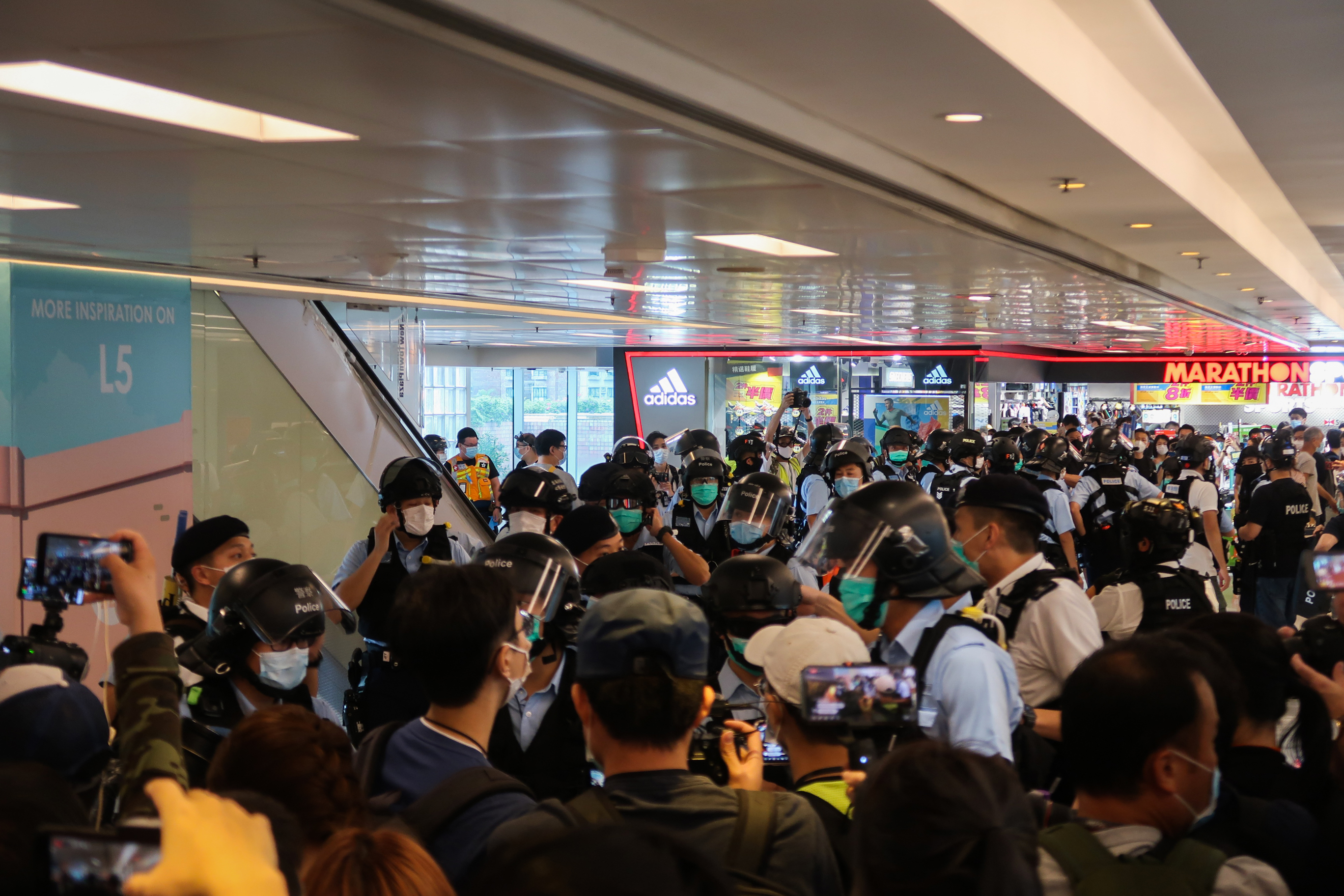
下午3時50分，大批軍裝警員進入新城市廣場並拉封鎖線，10分鐘後離開。
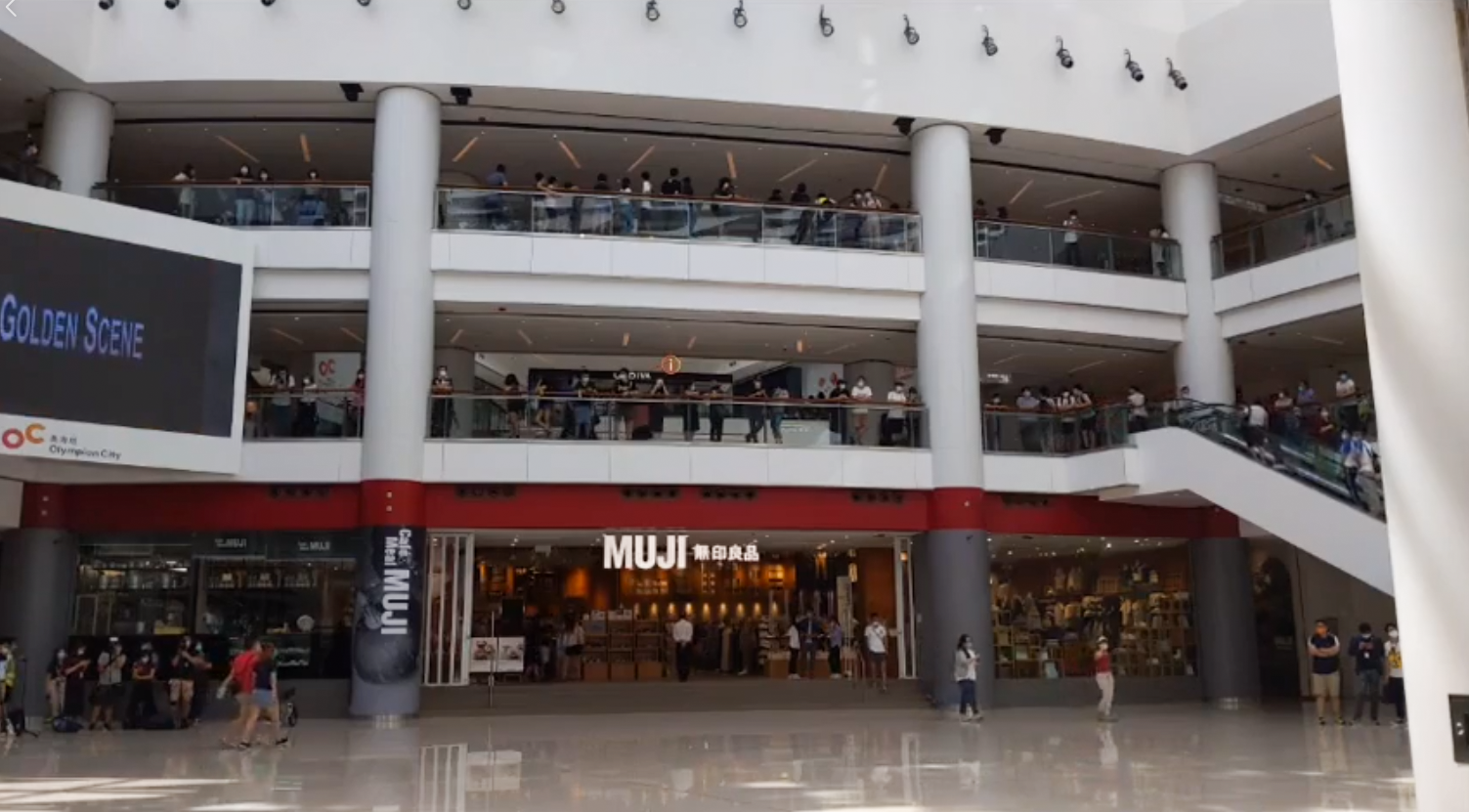
奧海城內有數十名市民聚集
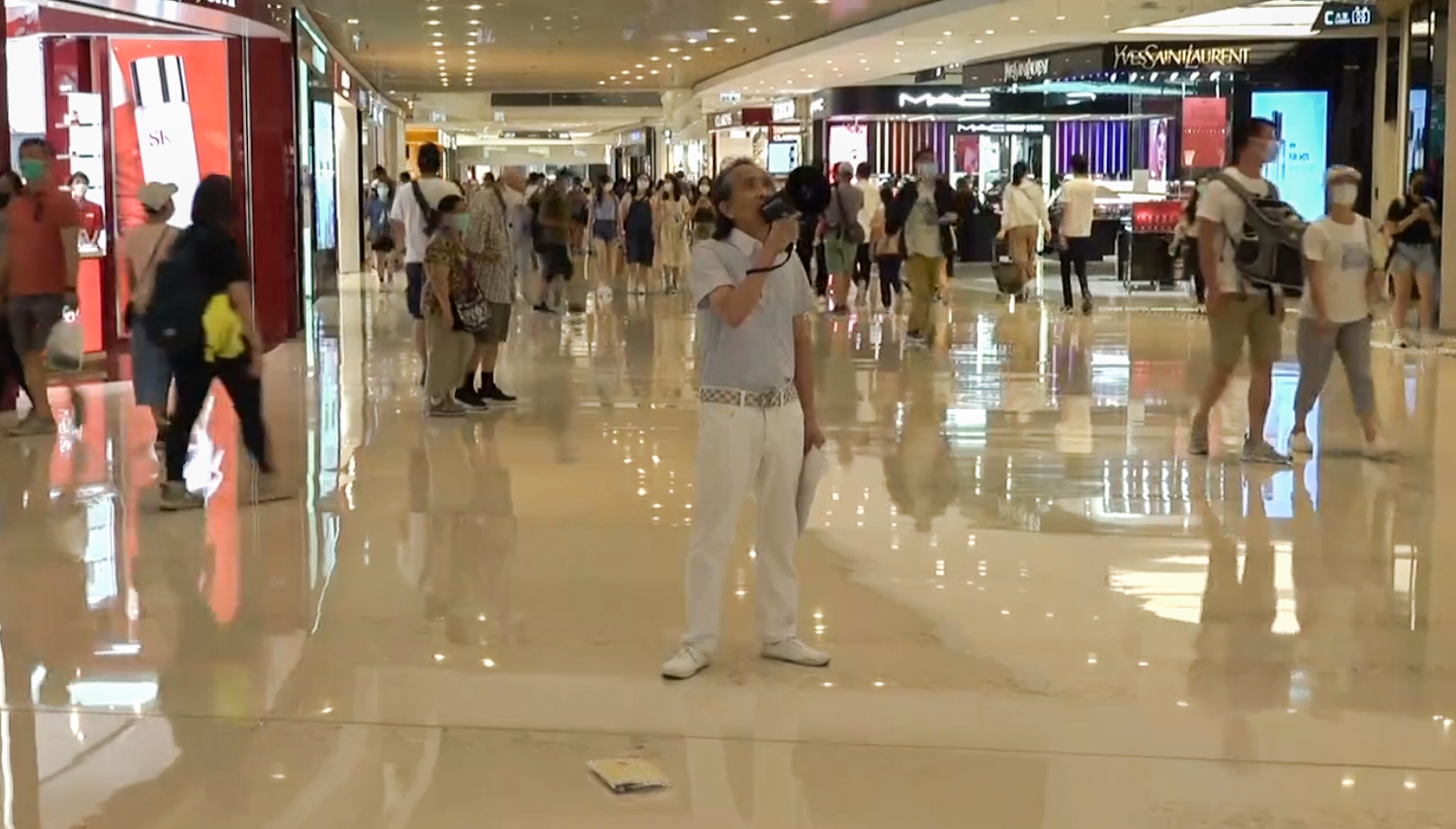
YOHO Mall內有人高叫反修例口號
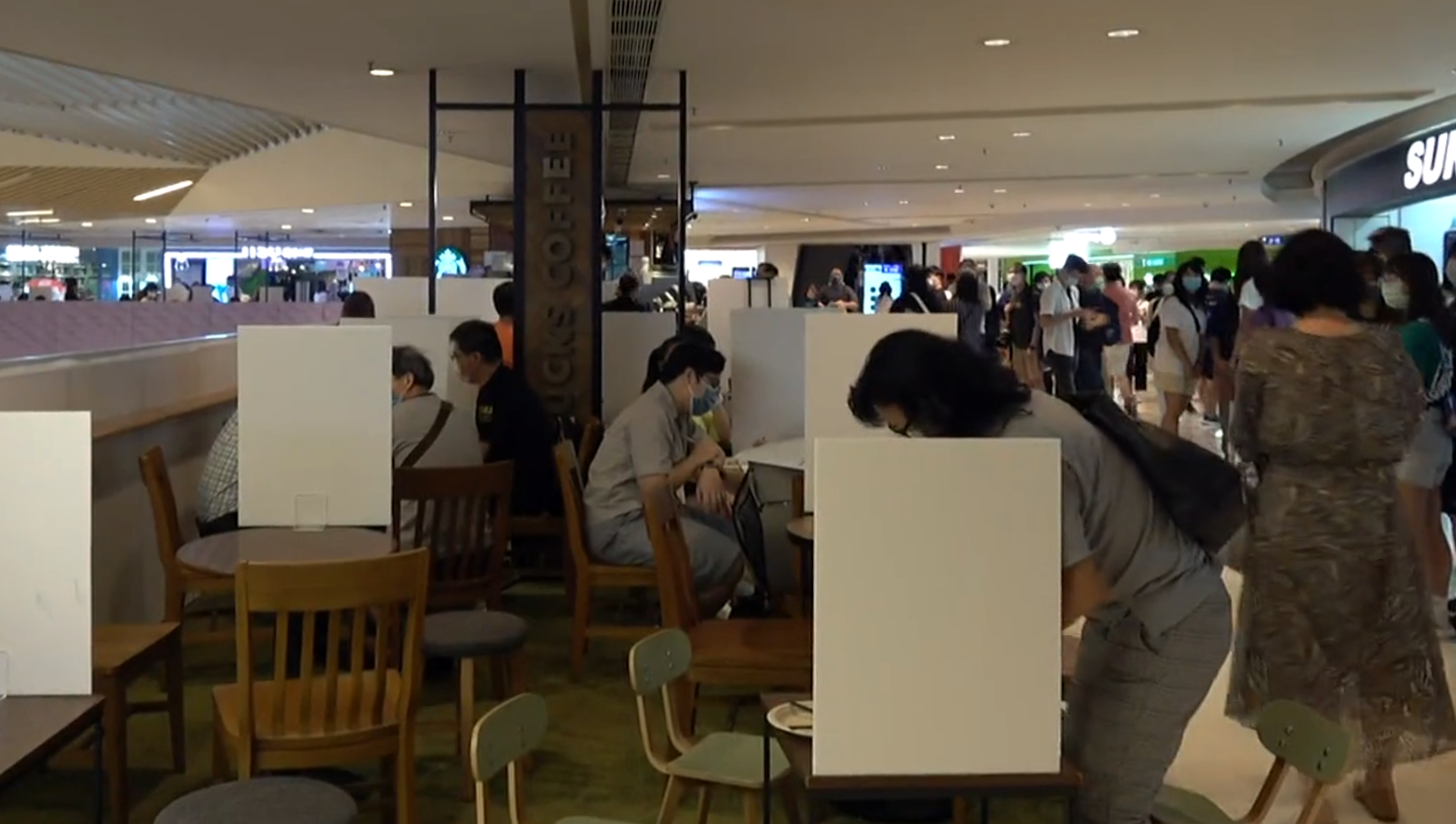
下午3時半，有Starbucks內的顧客看到有人在外面大叫口號便離開
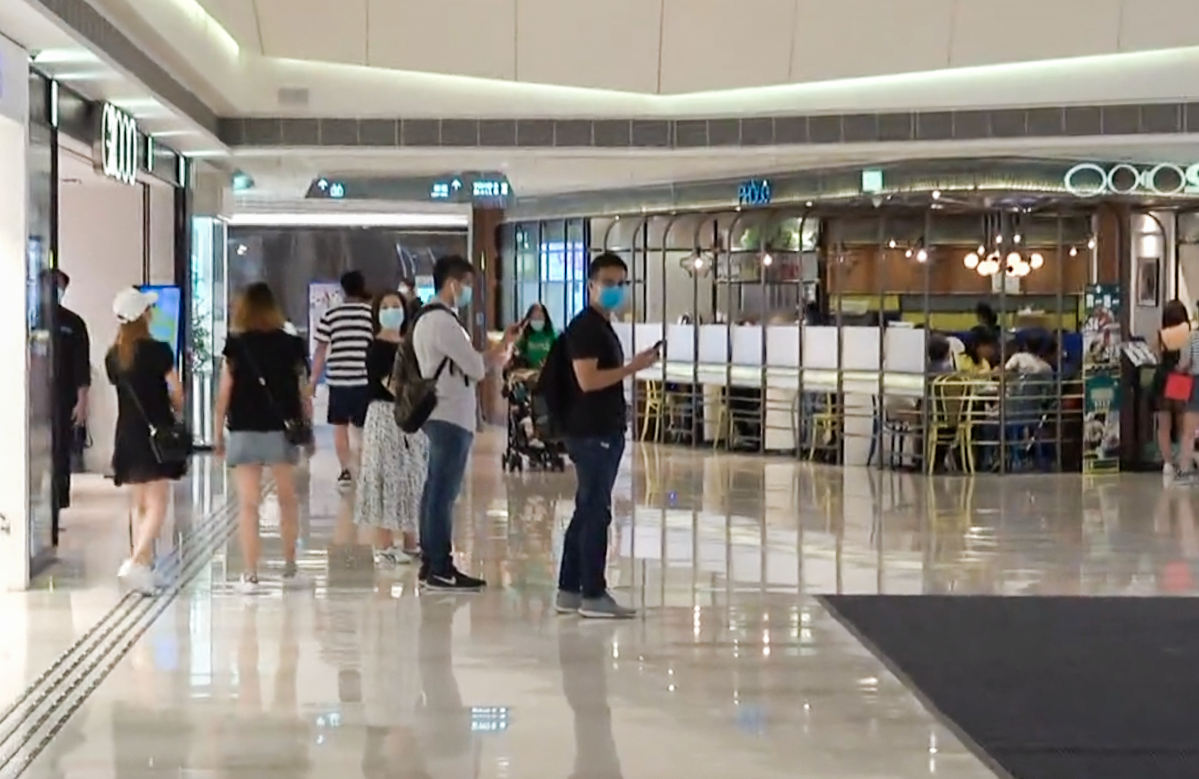
多名便衣警員在YOHO Mall內

## 17日

### 中國央視紀錄片抹黑「反送中」運動
中国中央电视台17日推出《另一个香港：探寻修例风波背后的真相》系列专题片，第一及第二集分别名为《香港之乱》及《风从何来》，每集影片皆逾半小时，片中先重提1998年亚洲金融风暴及2003年严重急性呼吸系统综合症疫情，称香港在“伟大祖国”支持下渡过难关；影片继而带出去年港府推出逃犯条订修订引来市民不满，最终走上街头，并将事件归咎香港反对派，点名指控壹传媒集团创办人黎智英、前立法会议员李柱铭及陈方安生等“港独分子和反华势力”借机“煽动祸港”；同时更批评香港教育制度问题严重，点名香港众志秘书长黄之锋及教协等，指他们带领和支持学生闹事及宣扬“港独”。
泛民主派批評影片扭曲事實、推卸責任。公民黨黨魁楊岳橋形容香港進入後真相時代，權力機關扭曲、修改真相，嘗試構造另一套事實。

## 18日

### IFC放工和你唱
傍晚6時半，10多名網民在中環國際金融中心商場中庭舉行「ifc放工和你唱」，有人舉起橫額，港英旗，叫口號及唱歌。到晚上近8時，活動結束前，一名現場人士與女子發生口角，其後向中環碼頭的行人天橋方向散去，警方在天橋下拉起封鎖線，未有截查市民。

## 20日

### 支聯會六四紀念館重開
因早前冠狀病毒病疫情而暫時關閉的六四紀念館於20日重開，主題扣連反對逃犯條例修訂草案運動。

### 法官稱雷射筆視為傷人器具「當刻就是武器」
2019年9月21日「光復屯門公園」遊行開始前，15歲少年被警員搜出藏有雷射筆及疑經改裝的雨傘與行山杖，早前被裁定有意圖管有攻擊性武器及在公眾地方管有攻擊性武器兩罪罪成，判入更生中心。他不服定罪提出上訴，高等法院5月20日下午頒下判詞，法官指原審裁判官接納警員沒有警誡下查問少年的內容呈堂，並無不公；主動修改控罪沒有越權、亦有充分證據支持案中雷射筆就是攻擊性武器，以及雨傘和行山杖經過改裝，並意圖「以用作傷害他人」的推論，故裁定定罪穩妥，駁回上訴。

### 夏寶龍會晤港區政協委員
據《香港01》記者獲悉，國務院港澳辦主任夏寶龍於20日晚首次會晤全體港區政協委員，傳遞北京對港局勢的最新「指導思想」。這是夏接掌港澳辦逾三個月，首次對香港局勢表態。
《立場新聞》綜合媒體報道，會上官員認為香港出現恐怖主義、「港獨」及爭奪管治權，現時已影響國家統一，即使惹來立法會和其他國家反對，中央也不會退讓。全國政協副主席梁振英亦表示，是次是中央重大決策，原因是不相信《基本法》23條短期內能在港立法。

## 21日

### 「和你閃」反對國歌法立法
下午1時許，數名市民在中環置地廣場舉行「和你閃」示威活動，參與者不斷高呼「5.27政總見」和留意《國歌法》恢復二讀。期間一名身穿黑白橫間衣的女士突然衝入人群，並指罵參與「和你閃」的市民，其後便離開商場。

### 兩會開幕 北京官員評論香港事務
下午3時，全國政協主席汪洋在北京人民大會堂發表工作報告時提及近期香港局勢表示，支持港區全國政協委員積極發聲，聯繫各界人士凝聚止暴制亂、恢復秩序的正能量；針對美國國會參議院通過《香港人權與民主法案》，發表嚴正聲明，駁斥謊言謬論。
另外，第十三届全国人大三次会议新闻发布会於21日晚举行，大会发言人张业遂表示，维护国家安全是包括香港同胞在内的全国各族人民的根本利益所在，香港特别行政区是中华人民共和国不可分离的部分。全国人民代表大会是最高国家权力机关，根据新的形势和需要，行使宪法赋予的职权，从国家层面建立健全香港特别行政区维护国家安全的法律制度和执行机制，坚持和完善“一国两制”制度体系，是完全必要的。

### 元朗襲擊事件十個月

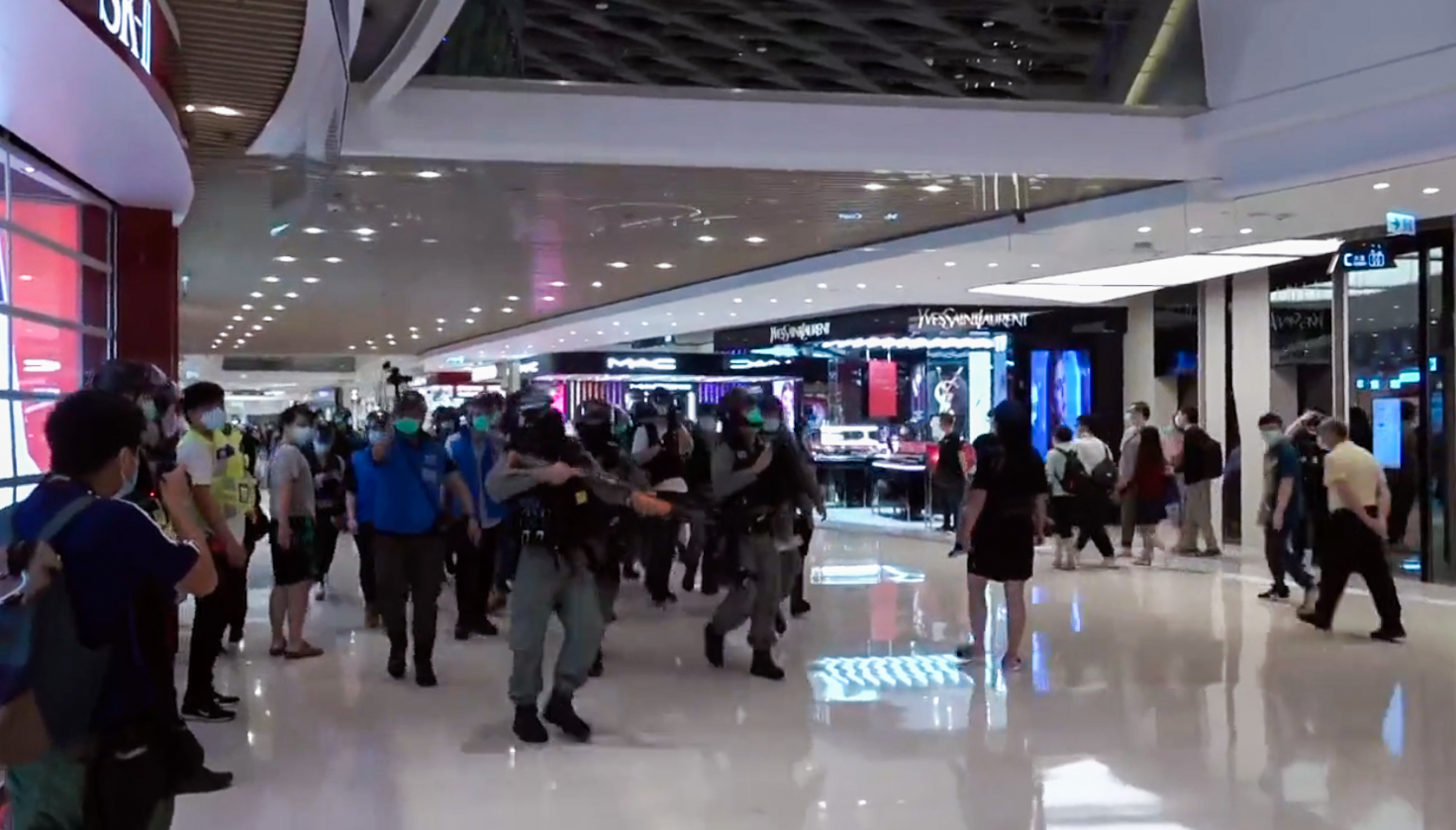
晚上8時10分，持槍的防暴警察進入YOHO MALL商場

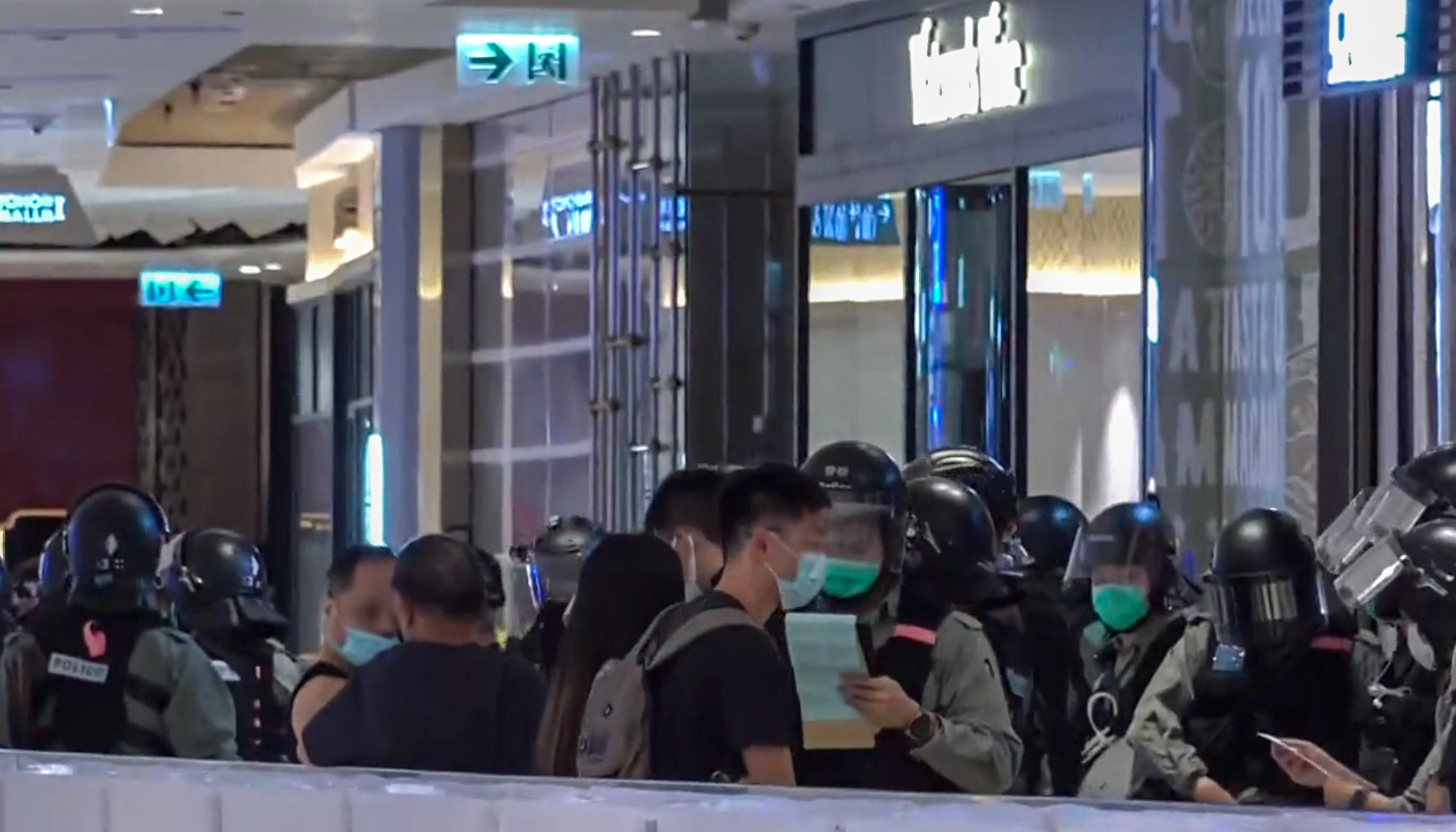
7名市民在2樓被截查後而票控

元朗襲擊事件十個月，元朗YOHO MALL商場中庭有約50-60人聚集，到晚上8時10分，近100名防暴警員分兩路進入YOHO MALL商場，在中庭位置周邊拉起封鎖線，並一度舉黃旗警告。有警員開咪指收到市民報案，在場市民正進行「未經批准集結」，期間商場部分店舖落閘。而元朗區議員張秀賢和天水連線伍健偉被截查議員證件後獲放行。現場消息指共有7人被票控，有市民指7人不會違反限聚令。不過警員稱在場人士涉干犯非法集結，因此不足8人仍可發出告票。其中有兩名被票控的學生指警方截查他們時要解鎖手機，一旦發現有Telegram賬戶即票控。
另外，銅鑼灣時代廣場和太古城中心都有少量市民參與「和你唱」。

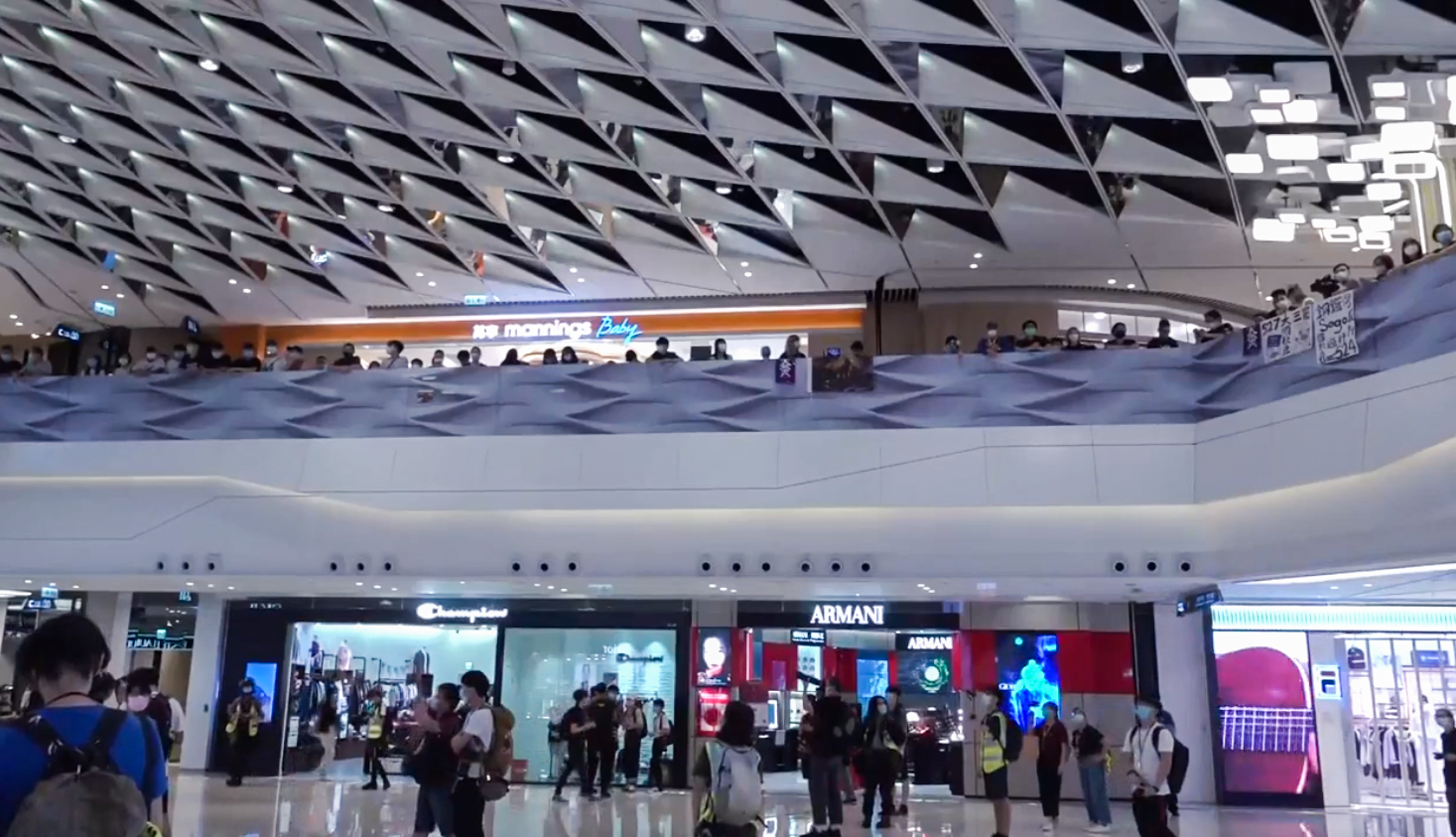
YOHO MALL商場中庭有約50-60人聚集
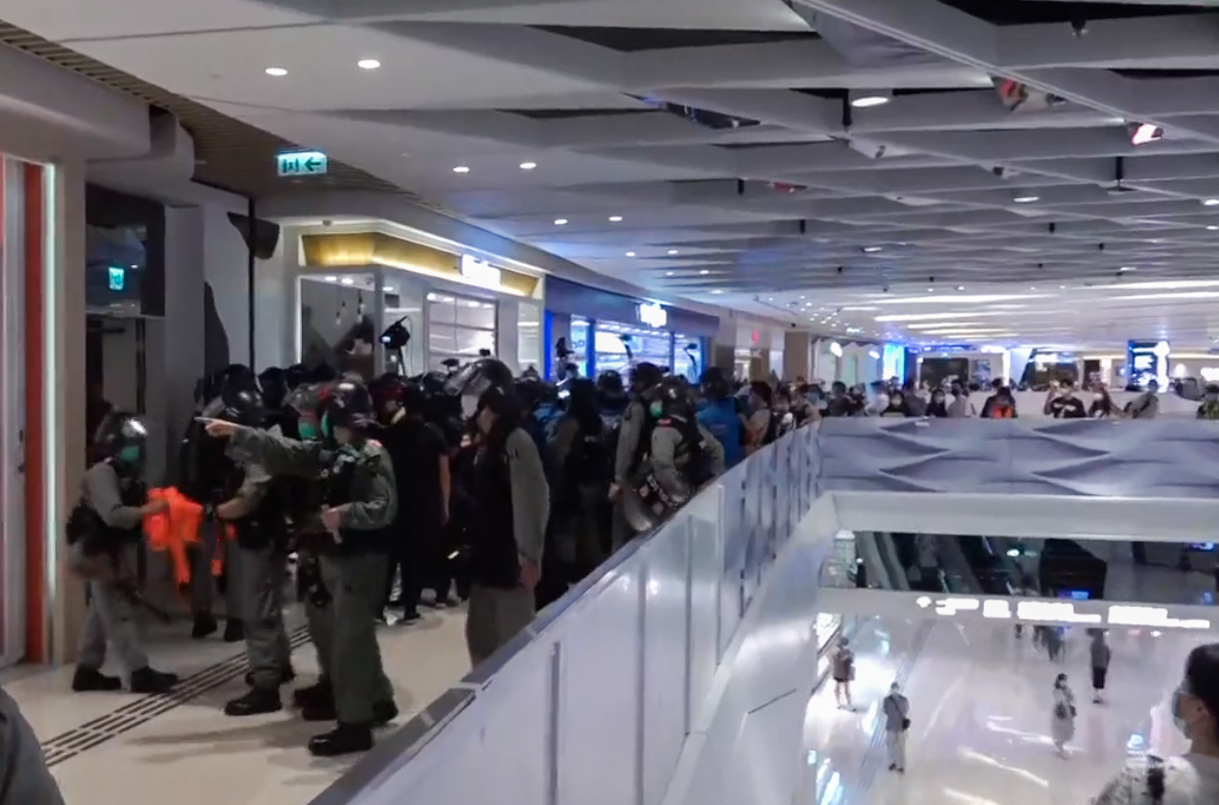
防暴警員設封鎖線
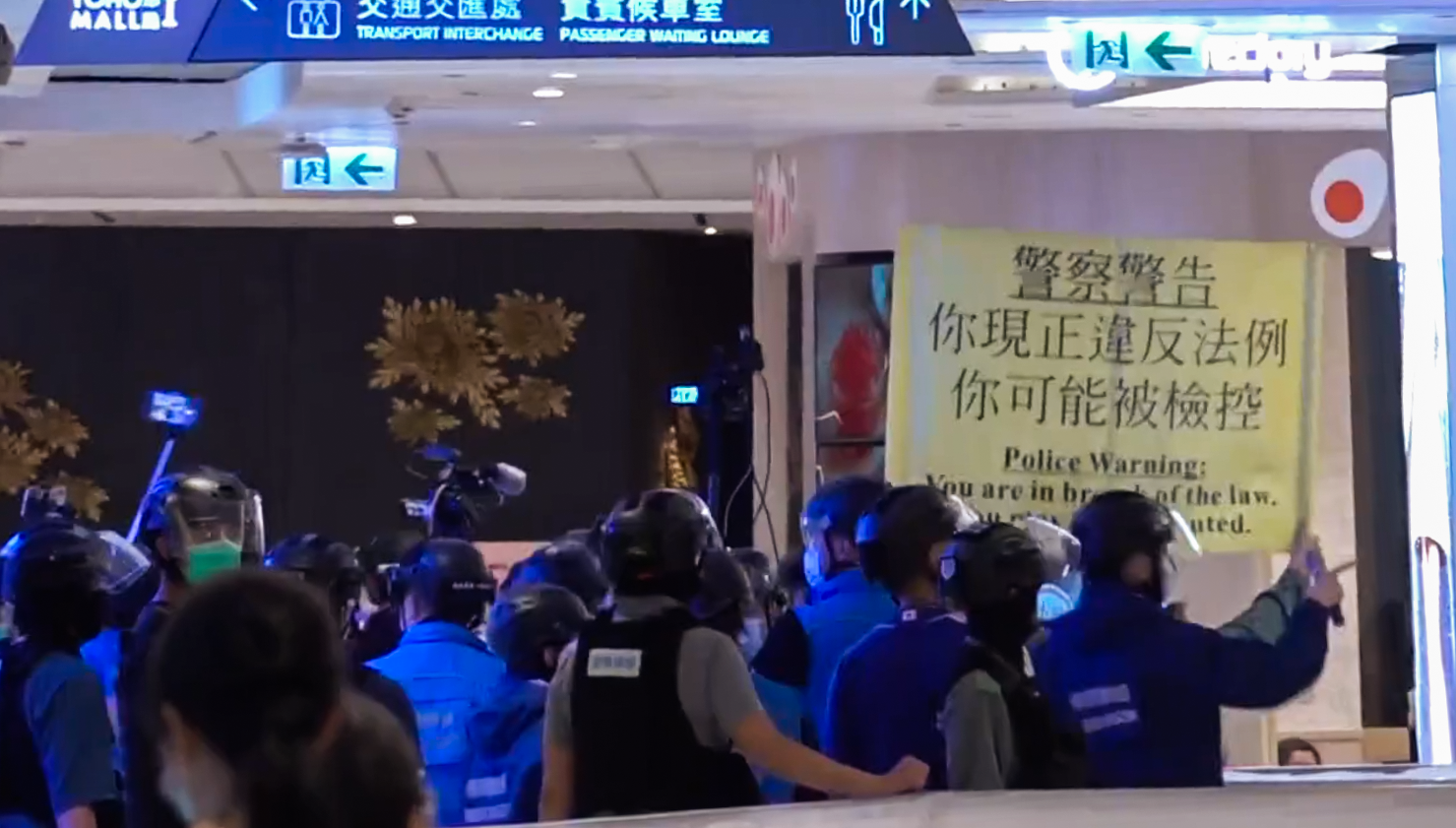
警員一度舉黃旗警告
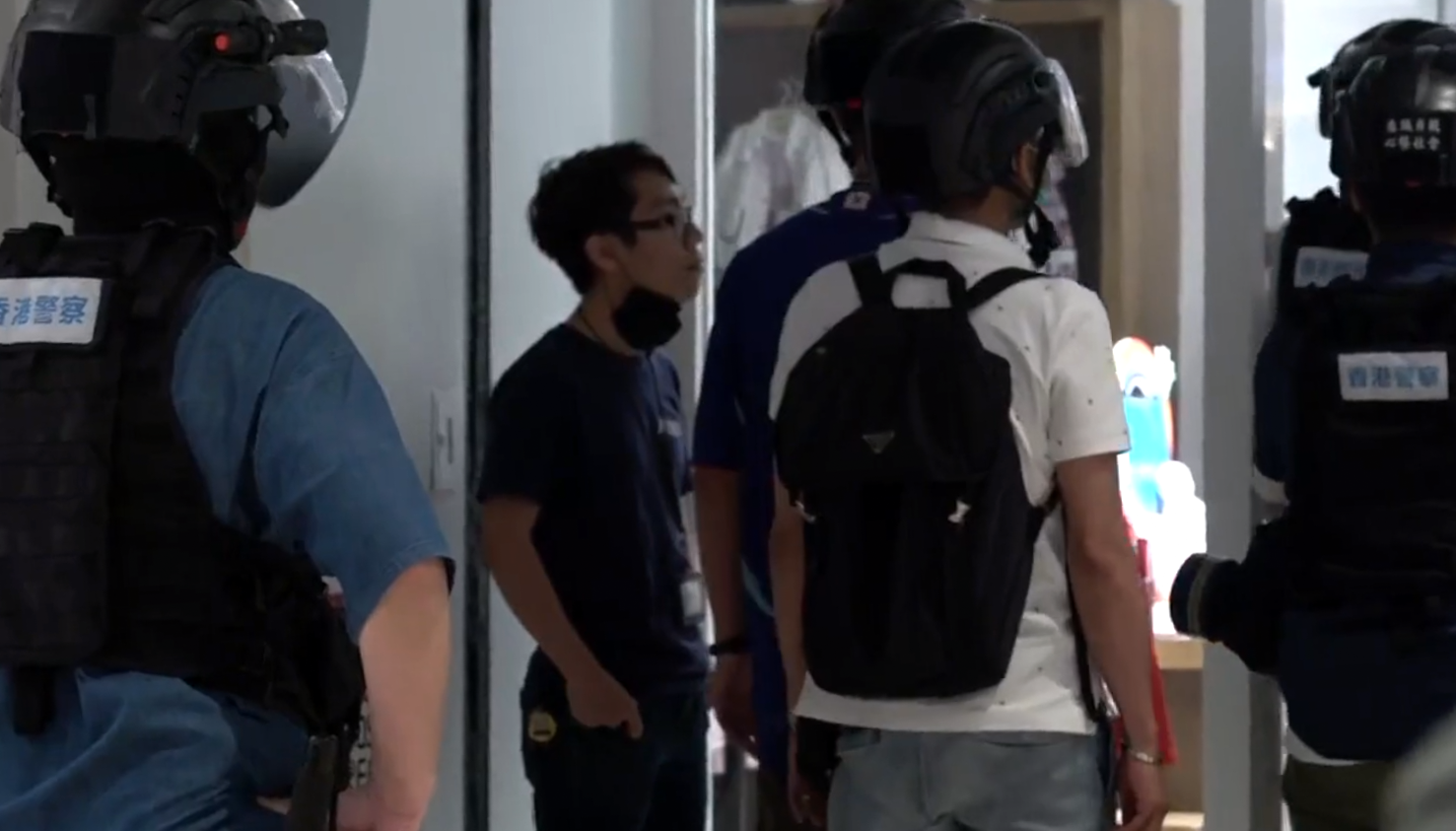
天水連線伍健偉一度被截查
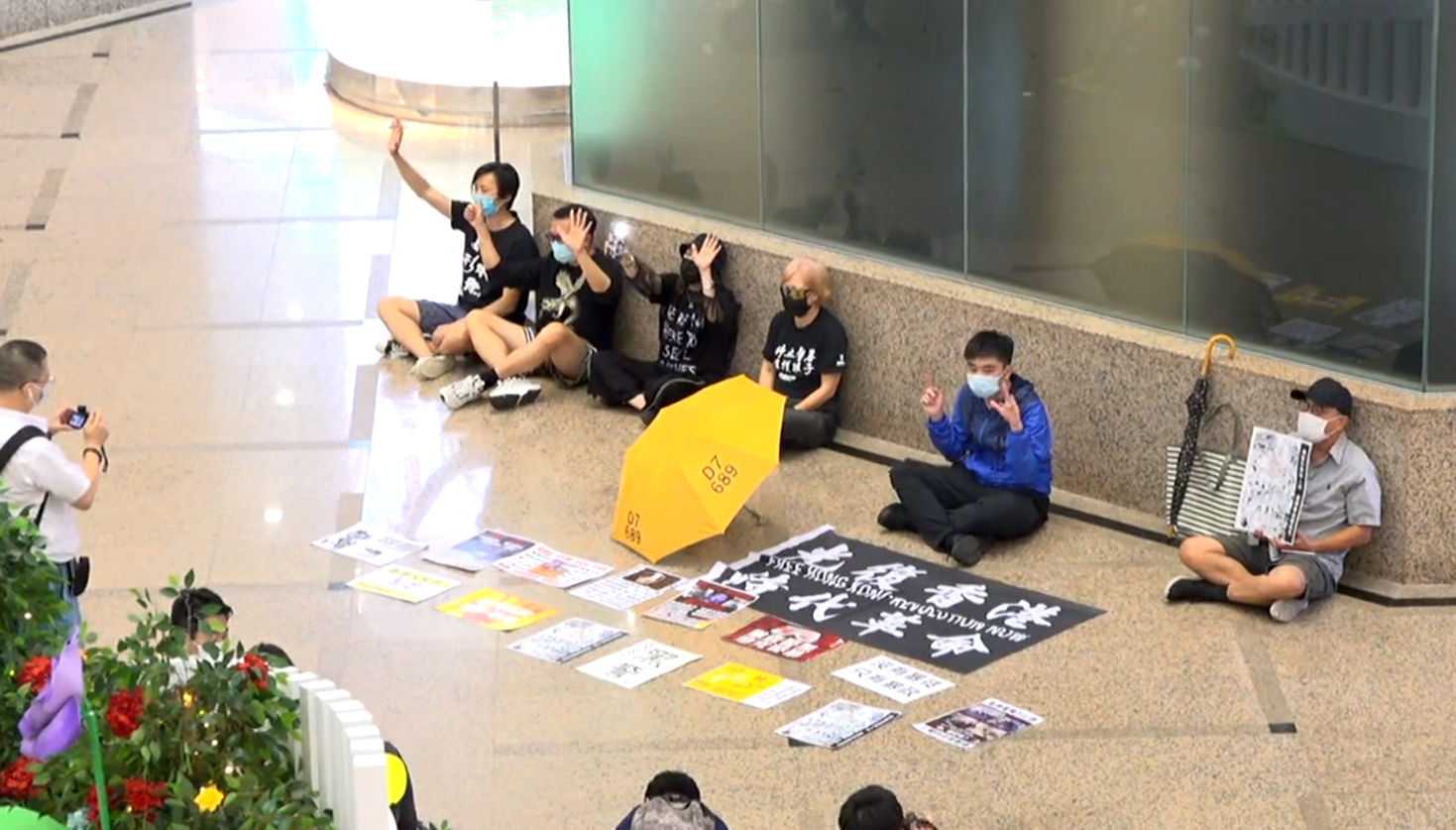
銅鑼灣時代廣場有人靜座
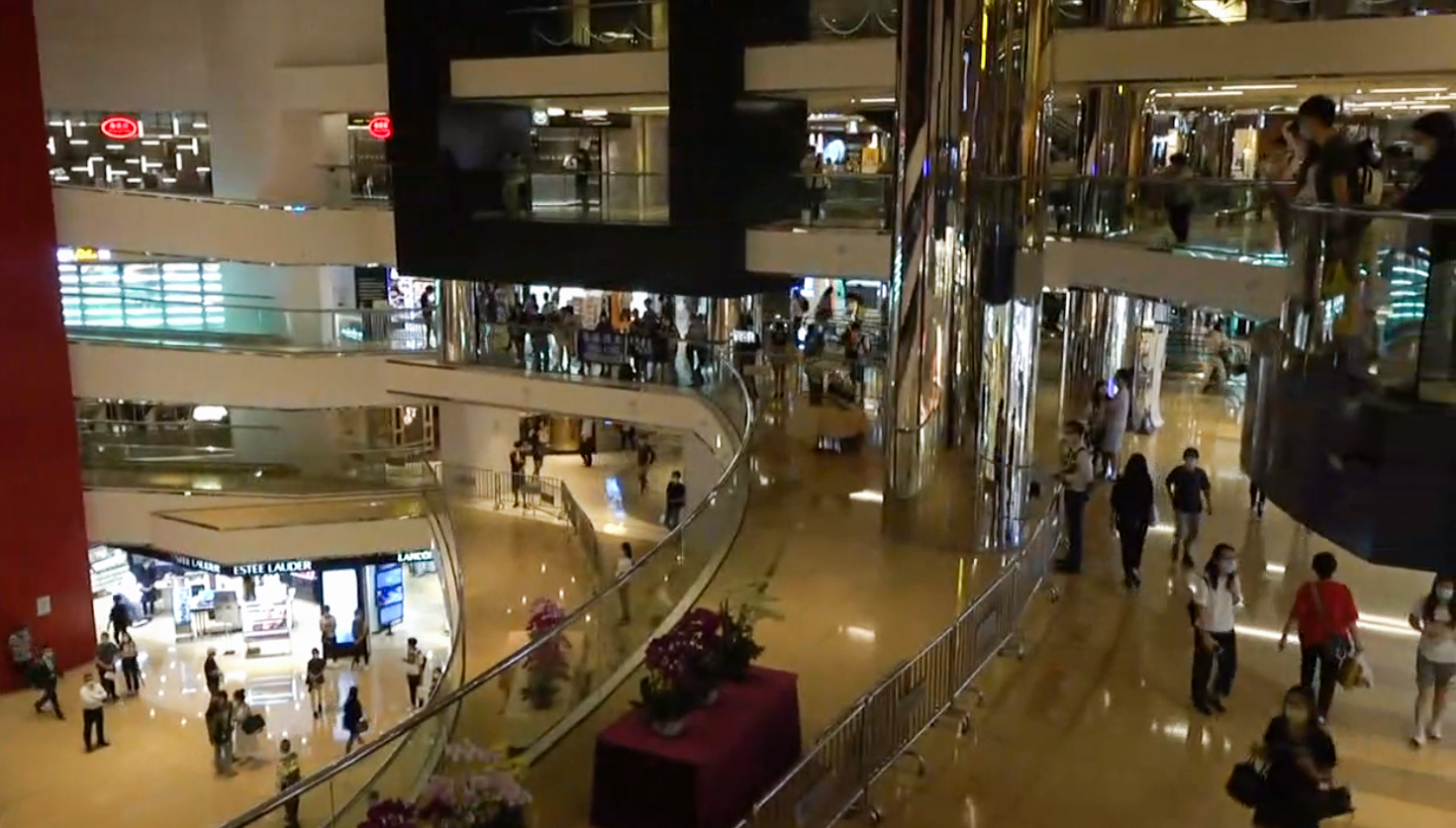
太古城中心有少量市民參與「和你唱」

### 警方和律政司要求岑敖暉刪文
荃灣區議員岑敖暉於5月9日在社交媒體上，刊登一篇以「周梓樂被香港警察謀殺身亡，半年」的文章。其後收到警方通知要求刪除但他沒有理會。直到21日，他收到律政司的信件，要求7天內刪文。
岑敖暉引述律政司在信中指出，文章涉嫌「促進、鼓勵或煽動暴力」，違反法庭禁制令，要求刪除。他表示表示，曾經因為憂慮當局會起訴他，而打算刪除文章，但認為做法變相習慣「以言入罪」是「常態」。
但最後仍然刪除文章。
律政司同樣向網媒香港獨立媒體發信，要求刪除岑敖暉的文章。香港獨立媒體發表聲明，會暫時將該文章下架，並盡快索取法律意見，商討下一步行動。

## 22日

### 李克強發表政府工作報告
第十三届全國人民代表大會第三次會議早上9:00在北京人民大會堂開幕，國務院總理李克強發表政府工作報告，涉及港澳部分提到，要全面準確貫徹「一國兩制」、「港人治港」、「澳人治澳」、高度自治方針，建立健全特別行政區維護國家安全的法律制度和執行機制，落實特區政府的憲制責任，支持港澳發展經濟，改善民生，更好融入國家發展大局，保持香港、澳門長期繁榮穩定。

## 23日

### 韓正會見港區全國政協委員
兼任中央港澳工作協調小組組長的国务院副总理韓正在上午北京的政协礼堂接见港区全国政协委员，会面持续约一个半小时。韩正谈及「港区维护国家安全法」时表示，香港已成为国家安全的突出风险，订立「港区国安法」是中国中央政府经科学评估后作出的慎重决定，没有一个国家和地区没有国家安全法。确立有关法例是为保护香港市民，国家层面已考虑过不同因素甚至国际反应。

### 台北車站抗議港版國安法
中午，網民在台北車站發起「坐爆大廳」活動，聲援香港民眾，參與者在大廳高唱《願榮光歸香港》和展示香港獨立及光復香港、時代革命的旗幟，同時抗議北京提出的港版《國安法》和台鐵禁止民眾在「黑白棋格」大廳席地而坐的不滿。車站派出25名工作人員到場，勸離他們離開和要求保持社交距離，警方也派出30名警員維持秩序。

### 杏花新城「和你播」和「新翠和你唱」

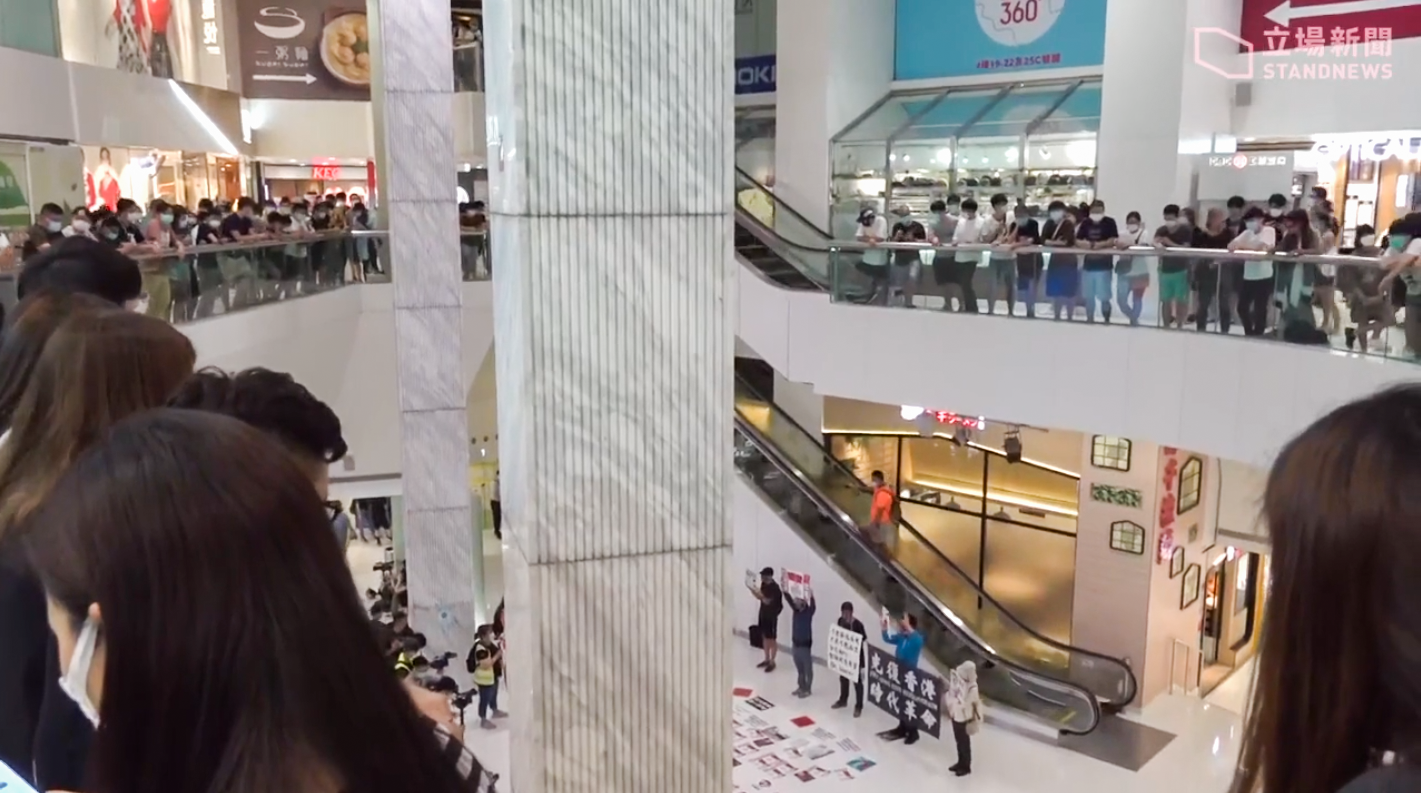
「新翠和你唱」

下午5時，有人發起在杏花新城內舉行「和你播」活動，有20至30名市民參與，並高叫「光復香港 時代革命」等抗議口號。軍裝警員在場外戒備。到傍晚6時，柴灣新翠商場有聚集及唱歌活動，參與的市民高叫口號，包括「國歌惡法」。而柴灣站有警員截查市民，搜查隨身物品。到活動結束後半小時，現場人士發現3名便衣警員在商場內，其後多名軍裝警員進入商場，多間商店隨即落閘。

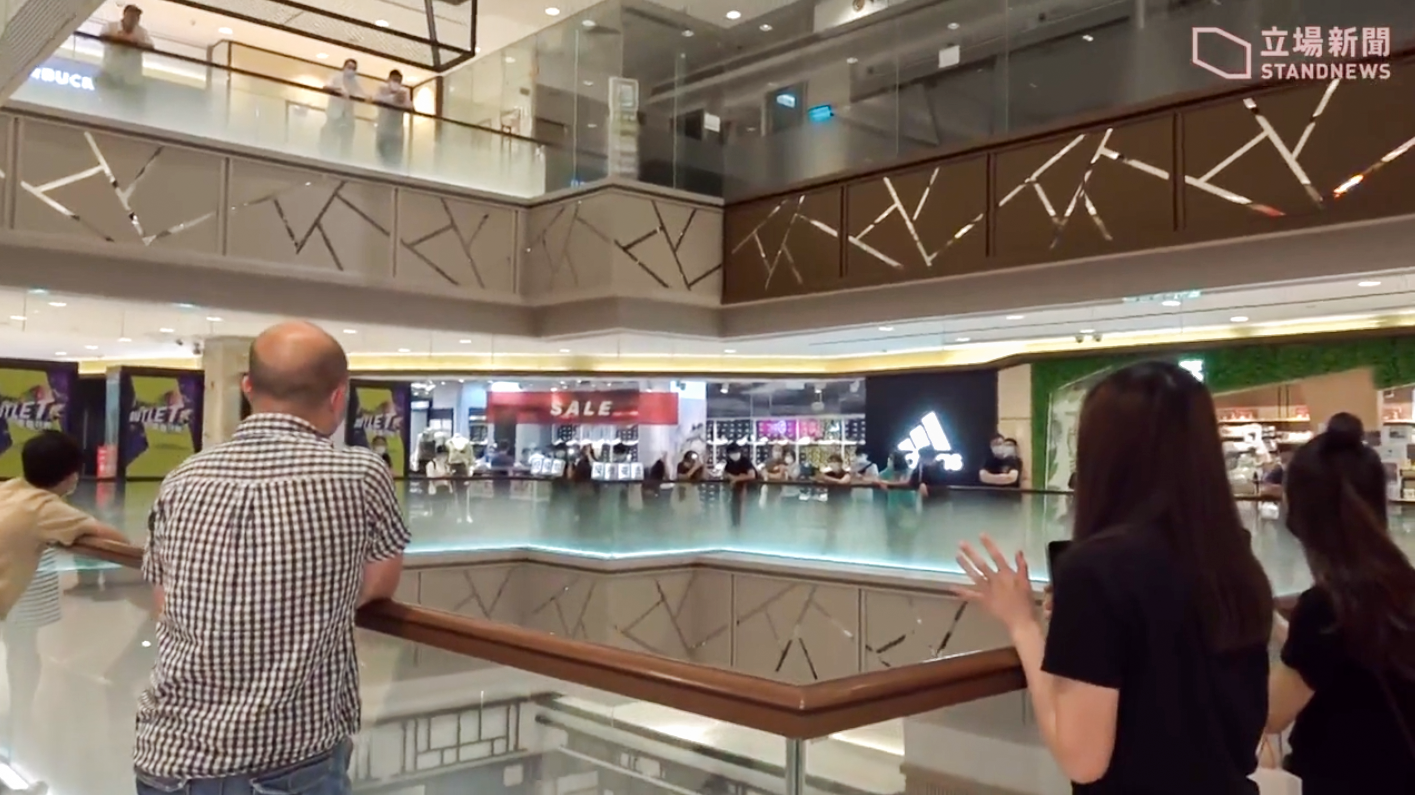
杏花新城舉行「和你播」活動，有20至30名市民參與
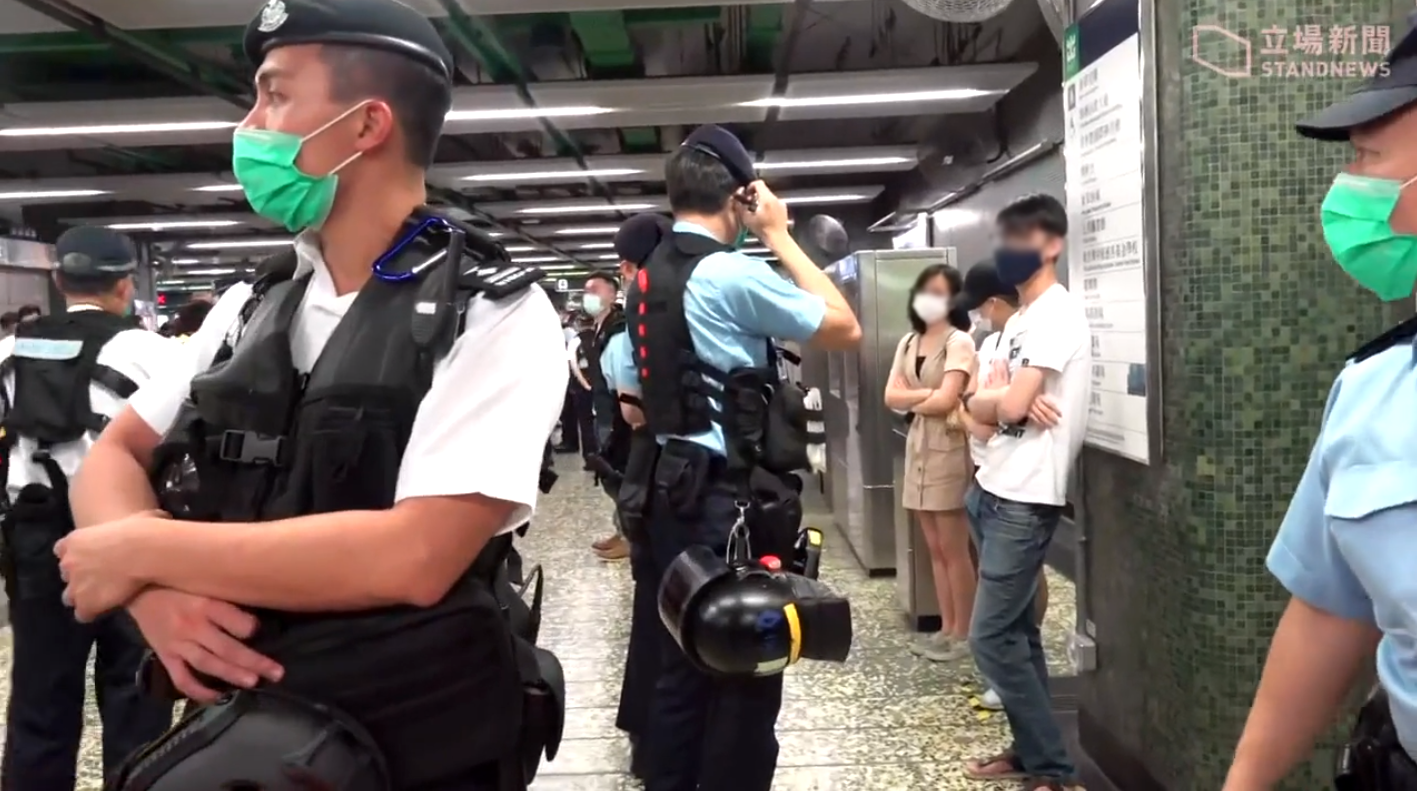
柴灣站有警員截查4名市民
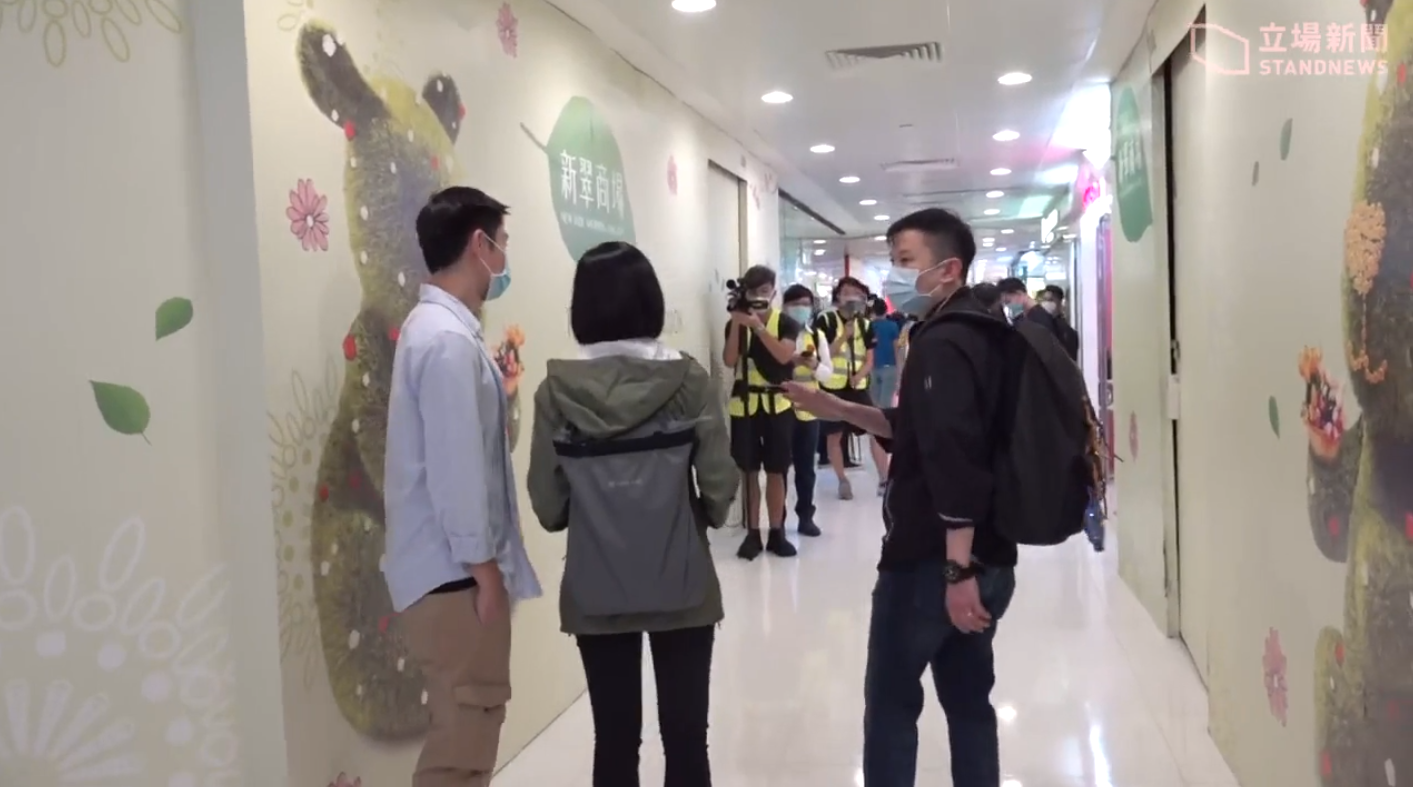
新翠商場內有3名便衣警員被市民發現
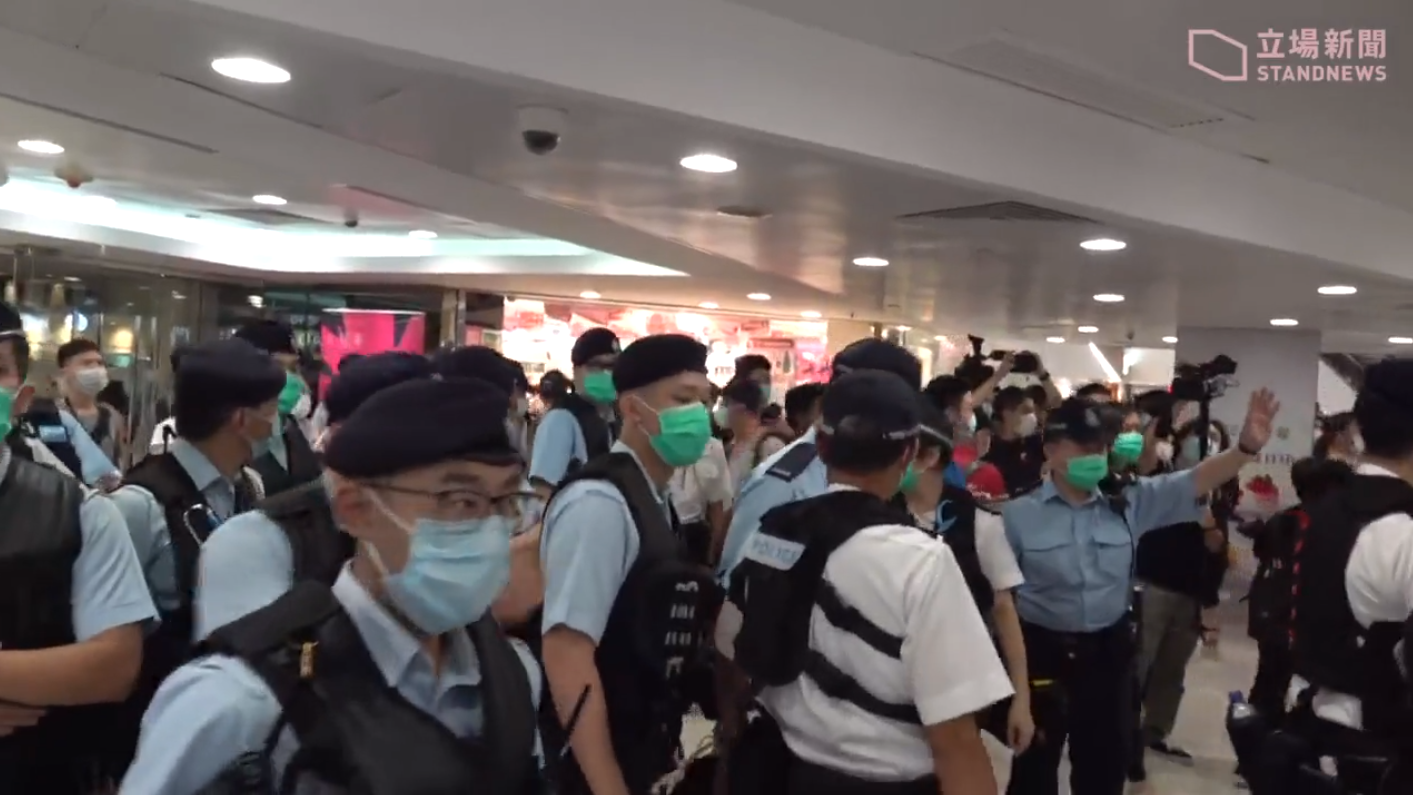
多名軍裝警員進入商場
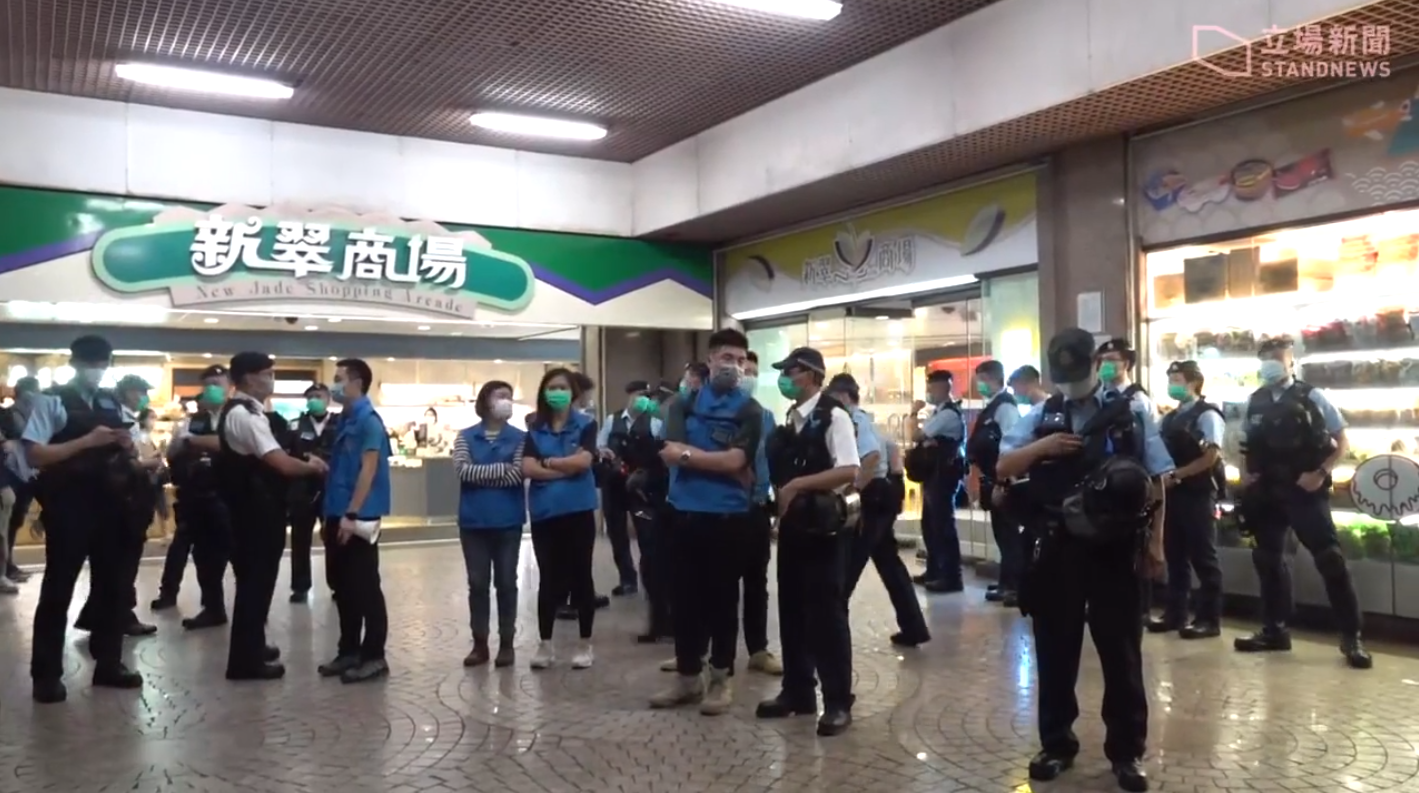
活動結束後，多名警員仍在商場入口戒備

### 聶德權向公務員發信
公務員事務局局長聶德權向全體公務員發信，指任何批評《決定》違反一國兩制或令香港變成一國一制都「站不住腳」，《決定》是為了維護國家安全和香港繁榮穩定，不會影響香港居民依法享有的各項權利和自由，以及司法機關行使獨立的司法權和終審權。

### 周浩鼎被人遇襲
1名男子於5月23日在元朗港鐵朗屏站B2出口外行人天橋襲擊擺街站支持制訂港區國安法的民建聯立法會議員周浩鼎，被控普通襲擊罪，2020年9月8日在屯門裁判法院提堂。被告獲准以1000港元保釋，期間不得接觸控方證人。案押後至11月3日再訊。

### 法庭提堂
3名15至16歲少年於2020年5月23日在牛頭角下邨貴顯樓外的行人天橋，串謀非法及惡意傷害支持國安法何姓女子，意圖使她身體受嚴重傷害被警方拘捕。3人同被控以一項串謀有意圖而傷人罪，2020年5月25日至觀塘裁判法院提堂。案件押後至7月3日再訊，待警方調查。三人均不准保釋，還押看管。

## 24日

### 韓正會見港區人大代表
韓正在會見港區人大代表時表示：
|  | 中央維護「一國兩制」的決心，始終堅定不移，而從中央層面為香港訂立《國安法》，屬中央慎重決策，中央堅決保障香港根本利益，長治久安，《國安法》只針對極少數人，懲治「港獨」、「黑暴」勢力。 去年「修例風波」中，社會動盪，街頭暴力不斷升級，「港獨」組織暴力日益猖獗，嚴重危害法制，嚴重危害「一國兩制」原則底線，香港已成為國家安全突出風險源。千萬不要低估了中央決心，中央一旦作出決定，必然落地生根。 建立健全香港特別行政區維護國家安全的法律制度和執行機制，這句話在去年黨的四中全會報告中就寫了出來，每一個字都在法律政治上反復推敲。 |

韓正在會上提出三點希望，希望港區人大代表能用香港人的語言，宣傳和解讀好「港區國安法」的立法，做好安定人心的作用；希望人大代表能支持行政長官和特區政府依法施政，解決深層次矛盾；亦希望人大能做好疫情防控的工作。

### 反惡歌法大遊行

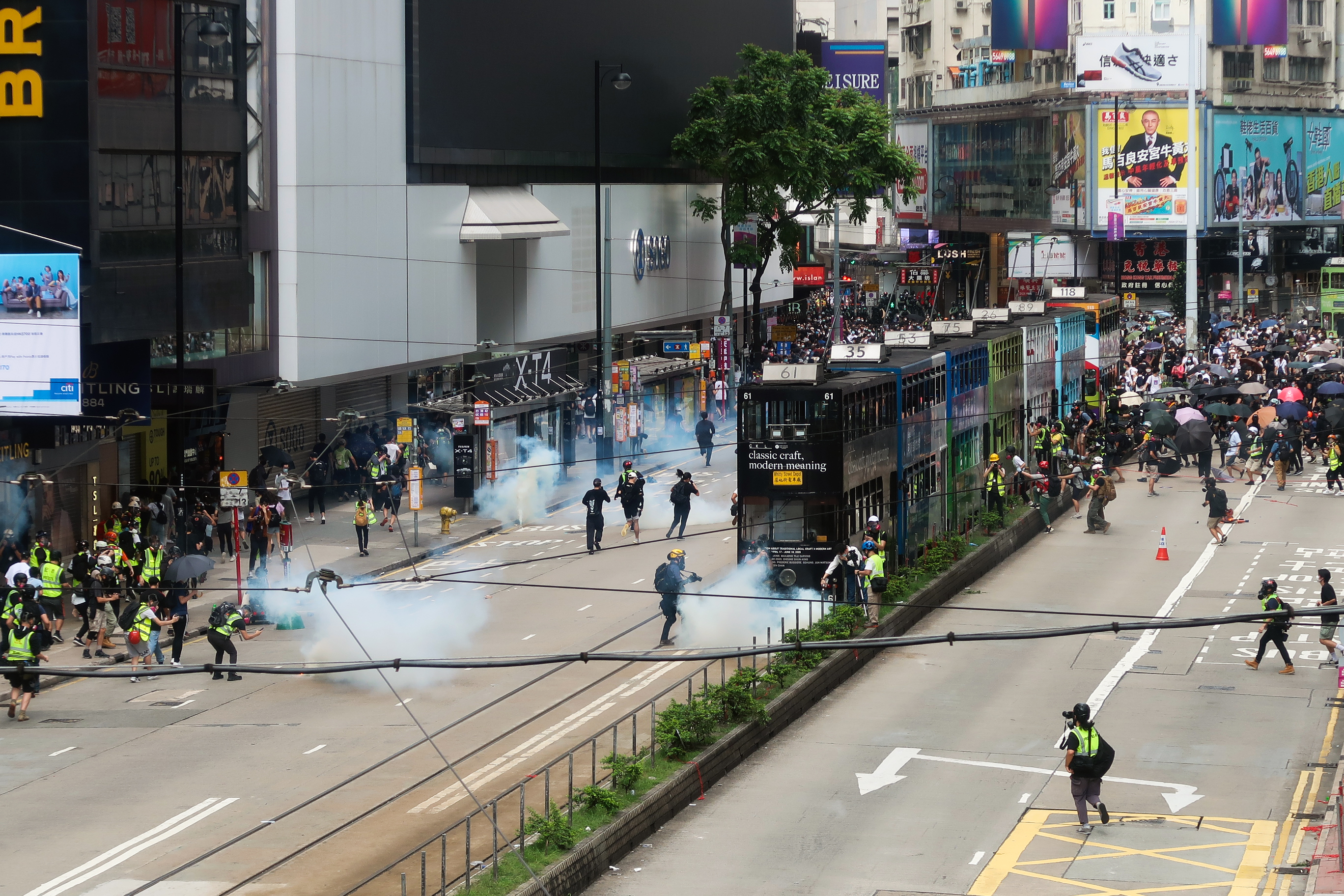
防暴警察在銅鑼灣軒尼詩道施放多枚催淚彈

由於中央政府將在第十三屆全國人大三次會議審議港版國安法，立法會亦準備在27日恢復國歌法二讀辯論，有網民發起在下午舉行「反惡法大遊行」，以「流水式遊行」的方式來往銅鑼灣崇光百貨和灣仔修頓球場。遊行者最終未能抵達灣仔，而警方採用追捕方式進行搜捕，警方表示193人被捕，最年輕只有12歲。涉嫌參與暴動、非法集結，藏有攻擊武器、襲擊他人身體導致受傷等。

### 王毅、特區政府官員回應《國安法》立法
國務委員兼外交部長王毅在下午召開記者會回應中國是否擔心推進香港國家安全立法導致美國報復時表示，香港事務是中國內政，不容任何外來干涉。不干涉內政是國際關係基本準則，各國都應予以遵守。全國人大這一決定，針對的是極少數嚴重危害國家安全的行為，不影響香港的高度自治，不影響香港居民的權利和自由，不影響外國投資者在香港的正當權益。大家對香港的未來，應更加充滿信心，而不必過於擔心。
政務司司长張建宗发表声明，称香港特區政府全力支持國安法，並認為人大的做法合法合憲，既有必要性，亦有迫切性。
律政司司長鄭若驊指，國家安全從不是香港自治範圍，中央有權為香港立法；財政司司長陳茂波認為，立法有助維持有利的營商環境；而保安局局長李家超指，香港的本土恐怖主義正滋生，不排除提升恐襲威脅的級別，又指過去一年香港危害國家安全的風險越來越凸顯，因此支持建立香港國安法。

### 便衣警在海港城追截示威者釀「人疊人」
傍晚，有人號召尖沙嘴及旺角等商場進行「快閃」示威，其中海運大廈有數十名市民在商場內聚集及叫口號。到晚上6時許，大批防暴警進入商場，用揚聲器警告在場者違反限聚令。其後大批便衣警在來往海運大廈和誠品生活之間的通道追截多名示威者，猶如「人疊人」被壓在同一位置，警方帶走至少10名市民。在旺角晚上有大批防暴警戒備，在山東街一度包圍10多人截查，並向部分市民發出限聚令告票。

## 25日

### 郭偉健暫停審理與連儂牆斬人案類似政治背景案件
早前，區域法院法官郭偉健於連儂牆斬人案判詞讚揚被告關懷受害人有高尚情操，判詞引起爭議。終審法院首席法官馬道立於上訴期限屆滿後發表聲明，指法官應避免不必要地在公開場合，就可能訴諸法院的議題發表政見，以免損害法官或司法人員的公信力。區域法院首席法官其後決定郭偉健將暫停審理類似政治背景的案件。

### 5.27 終極大集氣

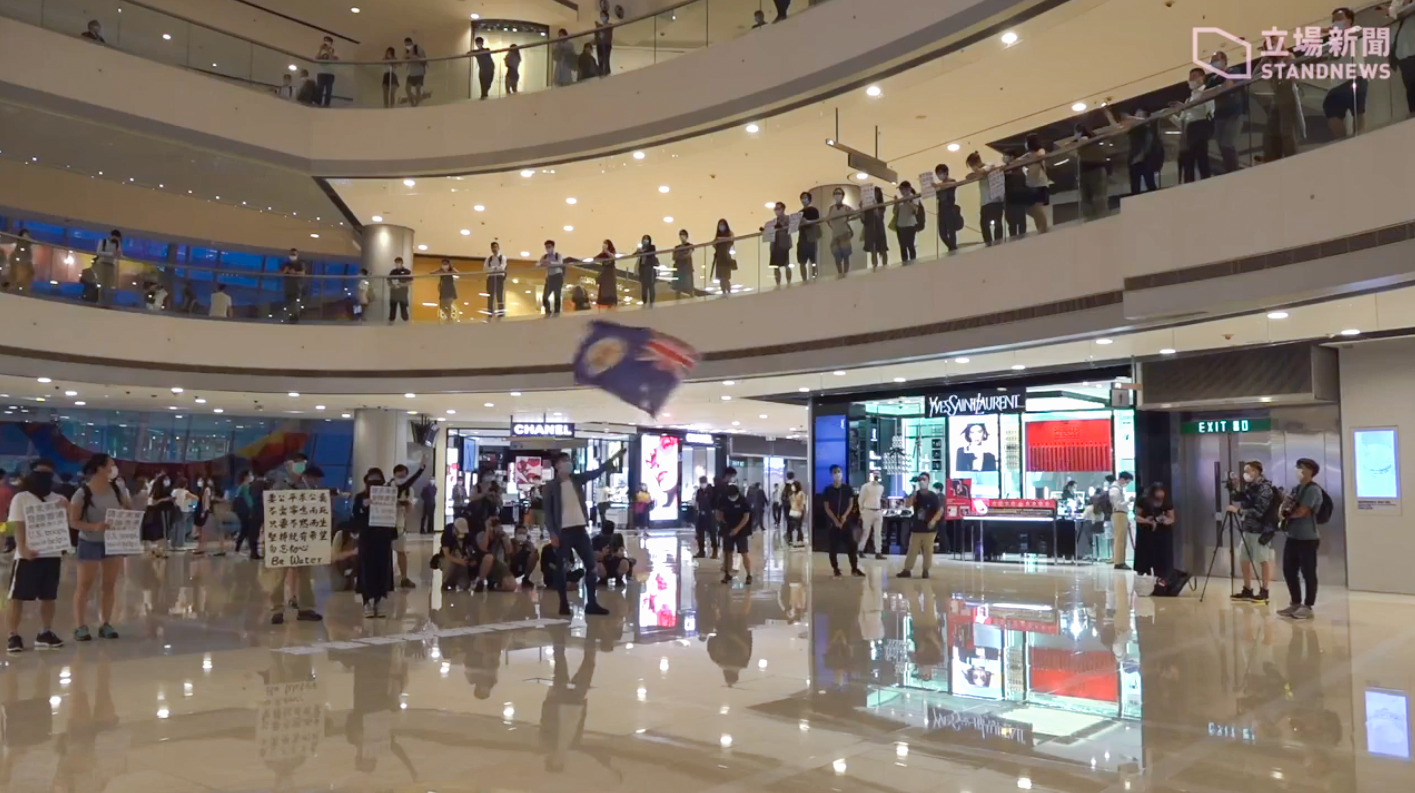
有人於中環國際金融中心中庭集會

傍晚6時半，有市民發起在金鐘太古廣場舉行「終極大集氣」活動，為5月27日「反《國歌法》包圍立法會」集氣。不過商場外已經有多名警員戒備，因而改為在中環國際金融中心商場舉行。中庭高峰期聚集已近100人，多次高叫「527政總見」，「光復香港，時代革命」，「香港獨立，唯一出路」等口號。不少人更手持文宣「請求美軍登陸香港保護香港人民！」。在晚上7時36分，一度有傳警員「落地」，之後證實是交通意外，其後部份人返回中庭聚集。到晚上8時53分，多名便衣警員在香港站外築起封鎖線截查多人，其後獲得放行。

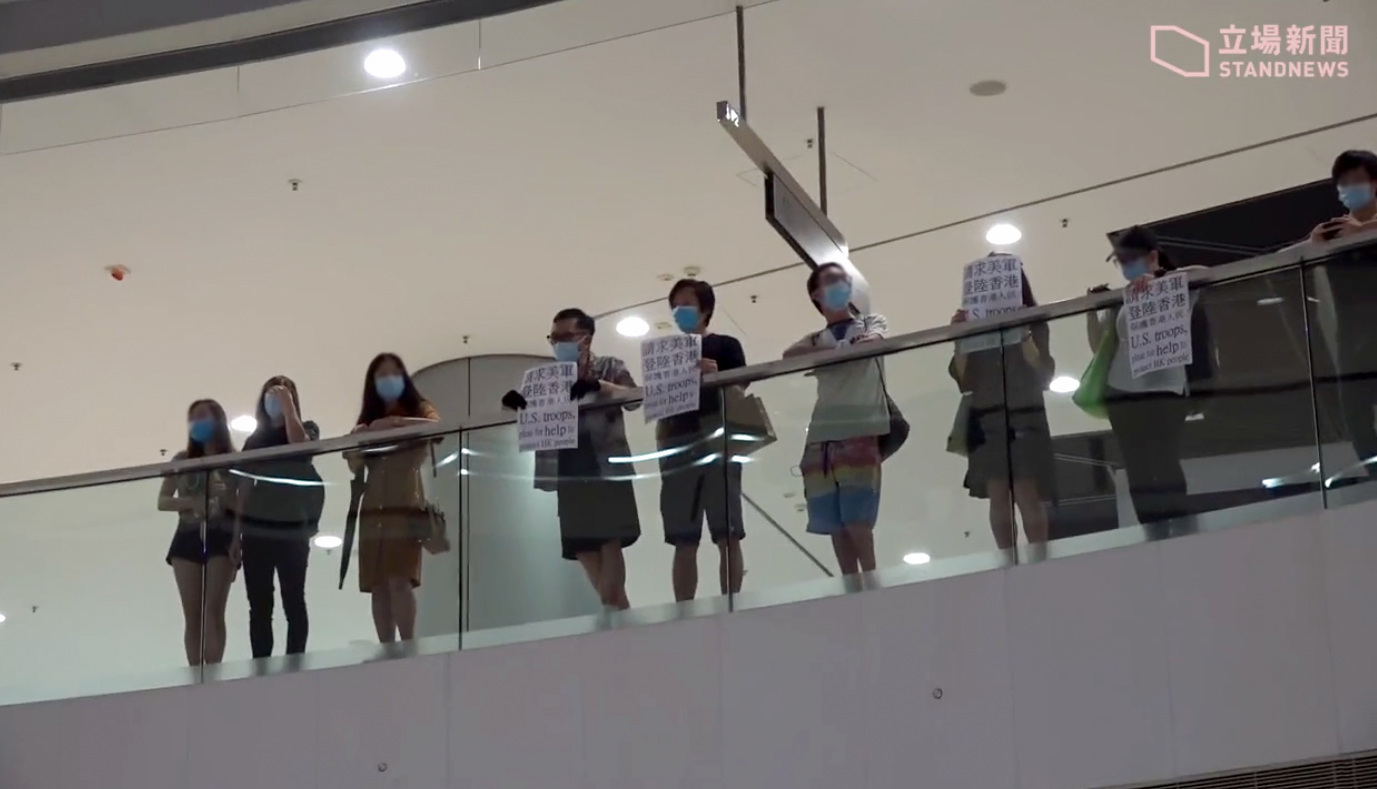
有人手持文宣「請求美軍登陸香港保護香港人民！」
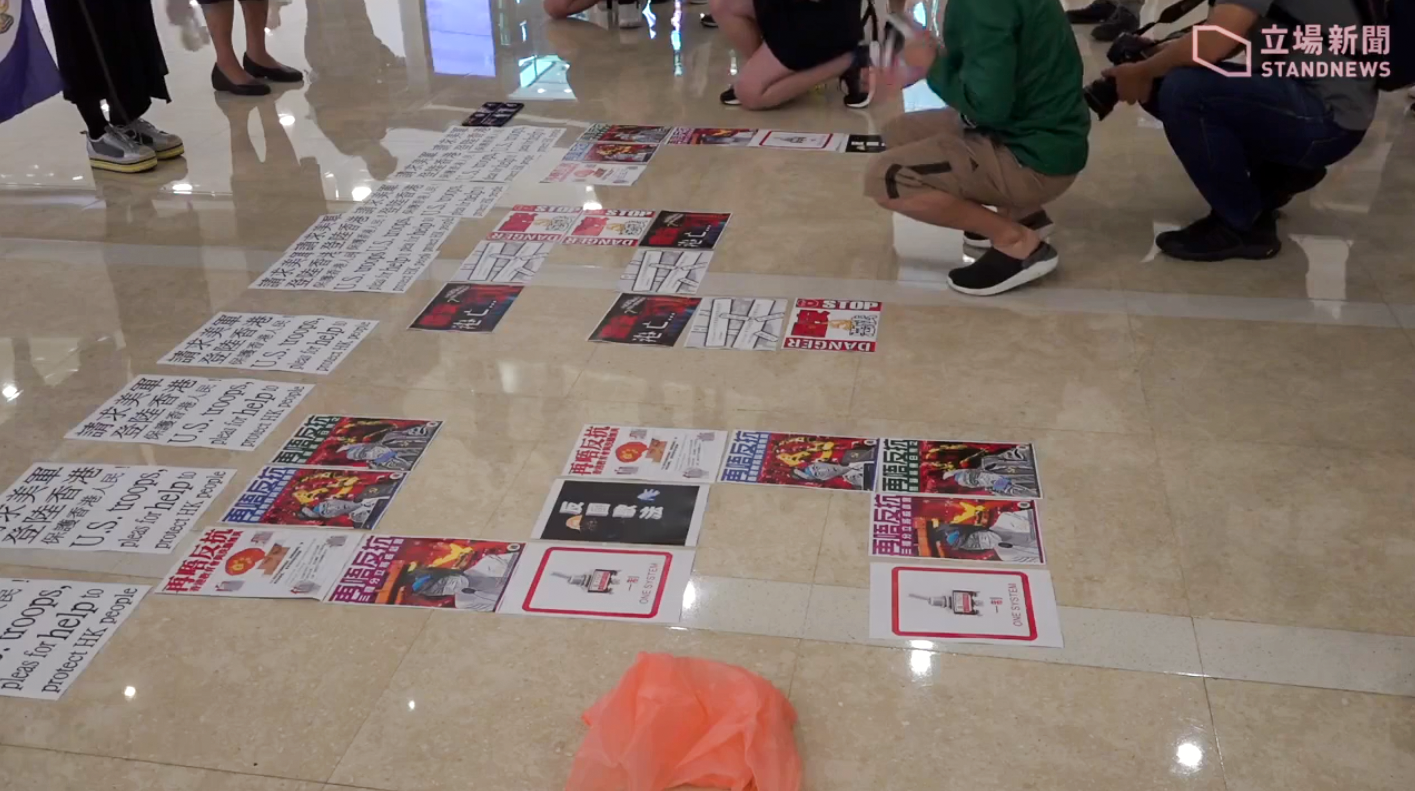
有人在地上擺放文宣
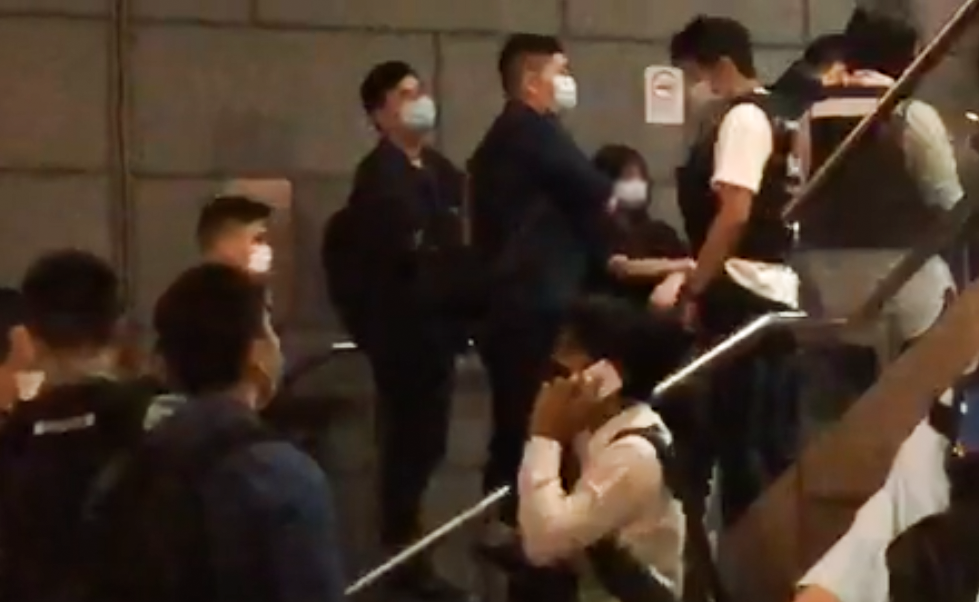
晚上8時53分，多名便衣警員在香港站外築起封鎖線截查多人

### 栗戰書回應《國安法》
在25日举行的十三届全国人大三次会议第二次全体大会上，全国人大常委会委员长栗戰書在会上发表人大常委会工作报告。栗戰書表示，人大会议审议《全国人民代表大会关于建立健全香港特别行政区维护国家安全的法律制度和执行机制的决定（草案）》（港版国安法草案），决定提请本次大会审议。他并称，“相信经过代表们的共同努力，一定能够顺利完成这一重要立法任务。”关于人大常委会今后工作部分，栗战书提到，坚持依法治港治澳，维护《宪法》和《基本法》确定的宪制秩序，完善全国人大常委会对《基本法》解释制度，从国家层面建立健全特区维护国家安全法律制度和执行机制。
31日，新華社發布《全国人民代表大会常务委员会工作报告 （页面存档备份，存于）》全文，涉港问题方面，新增“加快推进相关立法”。

## 26日

### 林鄭月娥回應《國安法》立法
林郑月娥出席行政会议前会见传媒时声称，中央就涉港国安立法的决心坚定。她强调特区政府会全力支持和配合相关立法，并批评外国政客持双重标准。

## 27日

### 大三罷行動2.0及包圍立法會活動

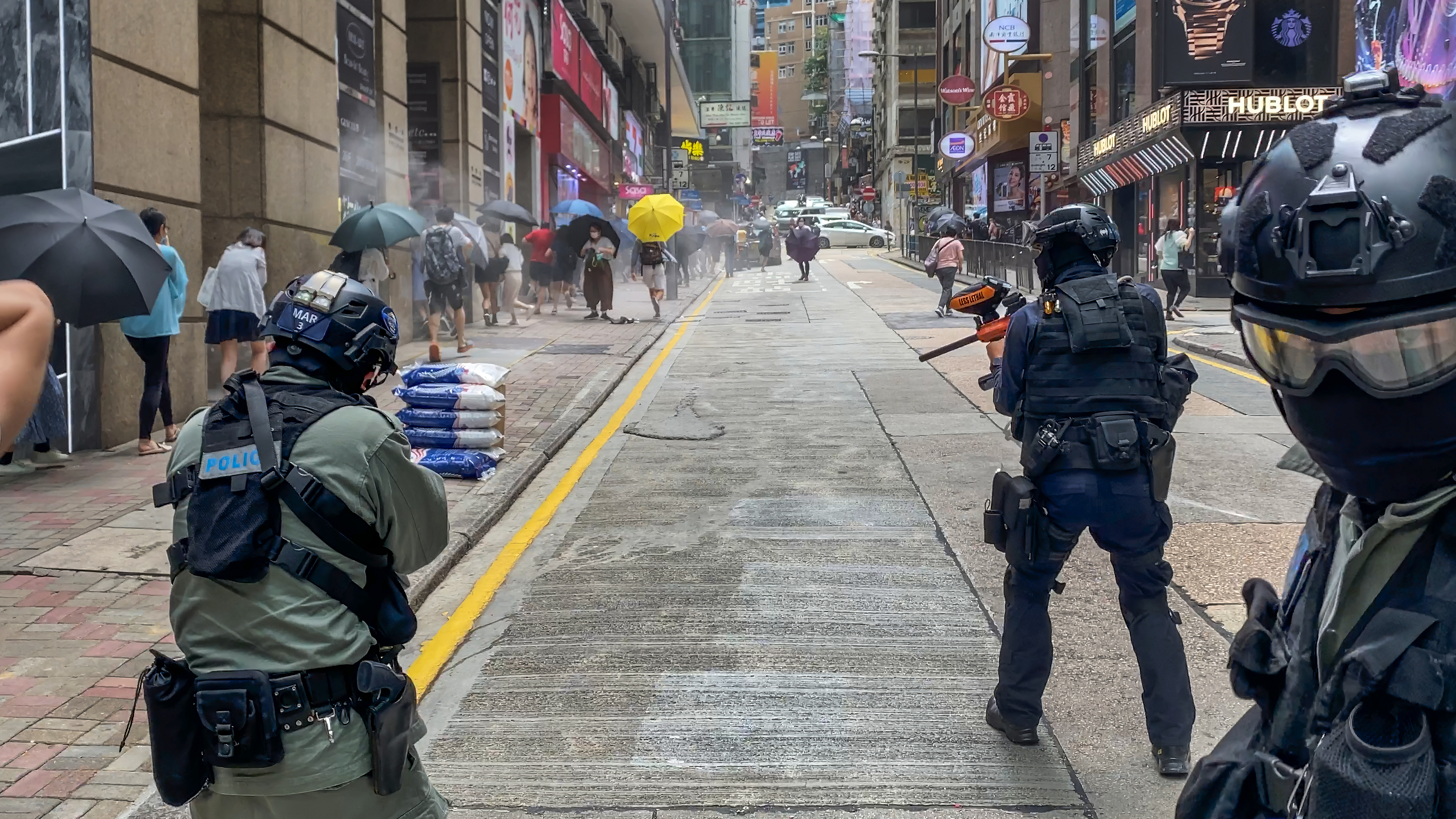
中午時分，警員在中環施放一輪胡椒球彈，人群向德己立街散去，現場煙霧瀰漫

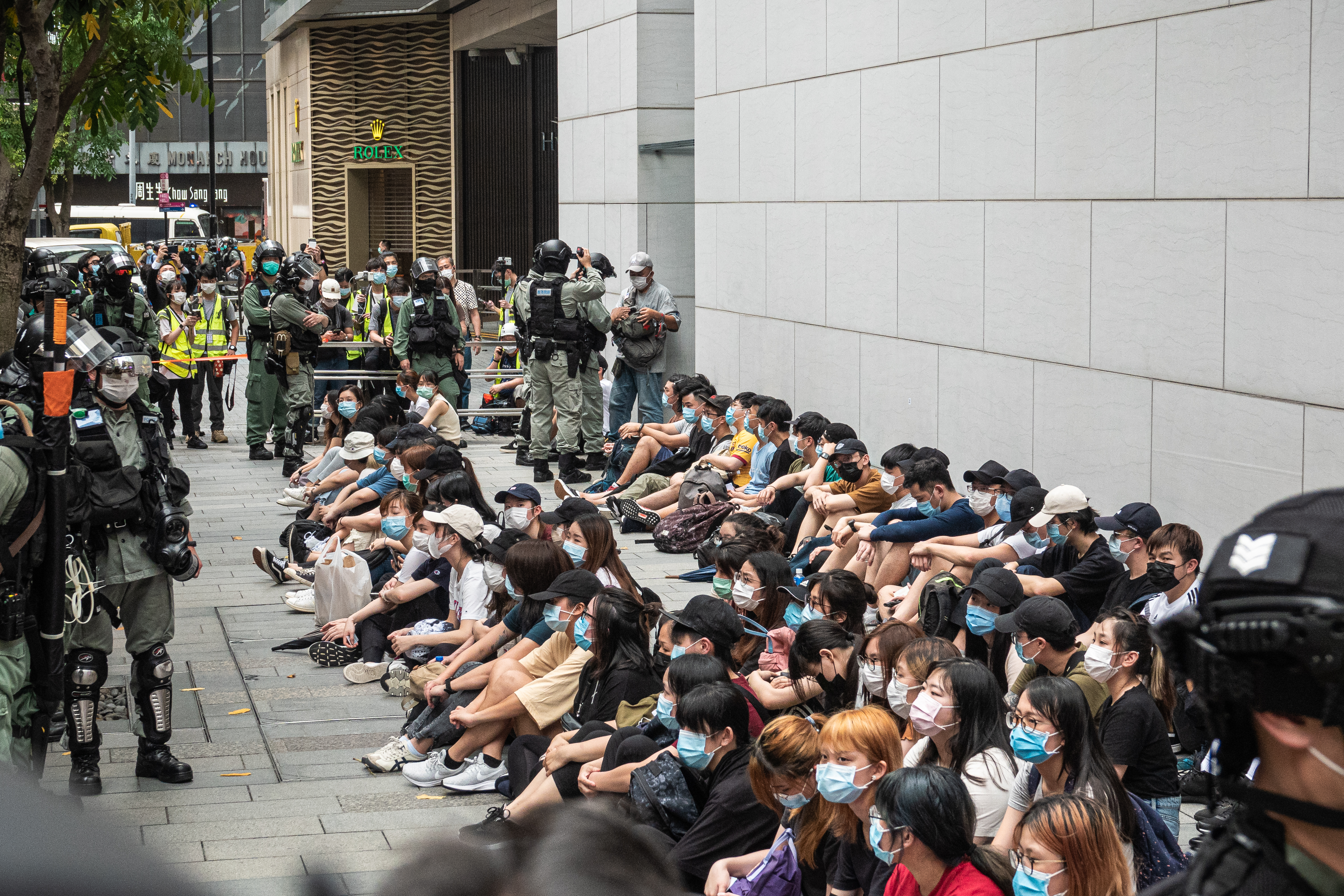
防暴警在希慎廣場外拉起封鎖線期間，一度指向在利園山道逗留的過百名市民稱：「Con起佢哋！全部con起哂！」隨即以封鎖線圍起近百人並截停搜查，最後逾50人被捕

香港立法會恢復二讀辯論《國歌條例草案》（國歌法），有網民發動「大三罷2.0」及包圍立法會活動，並計劃早上快閃堵路來癱瘓交通。而警方清晨起在港九多區嚴密佈防，其中在港島派出3000名防暴警察戒備。西環中聯辦有水炮車和甲車戒備。而政府總部和往中信大廈的行人天橋只限上班人士使用，外圍設置了多重水馬。警方全日在多區不斷大規模截查，其中灣仔睿景酒店外有大量防暴警察截查住客，同時在私家車帶走5人。
警方表示清晨5時將軍澳寶琳路和翠林路有示威者以雜物堵路，而紅磡蕪湖街附近路面有鐵釘。而港鐵北角、天后、南昌及香港大學等車站，有人以硬物貼在列車門邊阻礙列車車門開關，港鐵職員需清理有關物品，才能將列車駛走。到中午，警員在中環鬧市發射多次胡椒球槍，並採用大包圍截查市民，中環、銅鑼灣希慎廣場外、灣仔及旺角朗豪坊外有逾396名市民被捕，當中逾四成為學生，另亦有公務員被捕。到晚上，示威者轉戰旺角，於旺角縱火堵路，警方派出水炮車及裝甲車到場驅散。到晚晚上11時人群散去。不過到凌晨12時，有人在亞皆老街以雜物堵路，多名便衣警員突然衝出，並將涉嫌堵路的男子制服地上。
大批家屬在警署外通宵守候。有朋友形容警方大規模圍捕市民是濫捕。

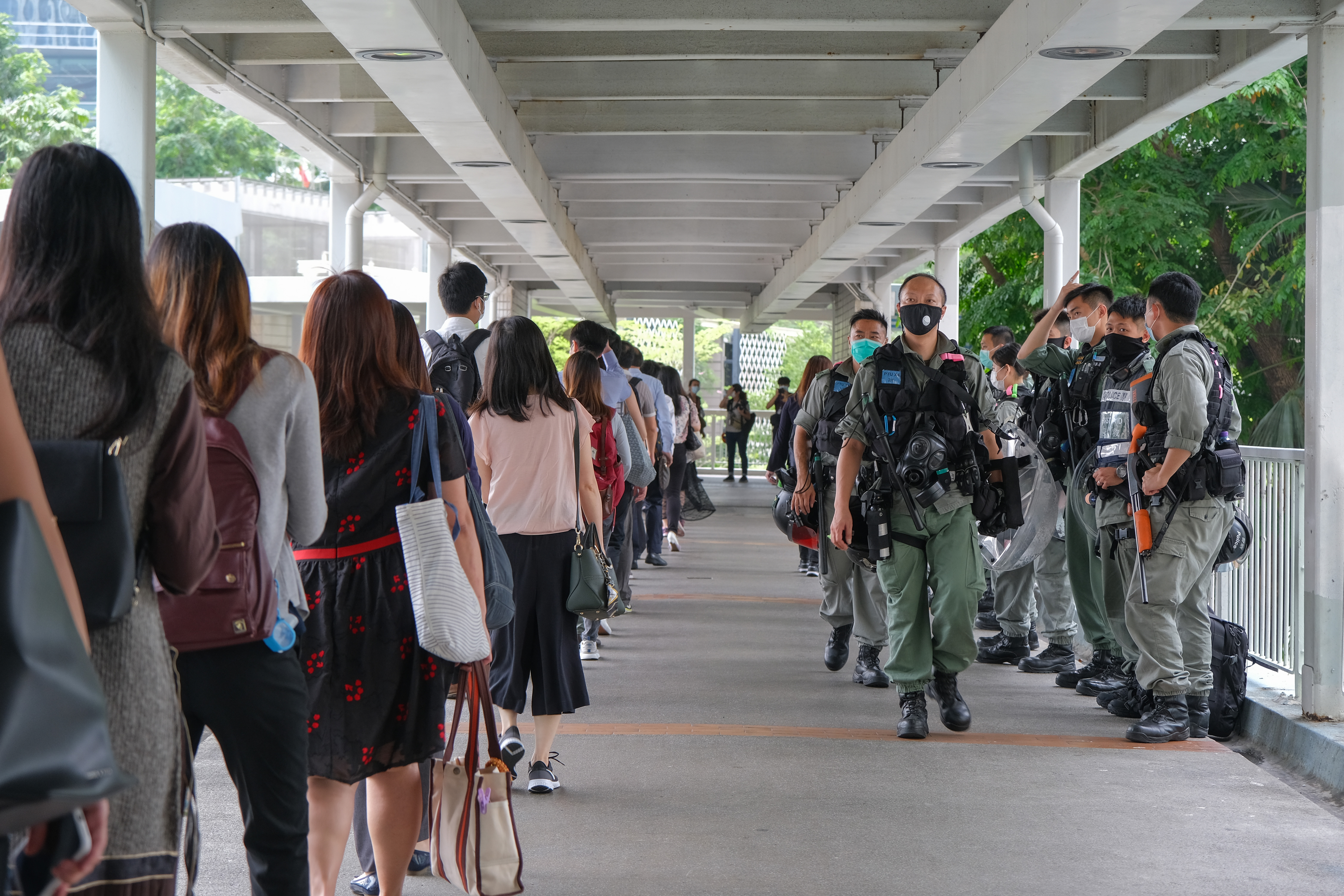
上班人士出入立法會及政府總部須改用中信大廈外天橋，人龍一度延伸至統一中心附近
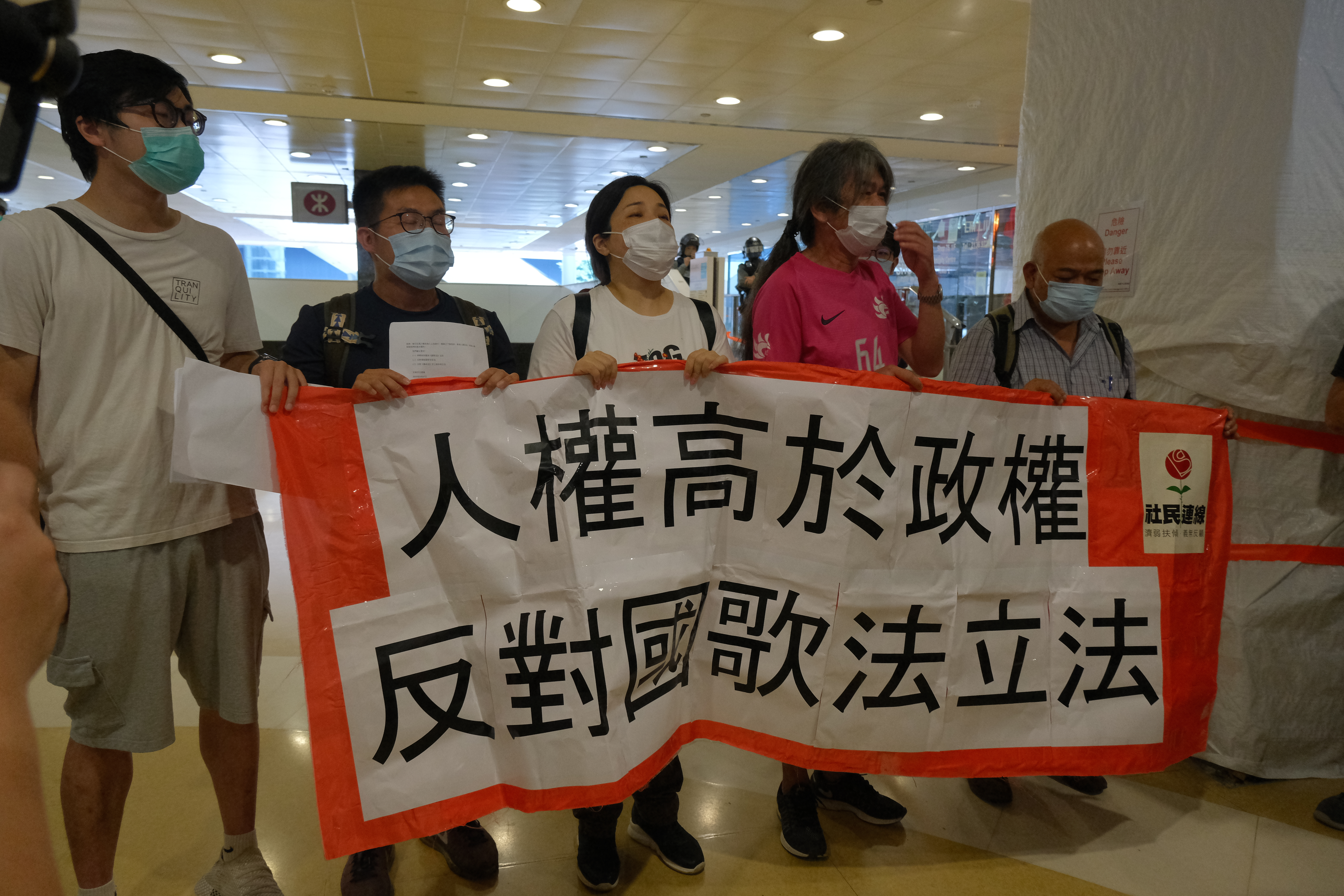
社民連成員到海富中心示威，在場警員多次呼籲現場人士離開，否則或涉及非法集結
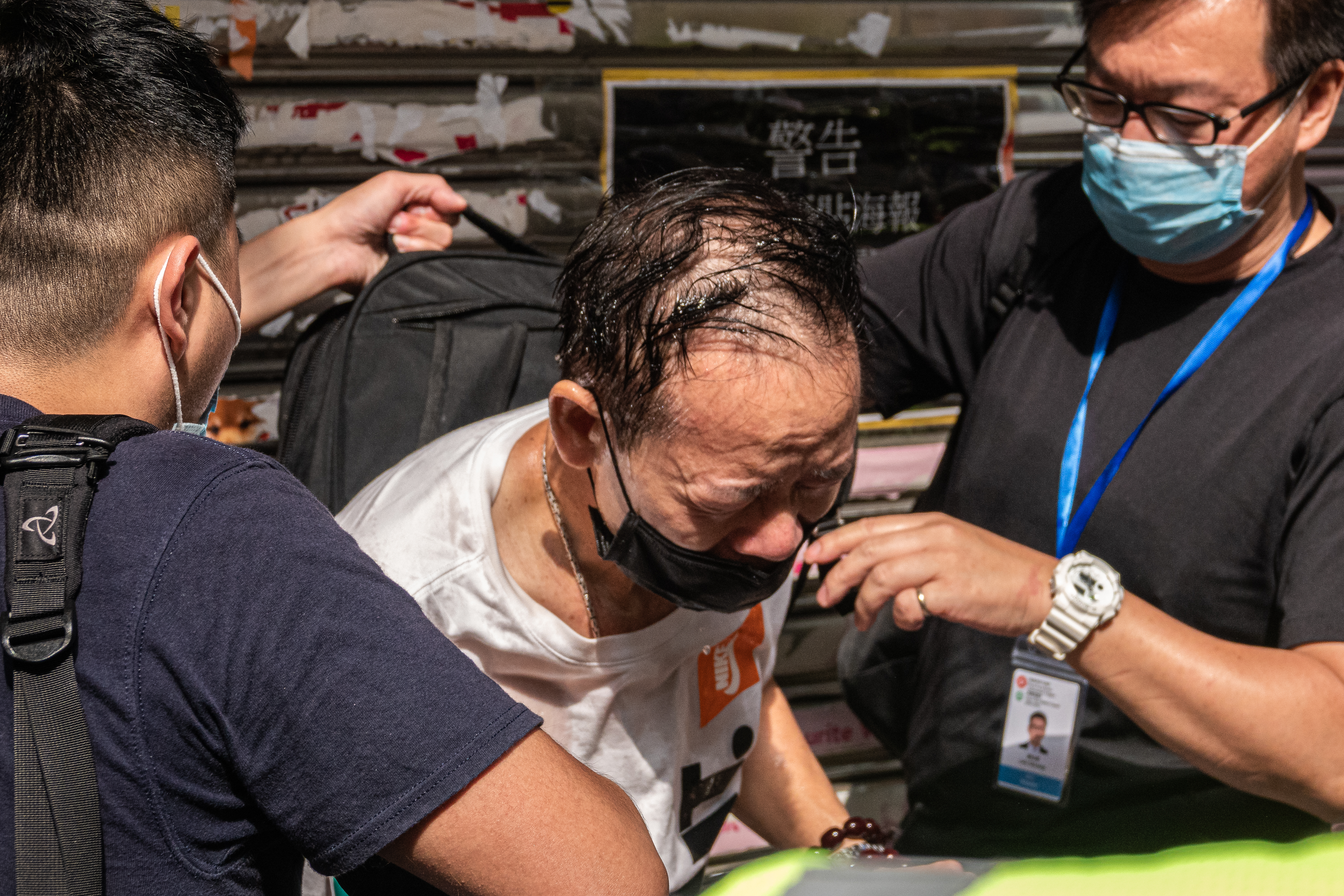
銅鑼灣有市民被警員多次噴胡椒噴霧感到不適
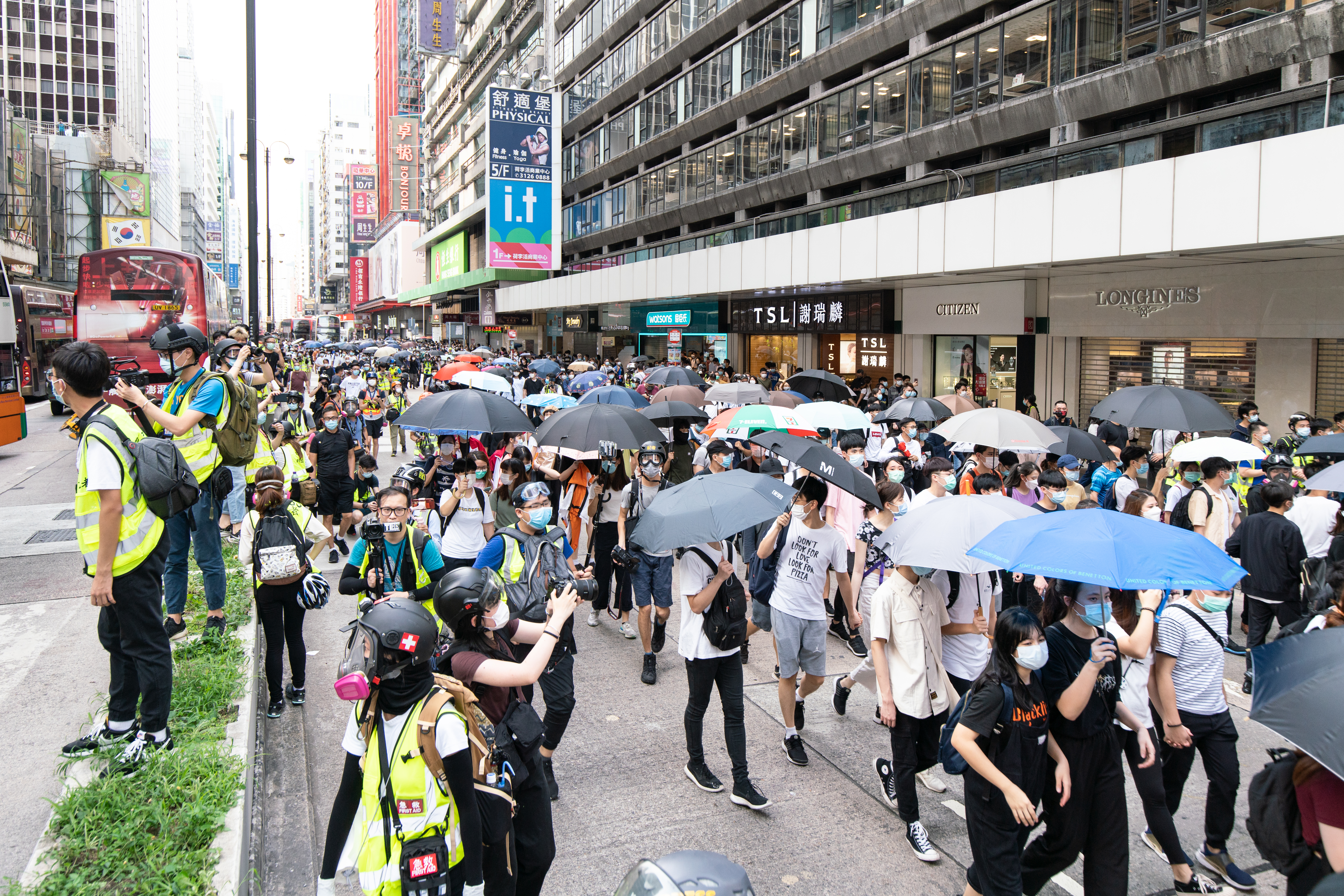
下午，數百人一度衝出旺角彌敦道
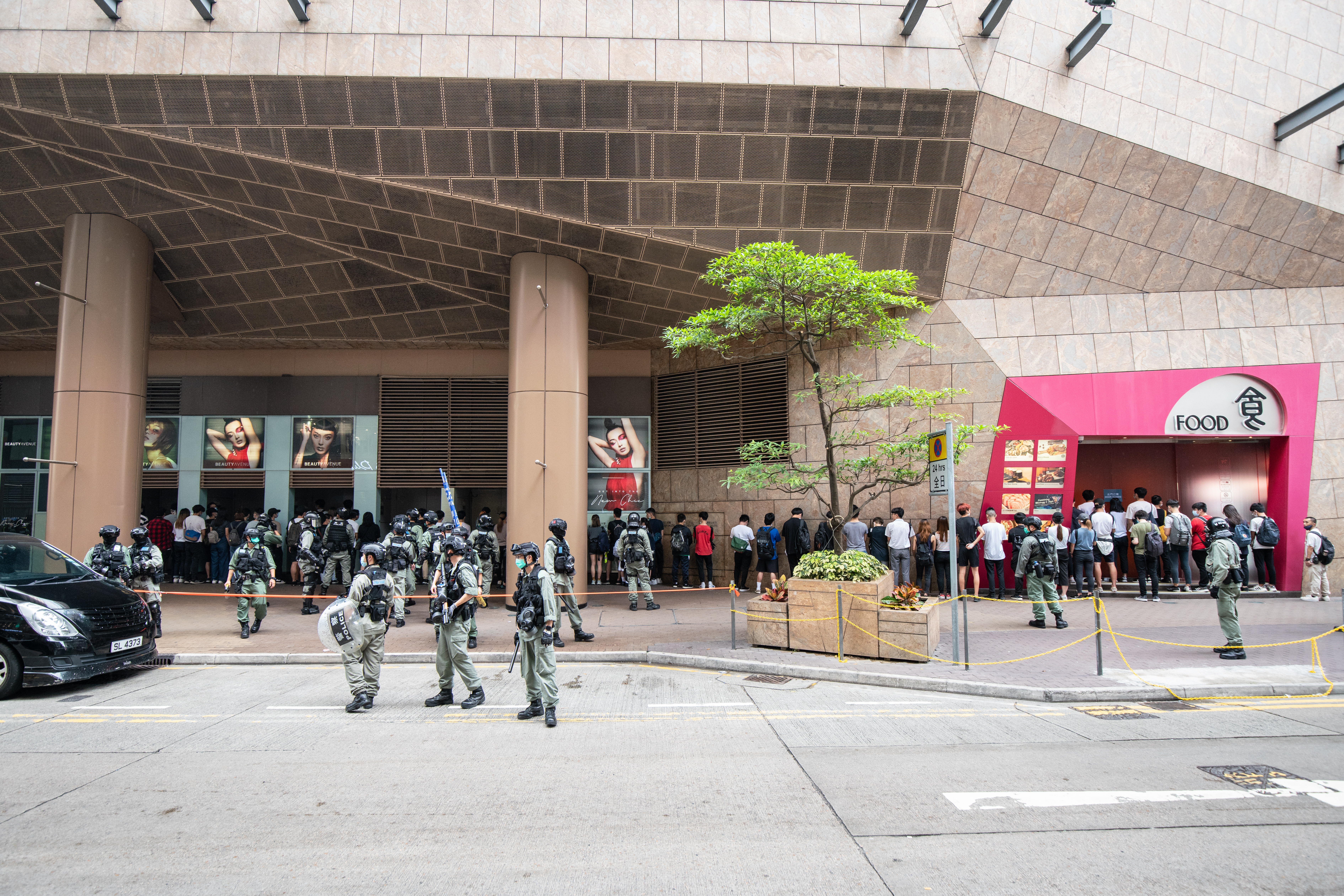
旺角朗豪坊外拉起封鎖線，並大圍捕逾60人，涉非法集結
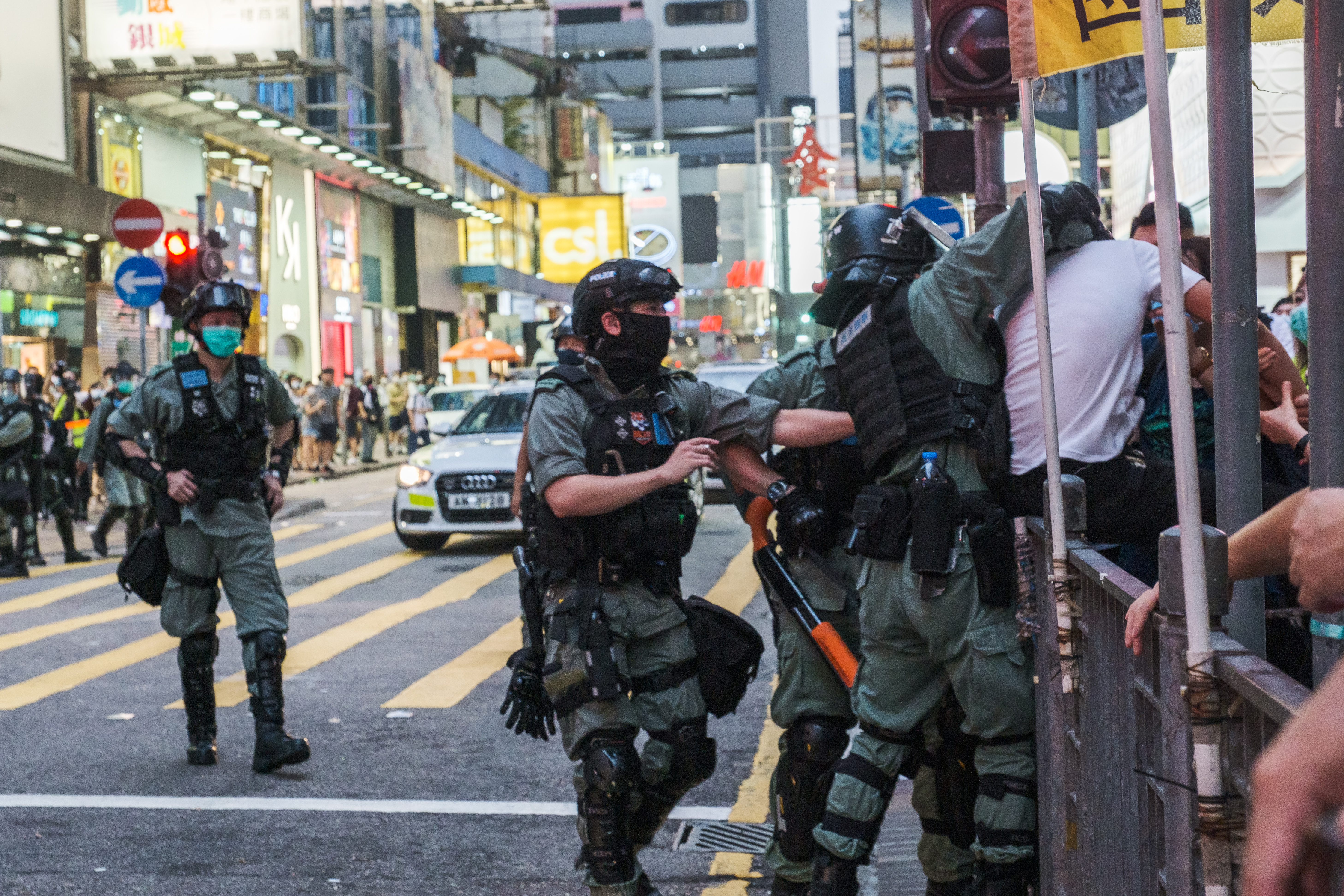
傍晚，防暴警員在旺角西洋菜南街突然將一名坐在欄桿上的青年人拉走，之後被捕
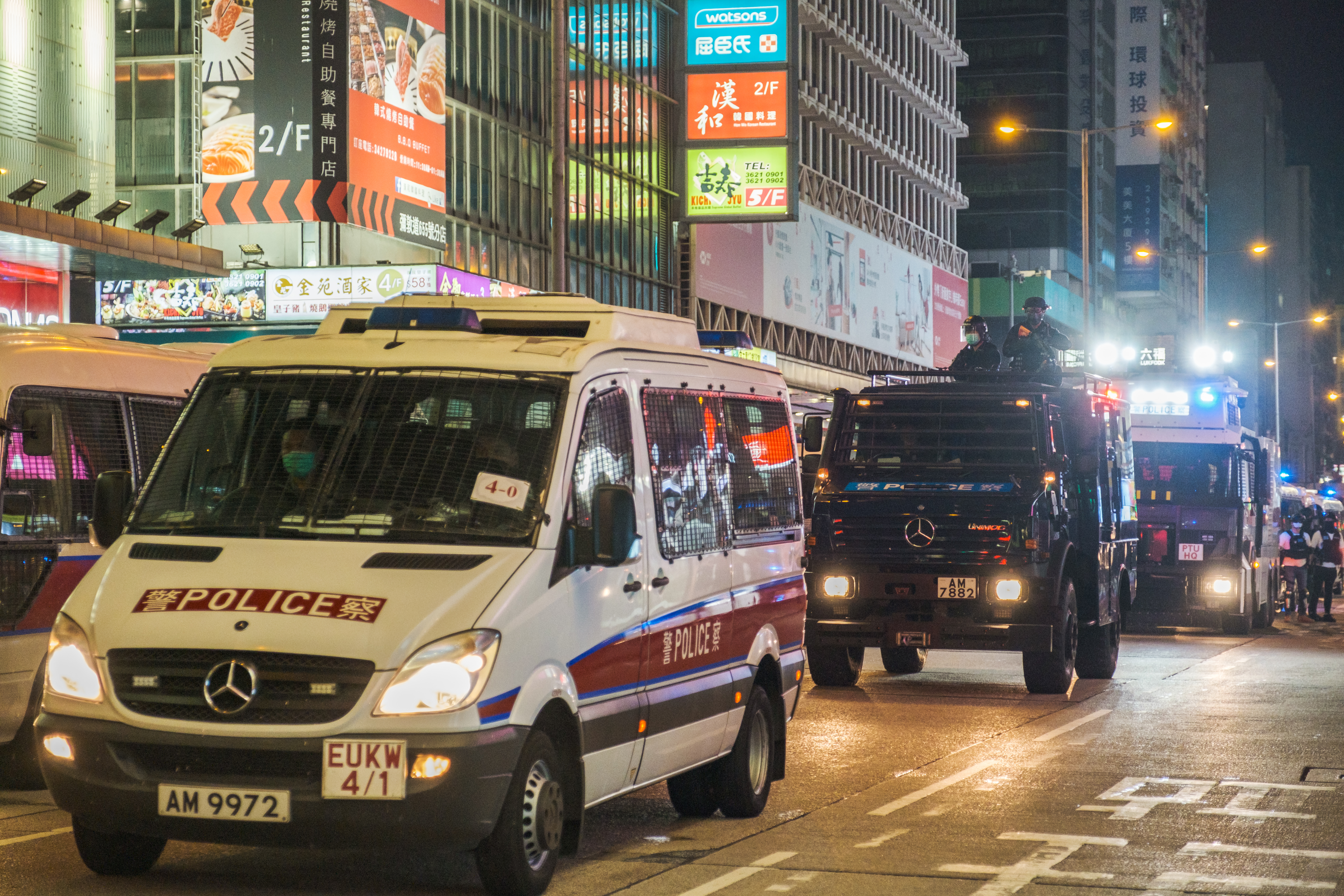
晚上近8時，警方派出銳武裝甲車和水炮車到旺角彌敦道
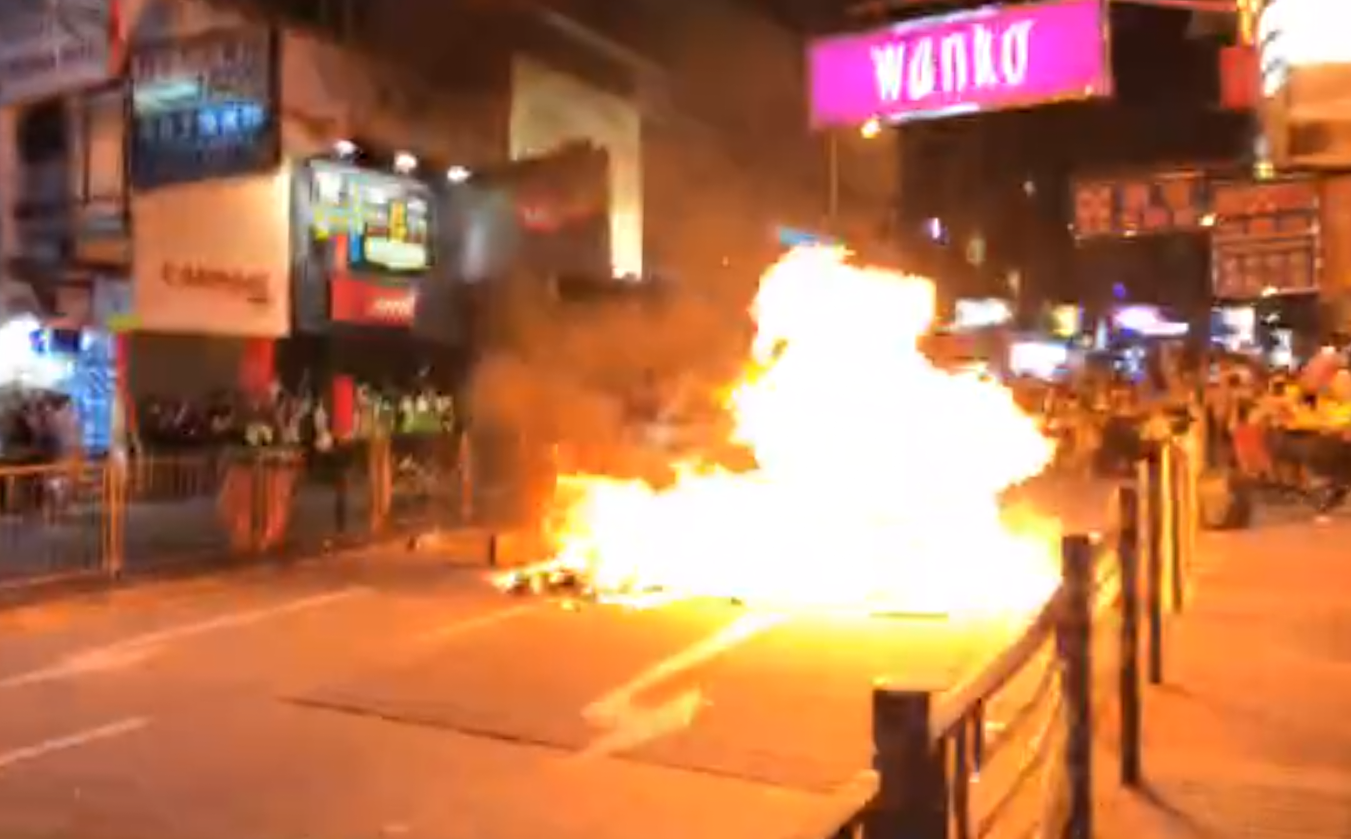
晚上9時10分，旺角西洋菜南街有路障起火，並傳出爆炸聲。

### 逾20間中學關注組發起罷課
有部分中五學生在今日復課，在荃灣區有超過20間學校的反送中關注組學生號召發起罷課活動，荃灣西樓角花園早上有不少學生聚集並手持標語遊行。

### 蓬佩奧遞交報告
在全國人大表決《國安法》前夕，美國國務卿蓬佩奧當地時間27日向美國國會表示，香港不再符合美國法律規定的特殊地位。

## 28日

### 置地廣場和你Lunch
有網民在中環發起「和你Lunch」，下午1時許，逾百人抵達中環置地廣場中庭聚集，其間高叫「五大訴求，缺一不可」、「光復香港，時代革命」等口號，部分人手持「香港獨立」橫額，以及在商場地上展示文宣，商場保安員則手持防疫告示巡邏。70多名防暴警於置地廣場外圍戒備。聚集的群眾於下午2時前散去，防暴警於商場外未有截查任何人，逗留至2時15分陸續返回警車離去。

### 李克強、趙克志回應《國安法》問題
李克強在總理記者會上就香港《國安法》表示，中央支持「一國兩制」的基本國策是一貫的，會繼續「支持特區政府和行政長官依法施政」，而國安法立法是「為了確保『一國兩制』行穩致遠，維護香港長期繁榮穩定」。
国务委员、公安部部长赵克志同日声称“要认真学习贯彻《全国人民代表大会关于建立健全香港特别行政区维护国家安全的法律制度和执行机制的决定》，全力指导支持香港警队止暴制乱、恢复秩序，坚决维护香港安全稳定”。

### 夏寶龍會見港區人大代表
全國人大會議閉幕後，全國政協副主席、新任港澳辦主任夏寶龍與港區人大代表會面，解釋「港版國安法」內容。他提到，香港特區政府未能就《基本法》23條立法，成為國家安全的突出風險，中央今次出手是「急市民所急」，是為了廣大香港同胞所做的決定。港區國安法涵蓋分裂國家、外國勢力干預等四類行為，針對的是極少數人，一般市民不會受影響，強調港人的言論自由受《基本法》保障，不會出現「以言入罪」。立法可以保障市民安穩生活、社會繁榮穩定，有安全環境才有經濟發展，屆時「馬照跑得更快，舞照跳得更美」。
全國人大常委譚耀宗表示，香港市民可到中國人大網表達對立法的意見，網頁在收集所有意見後會交給委員參考。

### 美國國務院發表《香港政策法》报告
美国国务院东亚和太平洋事务局當地時間5月28日发表2020年度《香港政策法》报告。报告指，依据《香港政策法》第301条的要求，不能再证明香港应继续享有这种待遇。

### Telegram群組管理員提堂
警方於大埔拘捕1個名為「實用工程知識分享頻道」的Telegram(TG)群組管理員，5月30日於粉嶺裁判法院提堂。
28歲許姓工程師被控「串謀或唆使謀殺」及「煽惑他人作出刑事毁壞」罪，被控於2019年11月17日，非法煽惑Telegram的使用者有意圖傷人。他另被控於2019年11月21日，非法煽惑Telegram的使用者刑事毁壞。據了解，控方指被告在頻道教導他人「用泥擋住水炮車」，以「焗死」車上警員。他另在頻道以圖文並茂方式，教導他人損毁交通燈。
控方申請將案件押後再訊，以索取法律意見，同時反對被告保釋。辯方則稱，被告承認自己為涉案頻道擁有人，惟頻道的內容未必全由被告發出。裁判官押後案件至8月3日再訊，拒絕被告保釋申請，須還押候訊。

### 林鄭月娥簽名支持《國安法》
林郑月娥连同特首办主任陈国基到北角区设立的户外柜台签名支持港版国安法；翌日，香港特区政府在13份報章刊登《行政長官致全港市民的信》，呼籲堅定支持全國人大通過建立“港版国安法”的決定，共花费約254萬港元。

## 29日

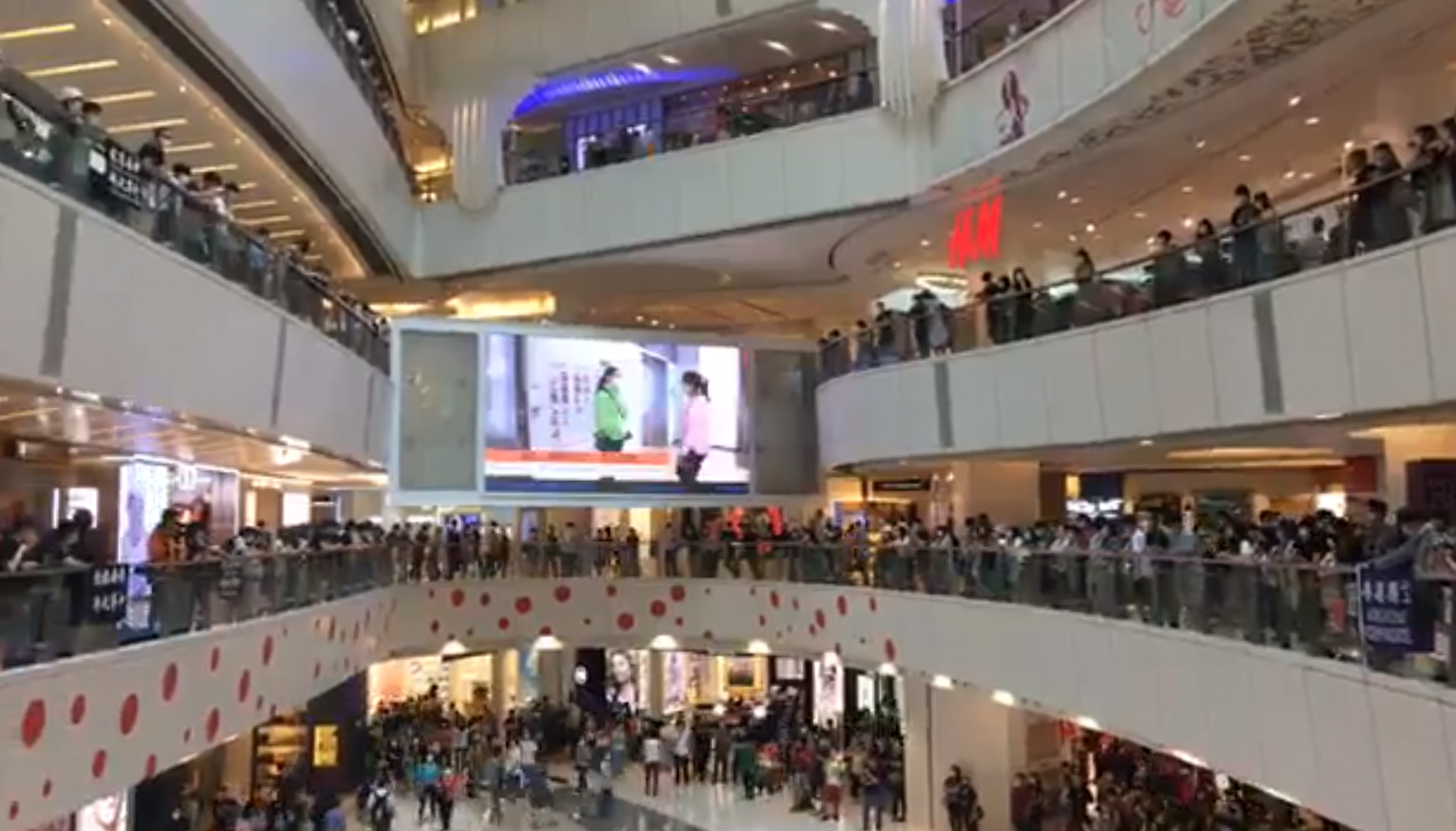
觀塘apm商場「和你Lunch」示威

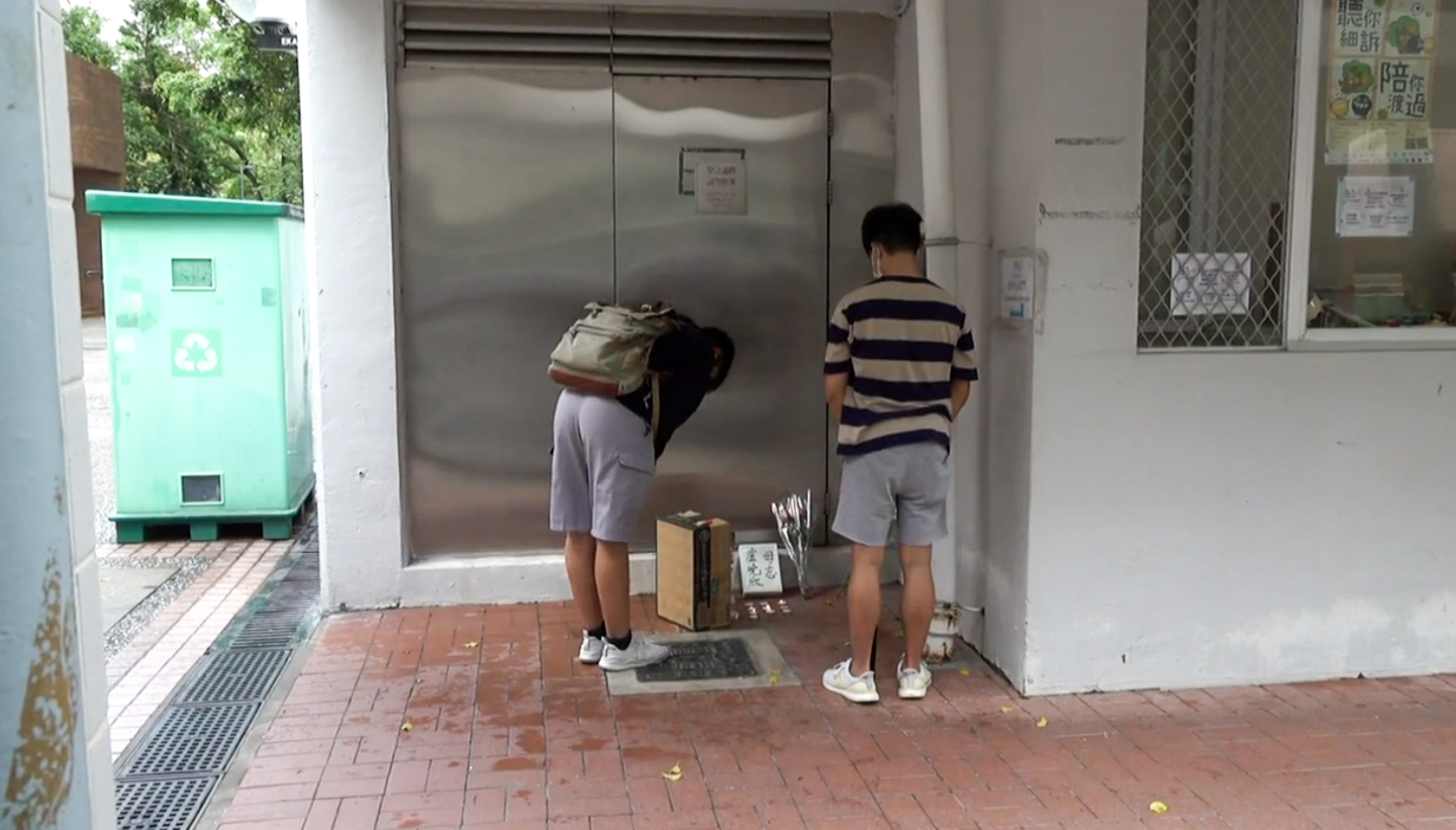
下午，市民於粉嶺嘉福邨悼念教大女生盧曉欣逝世11個月

### 中環和觀塘和你Lunch
網民發起在中環國際金融中心商場中庭和觀塘apm商場舉行「和你Lunch」示威活動，有逾百名市民參與，防暴警察在商場外戒備。參與者至約下午2時許散去。

### 悼念教大女學生盧曉欣
下午，有市民趁教大女學生盧曉欣墮樓身亡11個月，到粉嶺嘉福邨福泰樓外悼念，點起蠟燭及摺紙鶴，氣氛大致平靜。

### 香港中聯辦回應《國安法》
中央人民政府驻香港特别行政区联络办公室负责人发表谈话表示，坚决支持特区政府有关表态，坚决反对美国对香港事务的粗暴干预，强烈谴责美方对香港国安立法的造谣污蔑，美方应立即停止干预香港事务和中国内政。

### 梁振英向匯豐施壓
全國政協副主席梁振英在Facebook帖子呼籲抵制總部位於倫敦的滙豐銀行，因為對方沒有公開支持北京推動制定香港新國安法的努力。梁振英還表示，中國和香港都沒有欠滙豐，滙豐在中國的業務，中國和其他國家的銀行完全可以隔夜取代。

## 30日

### 特朗普宣布將撤銷香港特殊待遇
美國當地時間5月29日下午2時50分，美國總統特朗普在白宮外見記者宣佈，將終止香港政策法下香港的特殊待遇。認為中國在人大會議上為香港立國家安全法，毀滅一國兩制並實行一國一制，嚴重損害香港民主自由，香港回歸中國是為中國發展民主自由而跟香港學習並不是變成中國一個城市，經過中國一連串不讓步下，決定取消政策法，將不會再享有特殊待遇，與此同時將會制裁損害香港民主自由的香港官員及中國官員。

## 31日

### 831太子站事件9個月
傍晚6時許，陸續有市民到港鐵太子站B出口外獻花，警方派出多名防暴警在該處站崗，並拉起封鎖線，區議員在場代為接收市民花束。而警方設立了兩個傳媒採訪區，並廣播要求逗留的市民散開。到晚上9時15分，太子聯合廣場外有十多人被截查，其後獲得放行。中環國際金融中心商場中庭亦有約20人靜坐紀念事件。

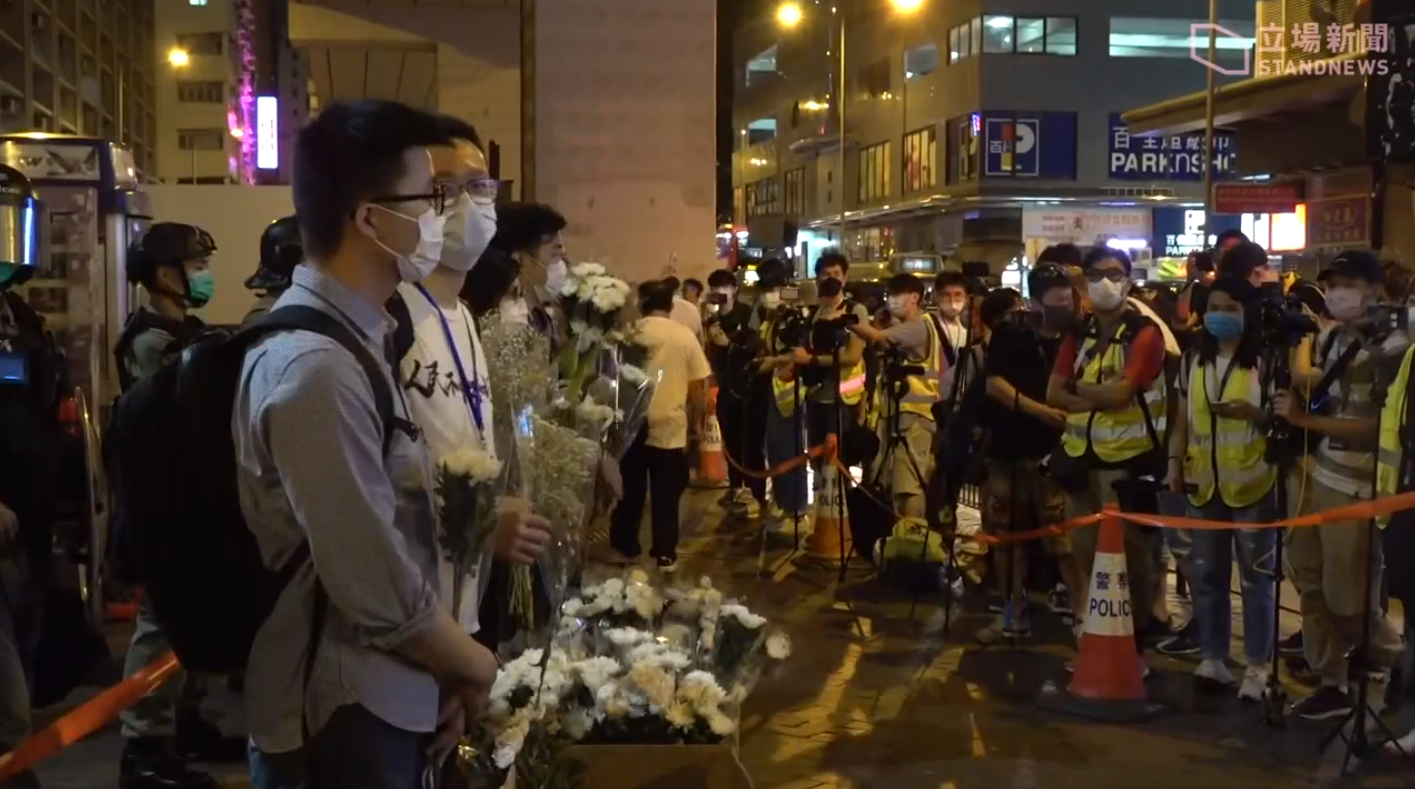
區議員在場代為接收市民花束
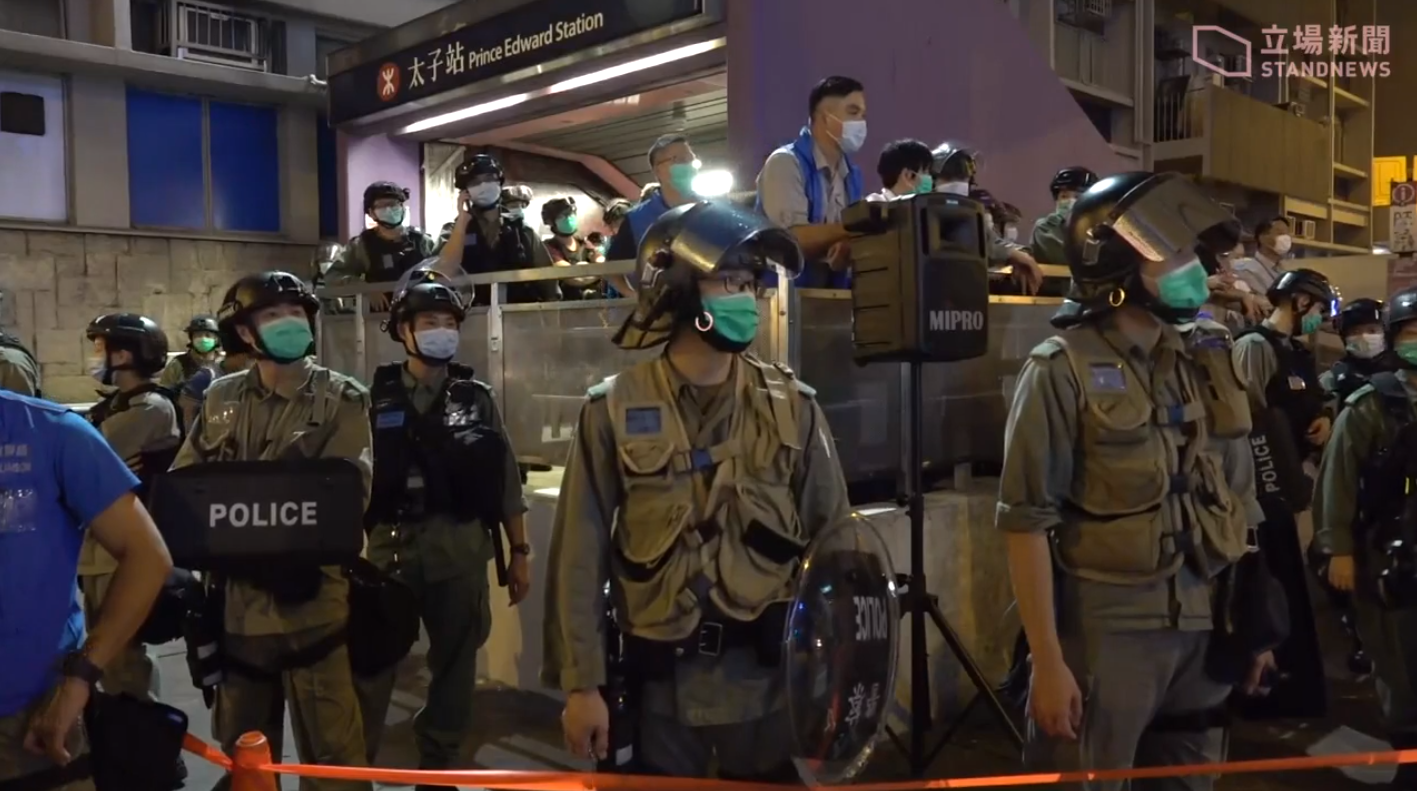
警方派出多名防暴警在太子站B出口站崗，並拉起封鎖線
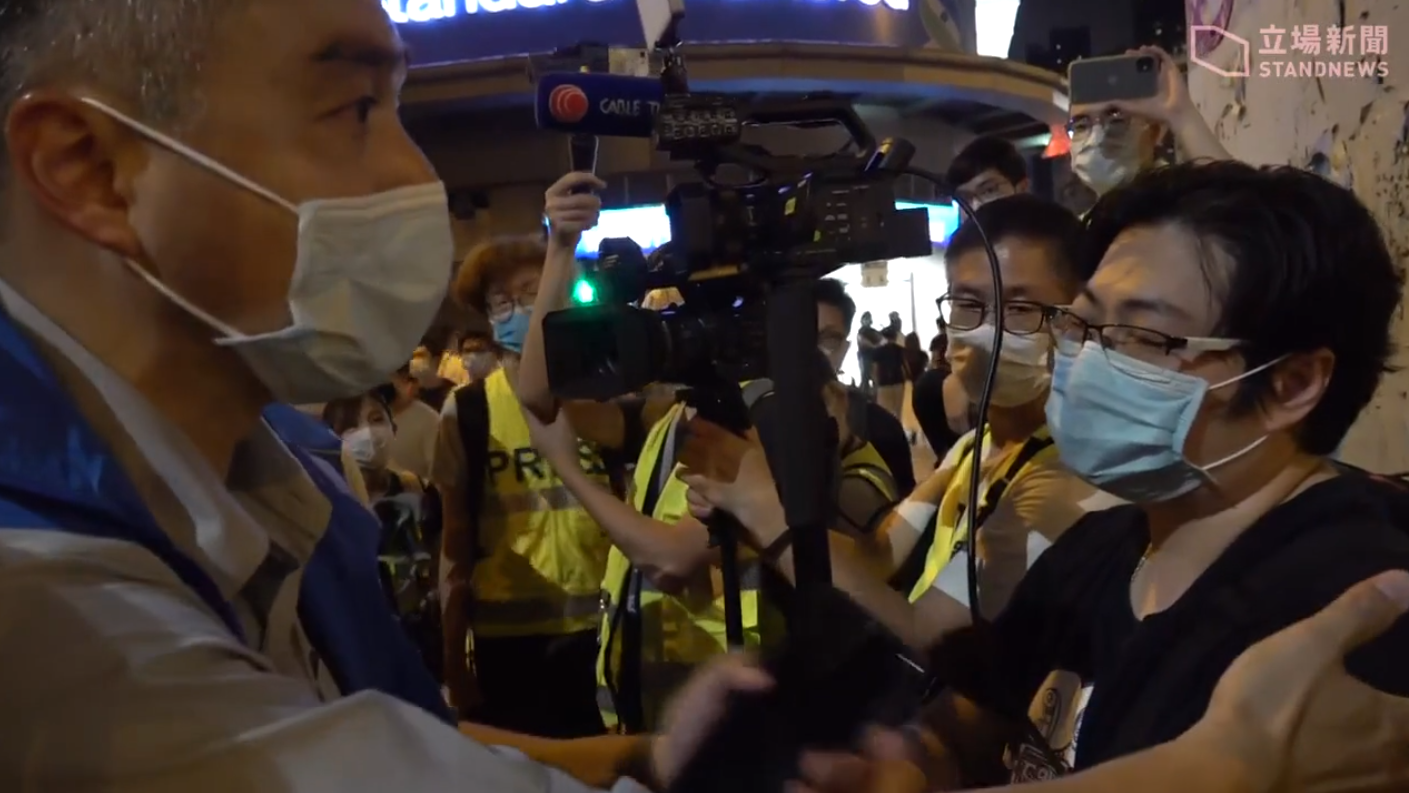
傳媒聯絡隊警司高振邦與有線新聞工作人員爭論
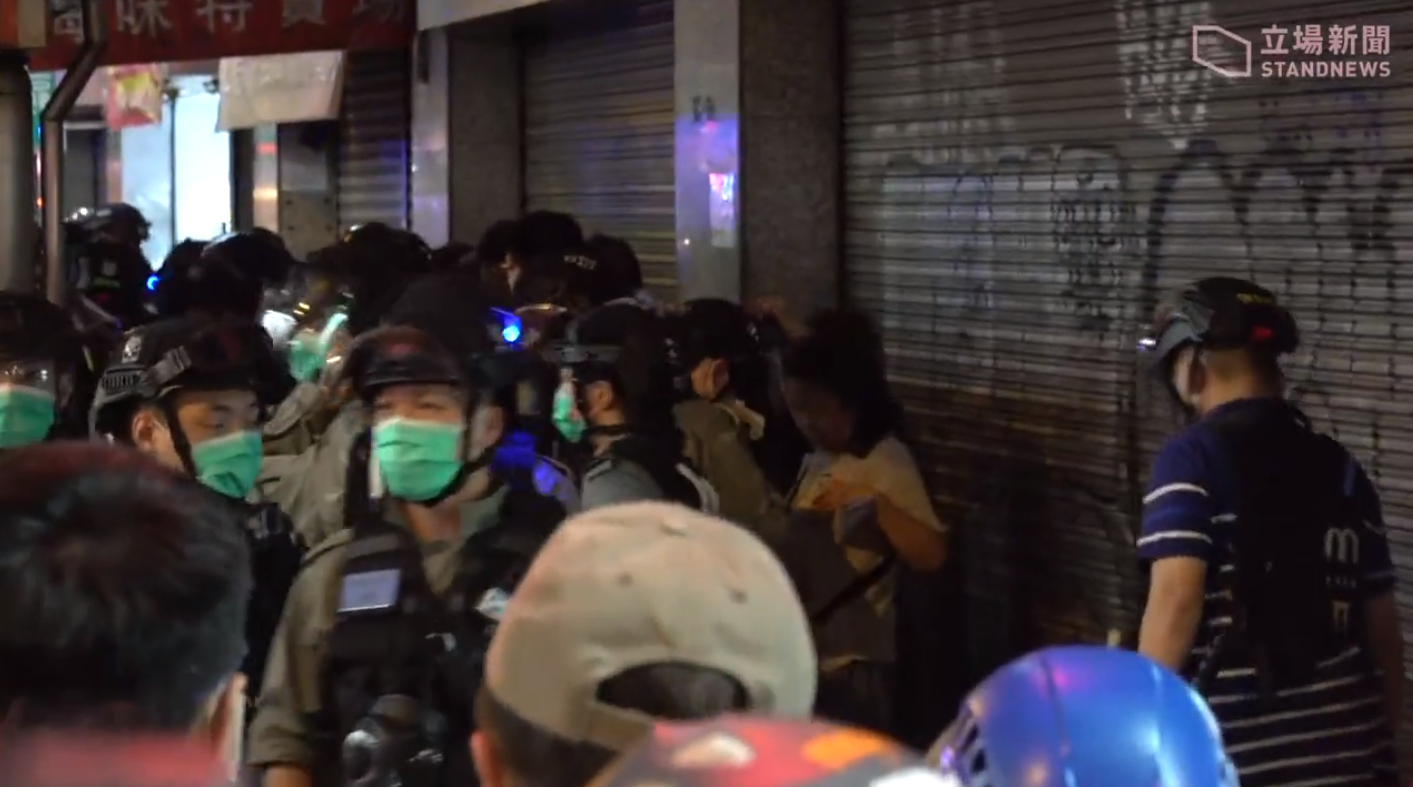
晚上9時15分，太子聯合廣場外有十多人被截查

### 民主歌聲獻中環
人民力量主席兼立法會議員陳志全（慢必）同副主席譚得志（快必）於中環碼頭海旁舉辦「民主歌聲獻中環」，自彈自唱，為人力眾籌之餘，亦呼籲市民參加6月4日各區悼念。也邀請埋公開支持反修例運動嘅藝人阮民安（Tommy），不過因為限聚令，只能網上直播。